# Front Iugoslau
El Front Iugoslau, també conegut com la Guerra d'Alliberament Popular Iugoslava (serbocroat: Narodnooslobodilački rat, Народноослободилачки рат; macedònic: Народноослободителна борба, Narodnoosloboditelna borba; eslovè:Narodnoosvobodilna borba o Narodnoosvobodilni boj), va ser un conflicte militar esdevingut a la Iugoslàvia ocupada durant la Segona Guerra Mundial (1941-1945) entre les forces de resistència iugoslaves, principalment els Partisans, i les Potències de l'Eix.
L'abril de 1941, el Regne de Iugoslàvia va ser envaït ràpidament per les forces de l'eix, quedant dividit entre Alemanya, Itàlia, Hongria, Bulgària i pels règims-titella de Croàcia i Serbia. Com a conseqüència, es van generar dos moviments de resistència, portant a terme una lluita de guerrilles: els Partisans, moviment republicà sota lideratge comunista, i els txètniks, milícia monàrquica i nacionalista sèrbia coneguda oficialment com l'"Exèrcit Iugoslau en la Pàtria". Aquestos dos moviments guerrillers, però, prompte van dirigir les seues actuacions l'un contra l'altre.
L'Eix va realitzar una sèrie d'ofensives dirigides a destruir els Partisans, cosa que va estar a punt d'ocórrer a l'hivern i primavera de 1943. Malgrat els contratemps, els Partisans van forjar-se un prestigi com a força de batalla, guanyant-se el reconeixement dels Aliats Occidentals, establint la base per a la fundació de l'Estat iugoslau de posguerra. Amb suport en logística, equip, formació, i poder aeri dels Aliats Occidentals, i de les tropes de terra soviètiques durant l'Ofensiva de Belgrad, els Partisans finalment van guanyar el control del país sencer i de les regions fronteres de Trieste i Caríntia.
El cost humà de la guerra va ser enorme. El nombre total de víctimes de guerra és disputat, si bé és generalment acceptada la xifra mínima d'un milió de persones. Entre les víctimes s'hi trobava la majoria de la població Jueva del país, part de la qual va morir en camps de concentració (p. ex. Jasenovac i Banjica) comandats pels governs-titella locals. El règim Ústaixa de Croàcia va portar a terme un genocidi contra les poblacions sèrbies, jueves i gitanes de Croàcia, mentre els txètniks portaven a terme la seua pròpia neteja ètnica en contra del Bosnians i Croats. Els alemanys van portar a terme execucions en massa de civils com a venjança per les activitats de la resistència (com p. ex. la Massacre de Kragujevac).

## Context

### Un país amb una identitat incerta

#### Formació de Iugoslàvia
La paraula "iugoslau" apareix a mitjans del segle xix en els cercles patriòtics croats i eslovens en lluita contra la dominació austríaca ; originalment va substituir el d'"il·liris" que els austríacs havien prohibit l'ús. Després va donar nom a la "idea iugoslava", és a dir al projecte, madurat en cercles d'oposició a Àustria, d'una unió dels eslaus meridionals (serbis, croats, eslovens…) més enllà de les barreres lingüístiques i religioses.
Va ser després de la Primera Guerra Mundial que Iugoslàvia (literalment, «país dels eslaus de sud») es crea, en un territori que on actualment hi ha set estats europeus diferents: Sèrbia, Croàcia, Eslovènia, Bòsnia i Hercegovina, Montenegro, Macedònia del Nord i Kosovo. El Regne de Sèrbia, que es troba entre els victoriosos aliat, té l'oportunitat de reunir sota la seva autoritat no només tot el poble serbi -una part de la qual encara es trobava fora de la seva sobirania-, però també d'altres poblacions eslaves que vivien a Àustria-Hongria. A finals de 1918 es va fusionar amb el regne de Montenegro i després amb l'Estat dels eslovens, croats i serbis, una entitat efímera en la qual s'havien reunit diversos antics territoris austrohongaresos poblats per eslaus. Aquesta unió dona origen al regne dels serbis, croats i eslovens, el primer nom oficial de la monarquia iugoslava, que ara inclou tots els eslaus del sud-est d'Europa, tret dels habitants de Bulgària, així com diverses minories no eslaves (albanesos, alemanys, hongaresos, italians, turcs ...). Per tant, aquest nou estat resulta de la unió de terres històricament disputades, on moltes nacionalitats i comunitats religioses (ortodoxes, catòliques, musulmanes, jueves, etc.) s'enreden ; els territoris austrohongaresos annexionats després del final de la guerra se sumen als efectius conquerits abans del conflicte mundial per Sèrbia i Montenegro a costa dels otomans i els búlgars, durant les de 1912-1913.
A nivell religiós, els serbis i els montenegrins són essencialment ortodoxos, mentre que els eslovens i els croats són predominantment catòlics; a aquesta divisió s'afegeix la presència d'una gran minoria d'eslaus musulmans, heretada del domini otomà. En l'àmbit polític, el nou país és essencialment una continuació de la monarquia sèrbia, sobre la qual encara regna la dinastia Karađorđević: si es tracta oficialment de la concreció de la "idea iugoslava", de fet, està dominat políticament pels serbis. El 1921, es va adoptar una constitució centralista, en detriment de la solució federal exigida pel Partit Camperol Croat (HSS).
El primer governant iugoslau és el rei Pere I de Sèrbia, llavors greument malalt; el seu fill Alexandre I, ja regent durant molts anys, el va succeir en 1921, pocs mesos després de l'aprovació de la primera constitució. El nou país té com a prioritat construir una identitat nacional i una administració real de l'estat, mentre que el poder central té grans dificultats per imposar la seva autoritat als territoris les diferents economies que s'han d'integrar en un tot més gran. Els únics partits polítics buscant adreçar-se no a una nacionalitat determinada, sinó a tots els súbdits del regne, són els Demòcrates, que després formen el primer partit en nombre de vots; la Unió Agrària, que declina ràpidament; i el Partit Comunista de Iugoslàvia (KPJ, o PCY). Fundat el 1919, el KPJ va obtenir desenes de diputats durant l'elecció de l'Assemblea Constituent el novembre de 1920. Però, un mes després, un decret limita severament les activitats públiques del partit i prohibeix la seva premsa i els sindicats afiliats. L'agost de 1921, després que els comunistes intentessin matar el regent Alexandre i després assassinessin un exministre, el KPJ va ser prohibit.

#### Tensions internes i amenaces externes
Iugoslàvia és, en els seus primers anys d'existència, un país amb una economia endarrerida, que coneix fortes desigualtats socials: certes regions, com Macedònia, Montenegro i Bòsnia i Hercegovina, mostren un retard important del desenvolupament. Des d'un primer moment, un dels principals factors de tensió política és el predomini, dins del nou estat, de les elits de l'antic regne de Sèrbia. Això es tradueix en una hegemonia dels serbis (que representen, comptant els montenegrins car molts es consideren a si mateixos serbis, el 39% de la població) en l'aparell administratiu, i notablement l'exèrcit, fins al punt que Iugoslàvia feia figura de la «Gran Sèrbia». A més, si bé Sèrbia pagava molt car la seva presència al camp dels vencedors de la guerra, alguns membres dels cercles governants de Belgrad tendeixen a considerar que els serbis es troben en un país conquerit a la resta de Iugoslàvia i que un gran nombre part dels altres pobles del regne, antigament austrohongaresos, pertanyen al camp d'enemics derrotats. La conseqüència és una hostilitat creixent cap al règim monàrquic entre molts croats –que constitueixen, després dels serbis, la nacionalitat més important del regne–, però també en altres comunitats com els bosnians (paraula que aleshores podria designar tots els habitants de Bòsnia i Hercegovina, però que es confon en gran manera amb els musulmans de la regió, com a comunitat ètnica i religiosa) o els eslovens. Les tensions entre nacionalitats són molt exigents, sobretot entre croats i serbis, essent el primer oponent a la dominació del segon: el 1928, Stjepan Radić, fundador del partit camperol croat, va ser fatalment ferit per un diputat montenegrí al recinte del Parlament. A les antigues possessions de l'Imperi Otomà, molts propietaris musulmans es veuen perjudicats per la reforma agrària, cosa que afavoreix els camperols serbis. La situació és més tensa a les terres preses pels otomans durant la Primera Guerra dels Balcans: a Kosovo, els albanesos no tenen drets i les seves revoltes són suprimides brutalment; els macedonis no es reconeixen com a poble i són considerats oficialment serbis.
Si Iugoslàvia es beneficia de la protecció del Regne Unit i de França, països poderosos però llunyans, les seves relacions amb els seus veïns immediats són difícils, fins i tot francament dolentes: coneix amb ells una sèrie de disputes més o menys greus per qüestions de territoris, fronteres o poblacions. Immediatament després de la Primera Guerra Mundial, va esclatar una disputa amb la presa de possessió d'Itàlia - a la regió d'Ístria, Venècia Júlia i Dalmàcia - dels antics territoris austrohongaresos poblats no només per italians, sinó també per eslovens i croats.. Els italians també reclamen Fiume i la seva regió. El tractat de Rapallo de 1920 que fixava la frontera entre els dos països, després la divisió el 1924 del territori de Fiume, no va acabar amb les tensions italo-iugoslaves. El règim de Benito Mussolini té efectivament visions sobre Dalmàcia, on viu una minoria italiana i on Itàlia ja té un exclavament, la província de Zara. La Itàlia feixista es dedica a una brutal «italianització» de les poblacions eslovenes de Venècia Júlia; també treballa, per envoltar millor els iugoslaus, per convertir en un estat satèl·lit Albània. Iugoslàvia també té disputes territorials amb Bulgària i Grècia sobre Macedònia, amb Hongria sobre la minoria hongaresa present en particular a Vojvodina, així com amb Albània sobre les regions poblades per albanesos, principalment el Kosovo, i amb Àustria sobre la zona de frontera.

Les banovines del regne de Iugoslàvia abans de 1939.

En 1929, davant la incapacitat del sistema parlamentari a resoldre els problemes entre les nacionalitats, el rei Alexandre I deroga la Constitució i s'atorga poders dictatorials. El país pren per l'ocasió el nom oficial del regne de Iugoslàvia. El sobirà presenta efectivament la seva política com el camí cap al "Iugoslavisme", és a dir, a la unitat nacional. Va intentar, mitjançant una sèrie de reformes autoritàries, centralitzar el regne, però no va resoldre la qüestió de l'estat de les diverses comunitats, en particular els croats i els musulmans. El país està dividit en nou províncies o "banovines" (banovinas), abolint les antigues regions històriques i els departaments sense tenir en compte les herències històriques i les tradicions culturals. Els actuals territoris de Macedònia i Montenegro s'incorporen respectivament a la banovina de Vardar i a la de Zeta, mentre que la banovina de la Drave està formada per la major part de l'actual Eslovènia. Finalment, aquesta reforma no satisfà ningú: els croats veuen desaparèixer oficialment el mateix nom de "Croàcia", mentre que els serbis veuen els seus territoris històrics, inclosa la Sèrbia central, Vojvodina i Kosovo dividits entre quatre banovines.
Part dels nacionalistes serbis també participen en el moviment paramilitar txètnik (četnik, plural četnici) - des del nom que va designar les bandes de combatents de la resistència fins a la dominació otomana - originalment compostes per veterans de les guerres dels Balcans i la Primera Guerra Mundial, aleshores més generalment militants nacionalistes. Si Alexandre I prohibí el 1929 les formacions txètniks de Sèrbia i Croàcia, a continuació, permet que n'hi hagi de manera informal. Els Txètniks, amb els seus principals líders Ilija Trifunović-Birčanin i després Kosta Pećanac, tenia al voltant de mig milió de membres i simpatitzants.
Si el Partit Camperol Croat és el principal moviment d'oposició al poder central, la facció més radical de Croàcia és la dels Ústaixis (Ustaše, és a dir “Insurgents”), independentistes feixistes dirigits per Ante Pavelić i recolzats per la Itàlia de Mussolini i l'Hongria de Miklós Horthy. Existeixen altres moviments independentistes o autonomistes més o menys virulents, com els "Verds" de Montenegro o l'Organització Interna Revolucionària de Macedònia (VMRO), recolzada durant un temps per Bulgària i Itàlia. A l'octubre de 1934, Alexandre I és assassinat durant una visita a França per un membre de la VMRO que estava vinculat a la Ústaixa.
El nou rei, Pere II, és encara un nen i es crea un consell de regència. El poder està en mans al sí del consell per un cosí d'Alexandre I, el príncep Paul Karadjordjevic. Durant els anys següents, Iugoslàvia es va esforçar per aconseguir una estabilitat interna i preservar la seva neutralitat en el context de creixents tensions internacionals. El govern iugoslau desenvolupa els seus intercanvis econòmics amb l'Alemanya nazi, que espera aconseguir les bones gràcies, alhora que s'esforça per mantenir bones relacions amb França i el Regne Unit. L'hostilitat tradicional cap a Alemanya en aquesta regió d'Europa limita, tanmateix, l'atracció del nazisme a Iugoslàvia. L'exministre Dimitrije Ljotić crea el 1935 el ZBOR, un partit - principalment serbi - nacionalista i antisemita de tipus feixista, però aquest moviment no assoleix molt d'èxit a les eleccions.
Tot intentant preservar la neutralitat internacional del país, el regent Pau va intentar resoldre els seus problemes interns, trobant una solució a la "qüestió croata". El 1939 es va concloure un acord amb Vladko Maček, líder del Partit Camperol de Croàcia, que permetia crear una banovina de Croàcia, de la qual Ivan Šubašić es va convertir en governador (ban). Una quarta part del territori i un terç de la població iugoslava estan per tant sota jurisdicció croata. Maček passa a ser viceprimer ministre. Aquest acord (sporazum), però, no resol les tensions entre les comunitats. Les concessions als croats, si bé satisfan la majoria d'aquests, provoquen insatisfacció amb altres nacionalitats, en particular amb els serbis, el sentiment nacional dels quals s'agreuja per aquest abandonament del "iugoslavisme" integral. Diverses organitzacions sèrbies qüestionen el lloc del poble serbi a Iugoslàvia: alguns afirmen la creació d'una banovina de territoris serbis, que inclouria tota la resta del país. El Club Cultural Serbi, creat el 1937 per l'acadèmic Slobodan Jovanović, propugna així la reorganització del regne en forma de federació tripartita que respectaria les principals nacionalitats. L'Organització Musulmana Iugoslava demana la creació d'una província de Bòsnia i Hercegovina. Les organitzacions de l'extrema dreta es van oposar per la seva banda a l'acord, tant la Ústaixa - que ho troben insuficient i va exigir l'annexió de Bòsnia i Hercegovina a Croàcia – com els feixistes del ZBOR. Però l'acord amb els croats és sobretot una mesura d'emergència, destinada a reforçar la unitat nacional iugoslava quan la guerra sembla imminent a Europa. En qualsevol cas, és insuficient i massa tard per tenir l'efecte desitjat. Pocs dies després de la seva entrada en vigor, va esclatar la Segona Guerra Mundial, mentre que Iugoslàvia es va mantenir, a causa de les seves debilitats internes, molt mal preparada per afrontar una situació així.

### La situació dels comunistes abans del 1941
El Partit Comunista va ser molt afeblit a principis dels anys trenta. La seva prohibició el fa dependre de la Internacional Comunista (Komintern), mentre que aquesta inicialment es va declarar contra l'existència mateixa de Iugoslàvia i està més interessada en les aliances amb separatistes. Entre el 1932 i el 1935, el partit clandestí va defensar no només l'enderrocament de la monarquia, sinó també la separació de Iugoslàvia en diverses repúbliques comunistes. La seva adhesió es limitava a uns quants centenars de membres. Però a la fi de la dècada, el KPJ va començar a reconstruir les seves forces; Josip Broz, àlies "Tito", que va dirigir durant el període d'entreguerres nombroses missions arreu d'Europa, en nom de la Internacional Comunista, van afirmar la seva autoritat sobre el partit, del qual va ser oficialment secretari general el 1939. S'esforça per suavitzar les relacions complexes entre les diferents faccions comunistes iugoslaves, que es van formar sobre bases nacionals, i aconsegueix convèncer el Komintern de mantenir al KPJ, quan ja s'havia debatut dissoldre'l.
El KPJ ara fa campanya pel manteniment de les fronteres del país, cosa que li permet obtenir nous contractes, especialment entre la població estudiantil; encara clandestí, tenia al voltant de 6.000 membres a finals de 1939, arribant als 8.000 a principis de 1941. Tot i això, l'acord amb els croats va contribuir al seu aïllament privant-lo de qualsevol possibilitat d'aliança amb el Partit Camperol Croat o l'oposició sèrbia. El 1940, l'obertura de relacions diplomàtiques amb l'URSS va beneficiar als comunistes; mentre el Pacte germanosoviètic continua vigent, l'URSS ordena als comunistes iugoslaus que organitzin un "front unit"clandestí en previsió d'un possible conflicte. A l'octubre del mateix any, Tito va reunir una conferència del partit a prop de Zagreb. El KPJ té ara directius de les diverses nacionalitats del país, per als quals treballa per oferir solucions. Defensa en particular la unificació de Bòsnia i Hercegovina, així com el dret a l'autodeterminació de Macedònia i de Montenegro.

### L'engranatge de la guerra

#### Una neutralitat impossible
Entre 1935 i 1939, Iugoslàvia va intentar preservar la seva neutralitat conreant tant els seus vincles amb el Regne Unit –que cada vegada s'interessa més per l'Europa mediterrània – com amb Alemanya, en detriment de França, la influència de la qual està disminuint. Milan Stojadinović, nomenat primer ministre el 1935, va treballar per millorar les relacions amb Itàlia, que, combinada amb bones relacions amb Alemanya, va ajudar a inclinar Iugoslàvia cap a l'Eix Roma-Berlín. El 1937, se signa un tractat d'amistat amb Itàlia: aquest es compromet a respectar la integritat territorial iugoslava i veu a canvi la seva posició dominant a Albània. Els italians detenen Ante Pavelić i els altres caps de la Ústaixa, que fins ara havien acollit al seu sòl.
El 1939, el regent Pau destitueix Stojadinović, la política excessivament pro-alemanya preocupa tant l'exèrcit com els cercles serbis francòfils. A mesura que les tensions empitjoren a Europa, Iugoslàvia fa tot el possible per allunyar-se dels conflictes. Els acords de Múnic la invasió italiana de la veïna Albània l'Anschluss i la invasió germano-soviètica de Polònia van contribuir, no obstant això, a l'ansietat i al sentiment d'aïllament del país, cosa que va notar encara més el fracàs dels seus aliats francesos i britànics. Amb la transformació d'Albània en un protectorat italià Iugoslàvia es troba atenallada pels dos països de l'Eix.
Abans del 1941, Itàlia i Alemanya no tenien una línia comuna respecte a Iugoslàvia. Mussolini, desitjós de perseguir l'irredemptisme, desitja un desmantellament directe del país per concretar les ambicions territorials d'Itàlia a la zona de l'Adriàtic. Els cercles governants nazis són, al seu torn, ho comparteixen: Alfred Rosenberg i el seu entorn són ferms partidaris de la independència de Croàcia, mentre que Hermann Goering busca la preservació de Iugoslàvia davant els seus ulls un interès estratègic. El juny de 1939, Adolf Hitler reforça els vincles germano-iugoslaus acollint el príncep Pau a Berlín.

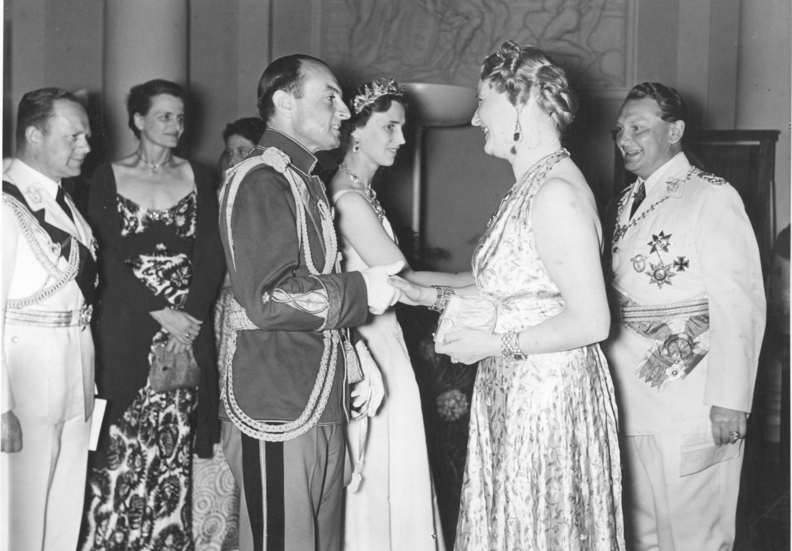
El príncep Pau regent de Iugoslàvia, trobant-se amb Hermann Goering i la seva dona Emmy durant la seva visita a Alemanya el 1939.

Al començament del conflicte mundial, els iugoslaus busquen sobretot protegir-se contra la probable entrada a la guerra d'Itàlia, cosa que representa per a ells la principal amenaça. Per tant, conreen una doble neutralitat, mantenint per una banda les seves bones relacions amb Alemanya perquè conservi el seu aliat italià, i per l'altra la seva aliança amb les democràcies occidentals per protegir-se en cas de necessitat. El 1939, els francesos van plantejar una estratègia de contratemps: desembarcar a Salònica per obrir als Balcans un segon front amb el qual associarien Iugoslàvia, Grècia i Turquia. El govern iugoslau, per al qual Tessalònica té un gran interès estratègic, es deixa seduir per aquesta idea, però el projecte d'una força expedicionària aliada als Balcans s'enfronta a la mala voluntat dels britànics: aquests últims no volen provocar Itàlia, que encara no s'ha unit al conflicte. L'abandonament del projecte Salònica va obligar el regent a un exercici d'equilibri delicat per mantenir la seva neutralitat. Davant de l'aparent evasió dels seus aliats francesos i britànics, Iugoslàvia busca el suport del bàndol de l'URSS - encara vinculada a Alemanya pel pacte germanosoviètic - amb què obre relacions diplomàtiques al juny de 1940.
Ja el 1940, Mussolini tenia previst atacar Iugoslàvia. A principis d'any, va renovar la seva aliança amb la Ústaixa a qui havia arrestat tres anys abans. El ministre d'Afers Exteriors italià Galeazzo Ciano rep Ante Pavelić; amb ell preveia un pla per a la desmembració de Iugoslàvia i l'establiment d'un règim croat afable a la Itàlia feixista, que prendria la forma d'una monarquia la corona del qual tornaria a ser un príncep de la casa de Savoia. Ciano no deixa de ser prudent, però, contingut per evocar les possibilitats. A la primavera de 1940, Hitler va dissuadir el seu aliat italià d'atacar els Balcans. El Führer per ara, es mostra satisfet amb els acords econòmics que fan que Iugoslàvia sigui cada vegada més dependent del Reich. A més, encara no volia provocar als soviètics llançant una nova ofensiva a l'Est.
Els fets de l'estiu de 1940 van revertir el tauler. La inesperada derrota de França –aliat tradicional de la monarquia sèrbia– revela la supremacia alemanya i fa dubtar els iugoslaus de les seves polítiques. Durant l'ofensiva italiana contra els francesos, Mussolini encara va assegurar-se de la seva intenció d'atacar ni Iugoslàvia ni Grècia. Tot i això, les dificultats del seu exèrcit als Alps l'empenyen a plantejar-se obrir un segon front per fer valer el poder d'Itàlia, independentment dels interessos alemanys. Tot i això, vacil·la entre una ofensiva contra Iugoslàvia o contra Grècia; és, finalment, aquest darrer país qui en tria. A l'octubre de 1940, Itàlia ataca Grècia, augmentant encara més la preocupació de la veïna Iugoslàvia. Tot i que el país és oficialment neutral, el seu ministre de guerra, el general Milan Nedić, planteja un desembarcament a Salònica per capturar-lo amb l'ajut d'Alemanya, per privar Itàlia d'aquest punt estratègic. La posició germanòfila de Nedić, així com els seus vincles amb el ZBOR, van portar al regent a substituir-lo el novembre de 1940, després d'un bombardeig italià sobre Bítola (que Itàlia afirma que es va dur a terme per error).
Mentre Churchill espera una aliança del Regne Unit amb els països balcànics, el regent Pau pren nota que els britànics estan massa lluny per aportar una ajuda directa a Iugoslàvia. Es va decidir tractar amb l'Eix i va enviar emissaris a Roma i Berlín, per obtenir garanties sobre la no bel·ligerància de Iugoslàvia o en una possible annexió de Salònica. Mentrestant, els cercles anti-nazis de Iugoslàvia han reaccionat contra aquest desenvolupament. Milà Gavrilović, líder d'esquerres del Partit Agrari Serbi, designat representant del seu país a l'URSS en l'obertura de les relacions diplomàtiques, intenta arribar a Moscou per obtenir suport dels soviètics, amb l'esperança de separar el príncep Pau d'Alemanya. Els soviètics, desitjosos d'evitar qualsevol provocació, arrosseguen les seves discussions amb Gavrilović, però aquest últim els acaba de convèncer de l'interès de contactar amb els cercles militars iugoslaus hostils a Alemanya.

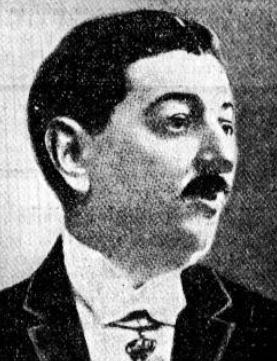
El primer ministre Dragiša Cvetković signa el pacte tripartit a petició del regent.

Per la seva banda, Hitler es veu impulsat per la situació regional per intentar treure el govern iugoslau de la seva neutralitat. A partir d'aquell moment, de fet, va començar a preparar-se per a la invasió de l'URSS, cosa que li va requerir abans controlar la situació als Balcans. Es tracta d'ajudar primer Mussolini que lluita contra els grecs, després construir aliances amb tots els països de la regió. L'aliança amb Iugoslàvia té una importància especial per als alemanys com a part de l'ofensiva que preveuen dur a terme a Grècia per rescatar els italians. Hitler vol evitar que les seves tropes siguin exposades al seu flanc dret. Iugoslàvia també ocupa un lloc estratègic per al futur atac a l'URSS. El regent iugoslau intenta estalviar temps i millorar les relacions amb els seus veïns: el desembre es va signar un tractat d'amistat amb Hongria. Però, al mateix temps, l'Alemanya nazi expandeix ràpidament la seva influència als Balcans. Al novembre, Romania i Hongria uneixen forces amb Alemanya signant el pacte tripartit ; el règim nazi pretenia llavors obtenir la signatura de Bulgària, després la dels iugoslaus. Al febrer de 1941 Hitler rep el primer ministre iugoslau, Dragiša Cvetković el seu ministre d'Afers Exteriors, a qui va demanar unir-se al pacte. També els descoratja que busquin el suport de l'URSS, mostrant-los que Molotov, durant la seva visita a Berlín, preveia modificacions territorials en benefici de Bulgària i a costa de Iugoslàvia.
Per la seva banda, els britànics, que estan a punt d'expulsar els italians a l'Àfrica del nord i de l'est, preparen una intervenció contra ells als Balcans. Per això, busquen aliar-se no només amb Grècia, sinó també amb Turquia i Iugoslàvia. Després de no haver-hi aconseguit res amb els turcs, els britànics van decidir fer pressió sobre els iugoslaus. En 5 de març, mentre que el Regne Unit es prepara per desembarcar a Grècia va enviar tropes de l'Orient Mitjà i el Nord d'Àfrica, el regent de Iugoslàvia rep una carta del cap de la diplomàcia britànica, Anthony Eden, que li va demanar que donés suport militar als grecs. L'endemà, va començar l'enviament de les tropes britàniques a Grècia. Els iugoslaus queden atrapats en el foc creuat, entre els britànics que gairebé no els poden ajudar concretament després de la caiguda de França, i els alemanys, les demandes dels quals es tornen pressionants i amenaçants; també van preguntar sobre la posició dels soviètics, però van buscar sobretot mantenir-se al marge del conflicte. Joseph Stalin, poc convençut per les propostes d'aliança de Gavrilović, tot i així va intentar aprofitar la situació i va demanar a les seves xarxes de Iugoslàvia que explotessin el sentiment antialemany: Josip Broz Tito va rebre l'ordre de mobilitzar el Partit Comunista de Iugoslàvia "contra la capitulació als alemanys". L'objectiu de Stalin, però, sembla sobretot aprofitar el context iugoslau per pressionar Hitler, amb l'objectiu d'obtenir d'ell una autèntica aliança militar, més avantatjosa per a l'URSS que el simple tractat de no agressió que constitueix el Pacte germanosoviètic.
A principis de març, Bulgària signa el pacte tripartit i autoritza les tropes alemanyes a transitar pel seu sòl, Iugoslàvia està literalment envoltada d'Alemanya i els seus aliats. Els alemanys també van presentar un ultimàtum als iugoslaus, a qui van exigir que aportessin una resposta al 23 de març sobre la seva adhesió al pacte. Iugoslàvia, després d'haver demorat les exigències del règim nazi, ara té serioses raons per témer a les represàlies militars en cas de rebuig. El Regent Pau i els seus assessors van decidir finalment accedir a la sol·licitud d'Hitler, tot i l'hostilitat al govern. El 25 de març Cvetkovic signa a Viena el pacte tripartit. El govern iugoslau, per estalviar la seva opinió pública, aconsegueix que el pacte inclogui clàusules que li estalvien un compromís militar i un trànsit de les tropes alemanyes al seu sòl; tot i així, va reconèixer el paper líder d'Alemanya i Itàlia en el “nou ordre europeu” en construcció. L'endemà, Churchill va demanar als representants britànics a Belgrad que continuessin a fer pressió sobre els cercles governants iugoslaus malgrat tot, amb l'esperança d'obtenir una reversió per part seva.

#### El cop d'estat de 1941

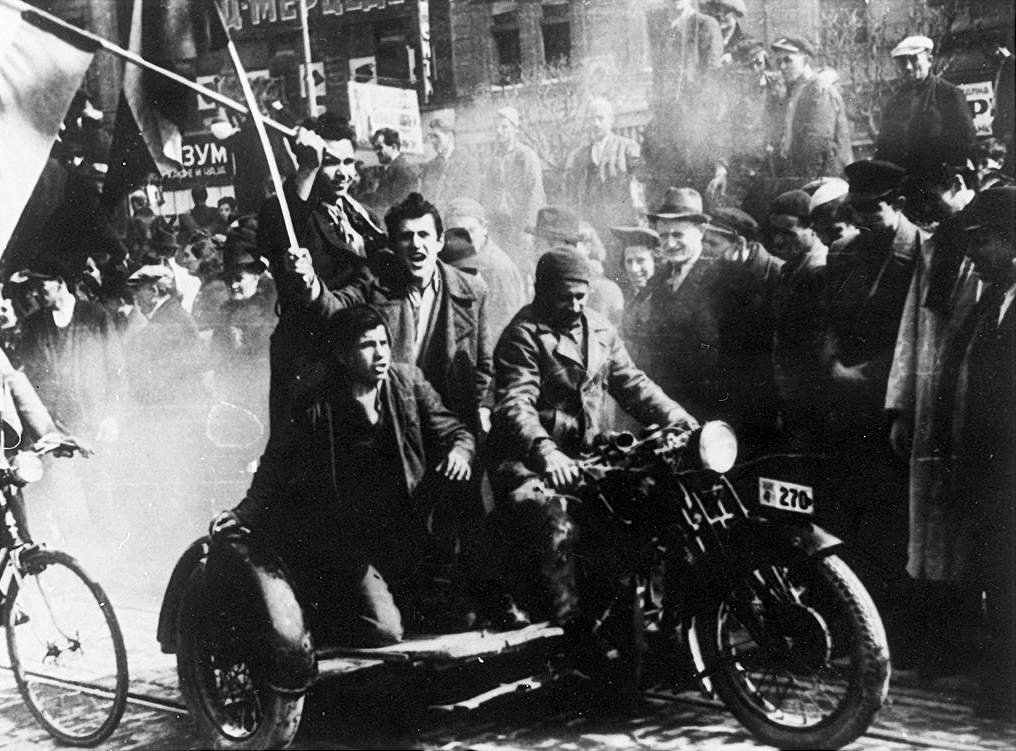
Manifestants a Belgrad durant el cop d'estat del 27 de març.

Aquest abandonament de la neutralitat i la submissió als desitjos alemanys provoquen una reacció immediata en els cercles nacionalistes sèrbies. Les manifestacions hostils a l'aliança amb Hitler, que apleguen joves serbis esclaten principalment a les ciutats El 27 de març, mentre el príncep Pau havia anat a descansar a Eslovènia, un grup d'oficials de l'Estat Major va enderrocar el govern de Cvetković; proclamen amb sis mesos d'antelació la majoria del rei Pere II i l'adhesió d'aquest al poder, així com la deposició del regent.
El paper exacte exercit pels britànics en aquest cop d'estat va ser objecte de controvèrsia: els historiadors atorguen al Regne Unit un paper principal, i alguns l'acusen d'haver precipitat la guerra a Iugoslàvia. Sembla que els agents del SOE (el servei secret britànic) a Belgrad van influir en els esdeveniments, animant els conspiradors a actuar ràpidament i proporcionant-los armes. Per a l'historiador britànic d'origen serbi Stevan K. Pavlowitch, el Regne Unit, jugant sobre la seva influència amb moviments nacionalistes o prooccidentals, com ara el serbi de la Unió Agrària, només "trucaren a una porta oberta" aprofitant el ja considerable descontentament amb la política del príncep Pau. Els britànics van accelerar les coses animant els conspiradors que aleshores van creure que rebrien ajudes militars fora de la ciutat; però el cop, una acció espontània més que una veritable conspiració, és sobretot una reacció dels cercles "patriòtics" serbis contra un govern considerat feble i incapaç, per tal de "salvar l'honor" de Sèrbia i, més àmpliament, que de Iugoslàvia.
Un dels líders colpistes, el general Dušan Simović, encapçalà un govern de coalició. El regent es va resignar a la situació i va marxar cap a Grècia, mentre que Vladko Maček va conservar el seu càrrec de viceprimer ministre. Els nous líders iugoslaus esperen rebre ajuda dels britànics, fins i tot, suport diplomàtic de l'URSS ; mentrestant, intenten protegir-se d'una reacció alemanya assegurant que el cop és un assumpte purament intern que no posa en dubte l'adhesió al pacte tripartit. Per por de provocar els alemanys, el nou govern iugoslau s'absté de qualsevol forma d'acord oficial amb els britànics, rebutjant rebre Eden, qui llavors es trobava a Grècia. Eden eludeix la dificultat enviant el cap de l'estat major, John Dill, a trobar-se amb Simović: els britànics prometen assistència militar al govern de Belgrad, però estan massa lluny d'un potencial front iugoslau perquè la seva ajuda pugui ser immediata. Iugoslàvia també intenta restablir bones relacions amb Itàlia, però Simović, un diplomàtic mediocre, aconsegueix amenaçar l'enviat italià amb represàlies militars.
Els soviètics, també acostats pels iugoslaus, només van proposar un tractat d'amistat i no agressió. Stalin, sorprès pel cop d'estat, busca sobretot explotar la situació per dissuadir a Hitler d'allargar la guerra i creu que aquesta demostració de solidaritat animarà el Führer a abandonar l'atac a Iugoslàvia. Però les discussions de l'URSS amb els iugoslaus van despertar tensions amb Alemanya, cosa que va portar als soviètics a modificar unilateralment els termes de l'acord, posant a l'ambaixador Milan Gavrilović davant fets acomplerts; el tractat d'amistat es redueix gairebé a una declaració de neutralitat, cosa que redueix considerablement el seu àmbit d'aplicació. Gavrilović, atabalat, vol rebutjar aquesta versió del tractat, però el primer ministre Simović li ordena que signi com és el text proposat pels soviètics. Programat per al 5 d'abril, la signatura del text es retarda. Finalment es produeix el 6 d'abril a les tres de la matinada, quan els soviètics ja han estat informats de les maniobres alemanyes amb vista a la invasió de Iugoslàvia: Stalin demana que el tractat es faci el 5 per no provocar als alemanys.
De totes maneres, la decisió de Hitler va ser irrevocable des dels primers dies. Furiós davant la reversió de la situació, en què veu la mà dels britànics i, més àmpliament, la dels jueus anglosaxons en coalició amb el judeo-bolxevisme - el líder nazi considera que Iugoslàvia ara ha de ser tractada com un enemic: ordena. la "destrucció" d'aquest país culpable d'haver interromput els seus plans als Balcans. Les precaucions dels iugoslaus no afecten de cap manera la seva decisió; es va llançar immediatament una campanya de propaganda violenta a Alemanya, acusant Grècia i Iugoslàvia d'haver-se venut al Regne Unit. El 6 d'abril, sense ultimàtum ni declaració de guerra, Alemanya ataca el territori iugoslau; el mateix dia, va envair Grècia per acabar amb tots els seus problemes als Balcans.

## La invasió de Iugoslàvia

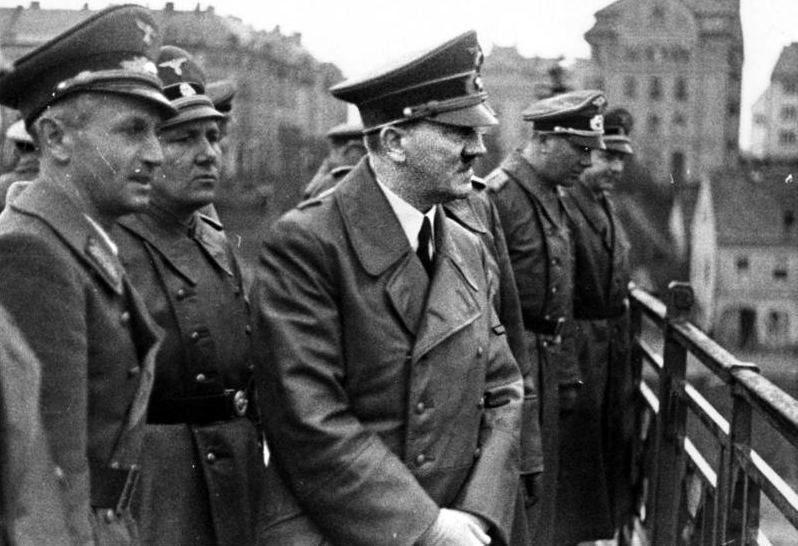
Adolf Hitler en Maribor, Eslovènia, el 1941. Més tard ordenaria als seus oficials "que feren aquestes terres alemanyes una altra vegada".

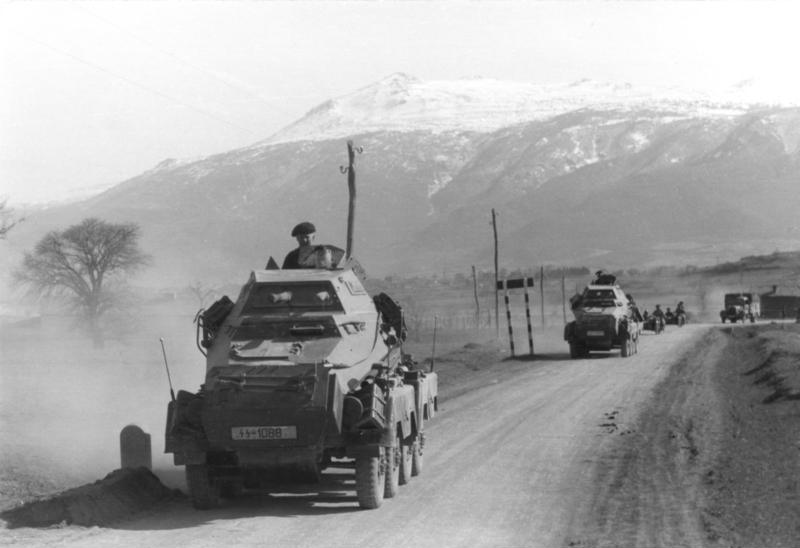
Schwerer Panzerspähwagens de la Leibstandarte SS Adolf Hitler a Iugoslàvia, el 1941.

L'exèrcit iugoslau, mal equipat i poc entrenat, no té temps de preparar-se ni de mobilitzar tots els homes disponibles. A la matinada del 6 d' abril de 1941, els alemanys van llançar l'operació Càstig, un bombardeig intensiu de Belgrad que va durar tres dies i va fer estralls per la meitat dels edificis d'apartaments de la capital. Diversos atacs aeris destrueixen la major part de l'aviació iugoslava i la infraestructura del país, facilitant la invasió terrestre.
La major part de les forces alemanyes, posades al comandament del general Maximilian von Weichs, van arribar de Bulgària, mentre que els italians, ajudats per les tropes auxiliars locals, van atacar des del seu protectorat albanès. Inicialment, els iugoslaus van aconseguir atacar efectivament el front albanès, però es van veure obligats de nou a posar-se a la defensiva el 14 d' abril. A més, les tropes sèrbies mostren clarament més agressivitat que les unitats de Croàcia i Macedònia,. molts dels quals van capitular a la primera oportunitat. Per l'època de la invasió, hi havia 165 generals actius a l'exèrcit iugoslau. D'aquests, tots excepte quatre eren serbis.A Croàcia, els alemanys avancen ràpidament, ajudats pels sabotatges comesos pels nacionalistes locals, en particular pels Ústaixos; entren a Zagreb el 10 d' abril.. La banovina de la Drave és envaïda conjuntament pels alemanys, que arriben d'Àustria, i pels italians; Ljubljana es capturada el 10. A Kosovo, els alemanys van ser acollits com a alliberadors per la població albanesa: una delegació de caps locals va concloure immediatament un acord de col·laboració amb els invasors. L'11 d' abril mentre que la resistència iugoslava s'ensorra al nord, Hongria - desafiant el tractat d'amistat signat uns mesos abans - també va envair el territori de Sèrbia, oficialment per protegir la població hongaresa local. El Regne Unit va proclamar, en començar la invasió, el seu suport a Iugoslàvia; els líders de l'URSS, mentre que expressen simpatia privat per als iugoslaus, s'abstenen de qualsevol declaració pública amb l'excepció del seu desaprovació de l'atac d'Hongria.

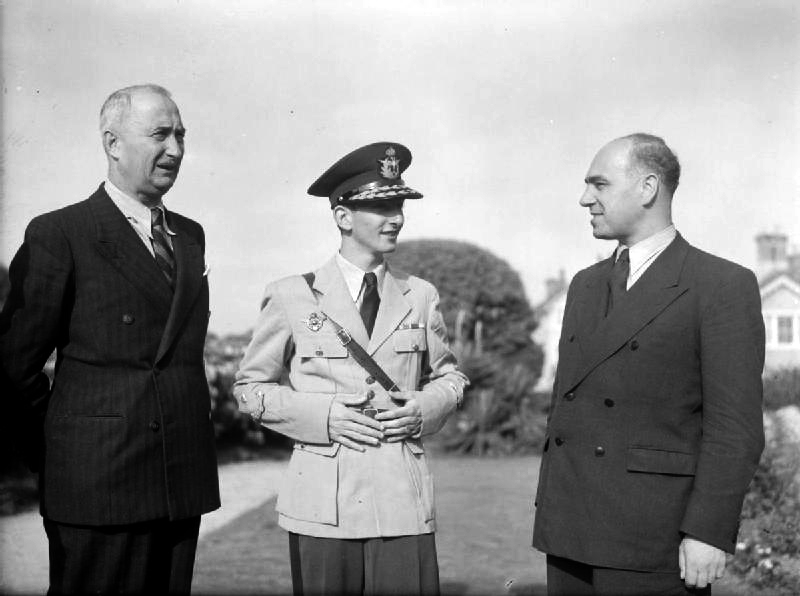
El primer ministre Dušan Simović, el rei Pere II i el ministre Radoje Knežević, després de l'arribada a Londres del govern iugoslau a l'exili.

El 13 d' abril, els alemanys entren a Belgrad. El mateix dia, abans de ser evacuat amb el rei a Grècia, on han d'afiliar-se a l'exèrcit britànic, Simović reuneix per última vegada els seus ministres i trasllada les seves funcions del cap d'estat major al general Danilo Kalafatović, a qui ell. responsable de concloure un alto el foc. Però els alemanys i els italians van respondre als emissaris que van anar a negociar amb ells que exigeixen la capitulació directa de Iugoslàvia. El 17 d' abril, quan Kalafatović va ser fet presoner, representants del comandament suprem van signar l'acte de capitulació de l'exèrcit iugoslau. Bulgària, que no va estar involucrat en l'atac inicia, penetra l'endemà passat a la banovina de Vardar, virtualment sense oposició. Les seves tropes són rebudes com a alliberadors per part de la població. Amb l'ocupació de la Macedònia grega els búlgars finalitzen la seva annexió de facto de la regió macedònia.
L'exèrcit iugoslau s'havia ensorrat molt més ràpidament del que preveien els britànics i els grecs, la invasió és, en termes humans, una operació molt barata per a les tropes de l'Eix: els alemanys només perden 151 homes en combat. Algunes tropes iugoslaves fugen per Grècia, que evacuen al mateix temps que els exèrcits grecs i britànics, en un ambient de caos. Entre 200.000 i 300.000 presoners de guerra, inclosos 12.000 oficials i 200 generals (majoritàriament serbis) van ser enviats a camps a Alemanya i Itàlia.
Simović, el rei i els seus ministres només queden uns dies a Grècia, que els britànics també evacuen. Transportats a Alexandria i després a Jerusalem, van anunciar des de l'Orient Mitjà que Iugoslàvia continuava la lluita contra Alemanya i Itàlia i van declarar la guerra a Hongria i Bulgària. Dos mesos després, el nou govern iugoslau a l'exili, encara encapçalat per Dušan Simović, es va traslladar a Londres, on va ser reconegut oficialment pel Regne Unit el 21 de juny. El ministre de la guerra de Iugoslàvia i la seva oficina militars romanen a Egipte per la seva banda, al quarter general britànic al Caire. La capital egípcia, on no només es troba el ministre iugoslau, sinó també l'últim oficial de SOE a Belgrad, es converteix aleshores en el centre de les operacions d'intel·ligència britànica en direcció a Iugoslàvia- El govern de Simović ara només té unes forces armades molt petites sota el seu comandament: les tropes iugoslaves a l'exili del Pròxim Orient i el teatre d'operacions del nord d'Àfrica estan limitades a uns quants centenars d'oficials i soldats, un nombre reduït d'embarcacions i una dotzena d'avions. L'URSS pren nota de la situació i, per no provocar als alemanys, retira el seu estatus diplomàtic de la legació iugoslava a Moscou. No va ser fins dos mesos després, quan els alemanys van atacar els soviètics, que aquests van reprendre les relacions amb el govern iugoslau a l'exili.
Posteriorment, cap al final de la guerra, Hitler va veure en la campanya dels Balcans la causa del retard en la invasió de l'URSS. Els historiadors han debatut aquesta qüestió, però avui solen creure que l'atac a Grècia i Iugoslàvia només va tenir un paper menor en el fracàs de l'operació Barbarossa, que va ser endarrerida per d'altres factors logístics. D'altra banda, la invasió dels Balcans va portar Stalin a relaxar la seva vigilància, fent-li creure que Hitler ara estava concentrant els seus esforços al Mediterrani i ja a l'Europa de l'Est. El líder soviètic també va fracassar en tota la seva línia en el seu intent d'influir en la situació dels Balcans per estar en una posició de força enfront dels alemanys que aleshores eren els seus socis.

## Desmembrament del país

### Territoris ocupats i annexionats

#### Partició territorial

Partició de Iugoslàvia el 1941.

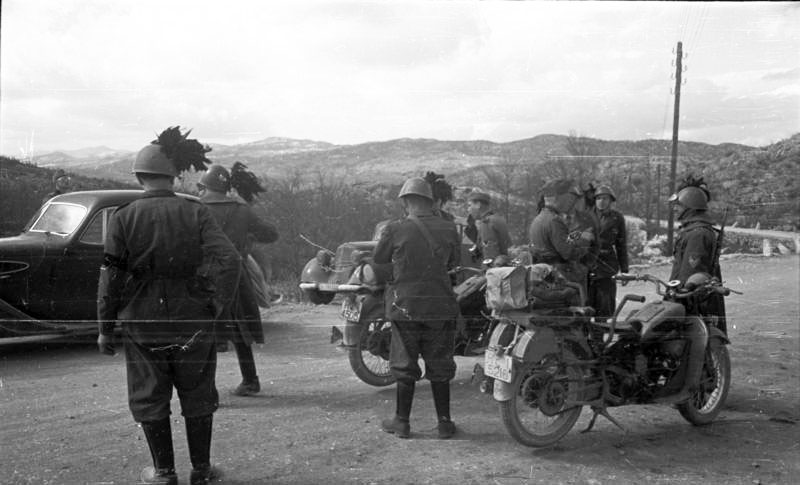
Soldats de la Wehrmacht i Bersaglieri italians a Iugoslàvia.

Després de la invasió, Hitler va defensar la desaparició definitiva de l'estat iugoslau, que als seus ulls només era una creació artificial fruit del tractat de Versalles. Segons ell, els serbis, als quals particularment odia, han de ser castigats perquè els jutja responsables de la Primera Guerra Mundial, els croats es van alinear amb l'Eix i els eslovens van germanitzar o dispersar-se. Alemanya, que ja havia adquirit una posició econòmica dominant a Iugoslàvia abans de la guerra, va agafar la part del lleó agafant les línies de comunicació i els principals dipòsits de minerals, mentre que és responsable de satisfer les reclamacions territorials dels seus aliats. Els italians, que desitgen augmentar el seu "espai vital", han de reduir-lo i acceptar la compartició tal com van decidir els alemanys. A més de les annexions i ocupacions de les diverses parts del país, dos estats estan autoritzats a existir al territori de la Iugoslàvia desmembrada: Croàcia, el govern del qual està confiat als ústaixes i que s'annexiona la totalitat de Bòsnia i Hercegovina, i Sèrbia - va portar, més o menys, a les seves fronteres abans de les guerres dels Balcans de 1912-1913 - on es forma un govern col·laborador.
A causa dels preparatius per a l'atac contra la Unió Soviètica, la major part de les millors unitats de la Wehrmacht es van retirar de les operacions dels Balcans al teatre després d'unes setmanes i se substitueixen per les divisions d'ocupació.
La Sèrbia "independent" està ocupat principalment per Alemanya i, al sud-est, per Bulgària. Part del seu territori es reparteix entre els invasors, depenent de les poblacions que hi hagi. A Vojvodina, Alemanya atorga al banat un estatus de zona ocupada amb estatus especials, l'administració de la qual es confia als Volksdeutsche (alemanys) locals; a la mateixa regió, Hongria va enviar el Tercer exèrcit hongarés per tal d'ocupar Voivodina, i més tard es va annexionar per la força Baranja, Bačka, Međimurje i Prekmurje. A Croàcia, Itàlia s'annexiona la Dalmàcia central, però ha de negociar amb el nou govern croat les fronteres del seu governorat de Dalmàcia. Ocupa Montenegro, que annexiona la zona de les desembocadures de Kotor i que té previst fer un tercer estat "independent". A més, Hongria també va annexionar-se part de l'Eslavònia.
Els territoris poblats principalment per albanesos - la part principal de Kosovo, l'oest de Macedònia i algunes regions de Montenegro - estan integrats pels italians en el seu protectorat d'Albània. A petició d'Hitler, part de Kosovo es deixa a l'Estat serbi "residual", que permet als ocupants alemanys per mantenir el control de les regions mineres. A la part de Kosovo ocupada per Itàlia, els serbis i els montenegrins assentats durant el període d'entreguerres, són atacats per bandes albaneses que els allunyen de la seva terra: al voltant de 20.000 d'ells es veuen obligats a refugiar-se a Sèrbia. Deu mil serbis van morir a Kosovo durant el conflicte, la majoria dels quals van ser expulsats el 1941.

Les zones d'ocupació d'Eslovènia - mapa en funció del seu territori actual - durant la Segona Guerra Mundial. De color verd clar: la província de Ljubljana (zona italiana); en marró: la zona alemanya; en groc: la zona hongaresa. De color verd fosc: zona ja annexionada per Itàlia abans de la guerra, pel tractat de Rapallo de 1920.

Eslovènia va ser dividida entre Alemanya, Itàlia i Hongria. Els alemanys ocupen el nord, prenent la major part de la Baixa Estíria i de l'Alta Carniola, un territori molt més gran del que s'esperaven els italians. Aquests últims reben la Baixa Carniola i la ciutat de Ljubljana: el seu territori es converteix en la província de Ljubljana. Els hongaresos annexionen la regió de Prekmurje. L'ocupació italiana d'Eslovènia és, almenys al principi, relativament flexible; els italians no ataquen les institucions culturals eslovenes i, per la importància primordial dels cercles catòlics, mantenen bones relacions amb el clergat local. El bisbe de Ljubljana, Gregorij Rožman, és un dels seus principals interlocutors. Es crea una "Consulta" (un consell assessor), dirigida per l'antic ban del Drave Marko Natlačen i que reuneix catorze notables pro-italians. Però el governador italià Emilio Grazioli, ja responsable de la brutal "italianització" de la minoria eslovena a Julia Veneto, ben aviat van importar mètodes feixistes a la província de Ljubljana: la Consulta va ser descuidada ràpidament. Els hongaresos, en canvi, practiquen immediatament una política de "magiarització" a marxes forçades i imposen l'aprenentatge de la llengua hongaresa. Els alemanys també treballen per "germanitzar" la seva zona annexa, prohibint l'ús de la llengua eslovena en públic i desplaçant les poblacions eslovenes per permetre la instal·lació de colons d'ètnia germànica, especialment des de la Carniola (regió eslovena) o el Tirol del Sud. Heinrich Himmler té previst expulsar uns 245.000 eslovens del seu propi país i germanitzar la resta. Però les reaccions de la població davant aquesta política, que va impulsar la resistència local, va portar als alemanys a revisar els seus plans a la baixa. Amb prou feines més de mil colons Volksdeutsches es van establir a Eslovènia durant la guerra; No obstant això, més de 80.000 eslovens són desplaçats i expulsats a Sèrbia o Croàcia.

La governació italiana de Dalmàcia.

L'endemà de la invasió, alemanys i italians van aplicar una sèrie de mesures molt brutals per mantenir l'ordre i suprimir els aixecaments, que van provocar l'execució o l'internament de nombrosos civils. La Wehrmacht dona així carta blanca als comandants de l'exèrcit : el 28 d'abril, El general von Weichs ordena que 100 civils siguin executats a Sèrbia per cada soldat alemany mort; qualsevol "soldat serbi" capturat amb armes també ha de ser mort. El Regio Esercito, per la seva banda, es basa en un reial decret de 1938 que fa que qualsevol persona que prengui les armes sigui un bel·ligerant. Donada la creixent insurgència a 1941, el general Vittorio Ambrosio, comandant del II Exèrcit italià ordena a l'octubre afusellar els rebels capturats immediatament, no fer presos i cremar cases si calia. El general Mario Roatta, que succeeix Ambrosio a principis de 1942 i té autoritat sobre totes les zones d'ocupació italianes, va publicar el març la circular "3C" sobre les operacions policials. Aquest text preveu l'internament preventiu i repressiu de famílies i "categories d'individus" als pobles, o fins i tot a tota la població dels pobles afectats, per multiplicar les detencions d'ostatges civils i considerar les poblacions locals com a responsables del sabotatge comès a la seva regió. Es creen camps de concentració a les zones italianes: acullen gradualment, en condicions horribles, desenes de milers de persones (sospitoses, ostatges o poblacions d'Eslovènia i Dalmàcia expulsades de casa seva i deportades per deixar pas els colons italians..
La Macedònia oriental està ocupada per Bulgària, que no l'annexiona oficialment, la diferència de l'estatus exacte d'aquest territori després de la postguerra. Tanmateix, Bulgària considera que la seva àrea d'ocupació és "alliberada" del territori búlgar, i la majoria dels seus habitants, a excepció dels serbis, com a búlgars. Els agricultors serbis que s'havien instal·lat a la banovina de Vardar a causa de la reforma agrària del període d'entreguerres són expulsats a Sèrbia. A finals de 1941, unes 62.000 persones van haver de marxar de Macedònia, malgrat les protestes de les autoritats alemanyes de Sèrbia, que tenien dificultats per gestionar l'afluència de refugiats. En conjunt, l'ocupació búlgara és inicialment ben acollida per la població, que la sent com a venjança després d'anys d'imposada “serbització”. Però la situació es va deteriorar després d'uns mesos: la "serbianització" abans de la guerra se substitueix per una política de "bulgarització", mentre que les confiscacions dels ocupants i el servei militar obligatori alimentant el descontentament. Hongria aplica una política similar als territoris que va annexionar, i dels quals expulsa els colons iugoslaus, principalment serbis, instal·lats en el període d'entreguerres. Durant les dues primeres setmanes de l'ocupació hongaresa, 10.000 persones són expulsades a Sèrbia, Croàcia o Montenegro. Els hongaresos tenen previst expulsar 150.000 serbis addicionals, però han de renunciar a causa de l'oposició alemanya. Tot i això, aconsegueixen expulsar de manera extraoficial 35.000; Unes altres 12.000 persones són tancades als campaments per després ser traslladades a Sèrbia.

#### Situació dels jueus segons les zones

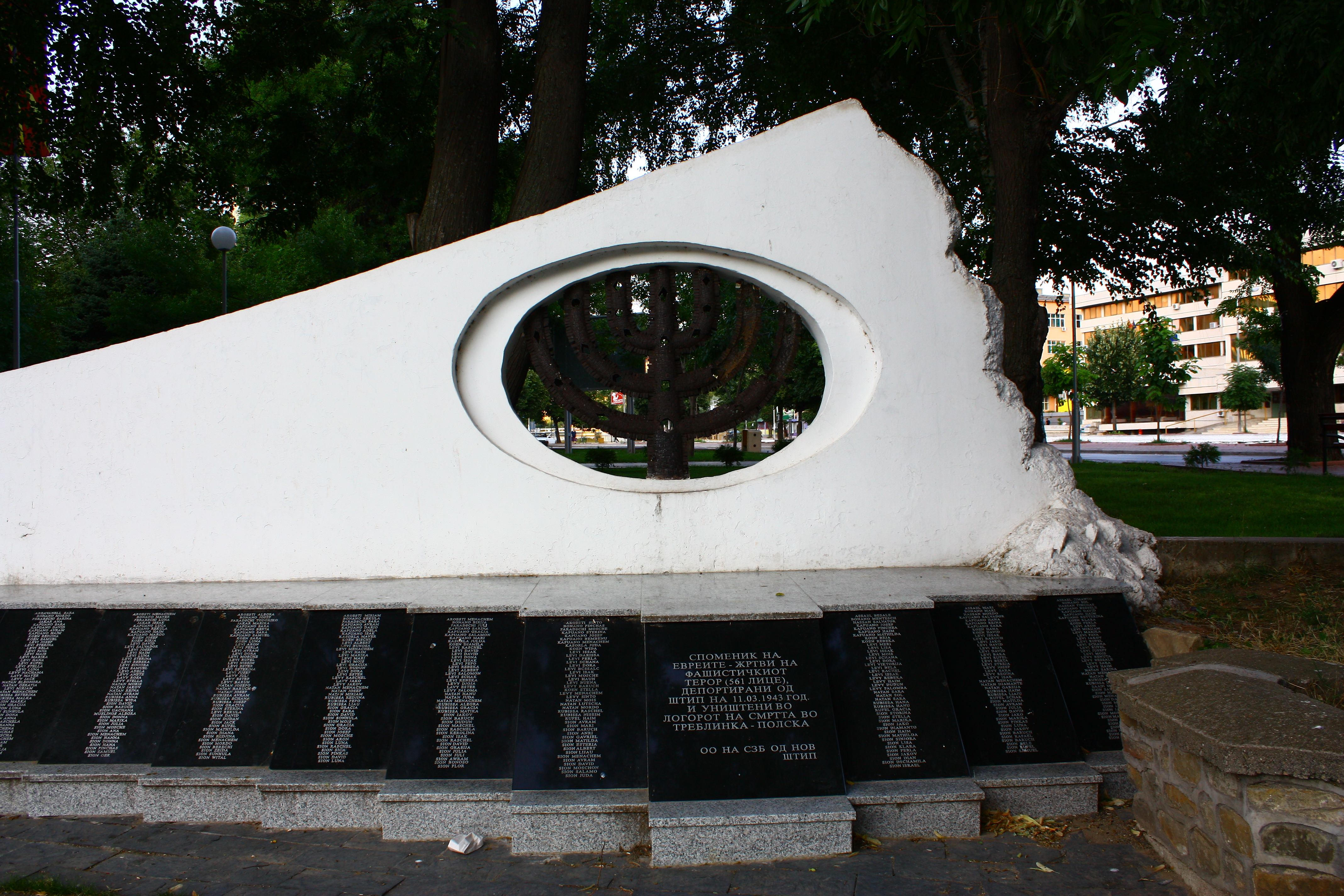
Monument a l'holocaust, a Chtip (Macedònia del Nord).

Els jueus de Iugoslàvia, majoritàriament sefardites i la població dels quals, estimada en uns 78.000 habitants, es troba principalment a Sèrbia al voltant de Belgrad, a Bòsnia i Hercegovina al voltant de Sarajevo i a Macedònia - són immediatament víctimes de mesures discriminatòries, que aviat deixeu pas, a les zones alemanyes, a una política d'extermini.
A Sèrbia, a partir de la tardor de 1941, els homes jueus són, amb els gitanos, detinguts i executats amb prioritat durant les represàlies contra els insurrectes. Al mateix temps, després d'abandonar la idea de crear un gueto a Belgrad, els alemanys van començar a preveure la deportació no només d'homes, sinó també de dones i nens. A la zona d'ocupació alemanya a Croàcia, els Ústaixes són còmplices còmodes dels nazis. Els jueus croats, despullats de la seva ciutadania a l'abril, van ser ràpidament l'objectiu de massacres. Ante Pavelić - la dona de la qual té orígens jueus - no obstant això és inconsistent pel que fa a l'antisemitisme: es concedeix a si mateix el dret a decretar qui és jueu o no i crea un estatus d'"ari d'honor " que permet diverses persones amb connexions dins del nou règim per escapar de la persecució.
Els hongaresos apliquen en els territoris que ocupen, la seva pròpia legislació antisemita. Més d'un miler de jueus de la regió sèrbia de Bačka van ser arrestats durant el conflicte pels hongaresos, que després van lliurar als alemanys a canvi de minerals. A la regió de Macedònia ocupada pels búlgars, els jueus de Sèrbia han de declarar-se. Els que complien van ser lliurats als alemanys. Tot i això, no va ser fins al 1943 que els búlgars, després d'un acord amb els alemanys, es comprometin a deportar als camps nazis totes les poblacions jueves de les seves zones d'ocupació. Prop de 7.000 jueus són deportats per búlgars de Macedònia iugoslava.
Les zones d'ocupació italianes són una excepció: Mussolini i els seus generals es neguen, malgrat la pressió alemanya, a lliurar als jueus que hi són.

#### Conseqüències econòmiques
A través dels territoris iugoslaus, encara que desigualment, segons el nivell de violència que hi ha entre 1941 i 1945, l'ocupació va tenir conseqüències econòmiques nefastes, que es van agreujar a mesura que avançava el conflicte. Els costos de manteniment de les tropes d'ocupació afegeix l'acaparament de recursos i matèries primeres dels països de l'Eix. La divisió econòmica entre els ocupants és desigual segons la zona: si bé els alemanys reserven la major part dels recursos de Croàcia, a costa dels italians, i de Sèrbia, cooperen a Macedònia amb els búlgars per organitzar l'explotació de dipòsits minerals. Es conclou un acord alemany-italià per explotar els recursos minerals de Montenegro, segons les necessitats alemanyes.
Tant Sèrbia i Croàcia, com les altres zones ocupades, experimentaren una inflació molt elevada. Assoleix nivells vertiginosos a Croàcia, un país especialment afectat per insurreccions. Es controla més a Sèrbia, on hi ha una relativa calma entre l'hivern de 1941 i la primavera de 1944 i on les autoritats alemanyes adopten una sèrie de mesures que estabilitzen els preus i els nivells salarials. La situació econòmica sèrbia és tan preocupant, a causa de la despesa relacionada amb l'ocupació que comporta un fort augment dels impostos 63, però també de "contribucions"imposat pel Reich: a més de les considerables sumes que li corresponen per al manteniment de les tropes ocupants, Sèrbia es veu obligada a pagar a Alemanya l'equivalent d'aproximadament 200 milions de declaracions anuals. Durant tot el temps que Iugoslàvia quedà ocupada, el mercat negre va créixer i, al llarg dels anys, la gent cada vegada era més probable que hagués de recórrer a una economia de bescanvi.
Dintre de les diferents zones, s'introdueixen les monedes dels ocupants (el reichsmark, la lira italiana, el pengő hongarès, el lev búlgar o el franc albanès), substituint els dinars de preguerra; el règim croat d'Ústaixa té la seva pròpia moneda, la kuna. Aquesta circulació massiva de moneda estrangera va suposar nous problemes després del 1945, quan es van haver de convertir en dinars iugoslaus.

### La Croàcia de la Ústaixa

#### Un règim amb vocació totalitària

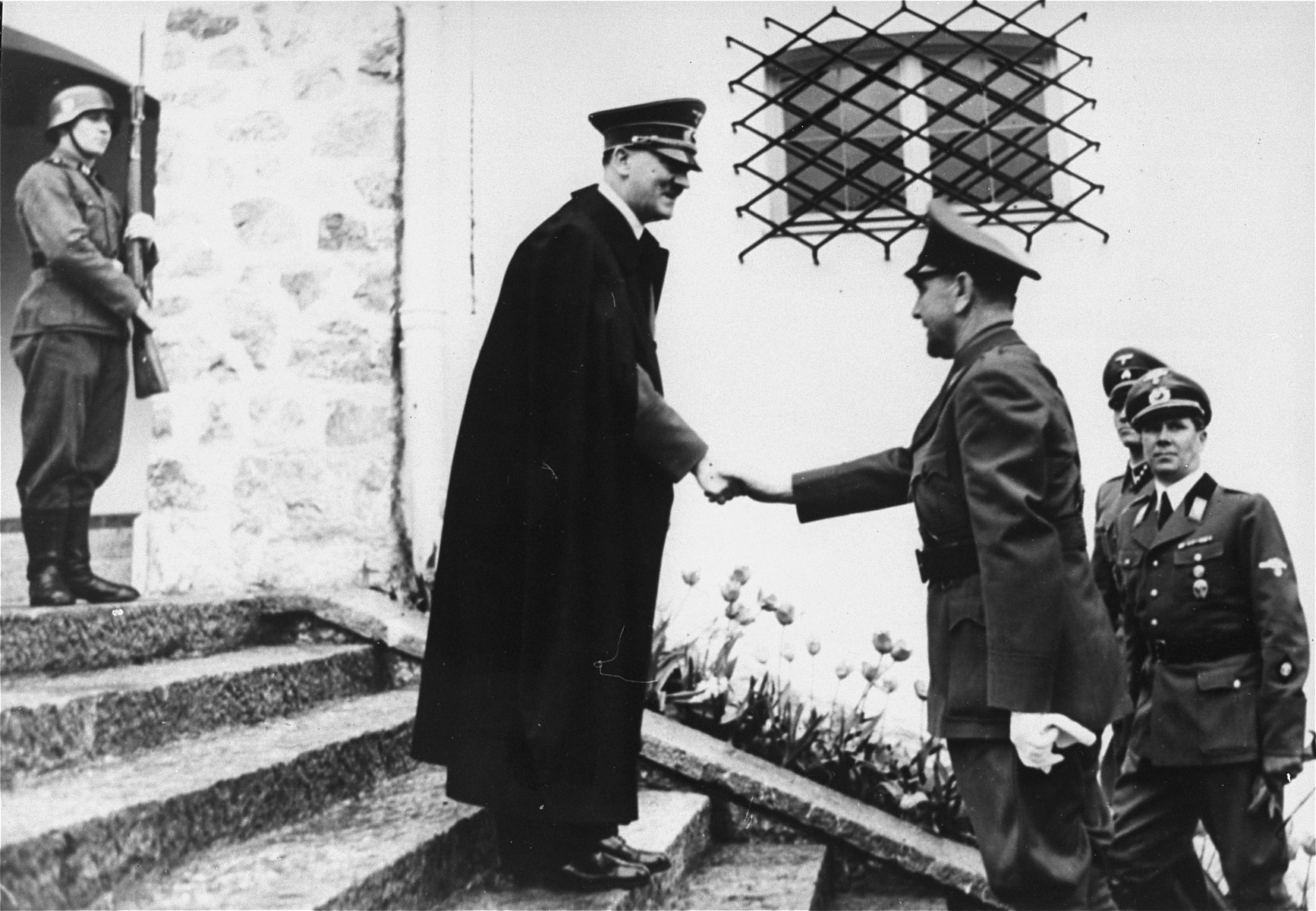
Ante Pavelić va ser rebut al Berghof per Adolf Hitler, el juny de 1941.

Emblema de la Ústaixa.

Durant l'ofensiva contra Iugoslàvia, els invasors tenen previst deixar la responsabilitat de Croàcia principalment als italians, els alemanys s'interessaven especialment pels aspectes econòmics i l'estat dels Volksdeutsche locals. El 29 de març de 1941, Mussolini rep a Ante Pavelić, el cap dels Ústaixes, que encara es troba a l'exili a Itàlia: prenent les idees ja avançades per Ciano l'any anterior, li ofereix, a canvi d'un acord sobre Dalmàcia, que el posi a el cap d'una Croàcia independent. Mentrestant, els alemanys tenen previst confiar el poder a Croàcia a Vladko Maček o fer que el país sigui gestionat per Hongria. Amb Maček rebutjant aquesta oferta i els hongaresos sense interessar-s'hi, Alemanya accepta el projecte italià d'un règim liderat pels Ústaixes.
El 10 d'abril, quan Zagreb acabava de ser capturat, Slavko Kvaternik, un dels líders del moviment, proclama l'Estat independent de Croàcia. Pavelić va arribar a Zagreb el 15 d'abril i es va proclamar a si mateix « Poglavnik» (cap) del nou estat. Maček signa una declaració que demana als seus partidaris que reconeixin les autoritats de la Ústaixa. El clergat catòlic croat, incloent l'arquebisbe de Zagreb monsenyor Alojzije Stepinac al principi va donar la benvinguda a el nou règim. Durant els primers dies, part de l'opinió pública croata va acollir la fi d'un estat "opressiu"i el que sembla un alliberament del poble croat.
Els Ústaixes, que només tenien uns quants milers de membres actius abans de la guerra, no tenien immediatament els mitjans per administrar el territori: calculaven el 1941 que no tenien més de 40.000 partidaris. Fins que Croàcia independent no pugui consolidar les seves forces armades, Alemanya i Itàlia divideixen el país en dues zones d'ocupació. Malgrat una "independència" reivindicada fins i tot en el seu nom oficial, la Croàcia de la Ústaixas apareix, doncs, com a " protectorat ", tant d'Alemanya com d'Itàlia. La frontera alemanya-croata queda fixada per un decret publicat el 7 de juny; els alemanys van assegurar el control de les línies de comunicació entre Àustria i Grècia i van ocupar aproximadament la meitat del territori, quedant-se la part més rica i industrialitzada. També administren, dins de la seva zona, un territori amb estatus especial poblat principalment per Volksdeutsche de Croàcia.
Les relacions amb Itàlia són més complexes i més difícils. El 18 de maig, un tractat italo-croat va definir les fronteres del nou país, així com les zones d'influència italianes. Pavelić cedeix Dalmàcia central a Itàlia, però rep com a compensació tota Bòsnia i Hercegovina - de la qual és ell mateix nadiu - part d'Eslavònia, així com Sírmia i el sud-oest de Vojvodina. A més de l'annexió de Dalmàcia que constitueix la seva primera zona, els italians divideixen la resta de la seva esfera d'influència a Croàcia definint una segona zona "desmilitaritzada"- on només poden quedar estacionades les guarnicions italianes - i una tercera zona fins a la línia divisòria entre la zona italiana i la alemanya. Després de la signatura del tractat, els italians van retirar la majoria de les seves tropes de la segona i tercera zona, confiant una gran part de les tasques de mantenir l'ordre als seus aliats croats. A canvi del suport italià, Pavelić accepta que la corona croata es serà per a un cosí del rei d'Itàlia Víctor Manuel III, el príncep Aymon de Savoia-Aosta. Aquest últim és proclamat rei amb el nom de "Tomislav II", en referència al sobirà medieval Tomislav I. Tot i que el text del tractat amb Itàlia utilitza el nom de "Regne de Croàcia", l'Estat independent de Croàcia segueix sent una "monarquia" purament virtual: el "rei" italià - designat contra la seva voluntat monarca d'un país el ell ho ignora tot, fins i tot s'absté de visitar-lo durant la durada del seu "regnat", no es pot garantir la seva seguretat. La influència dels italians sobre el règim de la Ústaixa també és força desigual, a causa de la dominació dels alemanys que donen suport al govern de Zagreb a llarg termini en el pla militar, mentre que la quota del lleó en l'àmbit econòmic, però també per la mala voluntat de Pavelić. El cap de la Ústaixas és, per descomptat, lamentable d'haver hagut de fer concessions territorials a Itàlia, que va minar immediatament la credibilitat del seu règim amb els croats.
Pavelić va instaurar immediatament un règim dictatorial, inspirat en el nacionalisme croat més radical, el feixisme italià, el nacionalsocialisme alemany, el clericalisme catòlic i les idees agràries del partit camperol croat. El moviment Ústaixa es va convertir en un partit únic i l'Estat es va organitzar segons una lògica totalitària. Des del primer moment, el govern publica una sèrie de lleis i decrets que no tenen cap altra coherència que el desig d'assegurar el control de la Ústaixa sobre el país: a partir del 17 d' abril, una llei de "protecció del poble i de l'estat", redactada de tal manera que permet efectivament l'execució immediata de qualsevol persona oposada o sospitosa de voler oposar-se als Ústaixes. El règim de la Ústaixa combina, efectivament, una ideologia extremista amb una debilitat política i militar que la fa totalment dependent dels ocupants: la combinació d'aquests dos factors l'empeny a utilitzar la violència més gran per establir la seva autoritat. L'estat independent de Croàcia va establir ràpidament un aparell repressiu, basant-se en particular en una milícia de la Ústaixa - a la qual es van afegir formacions irregulars - i creant un exèrcit regular, la Guàrdia Nacional de Croàcia (Hrvatsko domobranstvo o Domobran).). S'estableix un conjunt de camps de concentració a Croàcia per bloquejar a opositors o poblacions dirigides pel règim.

#### Genocidi de serbis, jueus i gitanos
Es van prendre mesures immediatament contra els jueus, els serbis i els gitanos. La població jueva, d'entre 36.000 i 40.000 persones, va ser immediatament objectiu de lleis racials imitades de la legislació nazi; les massacres de jueus comencen a partir del mes de maig amb la "neteja" de ciutats i pobles. Al juny, els Ústaixas comencen a deportar els jueus a camps, situats a Alemanya o al territori croat. Al voltant de 4.500 jueus de Croàcia i Bòsnia aconsegueixen refugiar-se a les zones d'ocupació italianes, però 26.000 van morir entre 1941 i 1945. Els Ústaixes també imitar els nazis en massacrar gitanos, dels quals 16.000 són morts durant la guerra.

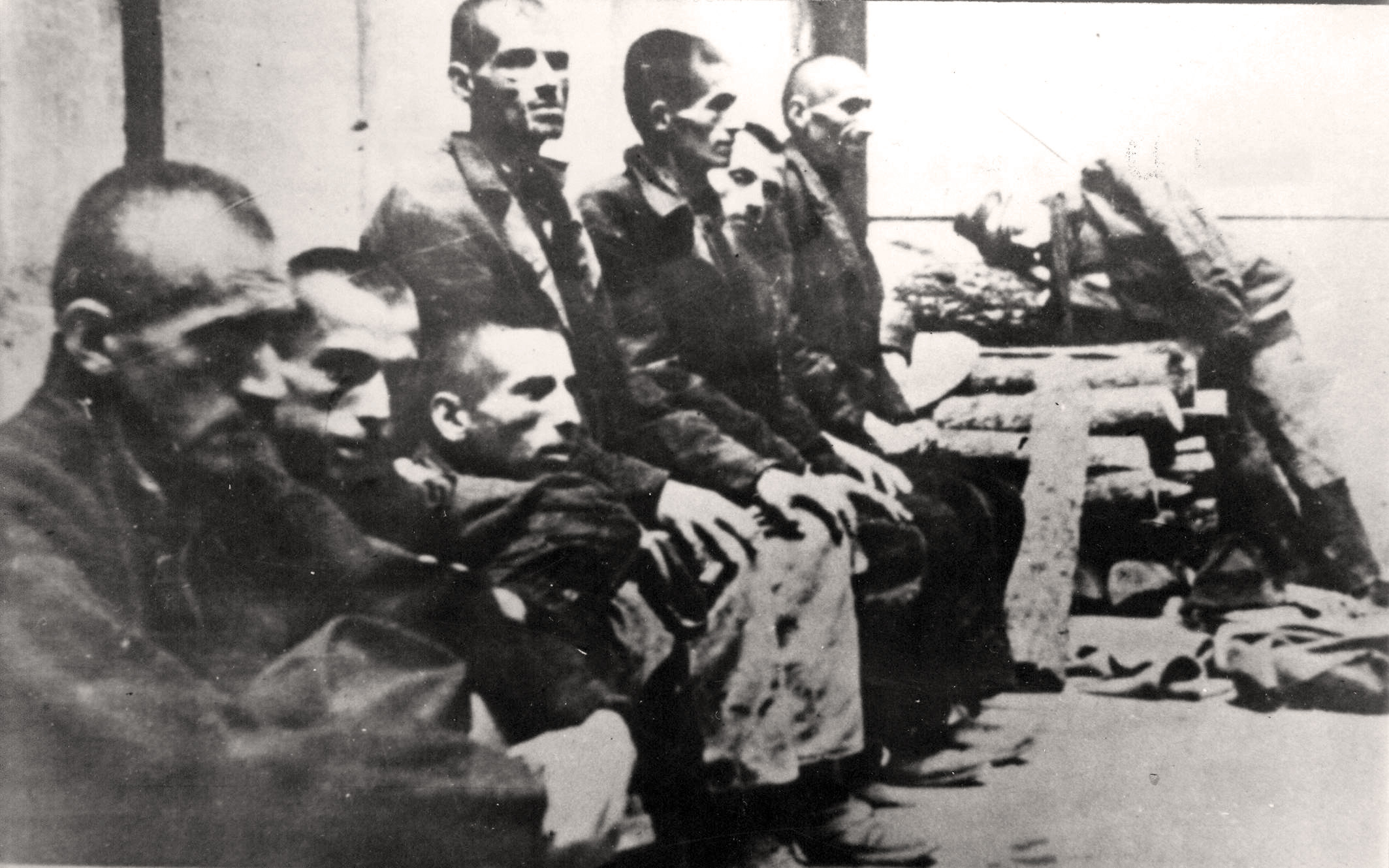
Detinguts serbis al camp d'extermini de Jasenovac.

Els objectius preferits de la Ústaixa són, però, els serbis, que viuen entre el 60 i el 70% del territori de l'Estat independent de Croàcia, dels quals formen aproximadament el 30% de la població total (1,9 milions de persones), i que el nou règim es compromet a perseguir per iniciativa pròpia. Es prenen mesures per erradicar tots els rastres de la cultura sèrbia: l'alfabet ciríl·lic queda prohibit, com ho és el culte ortodox. Als serbis se'ls nega l'accés a l'exèrcit, a la política i a moltes professions. En alguns llocs, igual que els jueus, han de portar un braçalet distintiu.

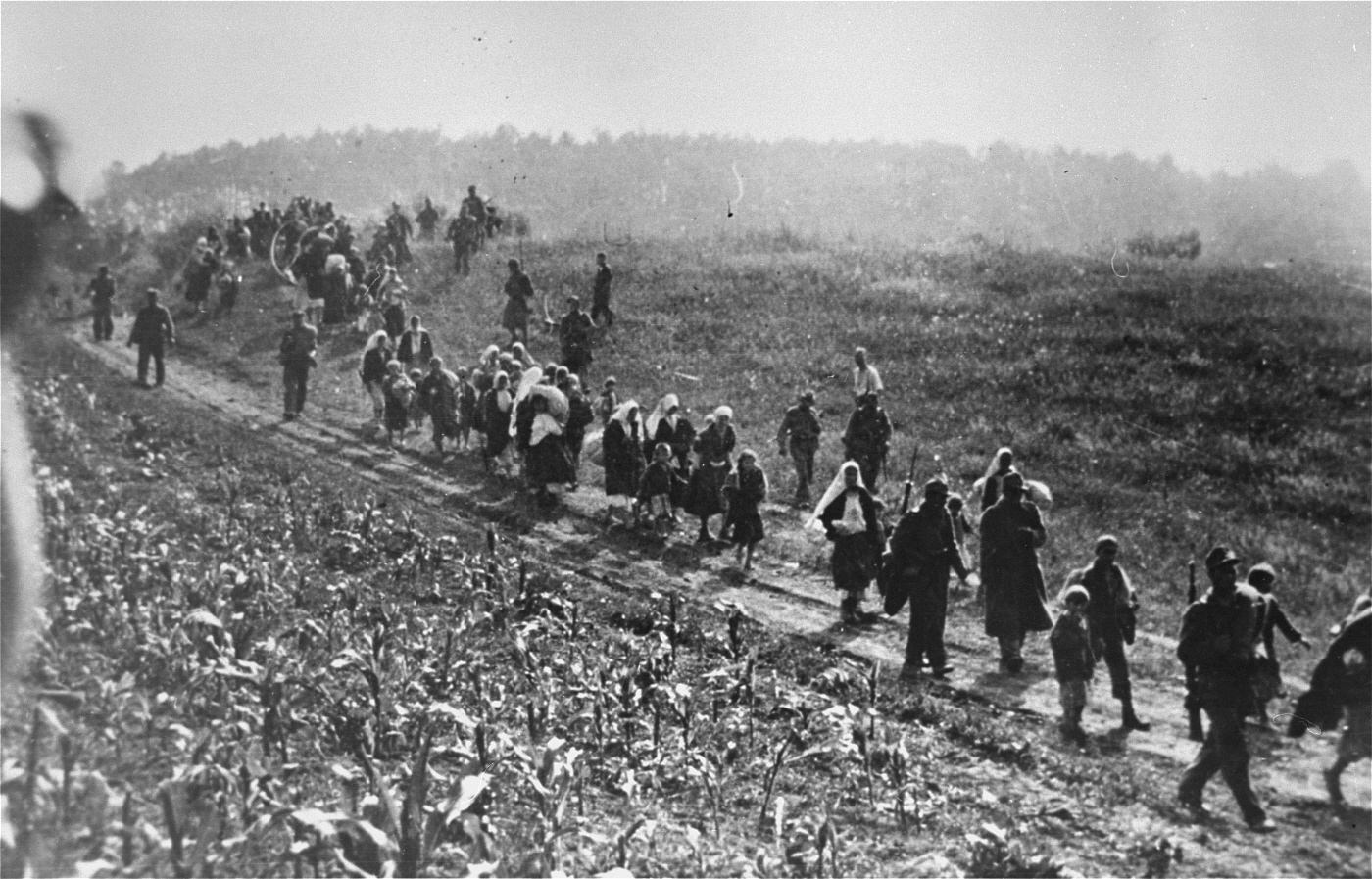
Una columna de presos serbis, dirigits pels alemanys i ústaixes al camp d'internament de Šabac durant una operació contra la resistència.

Els milicians de la Ústaixa, que operen en l'arbitrarietat absoluta, treballen immediatament per reunir les poblacions sèrbies per tancar-les als camps i després expulsar-les a la veïna Sèrbia; els recalcitrants són morts a l'instant. La població sèrbia que viu al territori sota l'autoritat de la Ústaixa és víctima immediatament de massacres, l'abast de la qual només augmenta amb els mesos: aquest és el cas particular a Bòsnia i Hercegovina, on la situació es converteix en un bany de sang. Al juliol, les autoritats alemanyes van enumerar més de 140.000 serbis que es van refugiar a la Sèrbia ocupada. Davant d'aquesta afluència de població, els alemanys van prohibir la seva entrada al territori serbi a la tardor: això només va reforçar el caràcter assassí de la política de la Ústaixa, que, al no poder expulsar els serbis més temps, era molt més probable que els matessin.
Practicant voluntàriament les matances a l'arma blanca, els ústaixos es distingeixen per la seva crueltat, mutilant a les seves víctimes el fetge o el cor, o matant nens petits els pares dels quals són obligats a enterrar-los abans executar-los també; cremen els cadàvers dels serbis en forns crematoris –on a vegades els nens són llençats vius– o els llancen a un afluent del Danubi perquè arribin a Belgrad, portant «paraules de compliment» als serbis de la capital. El clergat ortodox també va ser víctima de massacres pels Ústaixes.
No hi ha consens sobre el nombre exacte de víctimes sèrbies, la qual cosa a més és menystinguda per alguns autors nacionalistes croats: diverses estimacions, però, giren al voltant de 300.000 víctimes sèrbies a mans dels ústaixes durant el conflicte mundial, que van ser assassinades en la destrucció. seus pobles, quan els detenien o als camps.
Per la seva banda, els ústaixes s'esforcen a guanyar l'adscripció dels musulmans, que formen una gran minoria al seu territori. Van obtenir la col·laboració de diversos notables –el govern de l'estat independent de Croàcia comptava notablement amb dos ministres musulmans–, així com milícies musulmanes que van participar en les massacres i les operacions de repressió. Per exemple, a Hercegovina, on els croats són una minoria molt reduïda, les atrocitats contra els serbis són realitzades principalment per reclutes musulmans de la Ústaixa. No obstant això, la majoria de la població musulmana bòsnia continua sospitant de la política del règim, fins i tot hi és hostil. Els dignataris musulmans arriben fins a signar una crida protestant contra les massacres i qualifiquen els milicians de la seva comunitat com a "fems de la societat". La Ústaixa també es beneficien de la participació activa dels membres del clergat catòlic, alguns de les quals es converteixen en autors de crims del règim. A Bòsnia, la majoria dels monjos catòlics que es van unir als ústaixes són franciscans que creuen que tenen comptes per saldar amb els "cismàtics" ortodoxos. No obstant això, la majoria dels bisbes croats, després d'haver elogiat inicialment la independència de Croàcia i la fi de la dominació ortodoxa, van protestar contra la política de Pavelic, la brutalitat de la qual va perjudicar la imatge del catolicisme. Monsenyor Stepinac, si bé no va condemnar públicament el règim té per objecte garantir la seguretat de les poblacions amenaçades, ajudant a salvar milers de vides. Alguns serbis de Croàcia i Bòsnia i Hercegovina aconsegueixen escapar de la mort convertint-se al catolicisme: això els permet obtenir la protecció d'una part de les autoritats catòliques que tanquen els ulls a la naturalesa forçada d'aquestes "conversions".. A més, l'Estat independent de Croàcia, tot i que exalta la seva identitat catòlica, no aconsegueix ser reconegut pel Vaticà. La Ústaixa també busca la col·laboració dels quadres del Partit Camperol Croat, però un terç d'aquests es neguen a situar-se a les institucions on han estat nomenats; Vladko Maček roman sota arrest domiciliari per haver rebutjat les propostes d'aliança de la Ústaixa.
Ante Pavelić segueix els consells de Hitler que li havien recomanat consolidar Croàcia mitjançant una política d'"intolerància racial", però la brutalitat de la Ústaixa, que genera un caos real al país, aconsegueix avergonyir els seus aliats alemanys i italians. El general Edmund Glaise-Horstenau, representant del Reich a Zagreb, jutja que la política ustaixana és una qüestió de demència; els italians arriben fins a oposar-se activament als seus "aliats" croats, dels quals desarmen certes milícies i contra qui protegeixen les poblacions civils. Tot i que la proclamació de l'Estat Independent de Croàcia havia atret el suport de molts croats a l'abril, el règim de Pavelić va perdre gran part del seu crèdit a la població a finals del 1941.

### Sèrbia ocupada

#### Primers mesos d'ocupació
Si bé part dels croats van reaccionar favorablement a la proclamació de la independència, el desmantellament de Iugoslàvia i l'ocupació se sent, per contra, com una profunda humiliació a Sèrbia, on l'opinió pública també se sent traïda. tant per l'estat iugoslau com pels britànics que no pas pels croats. Els alemanys es van apoderar dels recursos del país i van aplicar immediatament mesures de terror. El dret penal del Reich s'imposa a les zones d'ocupació alemanyes; qualsevol acte de sabotatge és castigat amb la mort. La vida econòmica se situa sota l'estret control de les autoritats alemanyes.
Els alcaldes serbis acorden cooperar, però els alemanys es basen principalment en una força policial de volksdeutsche reclutada ràpidament a Vojvodina. Tot i que es prepara l'obertura del Front Oriental, Alemanya intenta ocupar Sèrbia amb un mínim de tropes, confiant tant com sigui possible en voluntaris de la SS serbis d'ètnia alemanya, a auxiliars locals, a les tropes búlgares i, finalment, a un govern col·laboracionista. L'1 de maig de 1941, l'administració militar alemanya de Sèrbia nomena un gabinet de "comissaris" serbis, format per deu polítics secundaris, el paper dels quals es limita a actuar com a relleu a les demandes dels ocupants. Milan Aćimović, ex cap de policia de Belgrad i ministre de guerra previ a la guerra, va prendre el timó d'aquest govern, amb el títol de comissari encarregat del ministeri de l'Interior.
Belgrad està ocupat i aviat que es prenen un conjunt de mesures contra els 15.000 jueus de Sèrbia, que han de declarar la seva presència a les autoritats, i alguns dels quals són assassinats immediatament. Des del 30 de maig s'apliquen a Sèrbia totes les disposicions de les lleis de raça nazis relatives als jueus i els gitanos.

#### El règim de Nedić
Des de l'estiu de 1941, els alemanys van enfrontar-se a un moviment de doble resistència a Sèrbia, amb els txètniks de Mihailović i els partisans de Tito. En no poder aconseguir reforços militars quan va començar la invasió de l'URSS, van intentar organitzar millor els seus aliats locals, començant per establir un règim serbi més creïble. Per preparar el terreny, el govern dels comissaris publica un "recurs al poble serbi" signat per 307 personalitats- polítics pro-alemanys, però també intel·lectuals i eclesiàstics, que en la seva major part van signar sota presó, i que reclamen la restauració de l'ordre. Finalment, els alemanys van obtenir a Sèrbia l'adhesió d'una important figura política -que mancava a Croàcia quan Maček es va negar- quan el general Milan Nedić, exministre i cap del grup de l'exèrcit del sud en el moment de la invasió, pren el 29 d'agost la presidència d'un govern de "salvació nacional". El règim Nedić no dubta a reclamar el rei: hi participen diversos generals de l'ex-exèrcit reial, així com Aćimović que continua sent ministre de l'Interior, així com membres del partit d'extrema dreta ZBOR. Nedić, que no s'adhereix especialment a les idees feixistes i sembla haver volgut en primer lloc protegir els serbis de l'aniquilació física, adopta una postura que l'especialista balcànic Paul Garde compara amb la de Pétain a França. La primera tasca del seu govern és tenir cura de centenars de milers de refugiats serbis van arribar de Croàcia i diferents àrees annexades pels ocupants.
Per poder participar activament en la lluita contra els insurrectes, Nedić està autoritzat a crear una força armada, la Guàrdia Nacional sèrbia. Si les tropes de Nedić, a falta d'oficials, resulten ser poc fiables, els alemanys troben substituts clarament més actius a les files del ZBOR. El líder d'aquest partit, Dimitrije Ljotić, s'absté de participar en el govern de Nedić, preferint exercir una influència paral·lela: estableix destacaments de voluntaris, que aporten suport directe als alemanys en la lluita contra els combatents de la resistència i es troben. en situació de rivalitat amb la Guàrdia Nacional. Els ocupants també obtenen la col·laboració, a partir del mes d'agost, de Kosta Pećanac, un dels principals caps txètniks del període d'entreguerres. Diversos milers de russos blancs que havien emigrar a Iugoslàvia també van ser reclutats per formar un "cos de seguretat rus" responsable de donar suport als alemanys contra els comunistes.

#### Deportacions i exterminis a Sèrbia

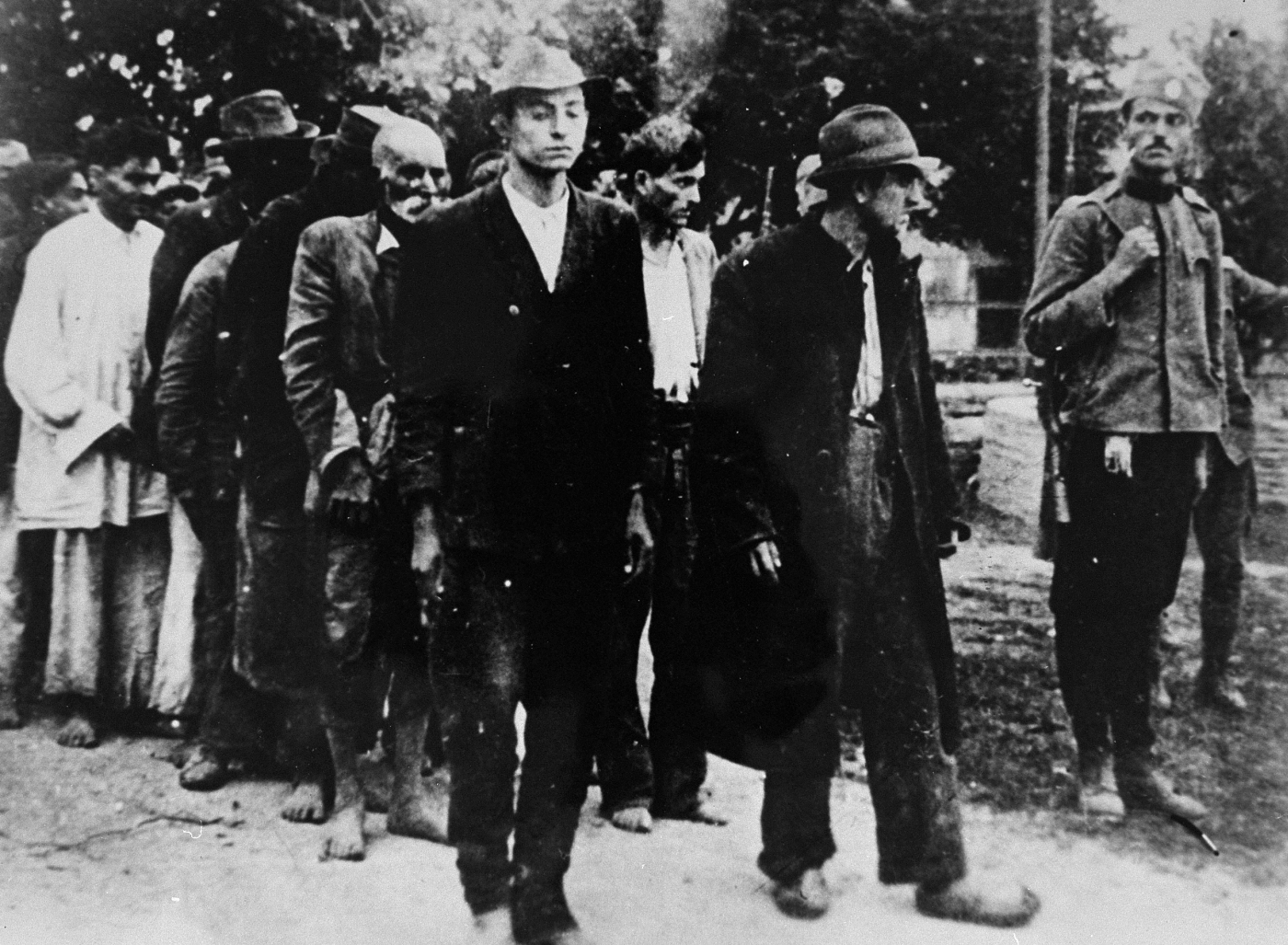
Gitanos arrestats a Sèrbia.

Les detencions massives de jueus comencen amb les primeres revoltes a Sèrbia; les seves mercaderies són confiscades i venudes a preus baixos, generalment als volksdeutsche. Diversos camps de concentració, sota l'autoritat de la Gestapo, s'instal·len a antics terrenys militars i industrials als afores de Belgrad, per detenir jueus i altres ostatges. L'octubre de 1941, el plenipotenciari alemany ordena l'arrest immediat de tots els jueus i gitanos homes; dones i nens són posteriorment arrestats. El govern Nedić, i més encara el ZBOR, proporcionen ajuda als alemanys; aquests darrers, però, són els responsables de la major part de la feina en termes de detencions i deportacions, mentre que alguns elements de la policia sèrbia realitzen una resistència passiva.
El camp de Sajmište, obert el desembre de 1941 no gaire lluny de Belgrad, està situat tècnicament al territori de l'Estat independent de Croàcia, però es troba sota les autoritats d'ocupació alemanyes a Sèrbia: rep ràpidament prop de 7.000 jueus i gitanos, principalment dones i nens. La majoria van morir entre l'hivern de 1941 i la primavera de 1942: diversos milers van ser assassinats mitjançant un camió de gas que els va transportar del campament a una fossa comuna excavada a prop de Belgrad. El cap local de la policia de seguretat alemanya en aquell moment es va acollir al fet que Sèrbia fos ara «judenfrei» ("lliure de jueus"). Entre els jueus de Sèrbia, alguns presoners de guerra van aconseguir ser traslladats a zones d'ocupació italianes, després van sobreviure amagats, sovint utilitzant falsos certificats de baptisme.
Els jueus de la zona d'ocupació hongaresa a Sèrbia també són expulsats a les regions sota ocupació alemanya, on són internats i després assassinats al camp de Banjica

## Aparició de moviments de resistència

### Els txètniks

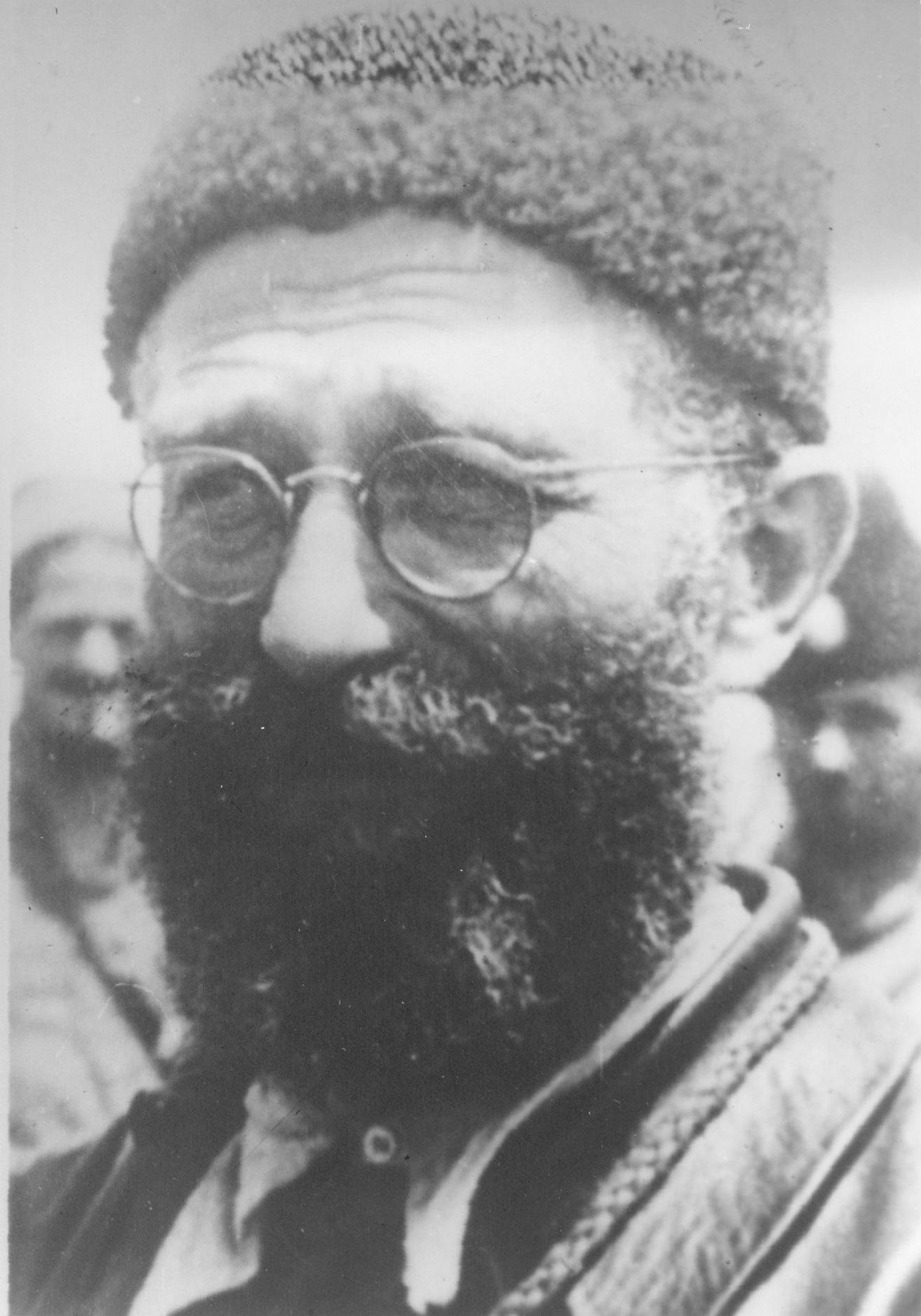
Draža Mihailović.

L'estàndard dels txètniks, amb la inscripció «Per al rei i la pàtria»; «Llibertat o mort».

El coronel Dragoljub, conegut com "Draža", Mihailović, un oficial serbi, cap de l'estat major del segon exèrcit a Bòsnia en el moment de la invasió, va escapar de la captura: després de la capitulació, es va unir a territori serbi amb un nombre reduït d'homes. Havent assenyalat que les tropes d'ocupació alemanyes tenen força de treball insuficient, va contactar amb altres oficials que, com ell, es van mantenir en gran manera i van rebutjar la capitulació. El 12 de maig, Mihailović i els seus homes s'instal·len a la zona muntanyosa i de difícil accés de Ravna gora. Sembla que Mihailović no va plantejar llançar una resistència activa contra els ocupants des del primer moment: durant les setmanes que van seguir, es va esforçar per establir una xarxa amb agents de reserva actius i per contactar amb els britànics i el govern de Londres per tal de realitzar operacions en connexió amb l'exterior. Partidari dels mètodes dels combatents irregulars històrics de «txètniks», va batejar el seu moviment "Comandament dels Destacaments txètniks de l'Exèrcit Iugoslau" (Komanda četničkih odreda jugoslavenske vojske). L'organització de Mihailović –que no s'ha de confondre amb el moviment txètnik de l'època d'entreguerres, tot i que utilitza el mateix nom i té membres en comú– s'adapta gradualment i atrau al voltant de 10.000 homes a l'oest de Sèrbia. .
El 19 de juny, un missatger txètnik va arribar a Istanbul i contacta amb els reialistes iugoslaus que, al seu torn, transmeten als britànics la sol·licitud per a l'assistència i el reconeixement oficial de Mihailović.
A l'agost, els txètniks van crear un Comitè Central Nacional, amb els pocs civils que es van unir al moviment de Mihailović. Es tracta d'intel·lectuals nacionalistes serbis del Club Cultural Serbi, dels quals els més influents són Dragiša Vasić i Stevan Moljević. Des del mes de juny, Moljević, que s'afirma com un dels principals ideòlegs del moviment, escriu un memoràndum que preveu, en la perspectiva de la reconstrucció de Iugoslàvia, la constitució d'una "Sèrbia homogènia" que dominarà el país. i el fonament del qual aniria acompanyat de l'expulsió d'aproximadament 1.000.000 no serbis. Aquest programa de la Gran Sèrbia no sembla correspondre a un pla preconcebut per Mihailović, les idees polítiques del qual són imprecises a banda de la necessitat de restaurar la monarquia; el Comitè Nacional dels txètniks inicialment només va tenir un paper secundari.
Mihailović, que té equips de ràdio rudimentaris, va establir intercanvis directes amb els britànics a principis de setembre; el 13 pot enviar el seu primer missatge al govern reial a l'exili, on anuncia que ha reunit les restes de l'exèrcit iugoslau a les muntanyes de Sèrbia per continuar la lluita. El govern britànic, un cop informat de les activitats de Mihailović, ràpidament basa grans esperances en els seus txètniks, ignorant que Mihailović pretén més consolidar les seves forces que no pas llançar una insurrecció des del primer moment. De fet, si els txètniks són el primer moviment de resistència que es va formar oficialment, inicialment només tenen escaramusses defensives amb els alemanys. Mihailović vol evitar els enfrontaments directes amb les forces ocupants el màxim possible, per no conduir a represàlies, tant per als seus homes, per a la població civil sèrbia com per als centenars de milers de presoners de guerra iugoslaus; el seu objectiu immediat és crear una força militar clandestina, pendent d'un desembarcament britànic als Balcans, per tal de poder, quan arribi el moment, contribuir a la derrota dels ocupants. En el terme mig, però, aquesta estratègia condueix a desercions a les files del moviment de Mihailović, que alguns dels seus subordinats, amb ganes de lluitar immediatament els alemanys, l'abandonen per unir-se als partisans.
A més, els txètniks són un moviment compost principalment per serbis -a més dels montenegrins que es consideren serbis- i que afirma formar part de l'antic règim dominat pels serbis, la qual cosa limita immediatament la seva capacitat d'atracció a membres d'altres nacionalitats. La unitat del moviment també és molt relativa: de fet, si apareixen diversos grups de txètniks a Iugoslàvia ocupada, Mihailović només exerceix una autoritat teòrica sobre ells, a excepció dels homes que estan sota les seves ordres directes..

### Els Partisans

L'estendard dels partisans, que es va convertir després de 1945 en bandera nacional iugoslava.

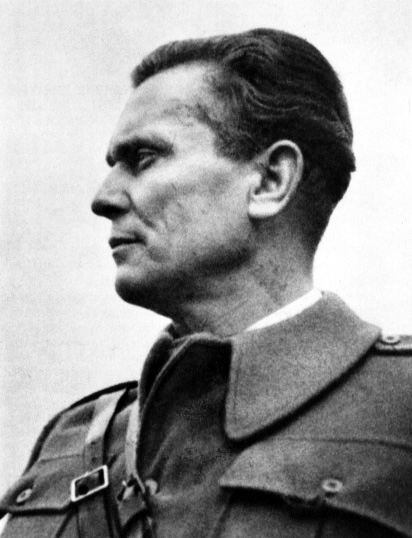
Josip Broz Tito.

En el moment de l'atac alemany, Tito, líder del Partit Comunista de Iugoslàvia, era a Zagreb; es va dirigir a Belgrad amb tren i va treballar per reorganitzar el comitè central del KPJ allí. Diverses fonts han informat als comunistes d'un proper atac alemany a l'URSS, i Tito i els seus homes es preparen per entrar a la resistència.
Entre abril i juny, és a dir entre el desmantellament de l'estat iugoslau i l'inici de les hostilitats germano-soviètiques, els comunistes s'abstenen d'utilitzar la paraula "Iugoslàvia" : Tito no s'esforça menys per mantenir la cohesió del Partit a nivell nacional, mentre que diverses faccions van aparèixer a favor de la destrucció del país. El KPJ reconstrueix les seves xarxes, procura armes i recluta homes entre els adversaris del règim de preguerra. D'acord amb el testimoni de Milovan Djilas, els comunistes identificar immediatament Mihailović i agents voltant com potencials oponents.
En 22 de juny, s'inicia l'operació Barbarroja: el Comintern envia a tots els partits comunistes sobre les futures ajudes a l'URSS, amb una prioritat per dirigir no és una "revolució socialista" sinó una lluita per alliberar els seus respectius països de l'opressió feixista. El 27 de juny, el Comitè Central va nomenar Tito com a comandant en cap de les forces d'alliberament nacional. Per tant, Tito pot tornar a utilitzar consignes patriòtiques per demanar una lluita contra els ocupants.
El 4 de juliol, data que després va presentar el règim comunista iugoslau com a l'inici de la guerra de resistència, el Comitè Central es va reunir de nou a Belgrad i va decidir convocar els seus militants perquè prenguessin armes. El partit tenia aleshores uns 10.000 potencials combatents a les seves files, alguns dels quals eren veterans de la guerra d'Espanya, com el mateix Tito. Lluitadors de la resistència comunista, aviat sobrenomenats partisans (Partizan, en plural Partizani, paraula importada del rus), comencen a organitzar-se, principalment a Sèrbia, Croàcia i Montenegro. Reben el reforç de nous reclutes, que prenen els maquis després de les collites i s'uneixen a la primera organització de resistència que troben. Tito compta, al principi, amb una ràpida victòria dels soviètics a l'Orient, per després poder liderar la revolució a Iugoslàvia amb l'ajut de l'Exèrcit Roig. El líder comunista va llançar un eslògan de "resistència antifeixista ", que suposadament va dirigir tots els pobles de Iugoslàvia.
Els comunistes tenen, amb el moviment de Mihailović, l'avantatge inicial d'una organització ja trencat a la clandestinitat.. Si Tito pertany a la mateixa generació que Mihailović, els executius del seu moviment són, en mitjana, més joves que els oficials txètniks: els seus anys d'acció clandestina, fins i tot de guerra, per als que van lluitar a Espanya - són un actiu. en comparació amb els txètniks, els caps, soldats professionals i de reserva, en la seva majoria (amb algunes excepcions com el mateix Mihailović) no tenen experiència de combat. Tot i que la resistència comunista va incloure a les seves files, en els primers dies, el 90% dels serbis i els montenegrins, els homes de Tito, el qual és de pare croat i de mare eslovena: tenen l'altre avantatge d'adreçar-se, a diferència dels txètniks, no només els serbis, sinó totes les nacionalitats iugoslaves: això els permet, a llarg termini, atraure reclutes de diversos orígens. Els comunistes tenen l'avantatge addicional de no compartir els escrúpols de Mihailović sobre la repressió que les accions de resistència poden provocar contra la població civil: Tito i la seva comitiva, per contra, confien en la brutalitat dels ocupants per empènyer els iugoslaus. aixecar-se i donar suport als partisans..

## Primeres insurreccions (1941-1942)

### Croàcia i Bòsnia i Hercegovina

Mapa de l'Estat independent de Croàcia (en blau clar), inclosos els actuals territoris de Croàcia pròpiament dits (excepte les zones costaneres en verd, annexades a Itàlia) i Bòsnia i Hercegovina. La frontera entre les zones d'ocupació italiana i alemanya està marcada per una línia morada.

La primera revolta contra el règim de la Ústaixa a Croàcia és obra de les poblacions sèrbies en perill d'extermini, que es revolten a partir del mes de juny, a Dalmàcia, a Bòsnia i Hercegovina i a la Krajina: aquestes són una insurrecció espontània, sense comandament centralitzat. Els combats van començar el 3 de juny a l'est d'Herzegovina, quan la població sèrbia, perseguida i massacrada pels Ústaixas locals (majoritàriament musulmans), van començar la resistència. Les represàlies de la Ústaixa, que cremen de diversos pobles i cometen execucions en massa, no fan més que alimentar la revolta.
Els insurgents són assistits per oficials de l'exèrcit iugoslau que han arribat de Sèrbia per ajudar els serbis a Croàcia, i per bandes armades formades en particular per refugiats de Bòsnia. Al juliol, la insurgència s'estén des de l'oest de Bòsnia fins a l'est de Croàcia. Els comunistes locals, després de la invasió de l'URSS, també van començar a formar cèl·lules de resistència a Sarajevo i Tuzla. Tito va enviar Svetozar Vukmanović, alies "Tempo", per organitzar els Partisans de Bòsnia i Hercegovina.
Els combatents de la resistència no comunistes es van presentar com a txètniks, però no van ser llavors subordinats a Mihailović. Els líders de la insurgència són majoritàriament antics membres del Partit Agrari, o d'organitzacions txètniks del període d'entreguerres o ambdues. Ràpidament, prenen el control de la riba bosniana del riu Drina i de les vies de comunicació cap a Sèrbia; que de vegades es beneficien de la complicitat dels oficials Domobrans hostil a les polítiques assassines de la Ústaixa. Alguns insurgents serbis d'Herzegovina, si ataquen les autoritats de la Ústaixa, també ataquen civils, en particular pobles musulmans (qualificats com a "turcs"). Els reclutes serbis partidaris també solen saquejar i atacar civils musulmans i croats; no obstant això, els comunistes tenen més capacitat que els txètniks per reclutar musulmans, cosa que els permet augmentar ràpidament el seu nombre. A l'oest de Croàcia, la insurrecció comença a la frontera amb Dalmàcia i allibera la zona entre Drvar i Knin: l'aixecament, essencialment rural, està immediatament marcat per rivalitats entre faccions de resistència. Els comunistes prenen el control de les planes de Sírmia i Eslavònia: els seus líders, majoritàriament croats de les ciutats, han de comandar els camperols serbis sovint analfabets i contenir la seva hostilitat cap als croats i musulmans. Dirigits pels txètniks a l'est de Bòsnia i Hercegovina, alguns musulmans bosnians són conduïts, a defensar-se, a unir-se a les unitats militars de la Ústaixa; d'altres, per contra, formen les seves unitats txètniks.. Mihailović envia diversos agents a Bòsnia, inclòs el major Jezdimir Dangić a l'agost, amb la tasca d'organitzar els txètniks locals.

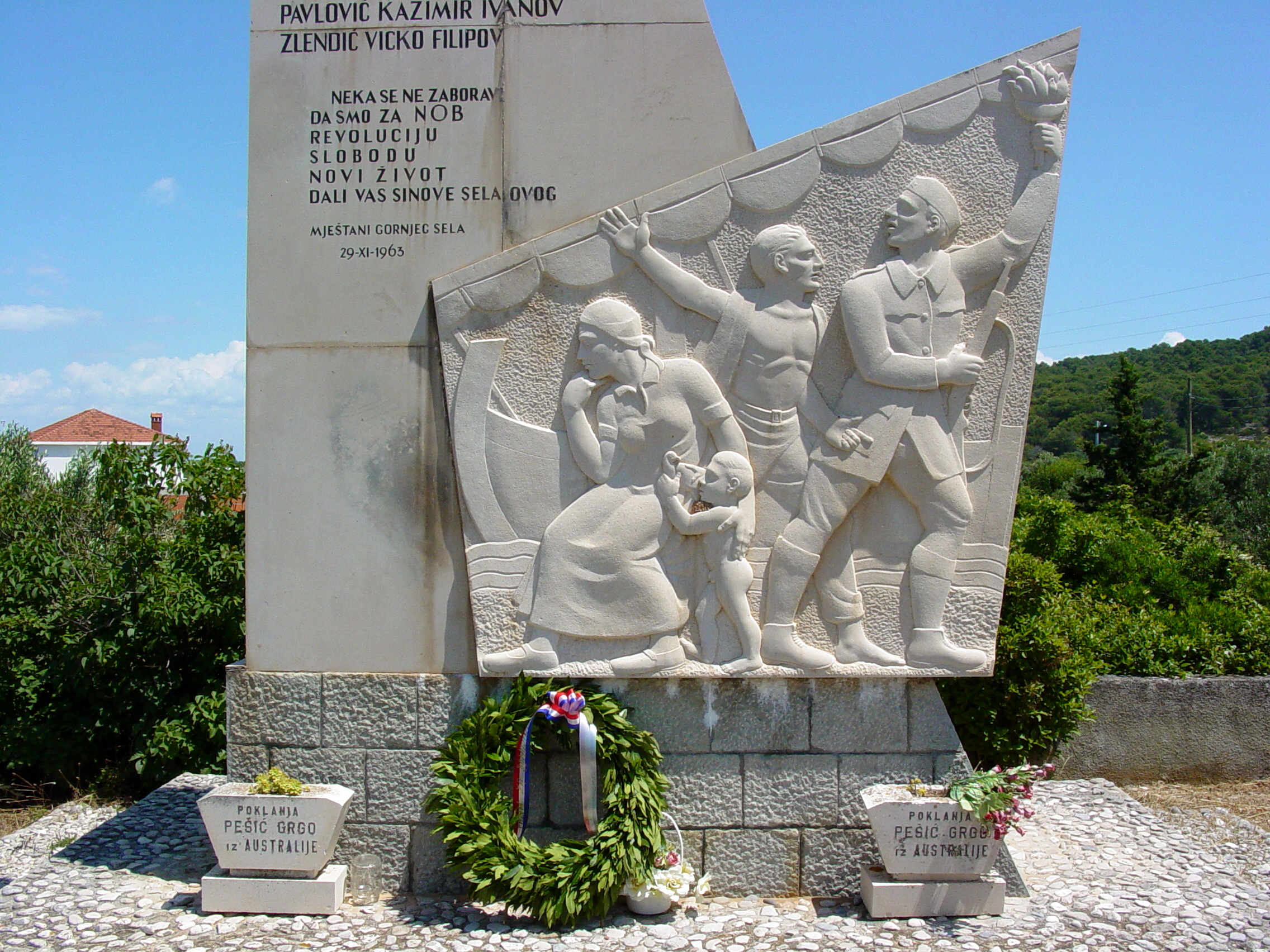
Monument als morts a Šolta (Croàcia).

Ràpidament, el règim de Pavelić es va veure obligat a demanar ajuda als seus protectors italians, a qui els alemanys, massa ocupats amb la invasió de l'URSS, havien delegat les operacions a Croàcia. Els italians intervenen i treballen per pacificar la zona d'insurgència tot arriscant-se al màxim de vides possibles. Mentrestant, el Ústaixa a partir d'agost va perdre el control essencial de les regions de Lika i de Kordun, així com zones senceres de Bòsnia i Hercegovina.
Aclaparats per la situació i per una insurrecció que no havien previst, sovint revoltats per les atrocitats dels ústaixos, els italians van recórrer a detencions arbitràries i van crear tribunals d'emergència, que van pronunciar 23 sentències de mort el 1941; alguns soldats italians van prendre la iniciativa de protegir les poblacions civils. Al juliol, grups rebels serbis a la frontera entre Dalmàcia, Bòsnia i Croàcia es posen en contacte amb els italians, a qui indiquen que no tenen hostilitat cap a ells i que aturen la lluita a canvi de la seva protecció.
Els italians van decidir llavors a l'agost tornar a ocupar les zones que havien evacuat després del tractat del 18 de maig. Estenen la seva zona d'ocupació a tota la regió costanera, així com a tota la zona desmilitaritzada: la majoria de les unitats de la Ústaixa són evacuades, només algunes tropes de la Guàrdia Nacional croata estan autoritzades a romandre allà sota comandament italià. Els ocupants llancen una campanya de propaganda assegurant que han vingut per protegir les poblacions i demanen la fi de la insurgència, sense demanar sempre als rebels que entreguin les armes. Alguns grups insurgents, que volien sobretot defensar-se dels Ústaixas, van abandonar la lluita; els comunistes, per la seva banda, es troben davant d'una falta de motivació dels seus reclutes.
El 7 de setembre, el general Ambrosio va publicar una proclama que anunciava que exerciria el poder civil i militar d'acord amb el govern de l'Estat independent de Croàcia. Va prometre la protecció de l'exèrcit italià a la població, que va ser convidada a tornar als seus pobles. A més de la Zona 1 de Croàcia (annexada a Dalmàcia), els italians ara són els responsables de l'administració civil i militar de la Zona 2 (la "zona desmilitaritzada" prevista en el tractat) i l'administració militar de la Zona 3 (que va a la zona d'ocupació alemanya) de la qual els croats només conserven l'administració civil. Si el règim de Zagreb acull oficialment aquest "enfortiment" de l'aliança amb Itàlia, realment experimenta el retorn de les tropes italianes com a afront, la seva credibilitat molt perjudicada.
Els representants de partisans i dels txètniks es reuneixen a principis d'octubre per definir els termes d'una aliança: realitzen conjuntament diverses operacions durant un curt període, abans de la ruptura final entre els dos moviments. Tanmateix, les seves relacions es veuen immediatament complicades per la tendència dels txètniks a afavorir les incursions contra les poblacions musulmanes. A finals d'octubre, els partisans i els txètniks van prendre junts la ciutat de Rogatica. Els homes de Dangić es van lliurar al saqueig i l'assassinat; els partisans locals, majoritàriament serbis, van rebre l'ordre d'intervenir entre els txètniks i els civils musulmans, però es van negar a complir-los perquè no volien defensar els "turcs". El desig dels partisans de llançar una insurrecció iugoslava unitària és una de les raons principals per al final de la seva aliança a Bòsnia amb els txètniks. Aquests darrers, per contra, volien liderar una revolta purament sèrbia i eren hostils al reclutament de croats, musulmans o jueus. Per la seva banda, els partisans, per mantenir la lleialtat dels seus reclutes serbis, deixen la seva llibertat d'acció a elements incontrolables que es dediquen a abusos contra civils croats i musulmans. Les poblacions locals arriben a témer els comunistes i es dirigeixen contra ells.
Quan els ocupants italians van tornar, diversos líders rebels nacionalistes serbis van acordar cooperar amb aquests últims contra els comunistes, que van perdre el suport popular ja que el perill de la Ústaixa es va fer menys evident. A l'octubre, amb l'ajut dels exèrcits alemanys i croats i el suport dels txètniks, els italians van entrar a Drvar. Les comunitats croates i musulmanes també estan intentant obtenir protecció per als italians per protegir-se de les represàlies serbes. Diversos líders txètniks van imposar-se a Croàcia durant la tardor de 1941: el periodista Radmilo Grdjić, l'exdiputat nacionalista Dobroslav Jevđević i el pope Momčilo Đujić. Jevđević i Đujić es proclamen "voivodes " de les seves respectives tropes. Per organitzar-se, Jevđević i Grdjić es van posar en contacte amb el líder de txètniks, previ a la guerra, Ilija Trifunović-Birčanin, que es va refugiar a Split després de la invasió de Iugoslàvia.
A finals de 1941, l'Estat independent de Croàcia es trobava en una situació difícil: la seva economia, en mal estat, no va poder satisfer les demandes dels alemanys i dels italians. El règim no obstant això manté la seva autoritat a Zagreb, principalment perquè allà es troba el comandament alemany; la capital croata també acull molts musulmans que van fugir de les incursions de txètniks.
L'arianització i la "croatització" de les propietats sèrbies i jueves continua, però sovint només són pretextos per participar en actes de saqueig. Mentrestant, Croàcia continua sent l'escenari de sagnants enfrontaments ètnics, mentre que grups de txètniks serbis responen al terror ustaixà atacant croats i musulmans. L'ús dels auxiliars de txètniks per part dels italians provoca tensions addicionals amb els Ústaixas, molt més propensos a privilegiar la seva aliança amb els alemanys.

### Montenegro
Els italians tenen previst convertir Montenegro en un estat satèl·lit, però no tenen cap pla específic per al seu govern ni les seves fronteres exactes. El seu projecte de restauració del Regne de Montenegro, al qual està adherit la família reial italiana, la reina Helena n'és natural, es planteja un primer obstacle quan el príncep Miquel, hereu de la corona de Montenegro, es nega categòricament a assumir el tron en aquestes condicions. Mentrestant, durant les primeres setmanes d'ocupació de Montenegro, els italians van mostrar bona voluntat, van alliberar presoners de guerra i van mantenir l'administració abans de 1941. Tanmateix, no es van adonar que els separatistes «Verts» montenegrins, en què pensen que va a donar suport per dirigir el país, no gaudeixen del suport popular, i que les insurreccions estan en plena preparació. Molts soldats montenegrins, després d'haver lluitat al front albanès durant la invasió, van tornar efectivament amb les armes. Els comunistes també preparen la seva revolta: Tito envia Milovan Djilas i Arso Jovanović, naturals de Montenegro,per organitzar els partisans locals.

L'ocupació de Montenegro: la governació italiana de color taronja; les regions annexionades pel regne d'Itàlia en verd-gris. De color verd clar, el protectorat albanès al qual estan adherides les regions de Montenegro.

El 12 de juliol, una assemblea, formada per 75 delegats reunits amb molta dificultat i presidida pel líder separatista Sekula Drljević, va proclamar la restauració de la monarquia montenegrina i va demanar al rei d'Itàlia Víctor Manuel III que designés un regent. Però aquesta proclama va ser seguida d'una insurrecció general, dirigida tant pels comunistes com per soldats nacionalistes, els principals líders dels quals eren el coronel Bajo Stanišić, el major Đorđe Lašić i el capità Pavle Đurišić. Des del 15 de juliol, el general italià Alessandro Pirzio Biroli rep plens poders per sufocar la rebel·lió. Amb l'ajuda de tropes irregulars formades per albanesos i musulmans de Sandžak, els italians van dirigir una contrainsurgència vigorosa, cremant pobles, executant diversos centenars d'habitants i arrestant entre 10.000 i 20.000 persones: irregulars musulmans eren autoritzat per participar en saquejos. Davant de la repressió, la insurgència es va desconnectar, a causa de la manca d'unitat i els mitjans militars suficients: els grups nacionalistes no estaven coordinats entre ells, només Đurišić semblava haver tingut contacte amb el moviment Mihailović. Els comunistes, en canvi, intenten formar una aliança amb els nacionalistes; Djilas va proposar sense èxit a Stanišić la gestió de totes les operacions militars.
El 12 d'agost, Pirzio Biroli envia un informe sobre la situació, en què recomana abandonar la idea d'un estat independent montenegrí. A l'octubre, Mussolini s'alinea amb els seus arguments i decideix cenyir-se a una administració purament militar del govern de Montenegro. Un cop enterrat el projecte d'independència, alguns dels grups insurgents no volen continuar la lluita contra els italians, i només volen lluitar amb les bandes musulmanes que amenacen les poblacions locals. Els comunistes montenegrins són generalment molt radicals. No obstant això, estan dividits entre aquells que, com Djilas, defensen aliances tàctiques amb els nacionalistes i els més extremistes que defensen matar tant els italians com els opositors de tota mena, els comunistes "fraccionistes", els partisans desertors, els "kulaks" i "espies", especialment els musulmans.
La línia radical va prevaler i els comunistes montenegrins van realitzar campanyes de terror per eliminar qualsevol possible competència. La seva insurrecció va declinar al final de l'any, quan Tito va recordar part dels seus homes a Sèrbia per donar suport als partisans locals que lluitaven contra els alemanys. Djilas, que Tito considera haver gestionat erròniament la situació, va ser cridat a Sèrbia al novembre: el van substituir Ivan Milutinović, partidari de la línia més dura. Els partisans que es retiren de Montenegro es dediquen a passar moltes execucions sumàries.
Pavle Đurišić, desitjós de continuar la lluita contra els albanesos i els musulmans, intenta al desembre entrar en contacte directe amb Mihailović. Va aconseguir conèixer només un dels emissaris d'aquest últim, el capità Rudolf Perhinek, a qui Mihailović va ordenar oralment que nomenés Lašić comandant de Montenegro i Đurišić comandant dels Sandžak. Đurišić rep, acompanyat per directrius imprecises, un document signat per Perhinek que el nomena al seu lloc de comandament. Per reforçar la seva autoritat, el cap montenegrí falsifica el document per transformar-lo en una ordre signada per Mihailović. Đurišić també porta amb ell una instrucció que porta la signatura de Mihailović i que preveu la creació, dins de la Iugoslàvia reconstituïda, d'una Gran Sèrbia ètnicament pura. Aquest document prohibeix qualsevol cooperació amb els comunistes i recomana "netejar" les poblacions musulmanes de Sandžak, així com les poblacions croates de Bòsnia i Hercegovina, així com les altres minories "no nacionals". És possible que aquesta instrucció fos una altra falsificació comesa per Đurišić.
Els partisans mantenen el control precari de la regió nord-occidental que uneix Montenegro amb l'est de Bòsnia i la frontera oriental de Montenegro: realitzen un contraatac i recuperen terreny després de la repressió italiana. Però el seu retorn va estar marcat per sagnants represàlies contra els seus adversaris reals o suposats - suposadament ser agents de la "cinquena columna" - i més generalment contra "enemics de classe". Cremant granges i multiplicant de nou les execucions, els comunistes van mantenir durant un mes i mig, entre gener i febrer de 1942, la ciutat de Kolašin, on van matar 300 habitants. Aquesta política, que més tard es va anomenar "desviació d' esquerres " sota el règim de Tito, va convertir la població local contra ells i va guanyar per als txètniks un gran nombre de nous reclutes. Stanišić proclama la "revolta" contra els comunistes. A causa de les problemàtiques accions de Milutinović, Tito fa tornar a Djilas, que al març va trobar un país devastat per la violència, on les campanyes del terror comunista van afavorir no només els txètniks, sinó també els ocupants.
El governador Pirzio Biroli decideix actuar sobre la dissensió entre els grups rebels. Al març, els italians arriben a un acord amb Stanišić que accepta, a canvi d'aliments i material per als seus homes, no atacar més els ocupants i concentrar-se en la lluita contra els comunistes. Đurišić sembla haver conclòs un acord similar. El general Blažo Đukanović, antic bab de Zeta, va ser reconegut al març per Stanisic i Đurišić com a portaveu de "nacionalista" local. A més de la seva aliança amb els txètniks, els italians confien a Montenegro en rivals d'aquest últim, la milícia dels separatistes "Verts" dirigits per Krsto Popović.

### Sèrbia

#### Una doble revolta
La insurrecció a Sèrbia no és, cronològicament, la primera, però està més estructurada que la de Croàcia i Montenegro: sobretot, marca el veritable començament de la guerra intra-iugoslava que s'oposa als dos moviments de resistència. A diferència dels txètniks de Mihailović, els Partisans de Tito van immediatament a l'acció, sabotetjant molts canals de comunicació amb l'esperança d'alleujar el front rus. A partir del juliol, les accions comunistes es multipliquen a Sèrbia. L'escala mateixa de l'aixecament planteja dificultats per als partisans, que no havien previst una afluència tan gran de reclutaments: Tito ha de comandar una massa de camperols sèrbia, reticents a l'adoctrinament ideològic i que no desitgen distanciar-se dels seus pobles.

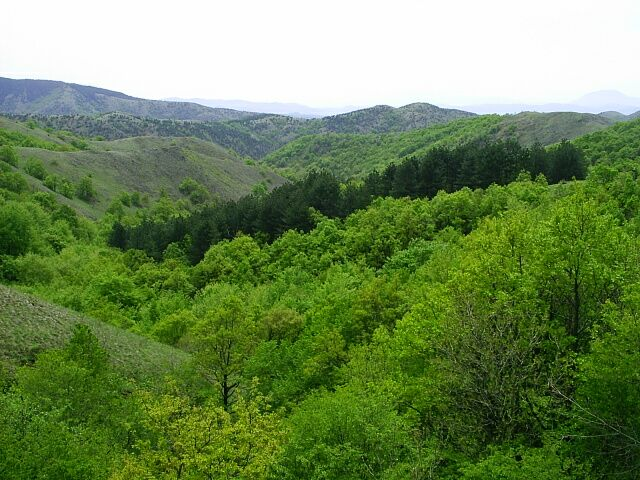
La regió muntanyenca de Ravna Gora, territori original dels txètniks de Mihailović.

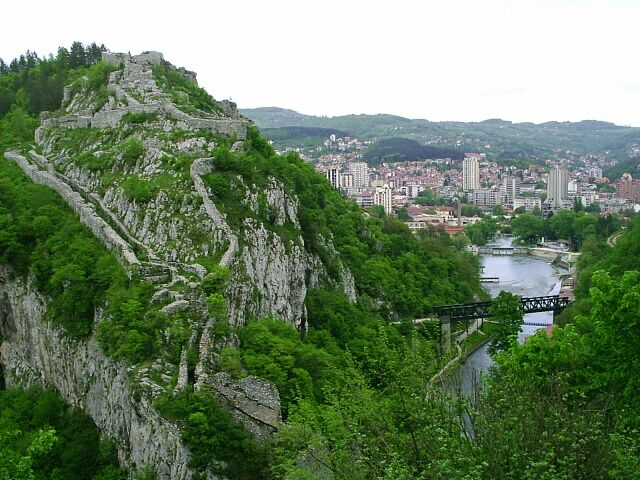
Vista contemporània de la ciutat d'Užice, la primera fortalesa dels Partisans de Tito.

Si bé els partisans ja han participat en el combat contra les forces ocupants, Mihailović segueix reticent a fer el mateix: compleix la directiva del govern reial a l'exili que, el 22 de juliol, crida els iugoslaus, a través d'un missatge emès per la BBC, per evitar accions de resistència oberta i esperar a un desembarcament aliat. Tot i això, va ordenar a contracor accions de sabotatge per no deixar als comunistes l'exclusivitat de la lluita armada. Els txètniks de Mihailović no deixen de ser clarament menys actius que els partisans: la seva primera gesta d'armes té lloc el 31 d'agost, quan un grup de txètniks, teòricament subordinat a Mihailović, pren la ciutat de Loznica dels alemanys. A partir d'aquell moment, es van dividir els oficials que van reconèixer a Mihailović com el seu líder: alguns van considerar immediatament que oposar-se als comunistes era una prioritat més urgent que combatre els ocupants; d'altres estan impacients per enfrontar-se als alemanys, d'altres finalment temen exposar la població sèrbia a represàlies. Els comunistes envien emissaris a Mihailović, que accepta cooperar amb ells: a partir del final d'agost, els partisans i els txètniks estan duent a terme accions conjuntes contra les forces ocupants a Sèrbia. Mentrestant, a Kosovo que els italians han annexionat a Albània, els txètniks només van oferir una resistència limitada als albanesos que van atacar les poblacions sèrbies, mentre que la dels comunistes locals gairebé nul.

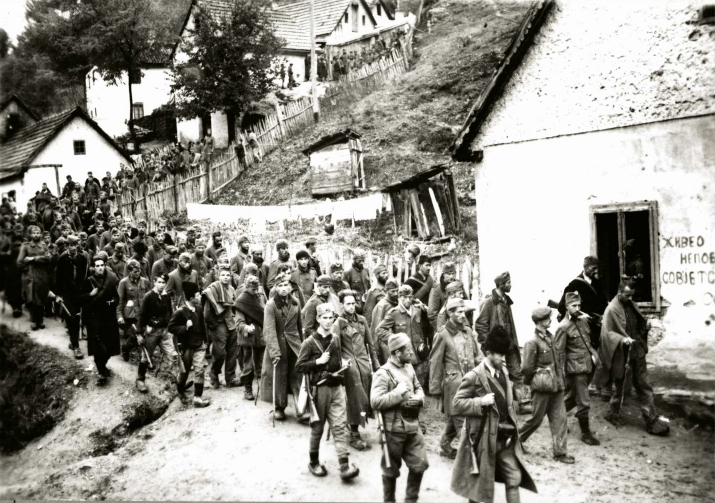
1941. Partisans i txètniks escorcollany presoners alemanys.

L'esclat de la insurgència empeny els alemanys a prendre mesures radicals a Sèrbia, alhora que intenta implicar les poblacions locals en la lluita contra els insurrectes: el nomenament del general Nedić com a cap del govern serbi forma part dels seus esforços en aquesta direcció. Davant dels actes de resistència creixents, els alemanys declaren Sèrbia com a "zona de guerra" i les tropes són enviades com a reforç des de Grècia, Romania i Croàcia. Incapaços de permetre's deixar aquelles zones sense guarnició durant massa temps als països veïns, els ocupants van utilitzar mètodes de terror per sotmetre ràpidament als rebels. Les primeres execucions d'ostatges serbis tenen lloc a finals de juliol; pobles sencers són cremats. Després d'haver reduït les seves tropes a Iugoslàvia per necessitats de l'operació Barbarossa, els alemanys es van veure obligats a enviar reforços allà, portats des de Grècia, França i del front rus.
El 16 de setembre, Hitler va ordenar a l'Alt Comandament de la Wehrmacht que realitzés la instrucció dictada a l'abril per von Weichs – segons la qual cent civils serbis serien executats per cada soldat alemany mort - la norma per a tots els territoris ocupats; també s'executaran una cinquantena de persones per cada soldat ferit i cal considerar qualsevol atac contra les forces ocupants com d'origen "comunista". El general Franz Böhme, enviat des de Grècia amb plenes facultats per aixafar la rebel·lió, ordena que s'apliqui la instrucció sense fer cap excepció: també s'estén als atacs dirigits a qualsevol persona d'ètnia alemanya, després a aquells que s'adrecen als búlgars o col·laboradors serbis. A finals d'octubre, les línies de comunicació a Sèrbia van quedar paralitzades: diverses ciutats petites estaven en mans dels insurgents, que van començar a assetjar les localitats més grans. Els homes de Mihailović conquereixen Požega, mentre que Tito ha establert la seva seu a Užice: a aquesta ciutat, sobrenomenada "República d'Užice", els partisans van establir un règim comunista embrionari i van executar militants culpables de "desviacions polítiques".
El 19 de setembre, Mihailović es troba amb Tito, per iniciativa seva. Els dos líders de la resistència no aconsegueixen definir una línia comuna, per la seva desconfiança mútua, però sobretot per divergències estratègiques fonamentals: mentre Tito vol unir esforços per a un aixecament general, Mihailović vol acabar amb una insurrecció que considera prematura i que creu que només posarà en perill les poblacions civils. Per Tito, per contra, la repressió alemanya tindrà l'avantatge de guanyar gent a causa de la resistència. Mihailović, com són els alemanys, a continuació, fa cas omís de la veritable identitat del propi Tito i els seus subordinats inicialment pren el líder comunista (qui, havent crescut parlant l'eslovè i el dialecte kajkavià, va parlar en serbocroat amb molt accent) per a un agent rus que havia estat llençat amb paracaigudes pels soviètics.
Després d'arribar a un incert modus vivendi amb Mihailović, Tito assisteix a finals de mes a una reunió dels líders del Partit Comunista, durant la qual es decideix provocar revoltes a tota Iugoslàvia per apoderar-se de territoris, tot evitant el combat directe amb les tropes ocupants. Es crea un Comandament Suprem dels Destacaments Partisans, sota la direcció de Tito.
Per consell de Hugh Dalton, cap del SOE, Winston Churchill va ordenar al setembre l'enviament d'una missió de trobada de fets a la resistència iugoslava: l'equip estava format per dos oficials iugoslaus, els majors Zaharije Ostojić i Mirko Lalatović, i un britànic, el capità Duane T. Hudson, un antic agent de SOE a Sèrbia. Els enviats desembarquen el 20 de setembre a les costes montenegrines i després cap a Sèrbia. Ostojić i Lalatović tenen previst unir-se directament a Mihailović –de qui després seran subordinats–, però Hudson, que té com a missió conèixer la situació general, es posa en contacte primer amb els partisans. Favorablement impressionat per l'activitat d'aquests últims, va informar de la seva jerarquia. Els comunistes escorten després Hudson i Ostojić fins a Užice, on Hudson es troba amb Tito a finals d'octubre. El líder dels partisans li va assegurar que, al contrari del que creien els britànics, els seus homes eren els únics a combatre els ocupants.

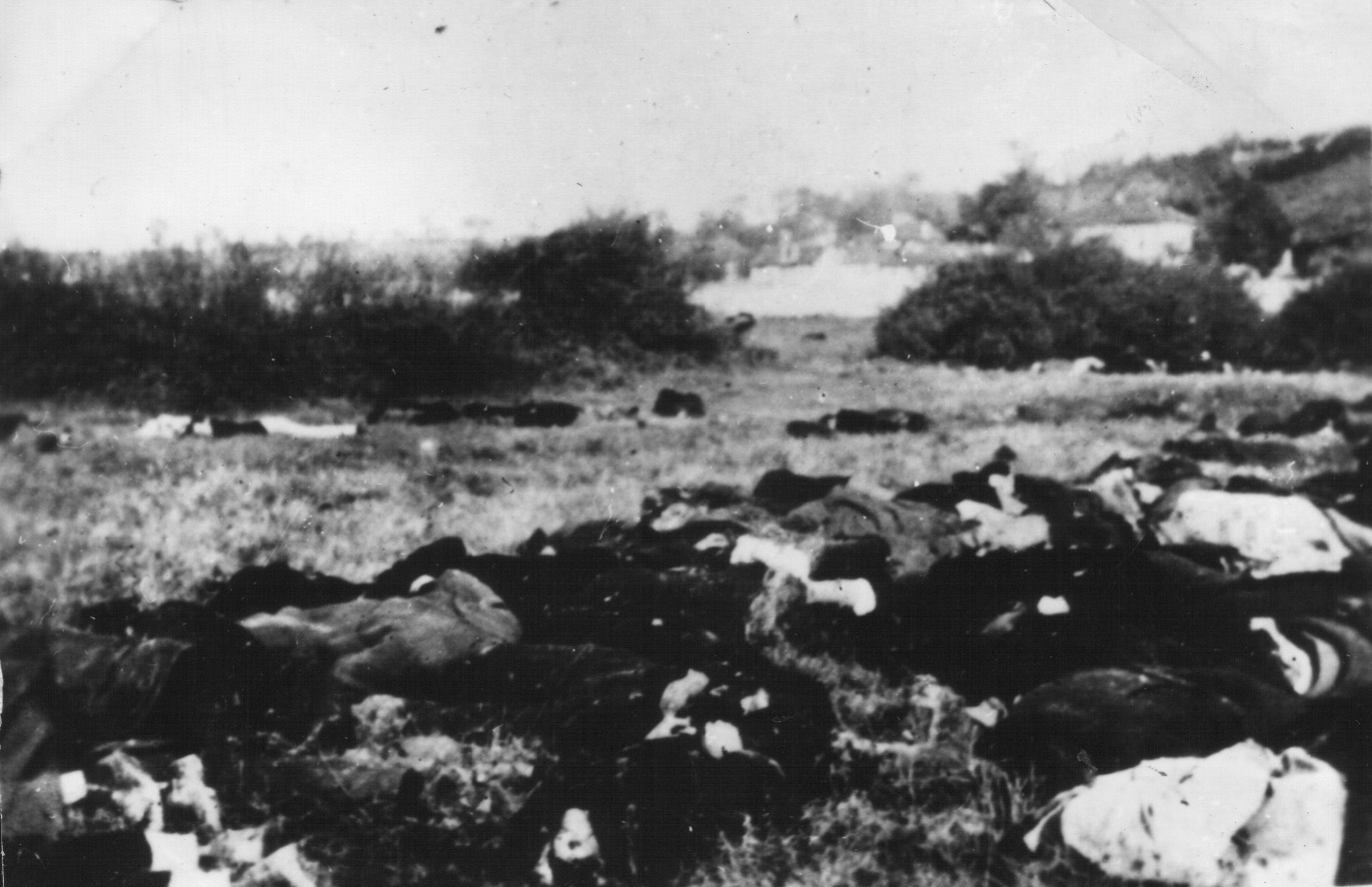
Cossos d'ostatges executats a Kragujevac.

Entre el 18 i el 21 d'octubre, per fer un exemple després d'un atac conjunt de partisans i txètniks, les tropes alemanyes, ajudades per les unitats de Volksdeutsche, voluntaris serbis i soldats de la Guàrdia Nacional sèrbia, van realitzar detencions massives a Kragujevac i Kraljevo, amb l'objectiu d'executar tots els presos homes. Els dies 20 i 21, més de 2.000 persones, inclosos nens, són massacrades a Kragujevac. Aquesta matança confirma les pors de Mihailović sobre la naturalesa prematura de la revolta i els riscos de represàlies alemanyes i reforça el cap dels txètniks en la seva estratègia.

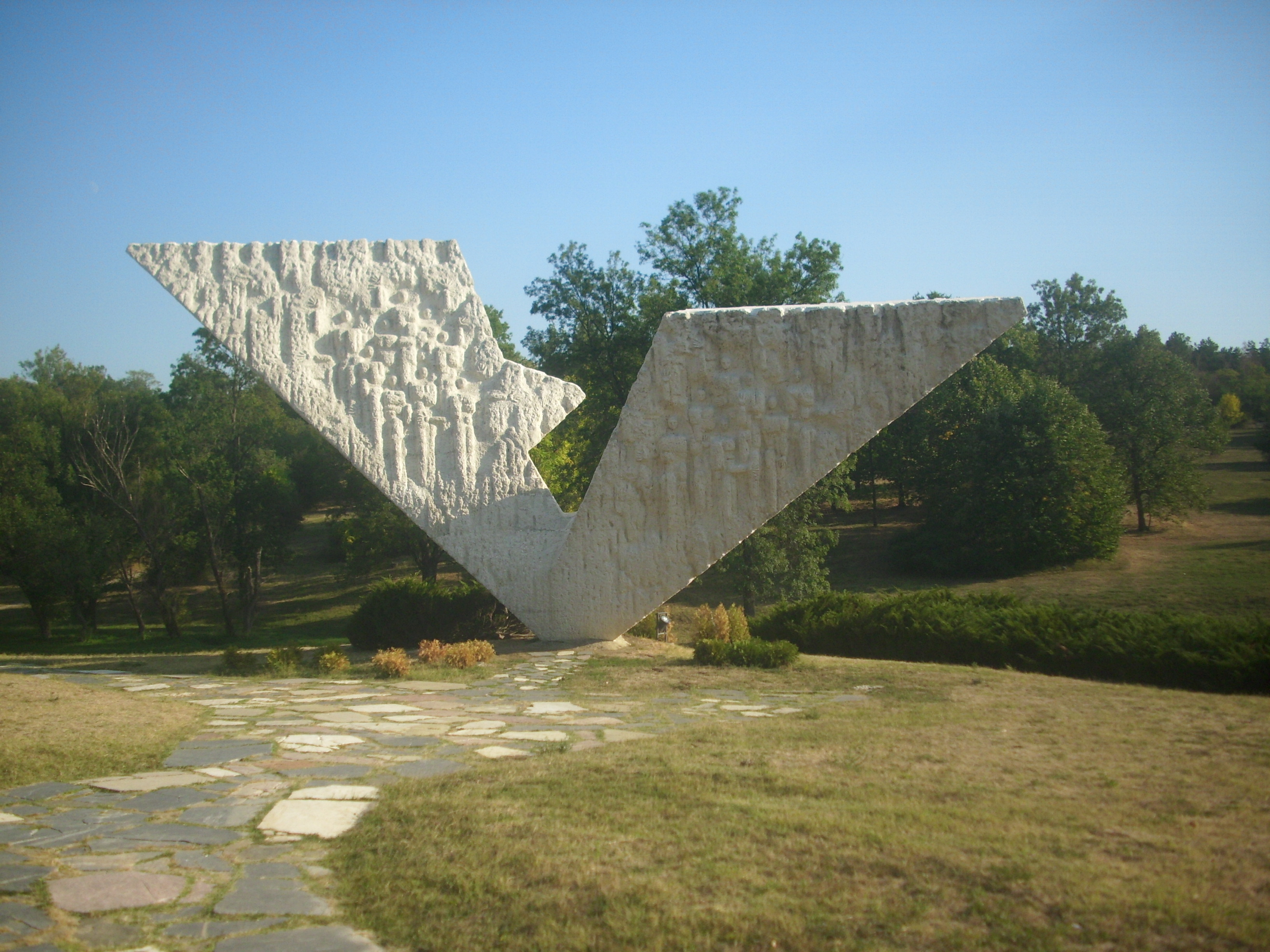
Monument al parc memorial Šumarice, establert al lloc de la massacre de Kragujevac.

Pocs dies després, el capità Hudson es va unir a la seu dels txècnics a Ravna Gora:: Mihailović, que va ser informat per Ostojić dels seus contactes amb els partisans, el va rebre fredament, però aquesta arribada li va fer esperar una ajuda concreta de part dels britànics. Mentrestant, després que Tito s'hagués ofert a compartir armes, Mihailović evita els conflictes oberts amb els comunistes. Els enfrontaments entre partisans i txètniks tindran lloc a l'octubre.
A finals d'octubre, els britànics, que van considerar com a heroica la revolta sèrbia encara que prematura, va decidir, d'acord amb el govern iugoslau a l'exili, acudir directament en l'ajut de Mihailović. El Comandament del Pròxim Orient del Caire rep l'ordre d'enviar subministraments als txètniks per mar i aire. El 15 de novembre, la BBC va anunciar que un decret reial havia designat Mihailović per encapçalar el Comandament Suprem de l'"Exèrcit iugoslau a la pàtria" (Jugoslovenska vojska u otadžbini o JVO, el nou nom oficial dels txètniks).

#### Començament del conflicte entre partisans i txètniks
Mentrestant, el 27 d'octubre, Tito i Mihailović es reuneixen per segona i última vegada. Tito proposa que Hudson, que acaba d'arribar als txètniks, participi en les discussions, però Mihailović, que prefereix evitar mostrar les seves diferències amb els partisans davant d'un agent britànic, es nega. Es va trobar un acord d'abast limitat, que preveia especialment que els dos moviments compartissin les armes que havien recuperat. Mihailović conclou, però, a partir d'aquest moment, que els seus adversaris prioritaris no són les forces de l'Eix sinó els partisans i decideix atacar-los, ajornant l'operació només perquè no disposa de prou armament. Va informar el capità Hudson de la seva posició i va insistir que es tractava d'una qüestió interna iugoslava.

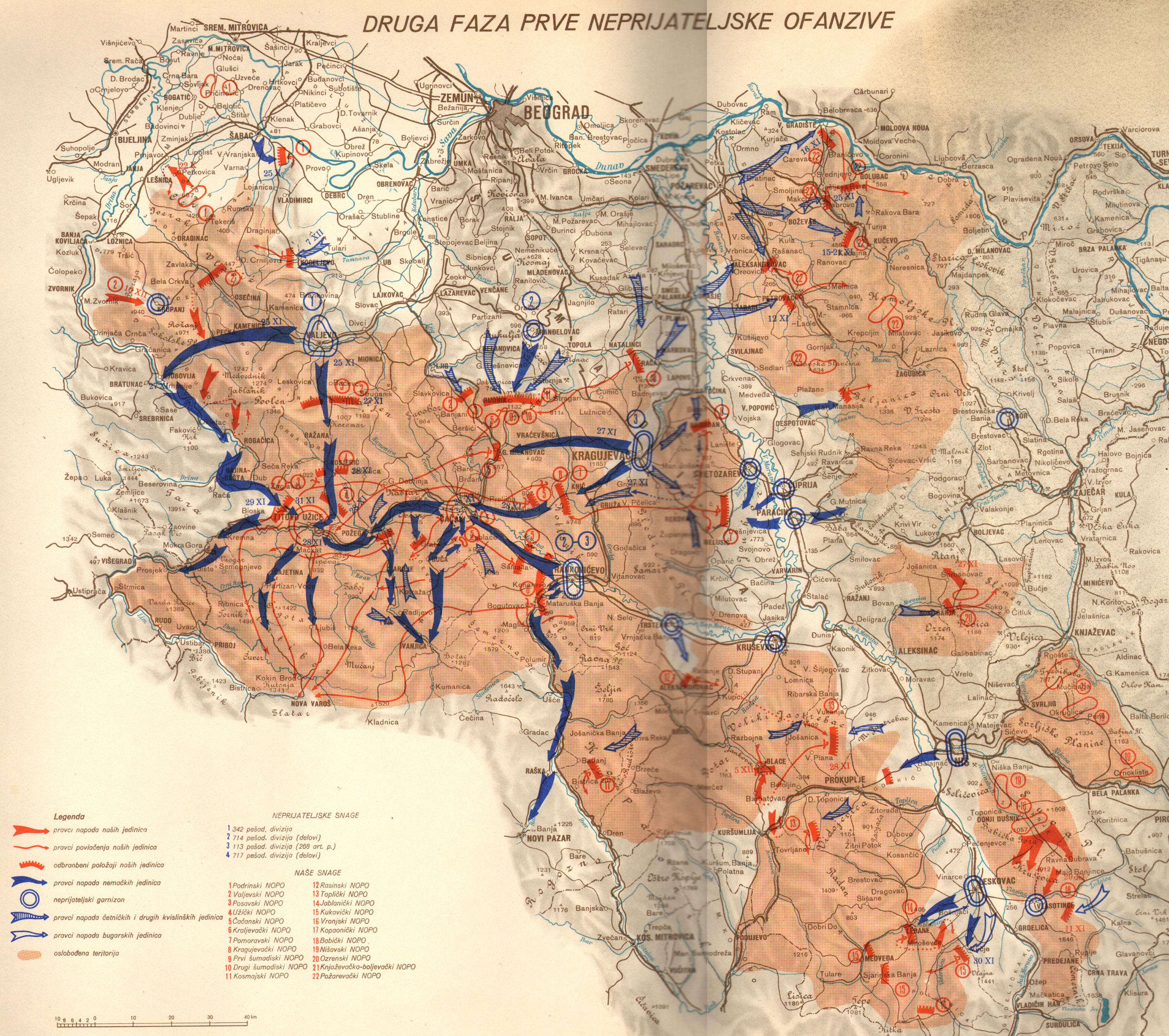
Mapa de l'operació Užice, la primera ofensiva alemanya contra els partisans

Pocs dies després d'aquesta segona reunió, les hostilitats comencen entre els partisans i els txètniks: la nit de l'1 al 2 de novembre, els txètniks ataquen la fortalesa dels partisans en Uzice, però van ser rebutjats. Els conflictes entre les dues faccions van augmentant, les poblacions civils queden atrapades al foc creuat. Mihailović fa una crida al govern iugoslau de Londres per accelerar l'entrega d'ajuda britànica, que ara confia per lluitar contra els comunistes. Hudson, per la seva banda, informa al Caire que l'ajuda dels aliats corre el risc d'alimentar una guerra civil i aconsella fer pressió sobre Mihailović per obtenir la unificació de totes les forces "antifeixistes" iugoslaves. Després de rebre un primer enviament d'armes aeri el 9 de novembre, els txètniks esperen en va la segona. Mentrestant, els alemanys continuen la seva ofensiva, que va començar a finals de setembre, contra les "bandes comunistes" (designació que designen conjuntament els homes de Tito i Mihailović) i s'acosten a la seu dels partisans i els txètniks.

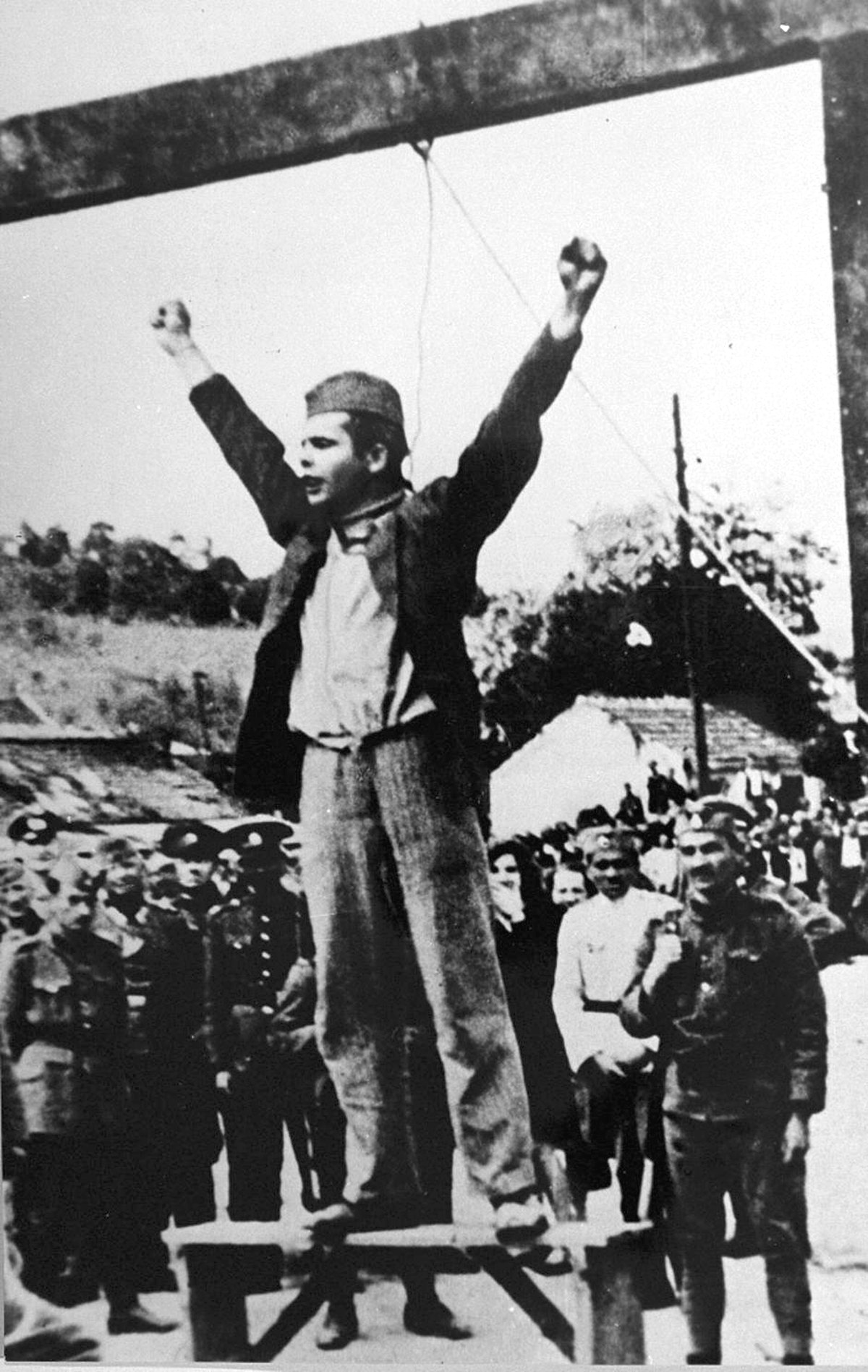
Execució a la forca el maig de 1942 a Valjevo de l'oficial partisà Stjepan Filipović.

El govern de Milà Nedić, per la seva banda, està intentant resoldre la situació: tot i que contraria als dos moviments de resistència, Nedić considera possible discutir amb Mihailović, que era el seu subordinat al Reial Exèrcit Iugoslau. Milan Aćimović, ministre de l'Interior de Nedić, també manté contacte amb Mihailović. Malgrat l'oposició de Böhme, Nedić va enviar missatges a Mihailović a finals d'octubre proposant "legalitzar" els seus txètniks, és a dir, proveir-los d'armes contra els comunistes a canvi de la fi de la insurrecció.. El 28 d'octubre, dos oficials txètniks presents a Belgrad van contactar amb el capità Josef Matl, oficial local de l'Abwehr -el servei d'intel·ligència de l'exèrcit alemany- i li van oferir una aliança contra els comunistes. L'Abwehr, informa del conflicte entre les dues faccions de resistència, decideix explotar aquesta escletxa per neutralitzar almenys un dels dos grups; Matl ofereix conèixer a Mihailović en persona. Tot i que gaudeix d'una popularitat més alta entre la població sèrbia que la dels partisans, Mihailović es troba en aquest moment en una situació gairebé desesperada: els seus homes són derrotats pels partisans i amenaçats per l'avanç de les tropes alemanyes. mentre que l'ajuda britànica ja no sembla arribar.L'11 de novembre, coneix el capità Divl a Divci i el seu superior jeràrquic, el tinent-coronel Rudolf Kogard. Amb l'esperança d'obtenir armes i municions pels alemanys per combatre els comunistes, accepta el principi d'una treva amb els ocupants, però vol mantenir el control dels territoris presos per les seves tropes. Kogard, que no estava en un esperit de negociació, al contrari exigeix que els txètniks es posin immediatament els braços, cosa que Mihailović refusa. Incapaços de trobar un terreny comú amb Mihailović, els alemanys van llançar una operació per capturar aquest últim, que gairebé es va escapar. Potser va ser un avís enviat per Aćimović que va permetre a Mihailović evitar la captura. El cap txètnik va ocultar la seva reunió amb representants alemanys a Hudson, i no va informar el govern a l'exili.
Tito havia proposat una tercera reunió per intentar acabar amb el conflicte entre faccions iugoslaves, representants partidistes (Aleksandar Ranković, Ivo Lola Ribar i Petar Stambolić) i txètniks (Mirko Lalatović i Radoslav Đurić) al parlament a finals de novembre. Arriben a un acord precari sobre les accions a dur a terme conjuntament contra els ocupants, però es mantenen dissensions importants i finalment no s'aplica l'acord. Al mateix temps, els alemanys entren en la darrera fase de la seva ofensiva contra la resistència sèrbia. Tito i Mihailović parlen per telèfon per última vegada el 28 de novembre: Tito anuncia que defensarà les seves posicions, i Mihailović que dispersarà els seus homes. Finalment, els partisans marxen d'Užice l'endemà: amb una tropa de 10.000 homes i dones, Tito evacua la Sèrbia central en direcció a Sandžak.
Els txètniks es retiren al seu baluard de Ravna Gora, però després són atacats pels alemanys al desembre. Mihailović, després d'haver evitat estretament la captura, va arribar a les muntanyes de Rudnik amb una petita escorta. Els alemanys van posar un preu al seu cap el 10 de desembre. El cap dels txètniks ordena que la majoria dels seus destacaments es dispersin, però autoritza entre 2.000 i 3.000 dels seus homes a ser "legalitzats", convertint-se així en auxiliars del règim Nedić. Aparentment, aquesta idea no provenia de Mihailović, que sembla que la va aprovar. De fet, si Mihailović no passa a una col·laboració oberta com Kosta Pećanac, aquest acord permet a una part dels seus homes guanyar-se d'un sou i rebre el material necessari per continuar el combat contra els comunistes, tot evitant ser atacats pels alemanys. A més d'aquestes tropes legalitzades, alguns txètniks passen a Bòsnia per combatre els Ústaixas ; la majoria, però, renuncien a la lluita.
Mihailović es troba fugint, sense tropes sota el seu comandament directe i sense contacte radiofònic amb l'exterior. La propaganda britànica, alhora, el presenta com a líder d'un vast moviment de resistència nacional. A finals de 1941 i principis de 1942, quan Tito i els partisans eren encara desconeguts per al gran públic fora de Iugoslàvia, la premsa aliada - britànica, però també nord americana - va exagerar de manera exagerada la explotació dels txètniks, descrivint-la com a herois d'un "segon front " paral·lel al teatre d'operacions africà El 7 de desembre, Mihailović va ser ascendit al general.
El gener de 1942, Slobodan Jovanović succeir a Simović com a primer ministre del govern a l'exili: Mihailović va ser llavors nomenat ministre de la guerra. Després d'amagar-se durant diversos mesos a la regió de Rudnik, Mihailović no va reprendre el contacte radiofònic regularment amb el món exterior fins al març. El govern Nedić troba la seva traça al mateix temps: es fa una reunió clandestina entre Mihailović i Milan Aćimović, amb l'acord dels alemanys. Aleshores se'ls va informar que Mihailović estava disposat a aliar-se amb el règim Nedić contra els comunistes, però el plenipotenciari alemany Paul Bader va vetar aquesta idea. Mihailović abandona Sèrbia cap a Montenegro a mitjans de maig, per apropar-se als caps de txètniks de Montenegro com Đurišić, que tenen territoris sota el seu control.

### Eslovènia

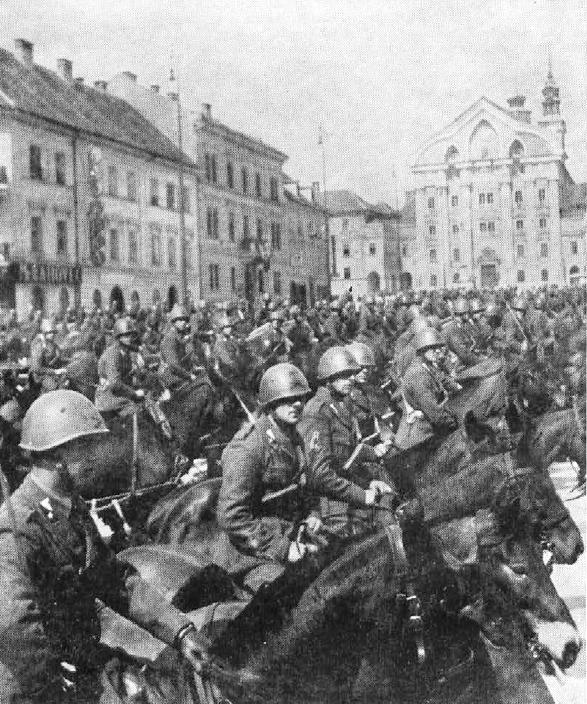
Tropes italianes a la província de Ljubljana, a l'Eslovènia ocupada.

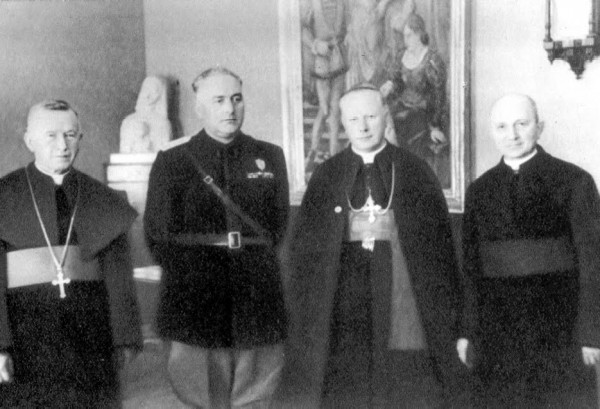
El governador italià Emilio Grazioli (segon a l'esquerra) amb el bisbe de Ljubljana Gregorij Rožman (tercer).

A Eslovènia, les polítiques d'italització, germanització i magiarització, i més encara els desplaçaments de poblacions imposades pels alemanys, alimenten el ressentiment contra els ocupants. La zona alemanya del nord presenta massa dificultats, és a la zona italiana del sud que els comunistes locals, dirigits en particular per Edvard Kardelj i Boris Kidrič, comencen a configurar la seva organització, amb el reforç de molts refugiats de les zones alemanya i hongaresa. Formen una coalició amb liberals socialistes i d'esquerres cristians, el  Front d'Alliberament  (Osvobodilna fronta o OF), que presenta idees polítiques moderades sobre una base "patriòtica" i presenta Eslovènia com una entitat política separada.
Durant l'estiu de 1941, el Front d'Alliberament va multiplicar els sabotatges i les pallisses contra els ocupants; els italians van reaccionar amb una gran brutalitat. Al setembre, el governador Grazioli va crear un tribunal extraordinari que va condemnar a penes de presó a qualsevol que es trobés en possessió de "literatura subversiva" i a la mort a qualsevol que ataqués tropes italianes.
El general Mario Robotti, comandant del XI Cos d'Exèrcit i comandant militar de la zona, es va expressar a favor de l'ala dura, a més d'entrar en conflicte amb Grazioli considerant que no és prou ferm. El gener de 1942, va obtenir de Mussolini el poder de declarar una àrea d'operacions militars per a tota la província de Ljubljana. Tenia la ciutat de Ljubljana aïllada de la resta del territori, envoltada per una xarxa de filferro; els llocs militars es multipliquen i s'obren camps de concentració, especialment a l'illa de Rab. Robotti també aplica, amb molt de zel, la circular 3C emesa per Roatta sobre operacions de contrainsurgència.
Entre 1941 i 1943, la repressió va matar 9.000 persones a Eslovènia: al voltant de 35.000 persones van ser enviades als camps de concentració. Els italians, però, no van aconseguir pacificar el territori ni establir amb els eslovens una política de col·laboració sincera i eficaç: el desembre de 1941, Marko Natlačen, decebut de veure que els eslovens passessin d'una dominació sèrbia a una dominació italiana, renuncia a la Consulta.
Les accions del Front d'Alliberament desperten ràpidament l'hostilitat de les elits tradicionals eslovens que els consideren massa arriscats: a petició de Natlačen, Monsenyor Rožman denuncia públicament les intrigues dels comunistes. Els emissaris de Mihailović (aquest últim tracta de crear les seves xarxes a Eslovènia, cosa que constitueix un dels seus rars intents de reunir els no serbis a la seva causa) contacten amb les organitzacions de dretes, però també amb alguns no membres Comunistes de la OF. A finals de 1941, els comunistes prenen el control complet del Front d'Alliberament, i comencen a assassinar els "traïdors"que denuncien els partisans locals o que recluten grups contraris al Front. Les seves accions contribueixen a impulsar determinats no comunistes cap a la col·laboració amb els ocupants.

### Macedònia

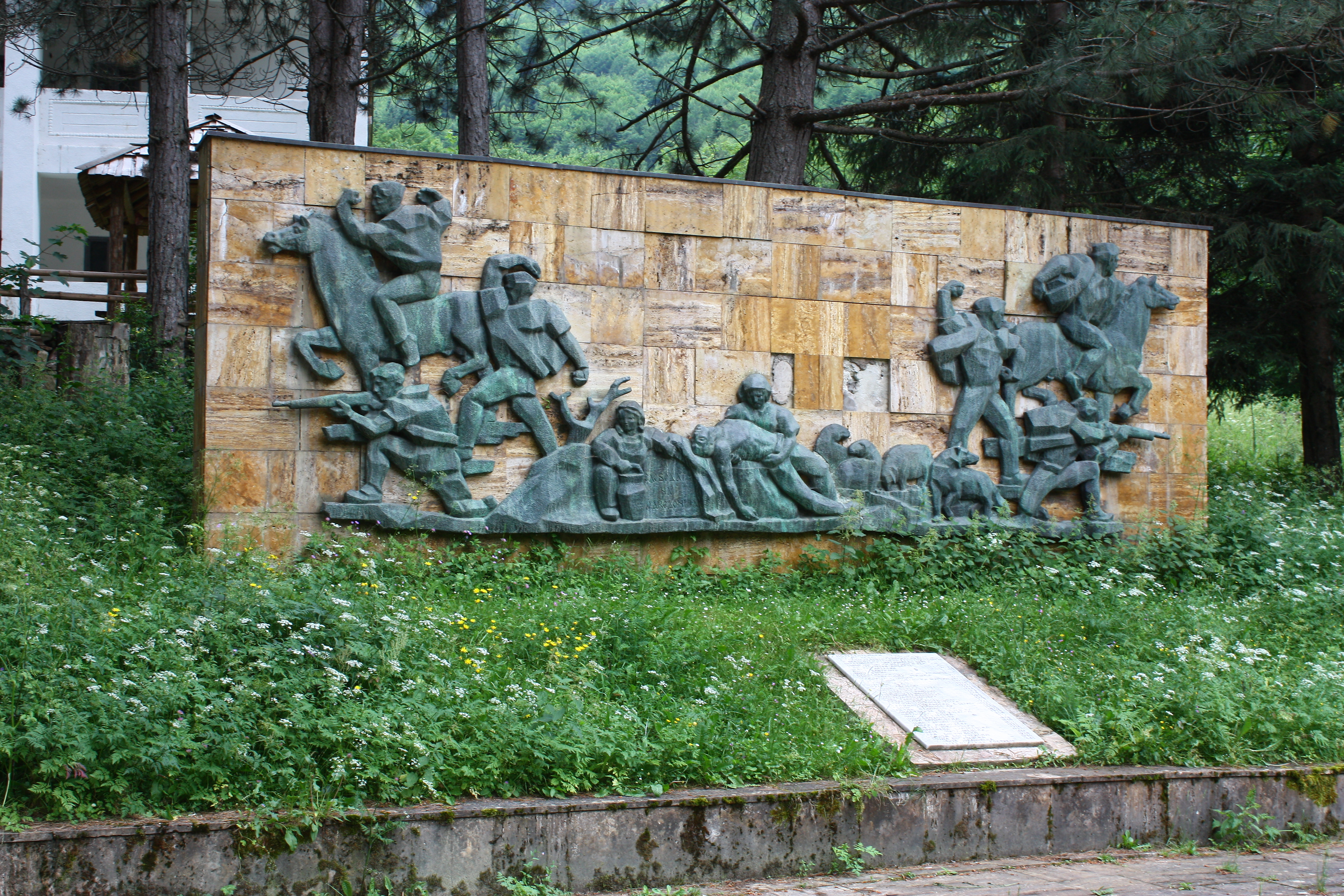
Monument a la Resistència a Gòstivar (Macedònia).

Macedònia, que a l'est està ocupada per Bulgària i a l'oest per Itàlia, representa un cas particular, en particular per la seva identitat nacional incerta. Alguns macedonis es consideren búlgars i el líder local del Partit Comunista de Iugoslàvia, Metodi Shatorov, va traslladar la seva fidelitat al Partit Comunista búlgar després de la invasió, amb la majoria de la direcció macedònia.
Després de l'atac a l'URSS, els soviètics van donar satisfacció a Tito en reconèixer les fronteres macedòniques de preguerra i, per tant, la legitimitat del PC iugoslau - en detriment del seu homòleg búlgar - per gestionar les operacions a Macedònia. Tito després envia Lazar Koliševski per substituir Xatorov i fer-se càrrec de l'aparell local del KPJ. Des d'octubre de 1941, grups de partisans estan duent a terme atacs contra els ocupants de Macedònia. Tanmateix, la resistència macedònia va tenir grans dificultats per desenvolupar-se abans de mitjans de 1942: els militants comunistes eren rars a Macedònia i la majoria eren més partidaris d'una federació balcànica entre estats que d'una restauració absoluta de Iugoslàvia. Koliševski és detingut pels búlgars al novembre de 1941.
L'abril de 1942, els partisans macedonis van fomentar una insurrecció a la regió de Vardar, però el seu intent d'alçament va ser brutalment reprimit pels búlgars. Degut a la distància geogràfica, al terreny difícil, a l'absència de macedonis al lideratge dels partisans, però també a les condicions d'ocupació que inicialment la població considera menys dures que la dominació dels serbis, Macedònia roman fins a principis de 1943 una terra d'operacions marginals del conflicte iugoslau.
No va ser fins l'estiu de 1942 que el deteriorament de les condicions de vida, les lleves a l'exèrcit búlgar i la política de "bulgarització" imposada pels ocupants van començar a molestar prou la població macedònia per permetre als grups insurgents augmentar el seu nombre. Els comunistes opten per jugar al nacionalisme anti-sèrbi dels macedonis, però precisament és un serbi, Svetozar Vukmanović, a qui Tito instrueix que reorganitzi els partisans locals; el nou cap no va poder arribar fins a principis de 1943. Radoslav Đurić es converteix l'abril de 1942 en cap dels txètniks de la regió. Intenta contrarestar els búlgars i els comunistes, però obté pocs resultats, mentre que la policia búlgara fa nombroses detencions entre els seus homes.

### Conseqüències per a la veïna Albània
La insurrecció comunista a Iugoslàvia es va estendre al protectorat italià d'Albània, al qual s'havien annexionat diversos territoris iugoslaus i a on Josip Broz Tito va enviar agents per organitzar la resistència local. Amb el suport dels iugoslaus, Enver Hoxha es va convertir en el líder del nou Partit Comunista d'Albània, fundat el novembre de 1941. Amb l'ajuda dels homes de Tito, els albanesos van crear la seva organització de resistència, el Moviment d'Alliberament Nacional. (Lëvizje nacionalçlirimtare o LNÇ). Mehmet Shehu, antic membre de les Brigades Internacionals, es converteix en el seu cap militar. Des de la primavera de 1942, petits grups de partisans albanesos van llançar atacs esporàdics contra els italians i col·laboradors locals.

## Una guerra civil a la Guerra Mundial
Des de la invasió de 1941 fins als últims dies del conflicte mundial a Europa –i fins i tot més enllà–, Iugoslàvia va ser l'escenari d'enfrontaments i atrocitats mortals comesos tant pels ocupants com per les diverses faccions iugoslaves. A més de la lluita entre els combatents de la resistència i les forces de l'Eix, hi va haver guerra entre grups insurgents, depuracions polítiques i neteja ètnica comeses per tots els bel·ligerants, i també pels col·laboradors, sobretot les atrocitats dels ústaixos cap als serbis com a faccions de resistència. Els txètniks compromesos en sagnants incursions en els pobles, on torturen i maten els simpatitzants dels partisans i les seves famílies, i també ataquen els homes de Nedić i Ljotić, així com els separatistes montenegrins. Però, a més d'aquests assassinats motivats per raons ideològiques, també cometen nombroses massacres de poblacions civils per motius purament ètnics, tenint com a objectiu no només alliberar el país de les forces de l'Eix, sinó també crear una "Gran Sèrbia" homogènia mitjançant l'eliminació de les poblacions no sèrbies. Usant sovint armes de tall com els Ústaixos, es dedicaven a lluitar contra els croats, i més encara contra els musulmans, a actes de barbàrie que són, en part, reaccions als abusos del règim de Pavelić. Els txètniks cremen pobles sencers: de vegades exterminen a tots els homes majors de 15 anys, però en altres casos també ataquen dones i nens. Aquestes campanyes de terror també tenen una dimensió religiosa: els txètniks maten els imans, els hafiz i sacerdots catòlics arribant fins i tot a escorxar-los vius. Es manté la controvèrsia sobre el paper de Draža Mihailović: si bé sembla haver condemnat aquestes accions a títol personal i haver-se queixat als que l'envolten, el cap dels txètniks no adopta mesures concretes per aturar les massacres. Dependent dels diferents caps locals que les seves accions no pot ni aprovar ni condemnar públicament, busca sobretot mantenir la cohesió del moviment Txètnik mentre espera l'arribada dels Aliats. Per a l'historiador Stevan K. Pavlowitch, Mihailović no va poder acabar amb els abusos dels txètniks, o no volia fer-ho. Si la violència contra civils musulmans a Bòsnia és obra principalment dels txètniks, que van matar a desenes de milers, els Ústaixos també els ataquen cada cop més.
Els partisans es lliuren també als abusos - especialment contra els oponents polítics, entre ells els ex militants comunistes qualificats de "trotskistes" -, destruint llogarets i cases - entre d'altres, per terroritzar la població local i dissuadir-la d'unir-se als txètniks - i realitzen execucions massives. Tanmateix, si es dirigeixen contra poblacions civils, ho fan en menor mesura, a Croàcia i Bòsnia i Hercegovina, que els Ústaixes, els txètniks i els ocupants. Les massacres ètniques les cometen els partisans, però aquestes accions són obra d'elements descontrolats i no provenen d'instruccions dels líders comunistes, que no tenen cap interès en elles perquè busquen, per contra, que s'uneixin a la seva causa gent de totes les nacionalitats. També es cometen atrocitats contra les tropes d'ocupació: durant la insurrecció d'estiu a Montenegro, el 1941, els soldats italians capturats són torturats pels comunistes, als quals arrenquen els òrgans interns per alimentar els porcs o els aixafen els seus cranis a cops de martell; a Sèrbia, els partisans ataquen un tren alemany que després deixen arribar al seu destí amb els cadàvers de soldats a l'interior, entre els quals es destaca un cuinat viu amb un cargol.

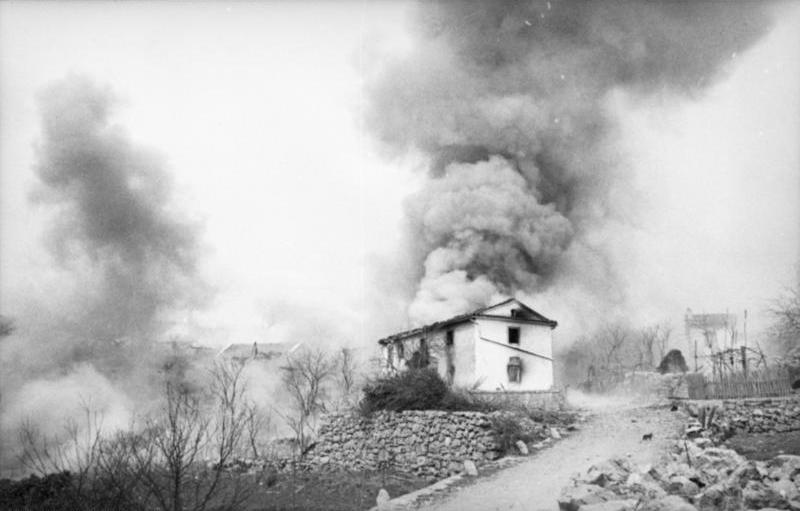
Destrucció d'un poble durant una operació policial alemanya el 1943.

Els Partisans, així com els txètniks, desitgen la victòria dels Aliats i la derrota de l'Eix; el combat que s'oposa als dos moviments insurgents acostuma a prevaler en la seva lluita per l'alliberament del país, les seves concepcions sobre el futur de Iugoslàvia són radicalment antagòniques. La prioritat de Tito és sobretot imposar un nou ordre polític després de la guerra, mentre que el de Mihailović és frustrar els plans de Tito. Si la ideologia de la Gran Sèrbia dels txètniks els va obtenir un suport popular considerable a Sèrbia i Montenegro, estaven lluny de guanyar el suport de tots els serbis: els Partisans efectivament eren més efectius per protegir els pobles serbis dels Ústaixas, la qual cosa els comporta ser recolzats per molts serbis residents a l'estat croat. A més, els serbis que no s'adhereixen a les accions dels txètniks també tenen com a són marcats per les campanyes de terror d'aquests darrers
Els musulmans estan molt dividits. A Bòsnia, alguns intenten col·laborar amb els italians i els alemanys, passant per alt el govern de Pavelić, mentre que d'altres formen múltiples grups d'autodefensa, sobre els quals els Ústaixas no tenen control: els més importants són la Legió de Voluntaris Musulmans, milícia formada per antics partisans i antics membres de les forces locals de defensa, creada a l'octubre de 1942 i per encàrrec de Husein (també conegut com "Huska") Miljković. Aquest últim, primer aliat amb els Ústaixas, inicialment va demanar permís a Pavelic per formar una unitat musulmana per combatre els rebels. Davant la negativa de Poglavnik, Miljković la va ignorar i, tanmateix, va crear la seva legió, ja preveient una revolta autonomista musulmana contra el règim de la Ústaixa.
A Eslovènia, els problemes de barreges de població preocupen menys que a d'altres parts del país. En aquesta regió, el conflicte entre iugoslaus no té la mateixa dimensió ètnica i es redueix essencialment a una confrontació de caràcter polític, entre comunistes i anticomunistes.
El clergat iugoslau està tan dividit com les nacionalitats. Molts sacerdots catòlics col·laboren en diferents graus amb els Ústaixas a Croàcia, així com amb els italians i alemanys a Eslovènia, però un nombre reduït d'ells s'uneixen als Partisans. Els religiosos catòlics són tanmateix menys presents a les forces de Tito que els membres del clergat ortodox, que es troben entre els Partisans i entre els txètniks. Alguns sacerdots ortodoxos, simpatitzants de Ljotić, col·laboren al contrari amb els alemanys. També hi ha combatents de la resistència i col·laboradors entre els religiosos musulmans: el mufti de Zagreb és, per tant, un estret aliat dels Ústaixas. Després de la primera fase de massacres de sacerdots ortodoxos per part dels Ústaixas el 1941, membres de tot el clergat iugoslau - catòlic, ortodox i en menor mesura musulmà - també van ser víctimes d'assassinats, execucions i assassinats per part de qualsevol i altra banda durant el conflicte.
La crueltat de la guerra a Iugoslàvia s'accentua encara més pel caràcter fragmentat, imprevisible i molt commovedor del front, on es multipliquen les operacions de guerrilla i emboscades contra les tropes d'ocupació. Davant d'insurreccions que no havien previst ni l'extensió ni la violència, els ocupants intenten restablir l'ordre prenent les mesures més brutals, ja siguin els raids i les execucions dels ostatges o la creació de campaments alemanys i italians, i participant en nombroses atrocitats contra la població civil i els combatents de la resistència. La violència de l'ocupació augmenta a mesura que les tropes de l'Eix llancen un atac rere l'altre contra la resistència: els partisans capturats pels alemanys són aixafats vius amb l'ajut dels tancs. El juny de 1942, Mussolini va ordenar als seus comandants militars que intensifiquessin les operacions repressives: en pocs dies, 67.000 persones van ser detingudes a les zones d'ocupació italianes i internades als camps de presons, sobretot a les illes de la costa dàlmata.
A l'Estat independent de Croàcia, les campanyes de repressió contra comunistes reals o sospitosos es van intensificar el 1942 i el 1943, provocant nombroses execucions i ajudant a impulsar les revolucions les poblacions croates i musulmanes; al juny de 1943, una matança de musulmans compromesos a Srebrenica per la Ústaixa provoca la deserció de diversos membres musulmans del moviment. Durant les operacions contra els partisans, les destruccions, les execucions i les forques són habituals. A més de les exaccions dels alemanys i els italians, són també els homicidis comesos pels hongaresos - notablement en 1942 a la regió de Novi Sad - i búlgars.

## Operacions de 1941 a 1943

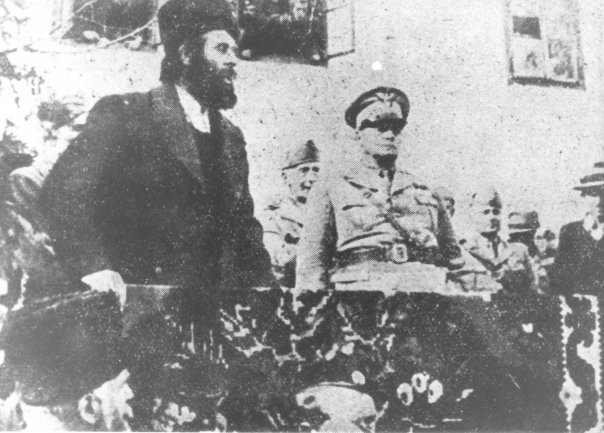
El cap de txètniks, Pavle Đurišić, amb el governador italià Alessandro Pirzio Biroli.

Al govern italià de Montenegro, les atrocitats dels comunistes van tenir com a efecte inflar les files dels txètniks locals. En tant arriba Stanišić, el 6 de març de 1942, per aliar-se dels italians contra els comunistes, Tito envia, el dia 10, una directiva als partisans montenegrins a qui ordena centrar els seus atacs contra els txètniks, encara que suposi evitar la lluita contra els italians. Els partisans recuperen terreny a Montenegro, però a finals de març, els ocupants lideren –en paral·lel a l'operació Trio que es fa a Bòsnia– una ofensiva contra els comunistes amb el suport dels txètniks: pràcticament tots els partisans restants són expulsats de Montenegro.
En aquest moment el territori queda pacificat, i els italians comparteixen el poder amb els txètniks i els separatistes "Verts". Stanišić té la mà sobre les regions centrals, mentre que Đurišić, que ha establert la seva seu a Kolašin, domina el nord del país. Els txètniks han de renunciar, però, al fet que Krsto Popović, líder de la milícia dels Verds, tingui la responsabilitat oficial de les regions de Cetinje i Bar. El 24 de juliol, un acord amb els italians reconeix a Đukanović com a cap oficial de les "forces armades nacionalistes de Montenegro": aquest nom cobreix teòricament els txètniks i els Verds, tot i que els dos moviments es mantenen oposats. Đukanović se situa al capdavant d'un "comitè nacional" les funcions sembla que eren essencialment simbòliques. Stanišić i Đurišić segueixen sent els veritables caps militars dels txètniks montenegrins, mentre que Đukanović, que viu a Cetinje, no té cap tropa sota el seu comandament. Els txètniks i els Verds participen, cadascun a la seva manera, en operacions policials al costat dels italians.
Mihailović i la seva escorta arriben a Montenegro al juny. Durant el seu judici el 1946, Mihailović va dir que havia d'acceptar els acords amb els italians en aquell moment, havent trobat la situació tal com estava. Tampoc té tropes sota les seves ordres directes, a diferència de Đurišić i Stanišić que el reconeixen com a líder teòric en virtut de la seva autoritat "moral", però actuen en total independència. Mihailović, la comitiva del qual gairebé no s'aconsegueix amb els caps montenegrins, s'instal·la al poble de Gornje Lipovo; els italians opten per ignorar la seva presència. Acceptant el nomenament de Đukanović, va intentar aprofitar la situació aprofitant les armes i els equips subministrats pels italians i preparant els txètniks locals per al futur desembarcament dels aliats als Balcans.
La branca montenegrina dels txètniks, molt lligada a la seva identitat sèrbia, també és coneguda per la seva ideologia radical. L'anticomunisme és tan extrem com les accions dels comunistes de Montenegro van ser violents, i l'hostilitat cap als musulmans és profunda. Els seus contactes amb Dalmàcia i Hercegovina també van convèncer part dels txètniks de la necessitat de separar-se dels croats, fins i tot a costa de la unitat iugoslava. L'1 de desembre, per preparar un programa polític per a la postguerra, Đurišić organitza un congrés de txètniks a Šahovići, a la desembocadura de Kotor: té lloc en presència de representants de la societat civil sèrbia, però en absència Mihailović i Đukanović, tot i que van enviar-hi representants. El congrés, dominat per Đurišić i la seva comitiva, és sobretot una oportunitat per expressar posicions extremistes i intolerants: els participants conclouen que cal restablir la monarquia iugoslava establint una "dictadura de txètniks" temporal després de la guerra, alhora separant les poblacions sèrbia, croata i eslovena.
Al front militar, Đurišić treballa principalment per venjar la persecució soferta pels serbis. Va dirigir atacs de represàlia a Montenegro i a la frontera bosniana, que teòricament tenia com a objectiu les milícies musulmanes, però, de fet, va atacar sovint poblacions civils: va destruir nombrosos pobles musulmans, que va lloar a si mateix amb Mihailović.

### Operacions a Bòsnia i Hercegovina i Croàcia

#### Conflicte entre Partisans i txètniks a Bòsnia i Hercegovina

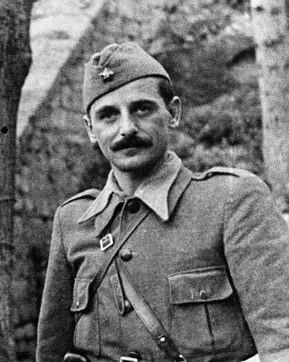
Koča Popović, comandant de la 1a brigada proletària dels Partisans.

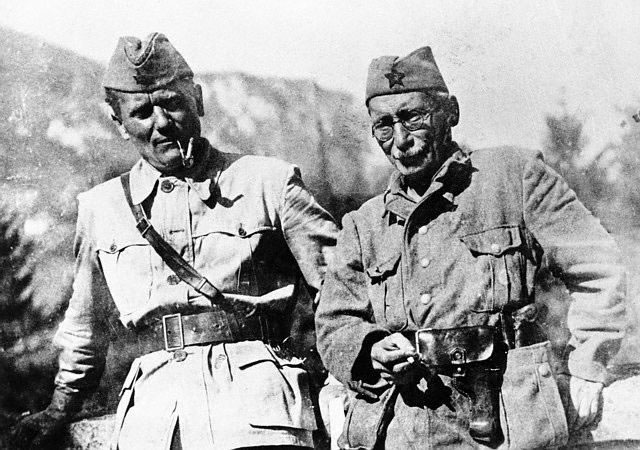
Tito i el quadre comunista serbi Moša Pijade, a Foča.

A finals de 1941, els partisans, expulsats de Sèrbia, també van perdre la majoria de les seves posicions a Montenegro. Tito llavors va decidir evitar el territori montenegrí i establir-se a Bòsnia, per crear un enllaç entre les àrees d'operacions bosnianes i muntanyenques. El 14 de desembre, gairebé just d'escapar de la captura pels italians, es va unir a Svetozar Vukmanović que va aconseguir prendre el control d'importants territoris de l'est de Bòsnia. Tito i els seus homes s'instal·len a Foča, una ciutat que ha canviat de mans diverses vegades i la població de la qual ha estat objecte de massacres per part de diferents faccions: els ústaixos van dirigir-se primer contra els serbis, després els txètniks van atacar croats i musulmans. Els comunistes tenen poca resistència per part dels txètniks locals, que no volen enfrontar-se a altres serbis. Els partisans també duen a terme campanyes de terror, dirigits als txètniks, els comunistes considerats massa moderats, els camperols rics o els gendarmes, però també saquejant pobles croats i musulmans. Des de Bòsnia, comencen a reorganitzar les seves formacions militars. El 21 de desembre es crea la 1a brigada proletària dels Partisans, sota el comandament de Koča Popović: és el model d'altres brigades partisanes, la formació bàsica que s'utilitza per convertir els Partisans en l'"Exèrcit d'Alliberament Nacional".
Inicialment, els Partisans es van concentrar en la lluita contra els txètniks de Bòsnia, en detriment de la lluita contra els ocupants. El major Boško Todorović, un dels representants de Mihailović, havia aconseguit unificar els grups locals, aconsellar-los que tinguessin cura en la seva aliança amb els italians i que combatessin principalment els Ústaixas mentre deixaven els ocupants a càrrec dels comunistes: fou assassinat pels partisans el febrer de 1942. Els atacs dels comunistes van fer que els nacionalistes locals s'aliesessin encara més amb els italians. A més, en intentar transformar el que abans era una insurgència essencialment sèrbia en una revolució de croats, musulmans i serbis contra la"La burgesia reaccionària", els comunistes adopten posicions extremistes que contribueixen a debilitar-los.
Cadascun dels bàndols contribueix, per excés, a alimentar els seus adversaris. Les campanyes de terror dels partisans, que els mateixos comunistes atribueixen posteriorment als errors de la "desviació d'esquerres", com a Montenegro, els condueixen a atacar pobles sencers sospitosos de donar suport als txètniks; tenen la conseqüència d'enfortir aquest darrer a Hercegovina. Al mateix temps, les massacres comeses pels txètniks permeten als Ústaixos atreure nous reclutes: la "Legió Negra", milícia de la Ústaixa formada a Bòsnia i Hercegovina per combatre els insurgents, compta així en les seves files una gran proporció de musulmans que fugen dels txètniks.
Un cop a Foča, Tito reprèn el contacte radiofònic amb el Komintern. Els soviètics es veuen obligats a admetre-li que l'Exèrcit Roig és incapaç d'ajudar els comunistes iugoslaus. No poden proporcionar ajuda material a Tito, l'animen a Tito a continuar apropant-se als pro-britànics i col·laboradors; també li aconsellen que no mostri la ideologia comunista del seu moviment, arribant fins a retreure-li l'ús de noms com "brigada proletària". En conseqüència, d'acord amb les instruccions de Moscou, l'eslògan dels partisans es converteix en la reunió de tots els "antifeixistes" sota la bandera d'una coalició batejada"Moviment d'Alliberament Nacional" (Narodnooslobodilački pokret o NOP).
Preocupats per l'elevada concentració d'organitzacions de resistència a l'est de Bòsnia, els alemanys primer van pensar a demanar als italians que ocupessin tot el territori de l'Estat independent de Croàcia, però Hitler va vetar aquesta idea. Paul Bader, plenipotenciari alemany a Sèrbia, fou acusat a principis de 1942 de realitzar una sèrie d'operacions (anomenades sota el règim de Tito la "segona ofensiva" contra els partisans) per intentar pacificar la zona amb tropes de Sèrbia i de Sarajevo i l'ajuda de l'exèrcit croat. Jezdimir Dangić, representant local de Mihailović, es posa en contacte amb els alemanys que busquen obtenir una treva amb els nacionalistes. Dangić va anar a Belgrad al gener per negociar amb Bader i Milan Nedić, amb qui arriba a un acord detallat que preveu la cooperació entre els seus homes i els ocupants. Aquesta iniciativa va sorgir contra el veto del general Walter Kuntze, comandant de la Wehrmacht per al sud-est d'Europa: els alemanys no eren tan lliures com els italians per explotar les divisions entre els insurgents. Els partisans, per la seva banda, conclouen treves locals amb els Ústaixos per tal de tenir les mans lliures per enfrontar-se als txètniks.
El gener de 1942, els alemanys van començar a preparar-se amb els italians i croats l'operació Trio, una nova ofensiva contra els moviments de resistència. L'organització d'aquesta "tercera ofensiva", realitzada a l'est de Bòsnia, va ser endarrerida inicialment pels Ústaixas, que temien perdre el control d'una part dels seus territoris i van impedir deliberadament les operacions dels seus aliats. L'atac es va llançar finalment a l'abril contra tots els grups insurgents entre Sarajevo i el Drina. Els txètniks i els Partisans, atrapats al foc creuat, continuen atacant-se els uns als altres alhora. Els txètniks van deixar passar les tropes alemanyes per permetre'ls atacar els partisans, mentre que els partisans van atacar les rereguardes de txètniks, mentre que aquests van ser atacats pels Ústaixos. Per contra, alguns grups i partidaris de txètniks es fusionen entre ells. Dangić va ser arrestat a l'abril a les ordres de Kuntze, mentre tornava a transitar per Sèrbia. Va ser deportat a Polònia, mentre que una part dels seus homes van ser arrestats i enviats als camps.

#### Aliança entre els italians i els txètniks

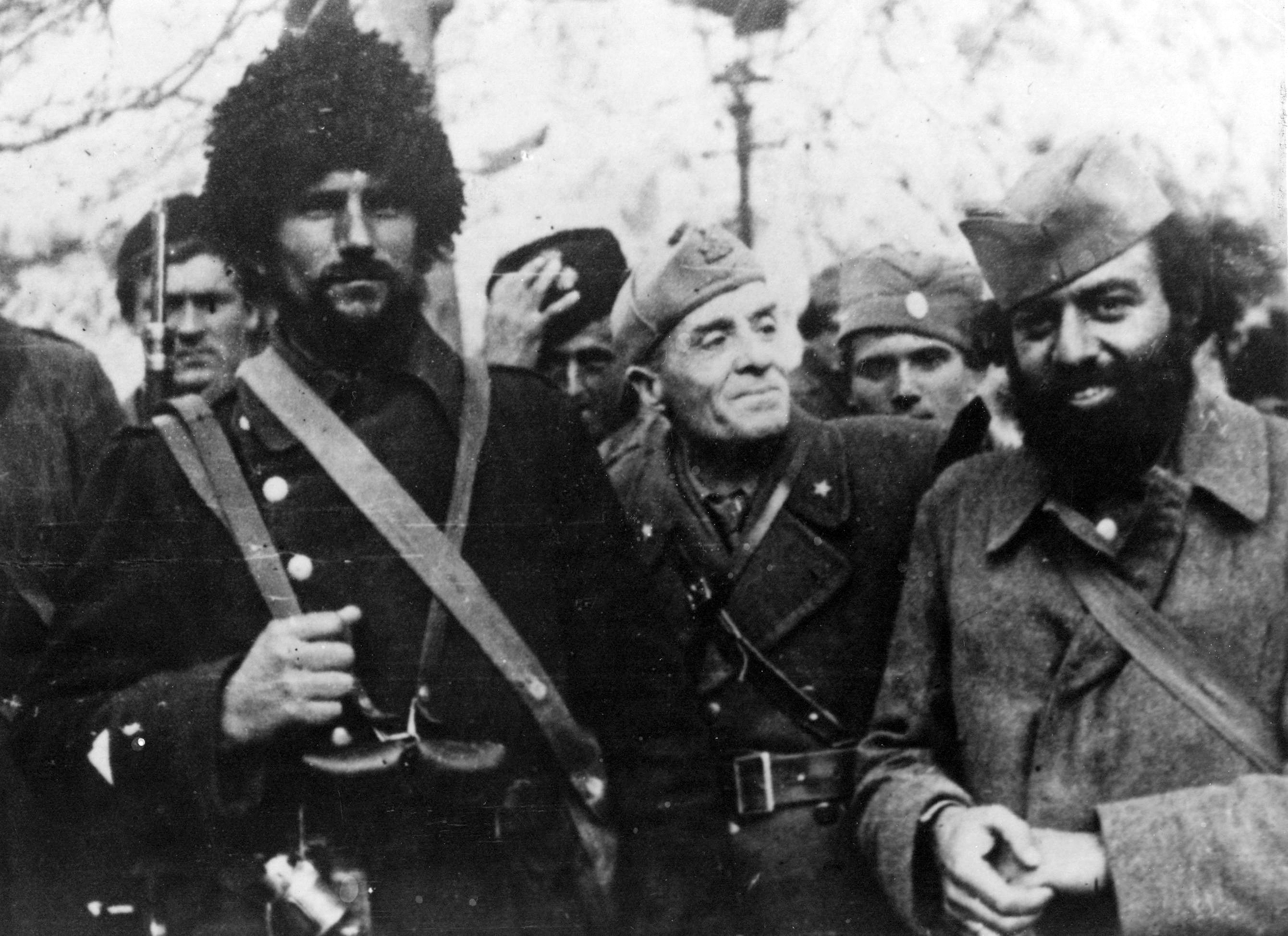
Un oficial de l'exèrcit italià amb dos Txètniks

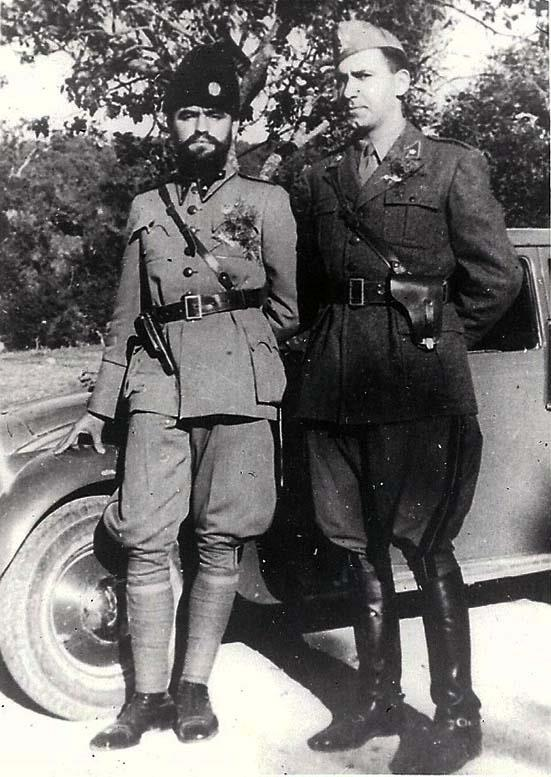
El pope Momčilo Đujić (a l'esquerra), comandant dels txètniks a Dalmàcia, amb un oficial italià.

A Hercegovina, per contra, el general Mario Roatta, comandant del II Exèrcit italià opera el conflicte entre els Partisans i els txètniks que depenen d'ells; també aprofita la manca d'autoritat real de Mihailović sobre alguns dels caps locals de txètniks, sobretot Dobroslav Jevđević. El 19 de juny, Roatta va signar un acord amb Pavelić que donava als Ústaixas la responsabilitat de la zona central del país: al mateix temps, es va decidir crear una Milícia voluntària anticomunista (MVAC), destinada a donar suport a les tropes italianes. Teòricament diferents dels txètniks, aquests combatents són sovint els txètniks legalitzats. Aquests últims també es fusionen amb membres d'altres bandes de txètniks que els italians continuen considerant com a combatents irregulars: les mateixes persones passen de bon grat d'un grup a un altre.
Les tropes locals de txètniks, que al febrer de 1943, comptaven amb 20.514 homes agrupats en 56 destacaments, es distribueixen a les zones 2 i 3 de l'esfera d'influència italiana. Sota els termes de l'acord italo-croat que estableix el MVAC, els txètniks reconeixen el govern de l'Estat independent de Croàcia i se suposa que utilitzen les armes exclusivament per combatre els partisans, sense atacar els interessos del règim de Zagreb ni a les poblacions croates. Grups de txètniks bosnians arriben fins a la conclusió directa d'acords amb el règim de la Ústaixa, amb l'acord dels alemanys. Però, sobre el terreny, molts caps txètniks no respecten els termes de l'acord realitzat amb els italians i continuen atacant les autoritats i els civils croats, presentant les seves accions com a venjança contra el terror ústaixà. Aquest és també el cas dels destacaments que suposadament col·laboraven amb el govern de Zagreb; els diversos grups de txètniks, legalitzats o no, continuen exercint sabotatges puntuals i accions dirigides als Ústaixas, o als alemanys a la zona d'ocupació d'aquests últims. Els abusos per part dels txètniks són una font permanent de tensió entre les autoritats d'ocupació italianes i el règim de Pavelić, que protesten regularment contra elles. Roatta no es desvia de la seva línia, però, tenint en compte que aquesta aliança ha neutralitzat els rebels nacionalistes serbis i és molt útil per lluitar contra els comunistes: només després de la derrota d'aquest últim, té la intenció de resoldre el problema de txètniks. A l'octubre, després de noves massacres, els grups del MVAC presents a la Zona 2 es desplacen cap a Hercegovina o Dalmàcia, fins i tot de vegades desarmats. Roatta promet posar fi als excessos dels seus aliats de txètniks, però continua confiant en ells, contradient les seves garanties al govern de Zagreb.
Al mateix temps els txètniks presents al territori de l'Estat independent de Croàcia reconeixen a Mihailović com el seu cap oficial, aprofitant així el prestigi que aquest últim va adquirir a Sèrbia. El març de 1942, Ilija Trifunović-Birčanin va contactar amb Mihailović: aquest va enviar-li una carta que el va nomenar comandant dels txètniks a Bòsnia, Hercegovina, Lika i Dalmàcia, tot deixant-lo lliure per actuar localment com vulgui. Mihailović només té un contacte escàs amb els diferents líders de txètniks, que només són els seus subordinats en teoria: sovint ha de confiar en missatgers que passen pel país per transmetre les seves instruccions. L'autoritat de Trifunović-Birčanin – ja amb seixanta anys i delicada salut, que passa la major part del temps a Split, lluny de les zones de combat– també està lluny de l'absolut. Jevđević pretén suplantar-lo com a cap dels txètniks al territori de l'Estat independent de Croàcia: col·laborant cada cop més obertament amb els italians. Momčilo Đujić, que també col·labora amb els italians, ostenta l'interior de Dalmàcia.
El 22 de juliol, es va organitzar una reunió a prop d'Avtovac entre Mihailović, Trifunović-Birčanin, Jevđević i el major Petar Baćović, a qui Mihailović acaba de nomenar comandant per a Hercegovina i Bòsnia central i oriental. Mihailović torna a explicar als seus subordinats que els dona una completa llibertat als territoris sota el seu control; també va anunciar que, a la vista de les pèrdues que patien els serbis, esperaria que s'acostés les tropes britàniques i russes per llançar una lluita armada a gran escala contra els ocupants. Després d'haver-se informat d'aquesta reunió, Roatta convoca Trifunović-Birčanin i Jevđević, exigint a aquest últim que expliqui la seva relació amb Mihailović i les seves posicions: els dos caps txètniks responen que Mihailović només exerceix una direcció "moral" sobre el seu moviment i que no tenen intenció d'atacar els italians. Roatta segueix sent, però, molt prudent amb els seus aliats. Els italians, no obstant això, continuen confiant en el MVAC format pels txètniks locals; a més, si ajuden a protegir les poblacions sèrbies contra els Ústaixas, al mateix temps s'alien amb caps locals com Đujić, les tropes de les quals realitzen massacres de croats.
Els txètniks utilitzen la seva aliança amb els italians per part de control de l'Estat Independent de Croàcia, a costa de govern Ústaixa l'autoritat sobre aquests territoris pràcticament deixa d'existir. Posteriorment intenten reclutar musulmans hostils al règim Ústaixa; però el major Fehim Musakadić, a qui Mihailović havia ordenat formar unitats musulmanes, fou capturat i executat pels Partisans, cosa que pràcticament va posar fi a aquest projecte. A l'octubre, els txètniks van participar en nom dels italians en diverses operacions de repressió. Al sud de Dalmàcia, maten un centenar de persones en un poble de la regió de Spliton on havien destruït carreteres. Al mateix temps, les tropes de Baćović i Jevđević van participar en l'operació Alfa, dirigida pels italians contra els Partisans. Durant aquesta ofensiva, que té lloc a la regió de Prozor-Rama a Hercegovina, els txètniks cremen diversos pobles on massacren al voltant de 500 croats i musulmans, abans de ser obligats pels italians a retirar les seves forces després una sol·licitud del govern de Pavelić.

#### La Marxa dels Partisans a través de Bòsnia
A la primavera de 1942, els insurgents comunistes van ser l'objectiu de l'Operació Trio dirigida pels ocupants de l'est de Bòsnia. Els partisans experimenten aleshores una de les seves crisis més greus: les seves campanyes de terror contra els desertors i les seves famílies, i més generalment contra qualsevol persona que es consideri "políticament perillosa", a tots els quals se'ls acusa de col·laborar amb l'enemic, contribueixen a alienar les poblacions. Si els comunistes tornen a aplicar a Bòsnia i Hercegovina la política de "desviació d'esquerres"que ja s'havien tornat contra ells a Montenegro, els seus reclutes serbis també cometen massacres de croats i musulmans que el seu lideratge demostra incapaç d'impedir o castigar. En diverses unitats de partisans, els comissaris són assassinats i els partidaris dels txètniks després prenen el control.
En patir grans pèrdues, davant la desmoralització de les seves tropes, els partisans es veuen obligats a evacuar part dels territoris que havien conquerit. A finals de juny Tito va decidir abandonar Foča i dirigir-se cap a l'oest, on els partisans controlaven una àrea més gran. Els seus subordinats es mostren reticents a abandonar un territori considerat estratègic, però Tito aconsegueix imposar la seva decisió, reclamant el suport del Comintern i subratllant que Bòsnia occidental serà la ruta més ràpida per reprendre Sèrbia després. Al capdavant d'una columna d'uns 4.000 partisans, Tito comença un recorregut de 300  km per "terra de ningú" bosniana, després comparada, sota el règim comunista iugoslau, amb la Llarga Marxa xinesa. Mentrestant, Foča es lliura a les represàlies dels ústaixes que la van reconquerir: els txètniks de Jevđević, demanats a l'ajuda de la població sèrbia local i amb el suport dels italians, al seu torn reconquereixen la ciutat amb l'ajut de reforços arribats de Montenegro, cometent també saquejos i massacres.
L'encreuament dels partisans per Bòsnia durant l'estiu i la tardor de 1942 els va permetre convertir la situació en avantatge: en concentrar-se en la lluita contra els ocupants –tot i que simplement s'escapés– i ja no sobre això contra els txètniks, guanyen el favor de les poblacions. Evitant el contacte amb els alemanys i les guarnicions italianes als territoris que travessen tant com sigui possible, els serbis bosnians són rebuts com a alliberadors., molts dels quals s'uneixen a ells. Tot i que encara són predominantment serbis, els líders partidistes ara estan atents a què les seves tropes –algunes de les quals a Bòsnia siguin defensades antigues txètniks– no ataquin a croats i musulmans, cosa que afavoreix contractació dins d'aquestes comunitats.

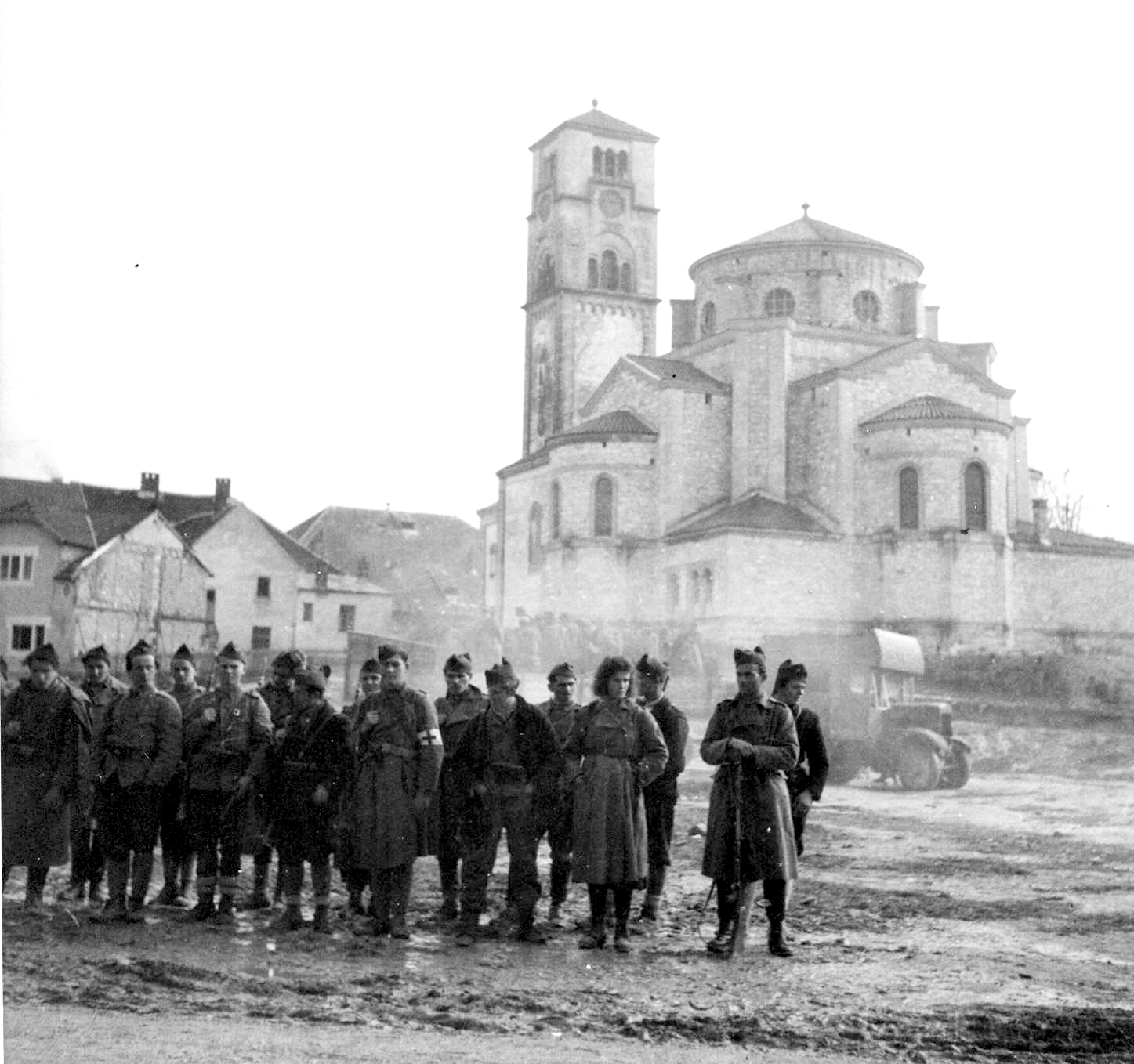
Partisans a la "República de Bihać" el 1942.

Als territoris no serbis, els partisans, precedit per la seva reputació cada vegada més gran, perseguint l'enemic i atrauen molts croates i musulmans, sobretot entre els joves que volen escapar de l'allistament a l'exèrcit Ústaixa. Després d'atraure inicialment serbis que lluitaven per la seva supervivència física a Bòsnia, les tropes de Tito van veure l'arribada de reclutes de tots els orígens, amb ganes de lluitar. La pèssima situació econòmica de l'Estat independent de Croàcia agreujada per la incompetència i la corrupció de l'administració de la Ústaixa, contribueix a empènyer part de la seva població a revoltar-se. Deixant els seus orígens, els joves iugoslaus que s'uneixen als partisans es troben implicats, ja no només en la defensa de la seva comunitat ni del seu poble, sinó en una lluita per "l'alliberament nacional". Els partisans es beneficien, per imposar-se, del buit polític deixat a Bòsnia i Croàcia per la desaparició o la dimissió de les velles elits, exterminades en el cas dels serbis o refugiats en la neutralitat en el cas del Partit Camperol Croat. A finals de 1942, segons les estimacions alemanyes, el seu nombre s'ha multiplicat per deu des de la seva sortida de l'est de Bòsnia. Els partisans, més ben organitzats militarment, es troben ara a mig camí entre la força de guerrilla i l'exèrcit professional: les seves cinc "brigades proletàries", que inicialment comptaven al voltant de 1.000 homes cadascuna, reivindiquen ara una fortalesa global, probablement exagerada, de 150.000 combatents.

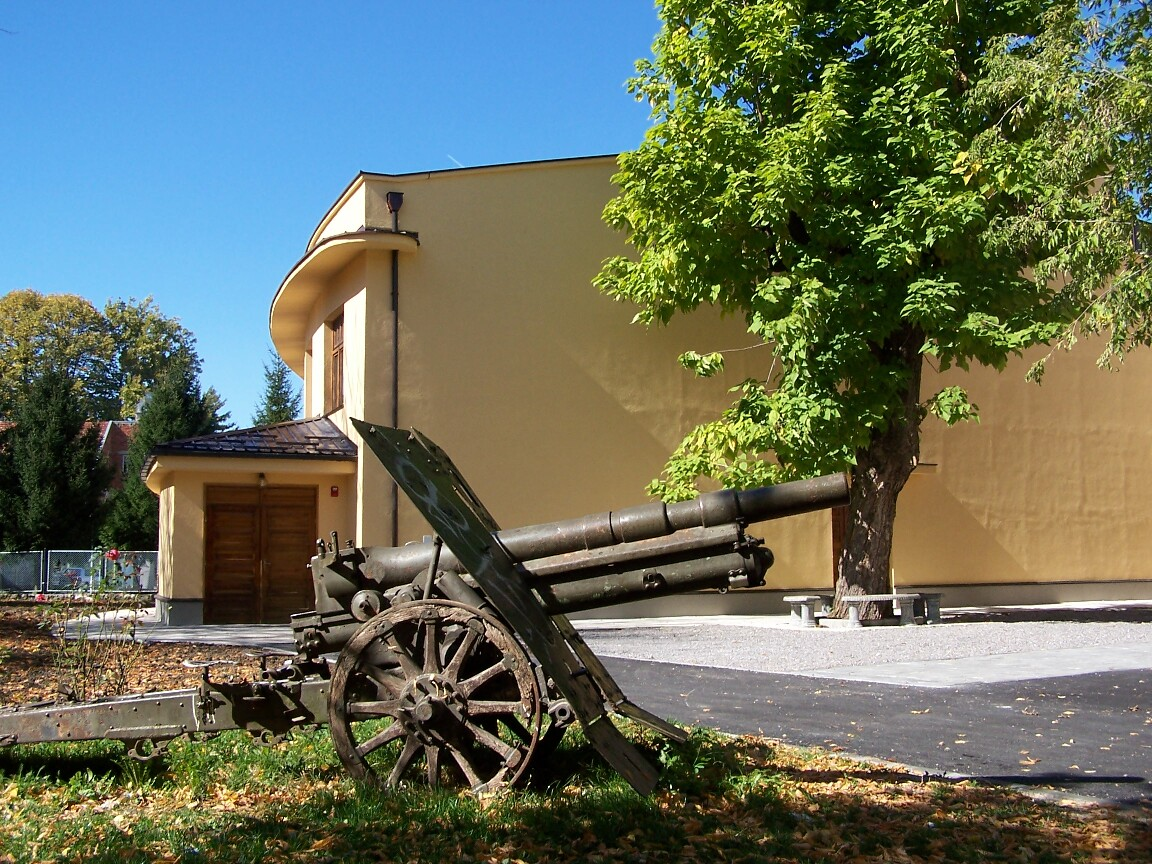
El Museu de l'AVNOJ a Bihac.

A l'octubre, els partisans van aconseguir assegurar el control d'un gran passadís a través de Bòsnia i Hercegovina. Tito llavors decideix prendre la ciutat de Bihać, que separa els territoris partidistes a l'est i a l'oest del riu Una: ordena prendre-la abans del 5 de novembre, per poder celebrar allí l'aniversari de la Revolució d'Octubre. Els partisans aconsegueixen derrotar les tropes de la Ústaixa presents a Bihać i prendre la ciutat en la data prevista per Tito. Els combatents comunistes de la resistència tenen ara una nova "capital", sobrenomenada "República de Bihać" : gairebé completament des de Sèrbia, Montenegro i l'est de Bòsnia, dominen, al cor de l'Estat independent de Croàcia, un territori gairebé tan gran com Suïssa.
Un cop instal·lat a Bihać, Tito informa al Comintern de la seva intenció de crear «una mena de govern». Stalin va aprovar la idea d'un òrgan de govern pan-iugoslau destinat a atreure tots els "antifeixistes"; tot i així, desaconsella la creació d'un govern, que necessàriament es troba en competència amb el de Londres i posaria, per tant, l'URSS contra el Regne Unit i els Estats Units. El 26 i el 27 de novembre, Tito organitza la primera reunió del Consell d'Alliberament Nacional Antifeixista de Iugoslàvia (Antifašističko Vijeće Narodnog Oslobođenja Jugoslavije o AVNOJ) a Bihać, una reunió de 54 delegats comunistes o simpatitzants. L' exvicepresident del  Partit Demòcrata, Ivan Ribar, es va incorporar als partisans, als quals es van unir els seus dos fills, però encara no membres del Partit Comunista, sent elegit president de l'AVNOJ. A més de la participació d'aquest notable preguerra, l'assemblea també destaca la presència de diversos delegats de l'Organització Musulmana i del Partit Camperol Croat, així com de sacerdots ortodoxos. Es posa l'èmfasi en la idea d'alliberament nacional i no en la de la revolució comunista: Tito pronuncia un discurs en el qual extreu la lluita comuna de totes les nacionalitats iugoslaves contra els invasors, i una resolució fa que AVNOJ sigui la representació. del moviment d'alliberament nacional que reuneix els "veritables patriotes". A continuació, l'assemblea va acordar la necessitat de reconstruir Iugoslàvia a partir de la igualtat entre les diverses nacionalitats. Els partisans reben el nom de "Exèrcit d'Alliberament Nacional" (Narodnooslobodilačka vojska o NOV), sent encara Tito el seu comandant suprem. AVNOJ també crea un "comitè executiu", que no suposa que sigui un govern, sinó que funciona com a tal.
A finals de 1942, el context iugoslau i les posicions dels moviments insurgents van canviar significativament. Tito, inicialment un simple líder rebel comunista, es troba ara, mentre comença a desenvolupar-se un "culte" al seu voltant al capdavant d'un moviment d'alliberament nacional que proposa a Iugoslàvia un projecte polític amb el avantatge de la novetat. En canvi, Mihailović, inicialment reconegut com el representant dels Aliats a Iugoslàvia i les tropes del qual es beneficien de la seva col·laboració tàctica amb els italians, ara té la prioritat d'oposar-se a la implementació del projecte dels Partisans.

### Noves ofensives dels ocupants a Bòsnia i Montenegro

#### OperacióWeiss
A finals de 1942, davant el deteriorament de la seva situació militar al nord d'Àfrica, els alemanys es van preocupar d'un possible desembarcament dels Aliats als Balcans: per tant, van decidir preparar amb els italians una ofensiva contra els moviments de resistència iugoslaus. A diferència dels seus aliats italians, els alemanys pretenien destruir tant els Partisans com els txètniks. El general Alexander Löhr, nomenat cap del Grup d'Exèrcits E, és responsable de realitzar l'operació Weiss (coneguda com la "quarta ofensiva") en tres fases: 
- Weiss 1 tindrà l'objectiu d'encerclar i destruir els partisans a l'oest de Bòsnia i a Lika,
- Weiss 2 haurà d'empènyer els partisans supervivents cap al sud per atraure'ls en una trampa i aniquilar-los,
- Weiss 3, finalment, consistirà a fer desarmar pels italians els 20.000 txètniks presents a Montenegro i Hercegovina[205][206][207].

A finals de desembre de 1942 se celebra una conferència entre líders alemanys i italians a la Wolfsschanze, el quarter general de Hitler: el Führer insisteix que tots els moviments de resistència siguin destruïts mentre que Ribbentrop rebutja la idea, proposada pels italians, de cooperació amb els txètniks. Tanmateix, el 3 de gener de 1943, Dobroslav Jevđević participa - sense avisar Mihailović - a la conferència que se celebra a Roma per preparar l'ofensiva contra els partisans, en presència de Löhr, Roatta i el cap de gabinet italià Ugo Cavallero. Davant la persistència dels italians de confiar en els txètniks, el febrer i el març es va produir un intercanvi de cartes entre Hitler i Mussolini, per fer un balanç de la situació actual als Balcans. Hitler insta Mussolini a acabar amb la cooperació de l'exèrcit italià amb els txètniks; posa l'accent en la necessitat no només de deixar de proporcionar-los armes, sinó també per desarmar-los un cop s'hagi assolit la destrucció dels partisans.
La primera fase de l'operació Weiss, en què participen tropes alemanyes, italianes i croates, s'inicia al gener: mentre que els Partisans tenien previst tornar a Montenegro i Sèrbia, acabar amb els txètniks abans de qualsevol intervenció externa dels aliats. i per apropar-se a l'Exèrcit Roig, l'ofensiva dels ocupants els va obligar a moure's més ràpid del que s'esperava. Els alemanys es van fer càrrec de la major part del territori conquerit pels partisans, causant moltes baixes civils. Amb tota la pressa i a mig hivern Tito i els partisans abandonen Bihać, que els alemanys capturen el 29 de gener de 1943: aprofitant la mala coordinació entre les tropes enemigues i els seus informadors dins de l'administració croata, les tropes de Tito van evacuar amb èxit, portant amb ells els ferits així com una part de la població local per evitar represàlies. El lideratge militar dels partisans de Croàcia es manté al seu lloc per continuar lluitant contra els txètniks i els Ústaixas. Weiss 1 acaba15 de febrer, havent aconseguit fer fugir i dispersar els partisans, però no destruir-los.

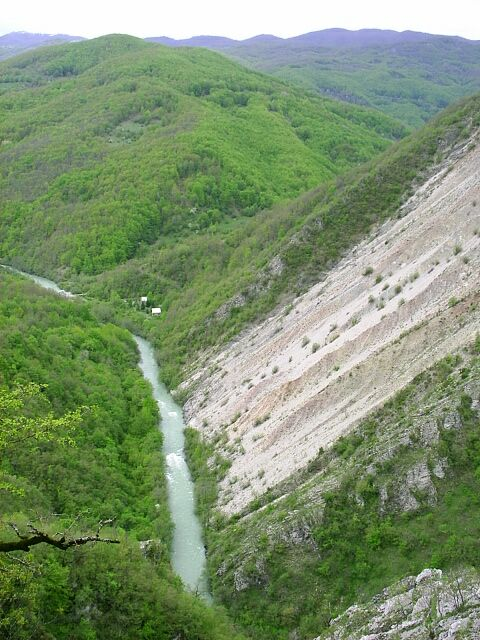
Vista del Neretva, a Bòsnia i Hercegovina.

A mesura que es produeix Weiss 1, es produeixen canvis importants a la cadena de comandament italiana: Cavallero és substituït per Ambrosio i Roatta pel general Mario Robotti, mentre que Ciano cedeix el ministeri d'Afers Exteriors a Mussolini (Giuseppe Bastianini, Governador de Dalmàcia, esdevé sots-secretari d'Estat d'Afers Exteriors). Amb aquests canvis, Mussolini té la intenció de recuperar el control i acomiadar els responsables considerats insuficientment pro-alemanys.

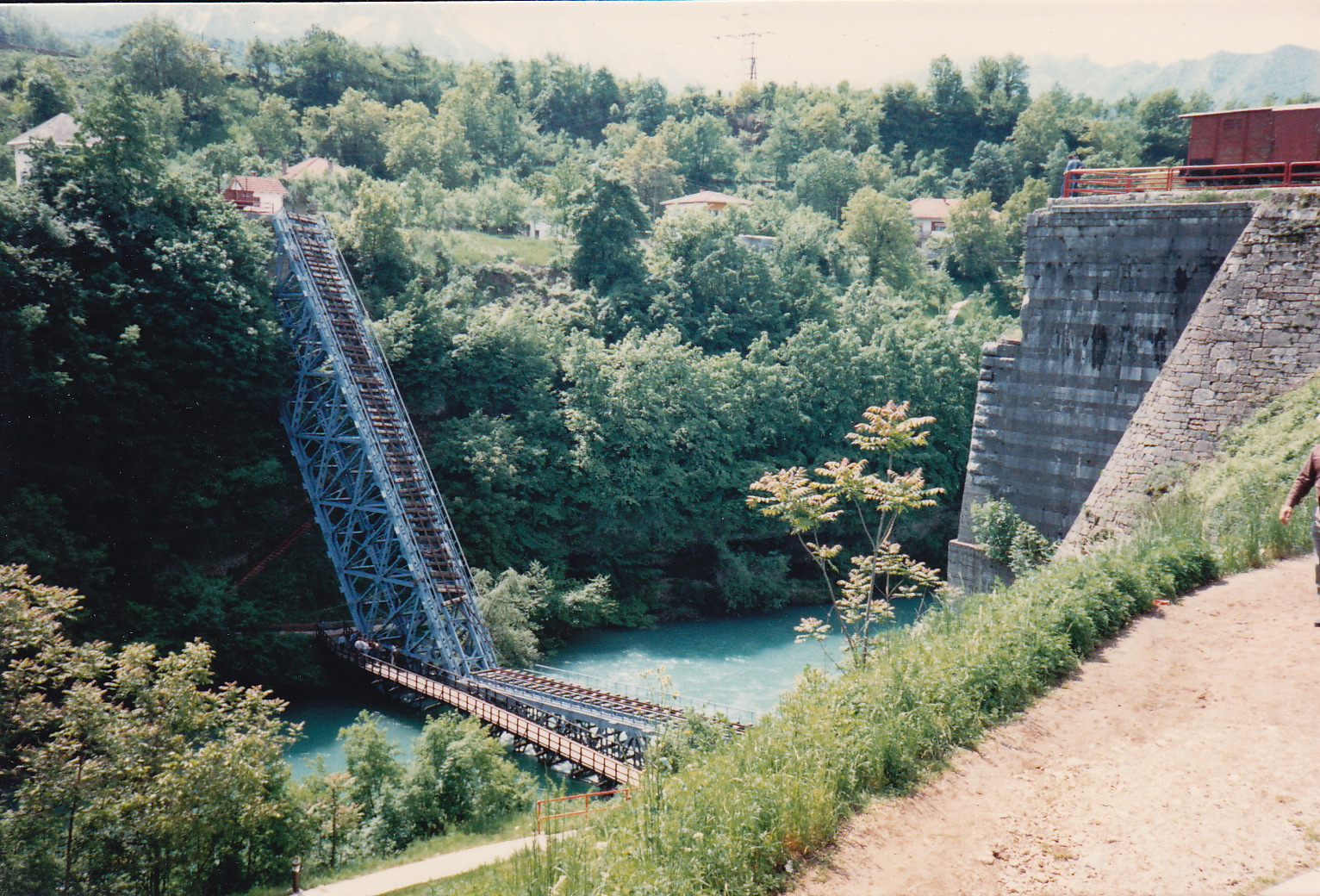
El pont construït pels partisans per creuar el Neretva a Jablanica, destruït durant la batalla i conservat com a monument, al Memorial de la Batalla del Neretva.

Mihailović, per la seva banda, va planejar llançar el gener de 1943 una vasta ofensiva contra els partisans, el lideratge del qual per l'est de Bòsnia havia de ser confiat a Zaharije Ostojić. L'operació Weiss el va obligar, però, a revisar els seus plans i el va portar a coordinar la seva acció no només amb la dels italians, sinó també amb la dels alemanys, sense tenir contacte directe amb aquests últims.
Els Partisans, que experimenten grans pèrdues, es dirigeixen cap al riu Neretva, que han de creuar per escapar dels ocupants. Quan Tito s'acosta al capdavant d'uns 20.000 homes, arriscant-se a entrar al territori de txètniks, Mihailović llança una ordre de mobilització a la seva condició de ministre de la guerra: entre 12.000 i 15.000 txètniks es congreguen a Hercegovina entre Mostar i Kalinovik, a les altures sobre el Neretva, per bloquejar el camí de les tropes de Tito. El 20 de febrer, els alemanys van llançar Weiss 2, la segona fase de l'ofensiva, per destruir les unitats partidistes reunides al voltant del Neretva.
Entre el 27 de febrer i el 7 de març, tenen lloc cruents batalles entre els txètniks i els Partisans que intenten forçar el pas. Mal organitzats, disminuïts pel rebuig dels italians a proporcionar-los armes addicionals, els txètniks van ser finalment expulsats: els partisans van aconseguir trencar les files dels seus oponents i travessar el riu dues vegades. Els italians, per la seva banda, busquen sobretot evitar que els partisans s'apoderin de les regions costaneres, encara que suposi deixar-los envair el territori de txètniks. Al març, Mihailović es trasllada per prendre el comandament personal. Tanmateix, no salva la situació durant els combats que es produeixen a la vall al llarg del mes. Els homes de Tito es beneficien de la descoordinació dels seus adversaris: els italians es neguen efectivament a deixar que les tropes de Löhr superin la ciutat de Mostar, cosa que deixa una sortida als comunistes; a més, els alemanys van llançar un atac contra els txètniks en el mateix moment en què lluitaven contra els Partisans.
Al març, mentre continuaven els combats, els Partisans es van posar en contacte amb els alemanys per intentar negociar una treva i obtenir possibles intercanvis de presoners, així com el reconeixement de la condició de combatents regulars per a les seves tropes; diverses reunions van tenir lloc entre representants alemanys i els emissaris dels partisans, entre ells Koča Popović i Milovan Djilas. Tito també té l'objectiu d'aconseguir el temps per acabar amb els txètniks: les hostilitats entre alemanys i Partisans se suspenen, cosa que li permet centrar tots els seus esforços en els txètniks d'Herzegovina i Montenegro que estan bloquejant el camí per a les seves tropes. A finals d'abril, les negociacions entre partisans i alemanys es van acabar, davant dels vetos de Hitler i Ribbentrop. Al maig, els serveis d'intel·ligència alemanys van tornar a intentar explotar les divisions entre faccions iugoslaves i aquesta vegada van intentar contactar amb Mihailović. Es troben amb un emissari dels txètniks, però aquesta iniciativa també es troba amb el veto de Hitler.
Tito va perdre diverses desenes de milers d'homes durant l'operació Weiss en conjunt, però després va poder reorganitzar les seves tropes a Hercegovina, després marxar cap a Drina i Montenegro. Els partisans superen les línies italianes i txètniks, travessen el Drina i recuperen un peu a Montenegro, en ple territori Txètnik: davant del seu avanç, Mihailović ha de deixar la seva seu per un campament als turons, a uns vint quilòmetres de Berane. La derrota infligida pels Partisans als txètniks durant la "batalla del Neretva" els va suposar un cop del qual no es van recuperar, militarment parlant. Les dues primeres fases de Weiss no havien produït els resultats esperats, la tercera fase de l'operació, durant la qual els alemanys preveien el desarmament dels txètniks, es va cancel·lar.

#### OperacióSchwarz

Mapa de l'operació Schwarz

Després del fracàs de l'operació Weiss, els alemanys van seguir immediatament amb una nova ofensiva, anomenada Schwarz (i posteriorment, a Iugoslàvia, la "cinquena ofensiva" contra els Partisans). Tement sempre un desembarcament aliat als Balcans, i ara dubtant de la fiabilitat d'Itàlia, Alemanya, destinat a estabilitzar la situació a la regió mitjançant la destrucció de la major part de les forces de resistència.

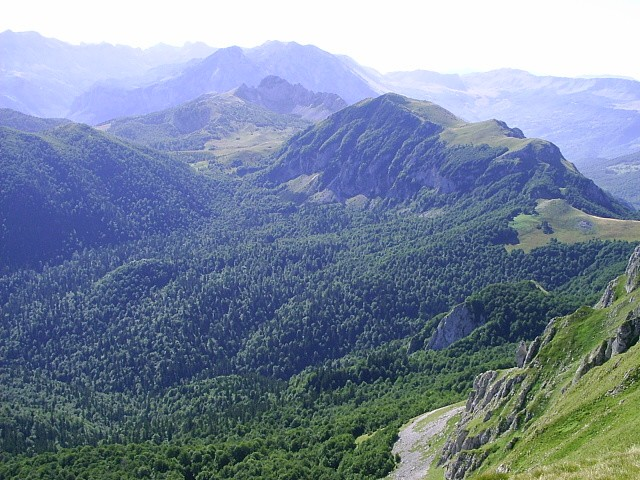
El massís de Zelengora, teatre d'una de les fases de l'ofensiva.

Des del començament del 1943, la pressió alemanya augmentà sobre Mussolini per obtenir el final de l'aliança entre italians i txètniks. El 3 de març, malgrat les objeccions d'Ambrosio que vol primer acabar amb els partisans, Mussolini cedeix i ordena que l'exèrcit italià desarmi els txètniks; enfrontat a la immobilitat dels comandants militars italians, va revertir la seva decisió cinc dies després. Hitler, per la seva banda, jutja que, a causa del risc d'un desembarcament Aliat, és més urgent aniquilar els txètniks – aleshores sempre propers als britànics – que els partisans. El 15 de maig, les tropes alemanyes passen a l'ofensiva a Montenegro, amb el suport dels exèrcits croats i búlgars: el seu objectiu és eliminar tant Mihailović com els Partisans. Els italians, que no es van mantenir informats sobre els preparatius, s'han d'inclinar i acceptar la presència alemanya a Sandžak i a l'est de Montenegro. L'exèrcit italià va participar amb gran reticència en l'ofensiva de Schwarz, que va representar un atac important al seu prestigi.
Des de llavors, Pavle Đurišić sembla que ha estat abordat pels alemanys, que s'haurien ofert per ser "legalitzats" per lluitar al seu costat contra els comunistes i els "il·legals" txètniks. Durant una reunió entre els comandants muntanyencs de txètniks i Mihailović, Đurišić aparentment ofereix a aquest últim aliar-se temporalment amb els alemanys, però és rebutjat. El 14 de maig, els alemanys entren a Kolašin i arresten Đurišić amb 2.000 dels seus homes; malgrat les protestes dels italians, dels quals abans havia estat un aliat, el cap de txètniks és portat a Alemanya. Mihailović aconsegueix fugir: acompanyat del seu personal i els seus oficials d'enllaç britànics, arriba a Sèrbia Occidental el 24 de maig.
Mussolini, després de tornar a procrastinar i intentar distingir els homes dels txètniks montenegrins i Mihailović, finalment va cedir de nou davant les demandes alemanyes i va demanar a Ambrosio que desarmés tots els txètniks. Mentrestant, molts txètniks montenegrins, privats de la majoria dels seus líders, van fugir i es van unir als Partisans. Als Alps dinàrics, els italians aconsegueixen dels alemanys que el desarmament dels homes de Momčilo Đujić, que els és molt útil contra els partisans, es retarda. No obstant això, van reduir els lliuraments de racions d'aliments als txètniks, la qual cosa va portar a la part de les tropes d'Đujić a canviar de bàndol.
Tito s'ha deixat portar per les seves negociacions amb els alemanys per alliberar la guàrdia i concentrar-se en la lluita contra els txètniks: agafat per sorpresa per la virulència de l'ofensiva alemanya contra les seves tropes, entén massa tard la trampa que li han posat els ocupants. Ell i els seus Partisans es veuen obligats a retirar-se i tornar a Bòsnia, creuant gorgues on són atacats amb violència extrema. Els 20.000 homes de Tito són atacats notablement a la muntanya de Zelengora per aproximadament 100.000 soldats alemanys, italians, croats i búlgars. Delmats per atacs enemics, fam, fred i malalties, Tito va perdre prop de la meitat dels homes que l'acompanyaven - els partisans van aconseguir, en condicions apocalíptiques, recórrer el congost de Sutjeska, escapar de la tenalla alemanya i arribar fins a Bòsnia Oriental. Aquesta vegada els comunistes es veuen obligats a abandonar els ferits pel camí; també executen de passada els seus presos italians. Tito és greument ferit el 9 de juny, però aconsegueix escapar. Tot i haver sofert greus pèrdues durant les operacions de Weiss i Schwarz, els Partisans assoleixen un prestigi important entre la població iugoslava. Els Aliats, que segueixen cada cop més a la situació de Iugoslàvia, consideren ara Tito i els seus homes en alta estima.

### Primers allistaments de les SS a Iugoslàvia

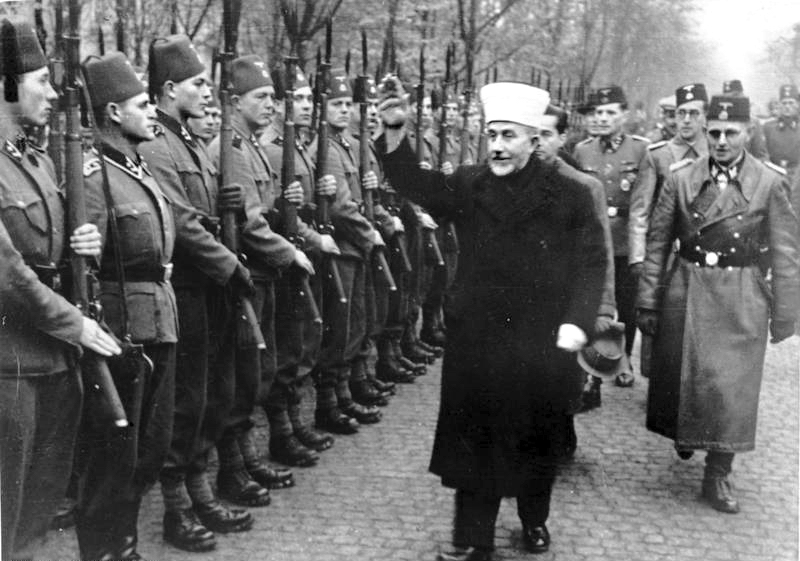
El Gran Mufti al-Husseini passant revista a la divisió Waffen-SS musulmana Handschar.

Els italians i els alemanys es troben enfrontats a finals de 1942 i principis de 1943, davant la persistent inestabilitat de la Croàcia dels Ústaixas. Els italians mostren signes de desesperació quan troben que les zones "pacífiques"que han tornat al règim de Pavelić han tornat a caure en el caos. La Guàrdia Nacional de Croàcia va resultar ineficaç i les seves armes acabaven habitualment en mans dels comunistes. Per part alemanya, Löhr suggereix a Hitler que substituís Pavelić i que dissolgués el partit de la Ústaixa, donant plens poders a Glaise-Horstenau. El 10 de març de 1943, Hitler, rebutjant la idea de destituir Pavelić, va optar per conferir àmplies competències a Heinrich Himmler, cap de les SS, per pacificar perdurament el teatre de les operacions iugoslaves.
Els alemanys, que ja han creat el 1942 la 7a divisió SS Prinz Eugen- formada per Volksdeutsche iugoslaus i comandada per l'obergruppenführer Phleps - es basen cada vegada més en les divisions entre les comunitats mitjançant la creació, al llarg de línies ètniques, noves forces policials i altres unitats de Waffen-SS. Konstantin Kammerhofer, representant de Himmler a Croàcia, va crear el Deutsch-Kroatische Polizei, formada per alemanys de Croàcia que van haver de fer jurament a Hitler.
El 1942, notables musulmans, decebuts pel règim de Pavelić i que volien transformar Bòsnia en un territori autònom, van enviar un memoràndum a Hitler. En aquest document, denuncien la política de la Ústaixa que consideren responsable dels assassinats comesos pels txètniks i qualifiquen de passada la revolta sèrbia com a trama traçada pels jueus. Presentant els bosnians com a descendents dels gots, van oferir als alemanys la seva col·laboració activa i la creació d'una "legió musulmana". La seva oferta va ser ignorada per primera vegada, fins que les SS van decidir materialitzar el pla de Himmler per a una aliança entre el món islàmic i el Tercer Reich, formant una divisió Waffen-SS amb un component musulmà. Pavelić, molt sospitós del projecte, es veu obligat a estar d'acord amb la formació d'aquesta unitat: la 13a Divisió SS Handschar es crea principis de 1943. Els alemanys es beneficien de l'assistència de Mohammad Amin al-Husayni, Gran Mufti de Jerusalem a l'exili, que efectua a la primavera de 1943 una estada de tres setmanes a l'estat croat per participar en l'esforç propagandístic entre els musulmans i ajudar a l'allistament. La unitat està formada per un 60% de musulmans bosnians, i en part d'alemanys de Croàcia que permeten assolir el nombre mínim d'efectius com per a formar una divisió. La Handschar s'utilitza menys al camp de batalla que com a eina de propaganda alemanya per a l'Orient Mitjà: abans de ser desplegada en terreny iugoslau, els seus reclutes són enviats a França per passar per un llarg període d'entrenament. Es distingeixen principalment durant la formació, per un motí que la propaganda nazi d'encarrega d'amagar.

### Eslovènia

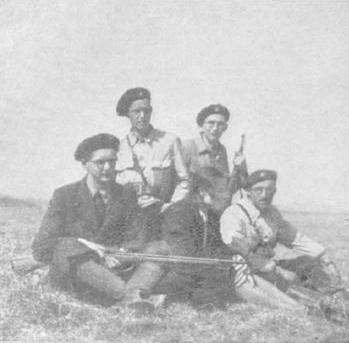
Guàrdies del poble eslovè (foto presa cap al 1943).

A la província de Ljubljana, grups no comunistes van intentar el 1942, per iniciativa del Partit Popular eslovè, unir forces per contrapesar el creixent poder del Front d'Alliberament dels Partisans Locals. Al març, Marko Natlačen, Monsenyor Rožman i el general Leon Rupnik crean una organització clandestina, l'Aliança d'Eslovènia (Slovenska zaveza, o SZ), que reuneix als catòlics, liberals i socialistes: el nou grup, l'objectiu del qual és crear un "exèrcit d'alliberament ", contacta amb el govern de Londres. Els italians, conscients de la creació de l'Aliança d'Eslovènia en toleren l'existència a l'esperança que Rozman orientarà el moviment cap a un política pro-italiana i de ruptura amb el govern a l'exili. Rupnik tracta d'obtenir més autonomia administrativa per als eslovens i l'autorització de formar unitats armades, que els italians s'oposaran. El Partit Popular eslovè segueix a favor del rei exiliat i Mihailović, però no vol intermediaris entre ell i Londres: això dificulta els esforços del representant de Mihailović, el major Karel Novak, per formar xarxes de resistència. En primer lloc sense força armada, l'Aliança Eslovena crea a partir de maig de 1942 grups destinats a lluitar contra els partisans. Sobrenomenada "Legió de la Mort" (Legija Smrti), aquestes unitats reuneixen homes de diverses organitzacions de dretes, inclosos els txètniks de Novak: els seus primers enfrontaments amb els comunistes els van impulsar a buscar el suport dels italians obtenint el seu compartir un reconeixement legal. Al mateix temps, l'Aliança Eslovena és reconeguda pel govern a l'exili que, des d'agost, envia subvencions mensuals.
El juny de 1942, Rupnik va acceptar dels italians la posició de podestà (governador) de la província de Ljubljana. A mitjans de juliol, homes de la Legió de la Mort van ajudar els italians a dur a terme una ofensiva contra els Partisans. Després d'haver assenyalat la utilitat dels auxiliars eslovens, els italians van acceptar reconèixer-los oficialment: es va formar una secció local de la Milícia Anticomunista Voluntària. El 6 d'agost, els ocupants van decretar la fusió dins d'ella de totes les unitats anticomunistes eslovenes. Al mateix temps, l'Aliança Eslovena organitza grups d'autodefensa armada, els Guàrdies del poble (Vaške straže), sovint supervisats pels sacerdots de les parròquies locals. A mitjan agost, el general Roatta visita Monsenyor Rožman al que convencen per sortir cercles catòlics per la seva neutralitat, per defensar "les forces de la civilització i la religió" en contra de la "bolxevics". Rožman va acceptar i va escriure poc després al general Robotti anunciant el seu desig d'ajudar les forces ocupants a restablir l'ordre. El Partit Popular eslovè, basant-se en aquesta idea, suggereix als italians una llista d'oficials que s'haurien de fer servir contra els comunistes. Els guàrdies de poble, que només tenen un estatus informal, se solen confondre amb MVAC, dels quals a poc a poc es converteixen en el component principal. El MVAC eslovè, fundat amb 800 reclutes, tenia 2.000 homes el novembre de 1942, i més de 6.000 l'any següent, convertint-se en l'enemic per als partisans locals per lluitar per la prioritat. Malgrat el seu doble joc i els seus contactes amb el govern a l'exili, les forces anticomunistes eslovenes mai passen a obrir l'oposició contra els italians i, per contra, es beneficien molt de la seva col·laboració amb aquest últim.
A l'octubre Natlačen va ser assassinat pels comunistes: el governador Grazioli va desfermar una repressió implacable, posant en perill els esforços dels italians per obtenir els beneficis de la col·laboració a Eslovènia. El general Robotti va dirigir una ofensiva a mitjan octubre amb quatre divisions italianes, que van ser reforçades per tropes alemanyes i els Ústaixas de Croàcia. Els Partisans perden diversos milers d'homes i han d'abandonar part del seu "territori alliberat"d'Eslovènia. Conscient que les seves campanyes de terror contra tots els seus opositors reals o suposats els han fet impopulars, els comunistes eslovens decideixen establir millors relacions amb els cercles catòlics. A finals de 1942, el pare Metod Mikuž, l'únic sacerdot que formava part dels partisans d'Eslovènia en aquell moment, va ser nomenat conseller religiós del Front d'Alliberament.
Les accions de la resistència eslovena també estan condicionades per disputes territorials amb els països veïns. A l'octubre de 1942, el comitè executiu del Front d'Alliberament va demanar «la reunificació de tot el poble eslovè, des de Spielfeld fins a Trieste», manifestant obertament el desig d'annexionar territoris austríacs i italians. Els comunistes italians –que encara no han tingut la possibilitat de preparar una insurrecció armada al seu país– estan molt avergonyits per les exigències dels seus homòlegs eslovens, amb qui després inicien laborioses negociacions. Tito aconsegueix que el Comintern envíi una carta als italians recomanant que acceptin l'annexió de les ciutats italianes per part dels eslovens. Els partits comunistes italians i eslovens finalment troben un acord mínim al desembre, que només concerneix la seva cooperació en el marc de la lluita antifeixista. Les xarxes de resistència entre Itàlia i Eslovènia es desenvolupen gradualment i es creen trenta comitès clandestins només a la ciutat de Trieste, sense que les autoritats feixistes se n'adonin.
Durant 1943, Novak va continuar intentant consolidar les seves xarxes: l'organització Mihailović esperava efectivament un desembarcament aliat a la regió. A partir del febrer, Novak va crear unitats militars clandestines, els "Guàrdies Blaus". Va intentar obtenir reforços del MVAC per tal de realitzar operacions contra els ocupants, però l'Aliança Eslovena, el suport del qual esperava, va sabotejar els seus esforços. Els Partisans, per la seva banda, van llançar atacs contra les forces ocupants tot impedint que els txètniks s'establissin a Eslovènia. L'1 de març, el Front d'Alliberament emet una proclama, batejada com la "Declaració dels Dolomites ", per la qual els seus membres liberals i cristiano-socials renuncien a tota activitat autònoma i reconeixen el paper líder dels comunistes dins de la resistència eslovena.
L'estiu de 1943, l'afebliment de Mussolini en el moment del desembarcament a Sicília va alterar l'equilibri de poder: els alemanys van utilitzar el pretext d'un atac comès en un tren pels Partisans per instal·lar una divisió a la província de Ljubljana.

### Sèrbia
A la Sèrbia ocupada, de la qual els Partisans gairebé van ser eliminats per complet, l'organització de Draža Mihailović va treballar el 1942 per infiltrar-se a la Guàrdia Nacional sèrbia i l'administració del règim Nedić. Mihailović, de Montenegro, va llançar campanyes de propaganda clandestines contra Nedić, Ljotić i Pećanac; va obtenir del govern a l'exili decrets reials que degradessin els generals de Nedić. Les condicions d'ocupació són molt dures a Sèrbia, on el govern de Nedić ha d'afrontar requisaments operats pels ocupants i veu fortament posada en dubte la seva autoritat quan els alemanys confien més territori als búlgars. Una gran part de l'administració i l'exèrcit del govern col·laborador serbi fan un doble joc i, en previsió del període de postguerra, mantenen contactes amb les xarxes de Mihailović, que s'apodera de divises i d'armes. Els homes de Mihailović també estan treballant per assassinar els comunistes i els seus partidaris, per tant, elaboren llistes de persones per a ser eliminades als pobles serbis, així com col·laboradors.
L'estiu de 1942, els alemanys, considerant que els txètniks de Pećanac i els "legalitzats" de les forces de Mihailović són poc fiables, van decidir dissoldre aquests destacaments: a finals de l'any, molts txètniks ja havien estat desarmats o incorporats a altres unitats auxiliars. Durant l'estiu, alguns dels txètniks legalitzats passen a la terra. Entre setembre i desembre, a petició del comandament britànic d'Orient Mitjà, Mihailović va ordenar una sèrie de sabotatges dels ferrocarrils en direcció als ports grecs, pertorbant així les comunicacions entre els alemanys i el teatre d'operacions nord-africà. El novembre també va llançar una crida per la desobediència civil. Els britànics feliciten Mihailović per les seves accions, que després consideren essencials en el context de la segona batalla d'El Alamein: la importància estratègica d'aquestes operacions a Sèrbia sembla, però, haver estat deliberadament exagerada pels britànics, que les consideren simplement com una maniobra de diversió. Els atacs comesos per les xarxes de Mihailović són tanmateix prou greus com per provocar una reacció brutal per part dels alemanys: els ocupants estan al servei de l'exèrcit serbi i estan procedint a la dissolució i l'arrest dels txètniks legalitzats. Els Destacaments de Voluntaris de Ljotić són reorganitzats i rebatejats com a Cos de Voluntaris Serbis. A l'hivern, les forces ocupants fan detencions massives: milers de persones classificades com a "sabotejadores", "comunistes" o simpatitzants de Mihailović, són arrestades i internades en camps. La divisió SS Prinz Eugen participa en expedicions punitives i la Gestapo desmantella una part de l'organització de Mihailović, en la qual uns 1.600 homes, o són arrestats i executats, o directament assassinats. Aquesta campanya de repressió va posar fi a les accions de resistència que Mihailović havia ordenat contra els ocupants. A finals de 1942, els txètniks de Sèrbia van arribar a la conclusió que és preferible abstenir-se d'atacar els alemanys.

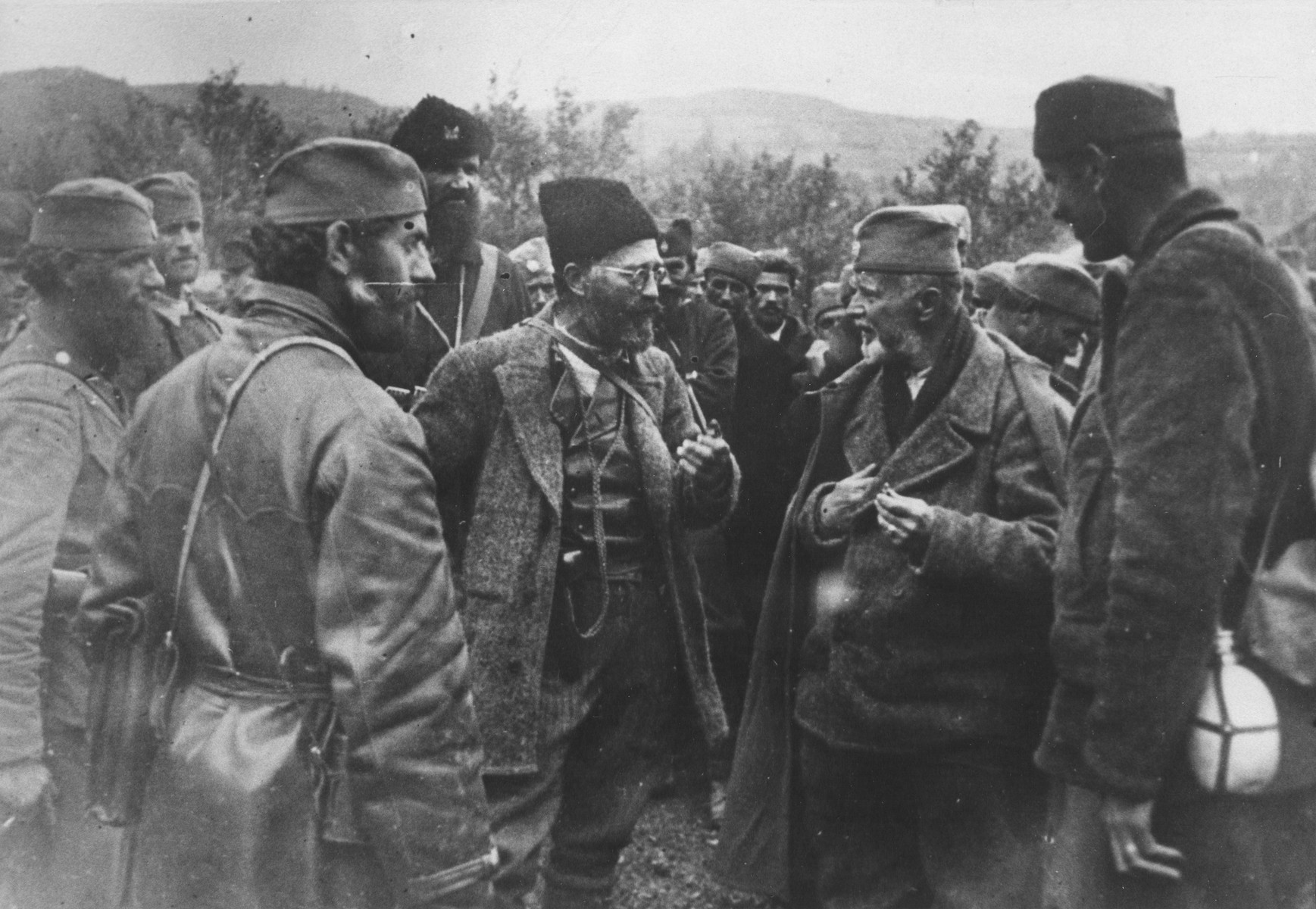
Draža Mihailović envoltat pels seus homes.

Mihailović va tornar a Sèrbia a mitjan 1943 després d'escapar a Montenegro de l'ofensiva Schwarz: si des de 1941 Sèrbia ha suportat menys combats que les altres parts del país, és especialment afectada per la duresa de l'ocupació, restriccions alimentàries, treballs forçats - al voltant de 100.000 serbis són enviats a Alemanya per treballar com a "contribució a l'esforç de guerra" de Sèrbia - i els abusos comesos per la Wehrmacht, la Gestapo i els col·laboradors, que executen diversos centenars de persones al mes com a manera de mantenir l'ordre. En rebre armes britàniques, els txètniks van sabotejar i desarmar els destacaments de la Guàrdia Nacional sèrbia i amb escaramusses amb búlgars i els voluntaris de Ljotić. Mihailović evita, tanmateix, l'enfrontament amb els alemanys i s'adhereix a accions a petita escala per no patir represàlies. Conscient que la identitat essencialment sèrbia del seu moviment va convertir els Partisans en l'única organització de resistència atractiva per a altres nacionalitats, va intentar reclutar croats i eixamplar la seva base política. Va obtenir el suport d'alguns polítics de preguerra, el principal dels quals era Živko Topalović, líder del petit Partit Socialista de Iugoslàvia. Topalović es compromet a estructurar l'organització política del moviment Mihailović, però es troba amb una competència amb els nacionalistes del Club Cultural Serbi: en general, els nous contractes de Mihailović, provinents entre d'altres del Partit demòcrata viuen tensions amb nacionalistes de dretes reunits al voltant de Stevan Moljević. Els txètniks amplien el control sobre Sèrbia fins al punt de constituir una autoritat paral·lela a la del govern de Nedić: el moviment Mihailović continua patint problemes organitzatius, i la tendència de les dretes de Moljević continua sent la més poderosa dins d'ella. Vladimir Predavec, fill d'un exvicepresident del Partit Camperol Croat, és un dels pocs notables croats a unir-se a la comitiva de Mihailović.
L'octubre de 1943, després de la capitulació italiana i a petició dels britànics, Mihailović va ordenar dos sabotatges contra les vies de comunicació alemanyes: aquestes van ser les seves accions més importants des de l'aixecament de 1941. La primera va consistir a destruir un pont de ferrocarril i diversos altres ponts que uneixen Užice i Visegrád: just després d'aquesta operació, que els va portar a enfrontar-se a les tropes alemanyes i de l'Ústaixa, els txètniks van creuar el territori dels Partisans a Bòsnia i Hercegovina, que van contraatacar i van reprendre Visegrád. Els txètniks ataquen el comboi al Danubi, a l'est de Sèrbia. Després d'aquesta segona operació, els alemanys van dur a terme represàlies executant una cinquantena de civils serbis; Mihailović, més buscat que mai, ha de canviar regularment d'amagatalls per evitar ser capturat l'any.

## La política dels Aliats (1941-1943)

### Suport Aliat per als txètniks

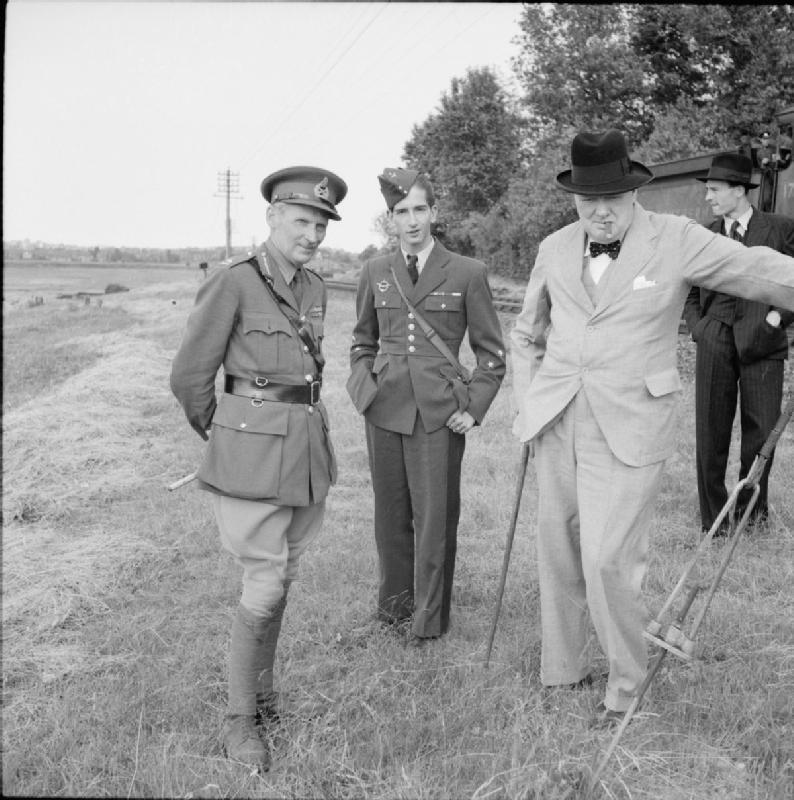
El rei Pere II, al centre, amb el general Montgomery i Winston Churchill.

Mihailović és, des del 1941, l'únic líder de la resistència iugoslava reconegut pel Regne Unit. Quan el 1942 va ser nomenat ministre de la guerra per al govern iugoslau a Londres dirigit per Slobodan Jovanović, el líder dels txètniks es trobava al cim del seu prestigi a Occident. En assabentar-se del seu conflicte amb els Partisans, el govern a l'exili va contactar amb els soviètics - a través dels britànics, després directament quan va reprendre les relacions diplomàtiques amb l'URSS - en un intent d'obtenir de Moscou que els homes de Tito reconeguessin l'autoritat de Mihailović. Si bé Iugoslàvia és un teatre secundari d'operacions, presenta als ulls dels Aliats un important interès estratègic, ja que una guerra de resistència prou intensa permetrà immobilitzar un gran nombre de tropes de l'Eix allà. Es tracta, doncs, de consideracions purament militars que empenyen el govern britànic a desitjar el final del conflicte intern per a la resistència iugoslava, la dimensió política del qual gairebé no l'interessa.
Inicialment els britànics van ser els únics a ajudar específicament els combatents iugoslaus de la Resistència -en aquest cas els txètniks, l'únic moviment amb el qual van estar en contacte directe- enviant-los armes, equips i divises. L'URSS, amb una gran dificultat davant l'ofensiva alemanya i mancada d'oficials d'enllaç a Iugoslàvia, no té possibilitat d'intervenir de manera concreta. Tanmateix, va acordar coordinar la seva propaganda amb la dels britànics: a petició d'aquests últims, els soviètics van atribuir inicialment a Mihailović tot el mèrit de la resistència, davant la consternació dels Partisanss iugoslaus. Durant l' hivern de 1941 Tito, de forma provisional, cessa les operacions contra els txètniks per no interferir amb els soviètics, però al mateix temps envia missatges al Comintern demanant la fi de la propaganda pro-Mihailović. Per la seva banda, després d'haver pressionat als soviètics, els britànics van demanar al govern iugoslau a l'exili que aconseguís que Mihailović s'unís a les seves forces amb les dels partisans. Els Estats Units, per la seva banda, disposaven de poques dades el 1941 sobre la situació de Iugoslàvia, fins i tot si Roosevelt, informat de la política genocida de la Ústaixa, va expressar el seu suport a la resistència sèrbia.
A principis de 1942, dos nous equips d'agents britànics van ser llançats en paracaigudats a Iugoslàvia amb la missió de restablir el contacte amb la resistència iugoslava, així com amb el capità Hudson que llavors no donava cap senyal de vida. Un dels equips és capturat per l'exèrcit croat; l'altra, dirigit pel major Atherton, aterra al territori partisà. Atherton arriba a la seu de Tito a Foča al març: els Partisans el reben amb sospita, car les anades i sortides de Hudson entre ells i Mihailović els deixen escèptics quant a les intencions dels britànics. Atherton i el seu operador de ràdio marxen de Foča a mitjans d'abril, aparentment per intentar arribar a Mihailović i Hudson, però desapareixen misteriosament: els Partisans i els txètniks després s'acusen mútuament d'haver assassinat els agents britànics. Hudson és allunyat per Mihailović, que l'acusa dels seus contactes amb els Partisans. Pràcticament presoner dels txètniks durant un temps, no va ser autoritzat fins a principis de maig a restablir el contacte amb el quarter general a El Caire, utilitzant l'equip radiofònic de Mihailović.
Si Mihailović és famós per a l'opinió pública occidental el 1941, apareixent com a heroi de la resistència europea, Tito va romandre durant molt temps com una personalitat poc coneguda, que la premsa internacional no va mencionar fins tard. La majoria dels actors del conflicte, ja fossin els ocupants, els col·laboradors o els aliats occidentals, desconeixien completament la seva identitat: no va ser fins a principis de 1943 la publicació d'una foto de Tito en una revista dels Partisans que permet als serveis de l'Estat independent de Croàcia reconèixer en ell el militant comunista Josip Broz. A continuació, al març de 1943, la premsa nazi i de la Ústaixa revelen la identitat del cap dels Partisans.
El març i l'abril de 1942, els britànics van reprendre el llançament en paracaigudisme d'armes, equips i divises als txètniks, preveient peticions en aquest sentit del govern de Jovanović. Els nord-americans, que van ser visitats pel rei Pere II al juliol, van decidir enviar menjar als txètniks en reconeixement dels seus serveis a la causa aliada. A principis d'any, el govern soviètic va continuar rebent peticions insistents dels Partisans, que van afirmar que la propaganda de Moscou ja no havia de glorificar a Mihailović i que el va denunciar com a col·laborador. Els soviètics no veuen el punt al principi i responen que els partisans han de centrar-se en la lluita contra els ocupants, que contra els txètniks és secundària. Tot i així, durant l'estiu acaben accedint a la petició de Tito: e l6 de juliol, Ràdio de Iugoslàvia Lliure, una emissora de llengua serbocroata presentada per membres del Partit Comunista de Iugoslàvia des de les instal·lacions del Komintern a Moscou, emet una resolució dels Partisans iugoslaus que denunciaven a Mihailović com un traïdor. Així, els soviètics temperaven el suport que havien mostrat fins aleshores al govern iugoslau de Londres per jugar un joc propi, però l'URSS va mantenir una actitud ambigua i va continuar, fins al 1944, mantenint relacions amb el govern. a l'exili, provocant la irritació dels homes de Tito.

### Primers dubtes britànics
A la tardor de 1942, el govern iugoslau de Londres es preocupa cada cop més pel nombre creixent de rumors segons els quals els homes de Mihailović no lluiten contra els ocupants i que, al contrari, pacten amb els italians. Envia un missatge sobre aquest tema a Mihailović, que respon que no tolera cap col·laboració amb els italians. Per la seva banda, el govern britànic es mostra molest pels missatges del capità Hudson, que ha reprès les comunicacions amb el quarter general aliat: si l'oficial del SOE informa de la col·laboració dels txètniks a Montenegro i que Mihailović no lluita contra els ocupants, i defensa alhora nous enviaments d'armes a aquest últim. Volent veure-ho amb més claredat, els britànics decideixen enviar un oficial d'alt rang al cap de Txètnik: el dia de Nadal de 1942, el coronel William S. Bailey va ser llançat en paracaigudes a la seu de Mihailović, a prop de Kolašin. Al mateix temps, un oficial del SOE a Londres, el major Peter Boughey, va dir en una conversa amb Živan Knežević, secretari del govern iugoslau a l'exili, que Mihailović és un col·laborador com Nedić. L'Oficina d'Afers Exteriors, interpelada pel govern iugoslau, desautoritza les paraules del seu oficial; aquest episodi no fa més que reforçar la vergonya creixent dels britànics vers Mihailović.
Entre finals de 1942 i principis de 1943, els mitjans britànics i nord-americans van començar a fer-se eco dels rumors que van fer de Mihailović un col·laborador: tot i que el nom de Tito encara és desconegut per al públic, també recullen l'augment del poder dels partisans sobre el teatre d'operacions iugoslau. Al mateix temps, els partisans del Regne Unit es van beneficiar dels corrents d'opinió pro-soviètiques i pro- comunistes. La BBC, el cap de la secció iugoslava de la qual és hostil a la monarquia de preguerra, dona àmplia publicitat a les accions dels Partisans. El coronel Bailey va alertar als seus superiors sobre aquest fet, lamentant que la BBC el posés en problemes amb els txètniks. El febrer de 1943, la BBC va arribar fins a presentar als homes de Tito com l'única força de resistència real a Europa ocupada: després d'una protesta de l'Oficina d'Exteriors, la BBC va demanar disculpes, però la seva línia editorial no va canviar. Quan a l'octubre de 1943 els txètniks van volar diversos ponts a petició dels britànics, l'emissora comunista Radio Iugoslàvia Lliure va donar el crèdit als partisans, i la BBC va reprendre aquesta versió, per a gran desesperació de Mihailović.

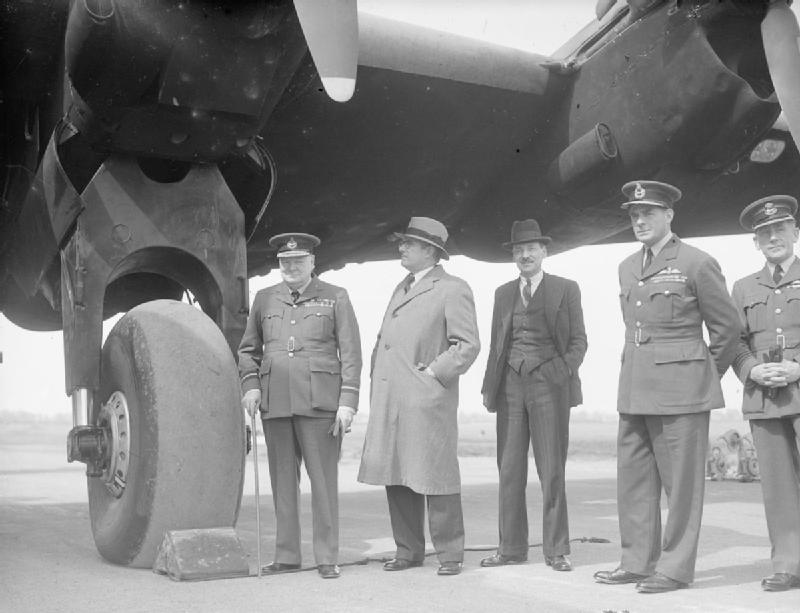
Winston Churchill durant una inspecció al Comandament de bombarders de la Royal Air Force.

Els partisans també es beneficien de la presència de simpatitzants comunistes, inclòs James Klugmann -enllaçat a la xarxa dels "Cinc de Cambridge" - dins del SOE d'El Cairo: aquests agents ajuden a fer informes de Hudson, ja crítics amb els txètniks, encara més negatius per a aquests últims, i difondre informació falsa destinada a ennegrir la reputació de Mihailović tot lloant les accions dels Partisans. Els missatges de Mihailović al seu govern també passen pel SOE al Caire, i sovint es transmeten amb retard, o de vegades ni això. Per als defensors de la reivindicació de postguerra de Mihailović, el cap Txètnik va ser víctima d'una campanya de desinformació per part dels comunistes britànics: si les tendències pro-comunistes són realment presents en diversos serveis i mitjans britànics, els txètniks van conservar, tanmateix, molts partidaris, inclosos dins del SOE al Caire. La influència de Klugmann també és molt exagerada pels pro-Mihailović, que el presenten com un dels principals líders del SOE a Egipte: si Klugmann efectivament va manipular informació a favor de les forces de Tito, no té ni el rang ni la influència que per si solament li haurien permès influir en la política del Regne Unit. A més, si la propaganda comunista s'exerceix efectivament a favor, Tito no va ser l'únic que es va beneficiar del suport polític segons l'opinió britànica: Mihailović es va beneficiar, almenys inicialment, del suport dels corrents conservadors pels quals els monàrquics iugoslaus apareixien com a aliats naturals.
El gener de 1943, el coronel Bailey envia els seus primers informes al Foreign Office. Tot i ser crític amb la manca de visió política i els defectes de la seva organització, Mihailović va assenyalar, per una banda, que el líder Txètnik representava efectivament una força de resistència a Sèrbia on va ajudar a immobilitzar diverses divisions alemanyes i búlgares, i d'altra banda, si els seus homes han realitzat un pacte amb els italians a Montenegro, Mihailović mai no ha tingut vincles amb els alemanys. Bailey defensa que continuï donant suport a Mihailović, però destaca la necessitat d'ajudar també altres grups de resistència i d'intentar reunir txètniks i Partisans per no donar suport a dos moviments antagònics mútuament. Els britànics prenen nota de la utilitat d'acostar-se als Partisans: contacten amb els soviètics amb la idea d'enviar una missió conjunta amb ells davant Tito. Stalin mostra poc interès per aquesta idea, de manera que el govern de Churchill va adoptar la proposta de SOE per enviar un equip exclusivament britànic als Partisans.

### El discurs de Mihailović
El 28 de febrer de 1943, mentre es desenvolupa l'operació Weiss, Mihailović pronuncia un discurs davant de les seves tropes reunides a Donje Lipovo, en presència de Bailey, en què denuncia durament l'ajuda insuficient aportada pels britànics i la "perfídia" d'aquests. Segons l'informe llavors enviat per Bailey als seus superiors, el cap Txètnik declara en la seva al·locució que els serbis estan pràcticament abandonats i que els britànics només busquen explotar-los a canvi d'un escàs suport mantenint Pere II i el seu govern pràcticament presoner. Afegeix que no renunciarà a destruir els Partisans ni a beneficiar-se del suport dels italians sempre que siguin els únics que proporcionin als txètniks una ajuda suficient; finalment, conclou que els seus enemics són «la Ústaixa, els Partisans, els croats i els musulmans» i que només després que aquests últims hagin estat derrotats, ell es dirigirà contra els italians i els alemanys. Després d'aquest discurs, Mihailović abandona l'escena - sense revelar la seva destinació a Bailey - per prendre el comandament de les operacions contra els Partisans al voltant del Neretva. L'informe en què Bailey relata les paraules de Mihailović té l'efecte d'una bomba sobre el govern britànic: s'afegeix a una sèrie d'informacions sobre les connexions dels txètniks amb els italians i el fet que Mihailović, quan va ser interrogat pel seu govern sobre la col·laboració de Jevđević, respon amb negacions poc convincents. Aquest discurs marca el començament del final de la cooperació britànica amb Mihailović, tot i que aquesta cooperació continua durant tot 1943.
El Foreign Office protesta oficialment al primer ministre Jovanović pel discurs de Mihailović: destaca que si la seva actitud no canvia, el govern britànic revisarà la seva política de suport exclusiu als txètniks. A l'abril, el govern a l'exili va enviar a Mihailović una directiva que l'obligava a fer res davant els italians o altres moviments de resistència que poguessin provocar el retret dels Aliats. Al maig, a petició dels britànics, el govern iugoslau va enviar una nova nota a Mihailović, demanant-li que se centrés en la resistència contra l'Eix, per trobar un acord amb els Partisans, per evitar qualsevol col·laboració amb els italians com qualsevol tracte amb el govern de Nedić, i coordinar-se millor amb el Middle East Command a través del coronel Bailey. Mihailović va respondre que donava prioritat a la resistència i que tallaria el contacte amb els italians. Però immediatament sorgeixen noves tensions quan Bailey li transmet una instrucció del Comandament d'Orient Mitjà, que li demana que retiri les seves forces cap a l'est de l'Ibar, deixant la resta de Montenegro als Partisans, a causa dels compromisos que el caps locals de Txètnik. Mihailović es nega, amb el suport del govern a l'exili.
Per la seva banda, els nord-americans van començar, a principis de 1943, a mirar-se més detalladament la situació iugoslava: a la primavera l'OSS va crear una secció al Caire, equivalent a la del SOE. A l'abril, Churchill va escriure a Roosevelt suggerint que es posés peu a la costa dàlmata per dur a terme accions amb més eficàcia cap als insurgents: les armes, els aliments, fins i tot comandos podrien ser enviats amb més facilitat a aquests últims. El primer ministre britànic continua considerant només Mihailović en el seu raonament, malgrat el seu discurs dos mesos abans.

### Relacion amb el govern a l'exili

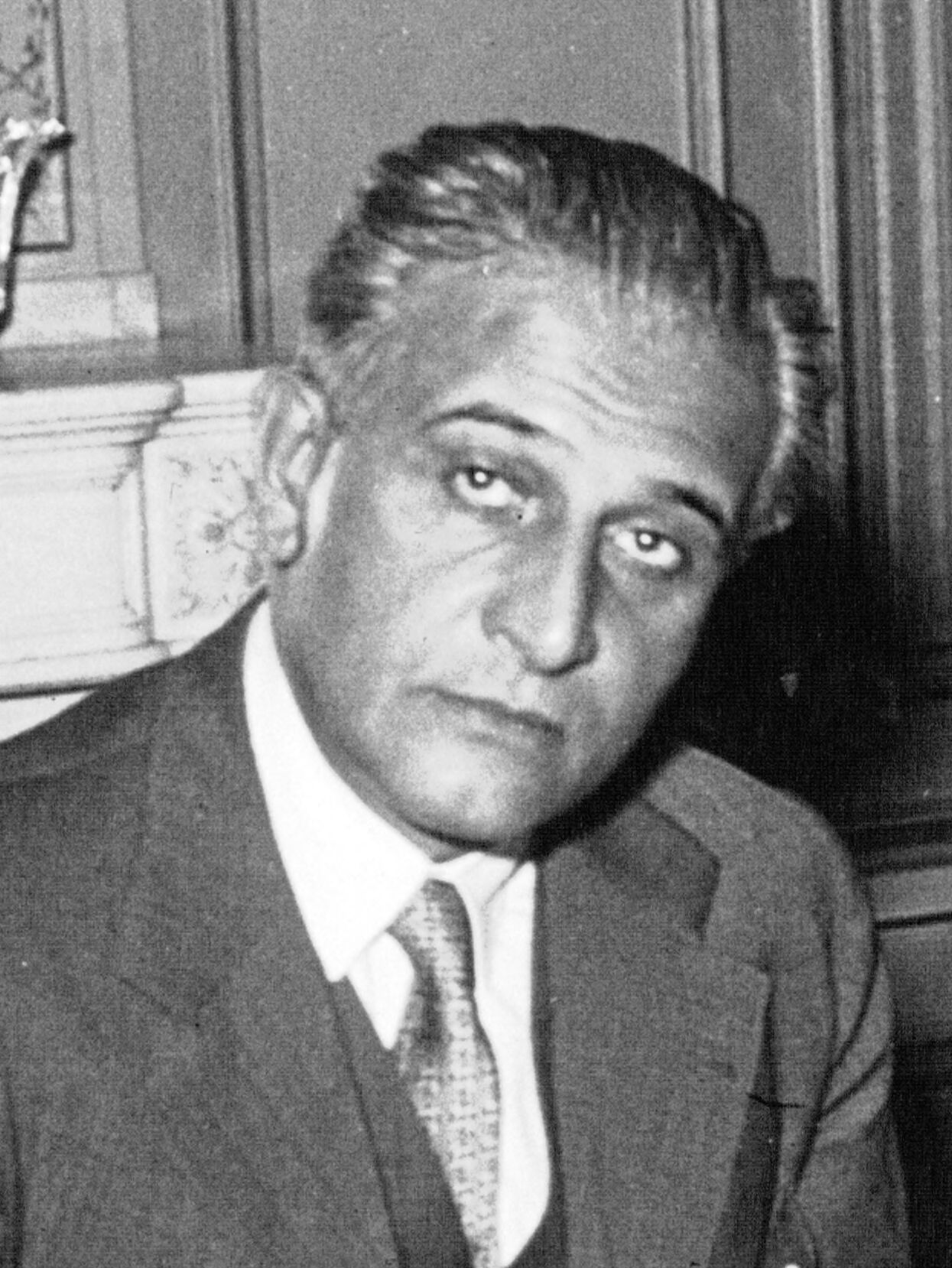
Božidar Purić, quart primer ministre en dos anys del govern iugoslau a l'exili.

A més dels seus dubtes creixents sobre Mihailović, els britànics s'enfronten a un govern reial a l'exili inestable i dividit. El govern de Slobodan Jovanović està realment minat per les tensions entre els ministres serbis i croats i té la major dificultat per acordar una declaració dels objectius de la guerra iugoslava. Jovanović, un intel·lectual de setanta anys i sense experiència política, amb prou feines aconsegueix esborrar diferències i s'adhereix a una línia de "Gran Sèrbia" que augmenta les tensions amb representants d'altres nacionalitats: és un càlid partidari dels txètniks, així com l'ambaixador a Washington, Konstantin Fotić. Aquest últim agreuja la situació mitjançant una propaganda anti-croata virulenta als Estats Units, provocant una crisi entre els funcionaris del govern a l'exili. El medi dels exiliats polítics, i més ampli el dels expatriats iugoslaus, es van dividir en diversos camps: els partidaris de la Gran Sèrbia van continuar considerant a Mihailović com el seu campió, mentre que els d'una Iugoslàvia més unitària veien ara els partisans cada vegada més favorablement.
Quan Pere II anuncia el seu futur matrimoni amb la princesa Alexandra de Grècia, neboda del rei Jordi II, esclata una nova crisi dins del govern: la reina mare i la majoria dels ministres serbis consideren efectivament indecent anunciar un matrimoni reial llavors. quan Iugoslàvia està ocupada i desmembrada. Els ministres croats aprofiten això per substituir Jovanović; aquest últim renuncia el 17 de juny de 1943 i dona pas a un altre polític serbi, Miša Trifunović. Les pressions dels britànics, que busquen un canvi en l'actitud del govern iugoslau i especialment en el comportament sobre el terreny de Mihailović, també contribueixen a l'acomiadament de Jovanović: la seva marxa és un signe de la disbauxa dels txètniks amb els Aliats. El govern emet finalment una declaració de guerra amb l'objectiu que, per satisfer els britànics i establir tensions entre serbis i croats, faci al·lusió als combatents de la resistència sense nomenar el seu nom a Mihailović. Jovanović, retirat de la responsabilitat, envia a Mihailović un missatge personal en el qual manifesta el desig que els txètniks aprofitin de la capitulació dels italians –que després sembla cada cop més probable– per apoderar-se de les armes d'aquests i utilitzar-los per derrotar els Partisans. El 26 de juny, el rei va pronunciar un discurs de ràdio en què va elogiar a tots els combatents iugoslaus de la resistència, sense nomenar els Partisans, però si els va incloure implícitament: l'ambaixador de l'URSS va manifestar la seva satisfacció.
El govern a l'exili, encara desorganitzat i inestable - Trifunović va ser substituït al seu torn a l'agost pel diplomàtic Božidar Purić - va perdre ràpidament el crèdit amb els britànics. El jove sobirà, sense experiència en sentit polític, es preocupa principalment per beneficiar-se d'una comitiva que dona suport al seu projecte de matrimoni: està satisfet amb un equip de funcionaris que ja no representa totes les parts i comunitats iugoslaves. Des del mes de març, el rei va suggerir que ell i els seus ministres es traslladessin al Caire, que es troba més a prop de Iugoslàvia i on també es troba el govern grec a l'exili i el Comandament de l'Orient Mitjà. El govern britànic, més que feliç de veure els iugoslaus, que ara són percebuts com una font de problemes, com s'allunyen, no fa res per mantenir-los: Pere II, Purić i els seus ministres s'instal·len al Caire el 28 de setembre.

### Enviament de missions aliades als Partisans

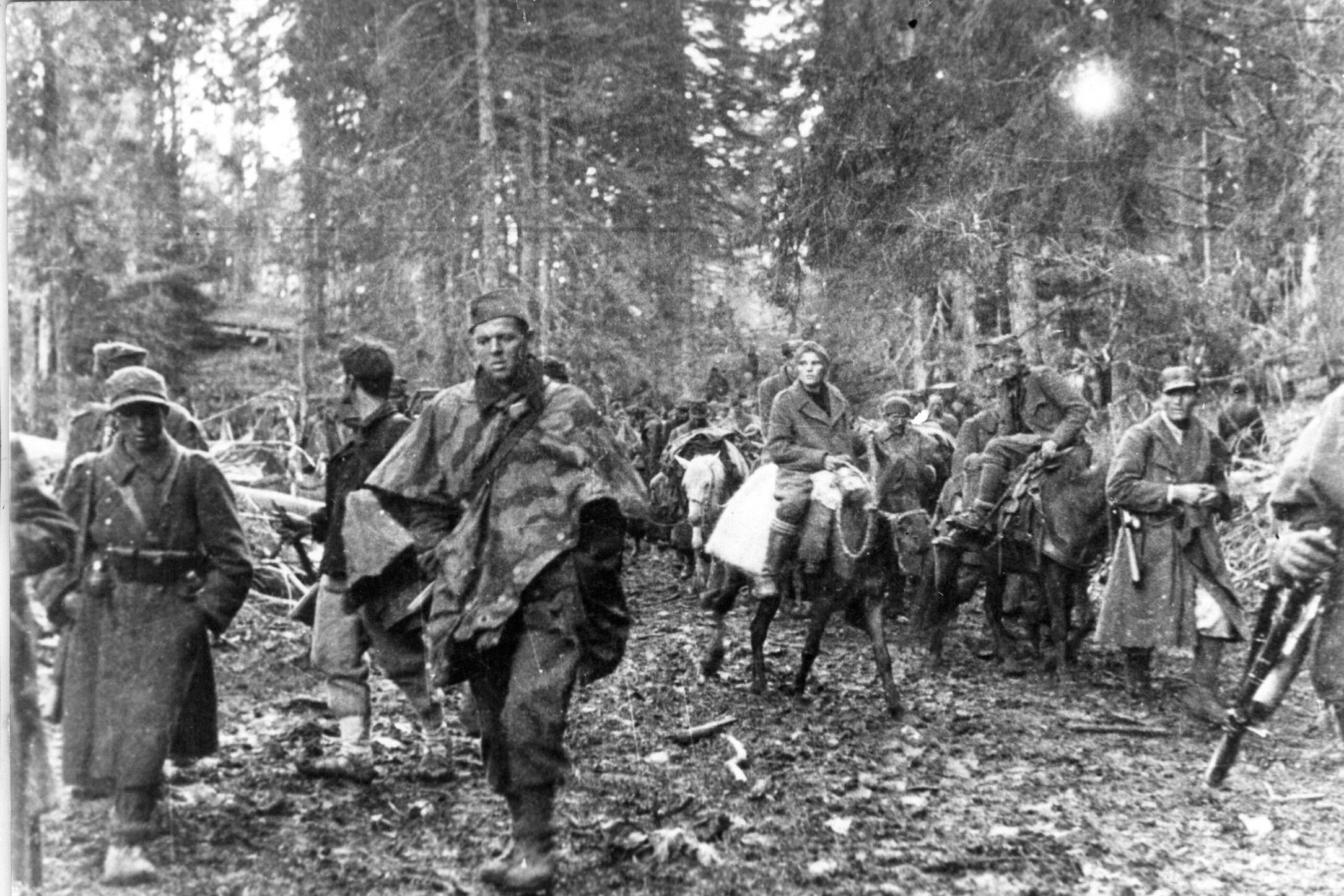
Partisans als voltants del Sutjeska, durant l'ofensiva Schwarz.

El 21 d' abril de 1943, a suggeriment del SOE El Caire, els britànics van enviar els seus primers dos equips d'oficials d'enllaç - formats per voluntaris canadencs d'origen iugoslau - als partisans, a Bòsnia i Croàcia. En apropar-se a Tito, els britànics tenen com a objectiu no només informar-se sobre la situació, sinó també establir bones relacions amb el líder comunista amb l'esperança d'influir en ell, i també donar promeses de bona voluntat als soviètics. Després que els homes de Tito hagin comprovat la seva identitat, els agents aliats podran reprendre el contacte amb el Caire: al maig, un nou equip d'agents britànics és enviat a la seu central dels partisans croats. Es proposa l'enviament d'una missió addicional, al sud de Montenegro: el capità Frederick William Deakin – qui tenia estreta relació de Churchill, el qual, però, no va tenir un paper en la seva designació–, té la direcció d'aquest nou equip. Ell i un oficial canadenc van ser llançats a Montenegro a finals de maig: van arribar mentre l'operació Schwarz s'està realitzant ràpidament, presenciant l'intens combat que els Partisans estan lluitant contra els alemanys. Deakin, el company d'equip del qual mor, envia aviat missatges al seus superiors detallant les accions dels partisans i recomana enviar-los ajuda: la seu britànica a l'Orient Mitjà està convençuda gradualment que els homes de Tito són la força de resistència més activa a Iugoslàvia. Durant la seva estada amb els Partisans, Deakin –que ignora les seves converses amb els ocupants durant l'operació Weiss– arriba a la conclusió que Tito i els seus homes tenen raó d'acusar Mihailović de col·laboracionista, no només amb els italians, sinó que també amb els alemanys; així informa de la participació dels auxiliars txètniks en les darreres fases de l'operació Schwarz. Les informacions de Deakin va causar profunda impressió a les autoritats britàniques, tant a Londres com a el Caire.
Durant 1943, el personal general britànic va acumular informes que indicaven que els grups txètniks col·laboren amb els ocupants, que els Partisans, per contra, són molt actius contra ells i que els alemanys travessen territoris sota control dels txètniks sense ser atacats. Aquesta informació prové d'equips del SOE, cada cop més nombrosos en sòl iugoslau, però també i sobretot de desxiframent de missatges alemanys per l'equip Ultra, que permeten als britànics conèixer entre altres coses el progrés de les operacions Weiss i Schwarz.
A finals de juliol, Churchill va suggerir a Eden que enviés un dels seus parents, Fitzroy Maclean, oficial del SAS i, a més, un diputat conservador a Tito. Per la seva banda, els nord-americans comencen a exercir un paper actiu en el dossier iugoslau. Envien a l'estiu i la tardor de 1943 equips d'agents de l'OSS, tant a Mihailović com a Tito: el capità Mansfield va unir a Bailey als txètniks, mentre que el capità Benson es va unir a Deakin amb els Partisans. A l'agost, Deakin va enviar als seus superiors, sobre la base de la informació que li va proporcionar el seu oficial partisà d'enllaç Vladimir Velebit, un informe sobre la constant i creixent col·laboració de Mihailović amb els alemanys.
A finals de setembre, quan els italians van capitular a principis de mes, els aliats van enviar dos nous equips d'intel·ligència a Tito i Mihailović, cadascun dirigit per un oficial superior britànic, amb la missió de retornar informes complets sobre la situació a Iugoslàvia i moviments de resistència. Fitzroy Maclean, ascendit a general de brigada per a l'ocasió, va ser enviat als Partisans, mentre que el general Charles Armstrong tenia assignada la missió als txètniks. Llançats en paracaigudes els dies 19 i 24 de setembre, cadascun acompanyat d'un oficial nord-americà (Major Farish amb Maclean, tinent-coronel Seitz amb Armstrong). Maclean resumeix la seva missió en les seves memòries: «La meva tasca, per tant, era simplement per dir-li a el govern el que els homes a Iugoslàvia, matant a la majoria dels alemanys i indicar com podem ajudar que es matin més».
A principis d'octubre, un vaixell de guerra pilotat per Partisans intenta trobar una base naval a les costes italianes per als vaixells iugoslaus que havien fugit de Split investits pels alemanys: es troba amb un equip nord-americà de l'OSS que va intentar crear un enllaç entre Itàlia i les illes adriàtiques preses per la resistència iugoslava. Gràcies a aquesta iniciativa dels seus agents la missió inicialment consistia només a establir bases a Itàlia a la  Província de Bari, els nord-americans aconsegueixen organitzar el subministrament dels Partisans a través de l'Adriàtic, de manera molt més eficient que per via aèria. Així, molts partisans ferits són evacuats a Itàlia per a ser curats. Els partisanss també poden reunir-se, per primera vegada, amb periodistes occidentals, que després donen a conèixer la seva lluita contra els alemanys. Al mateix temps, els enviaments d'armes combinades als txètniks, que va augmentar després de l'arribada d'Armstrong, disminueixen durant la tardor i l'hivern de 1943, abans de detenir-se per complet.

### Abandonament del pla de desembarcament als Balcans
Winston Churchill, el govern del qual és responsable de les operacions aliades al sud-est d'Europa, inicialment planeja desembarcar a Dalmàcia. La possible arribada dels aliats occidentals va animar a Mihailović i va preocupar Tito, alhora que va empènyer els ocupants a fer tot el possible per destruir la resistència abans d'un possible desembarcament angloamericà. Aquestes operacions alemanyes i italianes juguen a mitjà termini a favor dels Partisans: les múltiples ofensives dels ocupants porten efectivament els homes de Tito a concentrar-se en la guerra de resistència més que en el conflicte contra els txètniks, aconseguint el pas el suport de les poblacions.

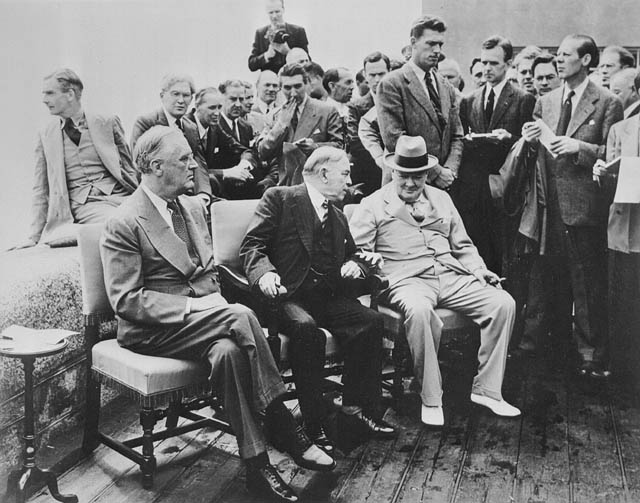
La idea d'un desembarcament aliat als Balcans va ser rebutjada per primera vegada l'agost de 1943, en la primera conferència de Quebec.

El 10 de juliol, els aliats van desembarcar a Sicília, el primer pas per l'obertura d'un "segon front" per a la reconquesta d'Europa. Mussolini va ser retirat del càrrec el dia 25. Abans i després de la invasió de Sicília, i quan una capitulació d'Itàlia semblava imminent, Churchill va rellançar la seva idea de desembarcar a Dalmàcia. En un missatge al general Alexander, comandant dels exèrcits angloamericans a Sicília, subratlla el valor d'un desembarcament als Balcans: per al primer ministre britànic, aquesta operació alleujarà la pressió sobre l'URSS, protegirà Grècia i posarà Àustria a l'abast dels Aliats. Tampoc exclou la retirada dels alemanys de la regió, cosa que deixaria el camp obert perquè els aliats desembarquessin. Sobre el terreny, Mihailović fa una anàlisi idèntica a la de Churchill i ordena que les seves tropes estiguin a punt per l'arribada dels aliats o la retirada dels alemanys. A més, pocs dies abans del desembarcament a Sicília, Churchill va enviar un missatge a Tito per felicitar-lo per haver escapat de l'operació Schwarz i advertir-lo de l'obertura del front italià.
Com a part de la preparació de la conferència aliada prevista per al Quebec, els nord-americans es mostren reticents a la idea d'un desembarcament als Balcans: Churchill després redueix la seva proposta a un projecte d'accions concretes a la regió de l' Adriàtic. per donar suport a la resistència local. Finalment, a la conferència del Quebec de l'agost de 1943, els nord-americans i els canadencs van optar per una invasió de Normandia (la futura operació Overlord), que van planificar per a la primavera de 1944, i van rebutjar la idea d'una operació perifèrica en el Balcans: Churchill és obligat a inclinar-se. Durant la conferència, Roosevelt, si no preveu la intervenció sobre el terreny de les tropes angloamericanes, evoca, d'altra banda, la possibilitat d'emprar al teatre d'operacions dels Balcans les forces armades gregues i iugoslaves a l'exili dels quals els aliats proporcionen formació.
Després de la conferència, el general Henry Maitland Wilson, comandant en cap del comandament de l'Orient Mitjà, ofereix donar suport a la resistència iugoslava de manera que pugui mantenir la pressió sobre els alemanys en previsió de les operacions que tindran lloc a Europa el 1944. Mentre que la L'ambaixador britànic al govern iugoslau a l'exili vol que només es recolzi a Mihailović, Wilson preveu portar ajuda a totes les organitzacions de resistència.
A partir de llavors, Churchill va rellançar diverses vegades la seva idea de desembarcar als Balcans, però cada cop va ser dissuadit pels nord-americans i el seu personal. Els aliats, però, van utilitzar tàctiques de diversió per fer creure als alemanys que un desembarcament a Grècia i Iugoslàvia era imminent, portant-los així a mantenir les seves tropes allà i a no enviar reforços a Itàlia.
Mihailović, per la seva banda, es mostra incapaç de realitzar el desenvolupament de la política aliada. Convençut de la seva pròpia importància en l'estratègia d'aquests últims, es manté convençut que la Iugoslàvia hi té un paper essencial i que un desembarcament als Balcans continua a l'agenda.

### L'elecció a favor dels Partisans
A la conferència de Moscou de l'octubre de 1943, Anthony Eden va intentar obtenir ajuda dels soviètics per trobar un compromís entre les dues branques de la resistència iugoslava, però Mólotov va encallar-ho. Després de passar divuit dies amb Tito, Fitzroy Maclean és traslladat al Caire. A finals de novembre de 1943, mentre que la capitulació d'Itàlia ha canviat la situació de les operacions al teatre iugoslau, Churchill i Roosevelt es troben a la capital egípcia amb motiu d'una conferència que precedeix a pocs dies la de Teheran, en la que han de conèixer a Stalin. Maclean és el primer oficial britànic que va tornar de Iugoslàvia amb un informe complet. A partir de la seva estada, una impressió molt favorable de Tito i de la resistència comunista, va concloure a partir de les seves observacions, que es basen principalment en les dades proporcionades pels Partisans, que aquests darrers representen una força ineludible a Iugoslàvia i, segurament, dominaran el país després de la guerra en cas de victòria dels Aliats. Armstrong, oficial d'enllaç de Mihailović, no va poder arribar al Caire perquè el seu trasllat es considerava massa complicat: el seu informe, que analitza els punts forts i els punts febles del moviment Txètnik, arriba massa tard a Londres per a que Anthony Eden se'l pugui endur al Caire. Només Maclean i Deakin, que han arribat al Caire després de la conferència de Teheran, estan presents per presentar a Churchill el punt de vista dels Partisans. L'historiador Stevan K. Pavlowitch creu que la presència d'Armstrong i Bailey probablement no hauria estat suficient per influir en la decisió de Churchill. Si bé l'informe de Maclean conté moltes inexactituds i exagera enormement el poder militar dels Partisans, és decisiu en la mesura que confirma la informació continguda en els missatges desencriptats per Ultra. Churchill ara està convençut que Tito representa la força més eficaç en la lluita contra Alemanya i ha de ser preferit a Mihailović.

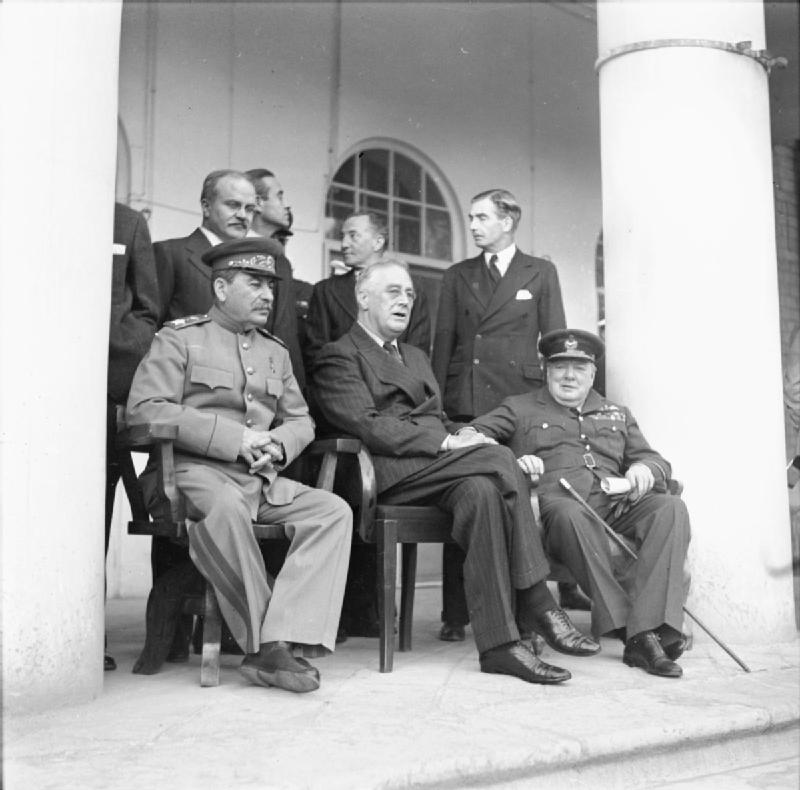
Stalin, Roosevelt i Churchill a la conferència de Teheran.

Després de reunir-se al Caire amb els caps d'estat major en companyia de Roosevelt, Churchill va proposar d'acompanyar l'operació Overlord amb una intervenció al sud de França o al nord de Iugoslàvia. Roosevelt s'inclina més cap a una operació a França i informa d'això el rei Pere II, a qui també coneix al Caire.
A la conferència de Teheran, que comença el 28 de novembre, Churchill defensa que els Partisans iugoslaus, més eficaços i més actius que els homes de Mihailović, ara haurien de tenir prioritzar. Stalin era indiferent a l'entusiasme de Churchill pels Partisans, però va aprovar la idea de proporcionar tota l'ajuda possible a Tito. Churchill també està intentant rellançar la idea d'un desembarcament a escala limitada a l'Adriàtic. Els soviètics s'hi oposen, per raons menys polítiques que militars: l'essencial per a ells és que un nou front a Europa occidental vingui a alleujar el seu propi esforç de guerra, cosa que fa que les operacions del sud d'Europa siguin secundàries per a ells. Stalin, recolzat en aquest punt per Roosevelt, vol donar tota la prioritat a l'Operació Overlord i demana un desembarcament al sud de França més que als Balcans, per no dispersar les forces en el moment del desembarcament a Normandia. Així, es confirmen els temors de Churchill de veure els Balcans i la resta d'Europa central són lliurats davant de l'Exèrcit Roig. El destí de Mihailović també s'esmenta quan Mólotov ofereix, per sorpresa de tothom, enviar-hi una missió soviètica; Eden respon que segons la informació proporcionada pels seus serveis, treballar amb ell no és útil. Després de la conferència de Teheran, els txètniks queden definitivament fora de joc des del punt de vista dels líders aliats.
Tornant al Caire després de Teheran, Churchill troba Maclean, així com Deakin que van arribar amb una delegació de Partisans dirigida per Vladimir Velebit. El 9 i10 de desembre, el primer ministre parla amb els seus dos oficials sobre la informació que tenen sobre la col·laboració dels txètniks. Al mateix temps, Velebit i els altres enviats de Tito van establir contactes amb els soldats aliats per obtenir més ajuda. Maclean informa en les seves memòries que el primer ministre britànic, a qui va indicar que Iugoslàvia s'arriscava a alinear-se amb la Unió Soviètica, hauria respost recordant que ni ell ni Maclean tenien intenció d'instal·lar-se a Iugoslàvia. Churchill hauria afegit llavors: «com menys ens preocupem, vos i jo, per la forma de govern que establiran els iugoslaus, millor serà», sent l'única prioritat «que, a casa seva, facin més mal als alemanys». El dia 10, Churchill va rebre el rei Pere II, a qui va anunciar que tenia proves irrefutables dels compromisos de Mihailović amb els ocupants: va insistir en la necessitat de no mantenir-lo al govern iugoslau a l'exili. Churchill després conversa amb Božidar Purić, a qui informa de la seva intenció de continuar i augmentar l'ajuda als Partisans: davant les protestes del primer ministre iugoslau, ell respon que davant la inacció de Mihailović, és millor ajudar els que lluiten en lloc dels que no.
Al mateix temps, els Partisans van formar, durant la segona sessió de l'AVNOJ, que va tenir lloc al mateix temps que la conferència de Teheran, un Comitè d'Alliberament Nacional que es va proclamar com a govern únic de Iugoslàvia. El creixent suport del govern britànic als Partisans, combinat amb la proclamació d'una estructura política competidora del govern reial a l'exili, suscita qüestions entre la classe política del Regne Unit. Richard Law, ministre de l'oficina d'Afers Exteriors, és preguntat sobre això a la Cambra dels Comuns del Regne Unit: respon que el govern britànic dona suport més a Tito que Mihailović perquè els Partisans són molt més actius contra els alemanys. El Departament d'Estat dels Estats Units és prudent i reafirma la legitimitat del govern reial a Londres, alhora que defensa el suport a les forces de resistència iugoslaves sense prendre partit amb cap. Si està convençut de la necessitat de trencar amb Mihailović, Churchill no vol abandonar Pere II i pretén promoure un apropament entre aquest i Tito.
El 8 de desembre, els britànics van donar a Mihailović una "última oportunitat" demanant-li que explotés dos ponts. Mihailović promet continuar amb l'operació, però, davant les objeccions dels seus homes, no dona l'ordre. Suggereix una altra operació, però el quarter general aliat al Caire, que ha perdut la confiança en ell, no mostra interès.

## La capitulació d'Itàlia i les seves conseqüències

### Invasió de les àrees italianes per part dels alemanys i dels Partisans

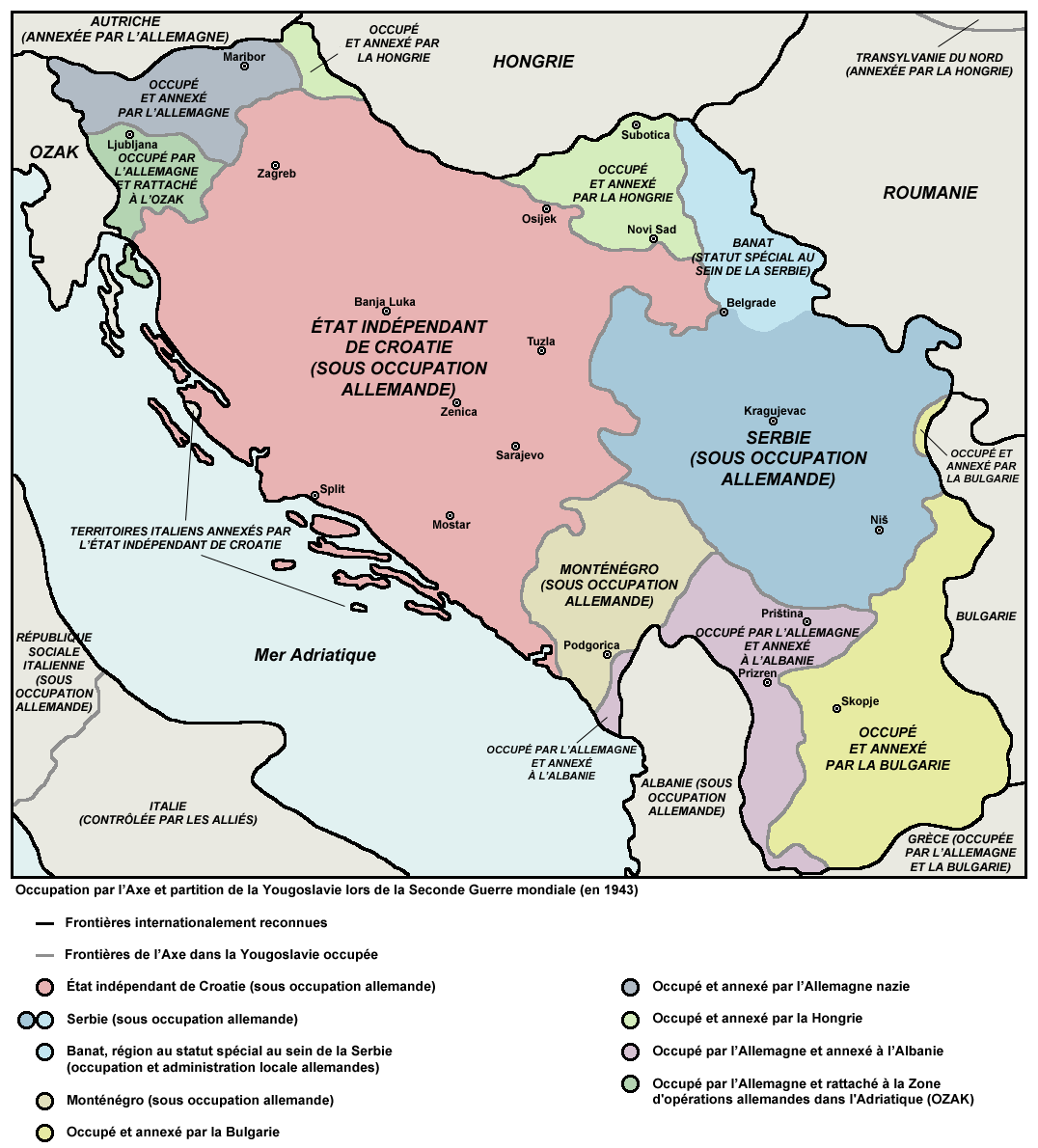
Partició de Iugoslàvia el 1943.

A finals de maig de 1943, Mussolini acaba cedint a la pressió alemanya i prohibeix oficialment la cooperació amb els txètniks: sobre el terreny, però, les seves ordres són aplicades de manera molt desigual pels comandants italians als quals diferents grups txètniks, sobretot el de Đujić, continuen servint com a auxiliars. L'1 de juliol, Mussolini substitueix Pirzio Biroli al capdavant del governorat de Montenegro pel general Barbasetti di Prun. La destitució de Pirzio Biroli, fort defensor de la represa de l'aliança amb els txètniks, priva el moviment de Mihailović d'un important actiu.
Durant l'estiu de 1943, tots els actors del conflicte es van preparar per a la possibilitat d'una capitulació italiana. Els Partisans, després d'haver sobreviscut a l'operació Schwarz, van reforçar la seva presència a Bòsnia, expulsant les tropes alemanyes a llocs: les forces de Tito dominaven aproximadament una cinquena part de Iugoslàvia. Els txètniks es van recuperar a Montenegro després de la retirada dels partisans el juny i el juliol. Els italians es van comprometre, però, a desarmar-los o a intentar desarmar-los al territori montenegrí; al mateix temps, continuen confiant en ells en determinades zones de l'Estat independent de Croàcia. Els alemanys augmenten les seves tropes a Iugoslàvia, en el cas que hagin de desarmar les tropes italianes presents al país: aquestes ascendeixen a catorze divisions amb uns 308.000 homes.
Les unitats alemanyes van entrar a les zones d'ocupació italianes a l'estiu. Al juliol, Hitler va nomenar el generalfeldmarschall Maximilian von Weichs, qui havia comandat la invasió de 1941, a dirigir totes les forces alemanyes al sud-est d'Europa. Von Weichs també va prendre el comandament del Grup d'Exèrcits F. També al juliol, els Partisans van intentar aturar els combats amb els txètniks i van proposar a Mihailović formar un front comú contra els alemanys. Milovan Djilas es troba amb dos emissaris txètniks, Zaharije Ostojić i Petar Baćović Però Mihailović finalment rebutja aquesta oferta, en què només veu una admissió de debilitat per part de Tito. El cap txètnik amenaça Ostojić i Baćović d'excloure'ls si continuen els contactes amb els comunistes.
A la tardor de 1943, les tropes alemanyes a Iugoslàvia es van duplicar respecte a les del 1941, i arriben ara a tretze divisions. El 3 de setembre, el mariscal Badoglio, el successor de Mussolini al capdavant del govern italià, va signar amb els nord-americans i els britànics un armistici fet públic cinc dies després. A Iugoslàvia, les tropes italianes es veuen afectades per les notícies, que la majoria d'elles se n'assabenten per la ràdio: la seva desorganització és total. Els Partisans i els txètniks també queden sorpresos: Tito i Mihailović estan furiosos en no haver estat informats pels seus oficials d'enllaç. Amb la notícia de la capitulació italiana, els alemanys, els Partisans i els txètniks van intentar estendre el seu control sobre el territori iugoslau i agafar el major nombre possible d'armes. El general Wilson fa una crida a les tropes italianes, a les quals ordena sotmetre's a la seva autoritat, a no lliurar les armes als alemanys i a lluitar contra aquests últims al costat dels "pobles dels Balcans". Els oficials aliats presents amb les faccions de resistència van rebre l'ordre de negociar la rendició de les tropes italianes més properes, passant per sobre de Tito i Mihailović, amb gran irritació d'aquest últim. Deakin i Benson van ser testimonis del desarmament de la guarnició italiana de Split per part de Koča Popović i els seus Partisans; els txètniks van rebre la capitulació dels italians a Berane en presència de Bailey, i a Priboj en presència de Hudson i Mansfield.
En funció de les seves reaccions, els italians es divideixen en tres grups: la majoria, que va acollir la notícia de l'armistici com un alliberament, es va apressar a aturar la lluita i a lliurar les armes, principalment als alemanys, però també als txètniks o als Partisans; una minoria dona suport als alemanys; una altra minoria, finalment, va optar per unir-se a les tropes aliades, és a dir als Partisans o als txètniks.
Els Partisans agafen la velocitat dels txètniks per aprofitar la capitulació dels italians: en pocs dies, s'apoderaran de la major part de la costa dàlmata, incloses les principals illes. El 15 de setembre, penetren al territori italià i prenen el control de la regió d'Ístria, així com de les províncies situades entre Trieste i Àustria; a principis d'octubre, van envoltar Zagreb, amenaçant el ferrocarril que el connecta amb Belgrad. Sobretot, van capturar quantitats molt grans d'armes italianes: els txètniks també es van apropiar d'una part d'aquest arsenal, però el seu saqueig va ser molt més magre.
Els alemanys envaeixen totes les zones italianes: les bases de guarnició i els punts estratègics passen sota el control de la Wehrmacht. El Reich crea una zona d'operacions a la costa de l'Adriàtic (Operationszone Adriatisches Küstenland o OZAK), adherida al Reichsgau de Caríntia i col·locada sota l'autoritat del Gauleiter austríac Friedrich Rainer: inclou zones italianes, eslovenes i croates, estenent-se d'Udine a Itàlia a Ljubljana.
La majoria dels soldats italians - la quasi totalitat del II Exèrcit - és capturat pels seus antics aliats i enviats a camps de concentració a Alemanya. Alguns alemanys es desencadenen contra els italians: es produeixen diverses massacres mentre que soldats italians, deixats a la seva sort i obligats a fugir, són caçats i assassinats. A Eslovènia i Croàcia, la majoria de les tropes italianes, completament desorientades, estan controlades pels alemanys; a Montenegro, Dalmàcia i Bòsnia, les unitats italianes continuen la lluita i uneixen les seves forces amb les de la resistència, com la brigada Mameli a Zadar o la divisió Garibaldi. Els italians que volen aliar-se amb les forces de Tito estan lluny de tot ésser rebut amb els braços oberts: molts es duen a terme en desafiament i de vegades empresonats, sotmesos a maltractaments o executats. Les tropes italianes reunides són depurades de feixistes i oficials considerats "inacceptables" pels iugoslaus; després són usats sovint per Tito com a unitats de guerrilla, però també com a "carn de canó".
A les zones on l'ocupació italiana va ser la més dura, com a Dalmàcia i a les illes de l'Adriàtic, cau una cruenta repressió sobre els italians, assimilada als feixistes. A l'illa de Biševo, on hi ha un camp de presoners, diversos milers de soldats italians són llançats al mar, a les regions que Itàlia va annexionar abans de la guerra i durant la guerra i on va practicar la "italianització" la repressió no es va limitar només als militars, als notables i als responsables del Partit Feixista: el conjunt de la població italiana - present durant generacions, sobretot a la regió d'Ístria - va ser objecte d'homicidis. A finals del 1943 es produeix la primera fase de les massacres de les foibe, durant les quals centenars de civils italians són llançats als abismes (foibe) de les regions calcàries.

### Nou context polític i militar

#### Croàcia i Bòsnia i Hercegovina

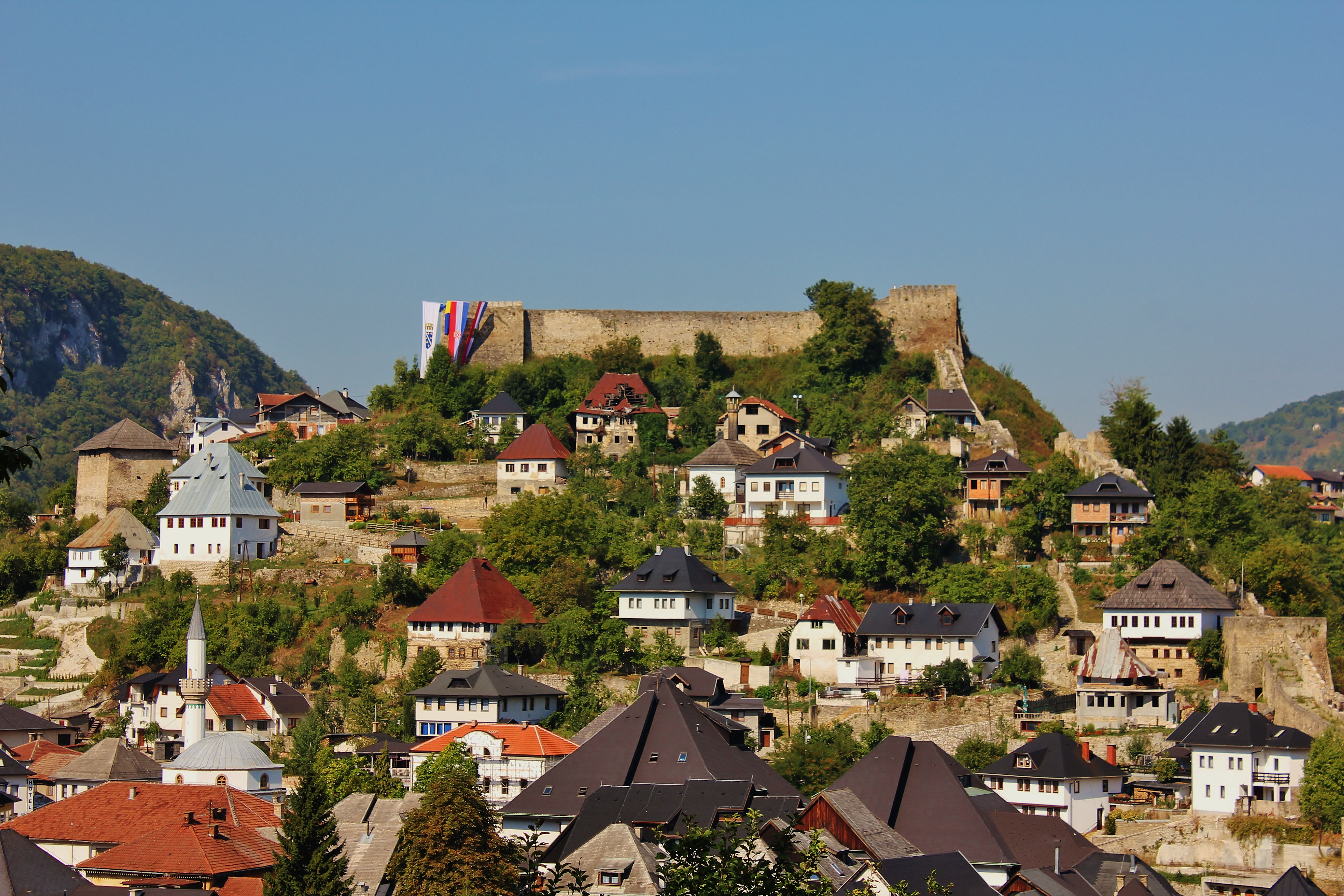
La ciutat de Jajce, que serví com a seu per als Partisans.

A Croàcia, Ante Pavelić va aprofitar la capitulació italiana per acabar amb tots els acords croats-italians, així com per a la unió dinàstica amb la casa de Savoia: va proclamar també l'annexió dels territoris italians de Dalmàcia. La Ústaixa llancen nous atacs contra els Partisans per legitimar les seves reivindicacions territorials, però donada la feblesa de l'Estat independent de Croàcia, que els conjunts dels territoris es troben sota els Partisans o els txètniks són tals que preocupa molt els alemanys. Von Weichs proposa reforçar el control alemany sobre Croàcia, però Hitler es nega.
L'exèrcit croat es reorganitza en forma de més unitats mòbils, sota control alemany, mentre que la força de la milícia de la Ústaixa augmenta fins a arribar a 45.000 homes, principalment joves reclutes fanàtics. El 15è cos SS de cavalleria cosaca, formada pels alemanys amb els presoners i desertors de l'Exèrcit Roig i que va ser assignat prèviament a Iugoslàvia en les tasques de supervisió, rep amplis poders: els seus homes estan propagant el terror a la població croata, cometent tals atrocitats que el relat indisposa el mateix Goebbels. Voluntaris i Waffen-SS holandesos i escandinaus també estan desplegats a l'estat independent de Croàcia, que els alemanys consideren com un país ocupat. Pavelić intenta obtenir l'annexió d'altres territoris, en particular Fiume, Kotor i la regió d'Ístria, però els alemanys es neguen brutalment, i el règim croat no disposa dels mitjans polítics o militars per fer front a les seves ambicions.
Els Partisans, per la seva banda, estan intentant estendre el seu control sobre Bòsnia, l'est de la qual resta la possessió dels txètniks. Durant la captura de Tuzla, al nord-est, tota la guarnició local de la Guàrdia Nacional Croata se'ls va unir: els Partisans es van beneficiar de nombroses defeccions dels soldats del règim de la Ústaixa, així com de lleves d'autònomistes musulmans. Els esforços de la propaganda per guanyar reclutes croats i musulmans també van disgustar a un grup de Partisans serbis, alguns dels quals havien desertat dels txètniks.
En passar per Bòsnia, els Partisans aprofiten l'estat creixent d'anarquia al territori, i el seu "Moviment d'Alliberament Nacional" apareix com capaç d'omplir el buit de poder. La majoria dels iugoslaus desitjosos d'unir-se a la resistència o trencar amb el passat s'uneixen ara a les files comunistes: els Partisans aconsegueixen mobilitzar a Bòsnia i Hercegovina un nombre creixent de serbis, croats i musulmans, que els consideren com a salvadors potencials. Tot i que encara són predominantment serbis, però establerts fora de Sèrbia, els Partisans tenen, efectivament, l'avantatge important de no estar vinculats a una nacionalitat determinada. Molt minoritaris entre els Partisans en començar la guerra de resistència, els croats van acabar representant al voltant del 30% dels seus efectius el 1944. Pel costat musulmà, els Partisans atreuen més combatents de la població urbana, mentre que els habitants de les zones rurals romanen reservats durant molt de temps. Tanmateix, la desafecció dels musulmans cap al règim de Pavelić augmenta durant l'any 1943. A la regió de Prozor-Rama, on els habitants se senten amenaçats pels Ústaixos, els Partisans guanyen molts reclutes. En la de Banja Luka, l'auge dels comunistes empeny la població musulmana a témer menys les represàlies dels txètniks i a donar suport més als Partisans. L'agost de 1943 les forces de Tito prenen Jajce, una ciutat del centre de Bòsnia on es troba una imponent fortalesa i on instal·len la seva nova "capital".

#### Eslovènia

Emblema de la Guàrdia Nacional Eslovena.

A Eslovènia, el Front d'Alliberament - els Partisans locals liderats per Boris Kidrič - va duplicar els seus atacs contra els anticomunistes, que no tenien ni un comandament unificat ni un suport directe dels Aliats. Els "Guàrdies Blaus" del major Novak van ser aniquilats: Novak va fugir a Itàlia i va ser substituït per Ivan Prezelj com a representant local de Mihailović. Molts membres de la Milícia voluntària anticomunista eslovena són capturats i executats. Després de consultar amb monsenyor Rožman, els alemanys mantenen Leon Rupnik ala capdavant de la província de Ljubljana, confiant-li el càrrec de prefecte: està autoritzat, a combatre els Partisans, a formar una Guàrdia Nacional Eslovena (Slovensko domobranstvo, els seus reclutes s'anomenen Domobranci), els primers reclutaments dels quals són principalment antics membres de la Milícia voluntària anticomunista. Per raons poc clares, Rupnik va ser destituït després d'un mes de les seves funcions com a comandant de la Guàrdia Nacional i no es va convertir en "Inspector General" dels Domobranci fins al setembre de 1944. La Guàrdia Nacional Eslovena va professar una línia catòlica anticomunista i antisemita: sota la tutela de l'exèrcit alemany, només té autoritat sobre les poblacions ètniques d'Eslovènia, que limita la seva efectivitat en les operacions d'aplicació de l'ordre. També ajuda els alemanys amb la deportació de jueus de l'antiga zona italiana. Els ocupants també van crear una policia eslovena, també subordinada als serveis de seguretat alemanys.
Des de l'1 al 4 d'octubre, el Front d'Alliberament organitza a Kočevje una "assemblea popular", una mena de parlament provisional, que proclama la voluntat del poble eslovè de formar una "confederació" amb els altres pobles iugoslaus i decreta l'annexió a Eslovènia de la regió costanera, encara majoritàriament croata.

#### Montenegro

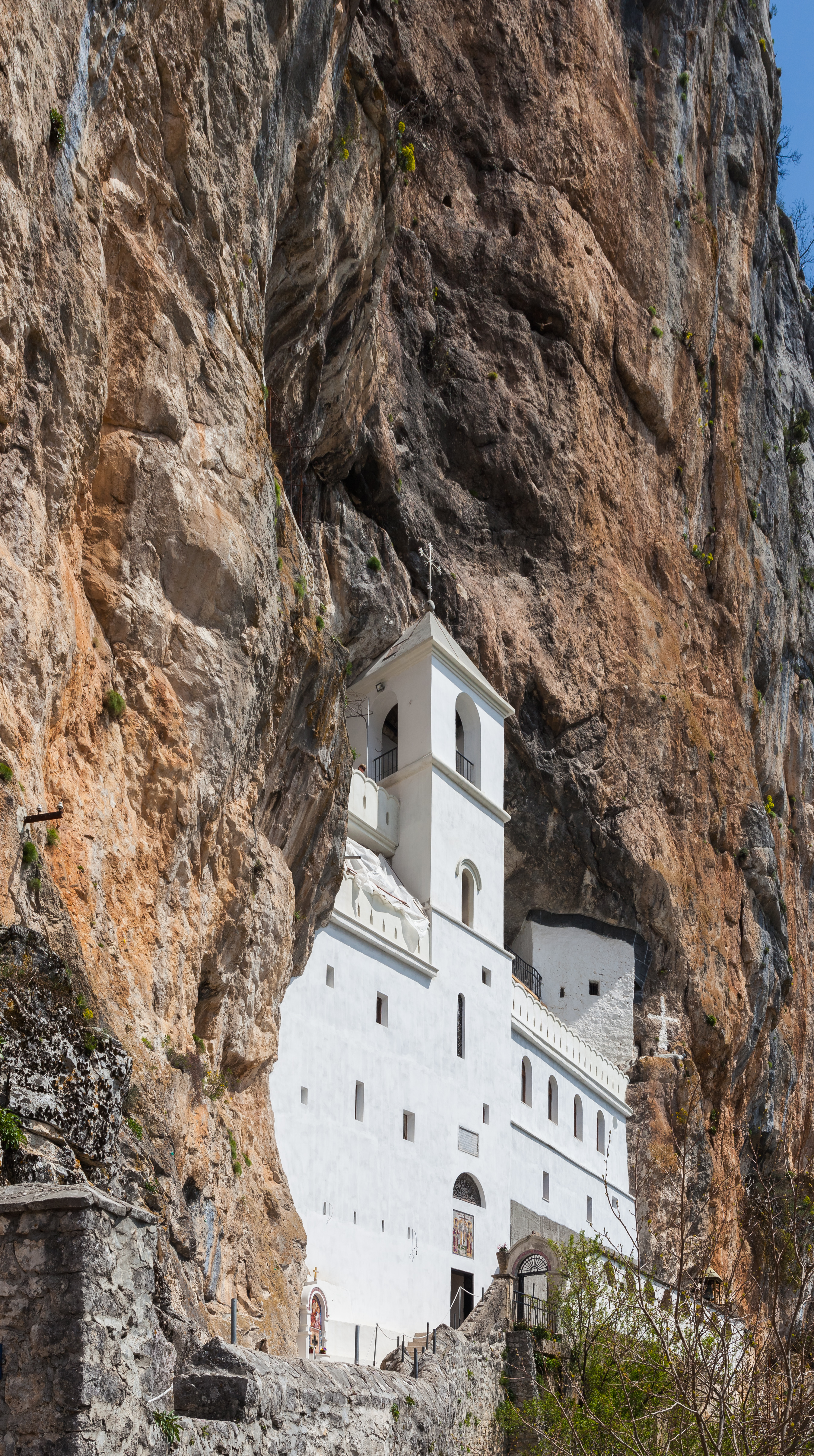
El monestir de Ostrog, on a l'octubre de 1943 la majoria dels líders Txètnniks de Montenegro van ser morts

A Montenegro, els alemanys van tallar les línies de comunicació de les tropes italianes mentre van envair el territori i van distribuir fulletons que criden als montenegrins a lluitar contra els "covards italians". El comandant Txètnik, Blažo Đukanović, va intentar sense èxit aconseguir que els italians es rendissin a ell. El 15 de setembre, els alemanys envaeixen Podgorica i arresten el cap de la guarnició italiana italiana.
A la regió de Berane, els Partisans i els txètniks es van dedicar a una competència ferotge per obtenir la rendició i les armes dels antics ocupants: el general Giovanni Battista Oxilia, comandant de la divisió Venezia, primer va intentar establir contactes amb els britànics i els txètniks consideren una acció comuna contra els alemanys, però ell s'aconsegueix acompanyar amb els Partisans després d'adonar-se que aquests últims són ara afavorits pels Aliats. Forces partisanes locals, comandades per Peko Dapčević, finalment, prenen Berane mentre Oxilia i els seus homes s'uneixen a ells; tanmateix, els txètniks presents aconsegueixen emportar-se de la ciutat a formar part de l'arsenal italià. A continuació, Oxília va prendre el control de la divisió Garibaldi, formada amb les restes de les unitats italianes destinades a Montenegro.
A finals de setembre, els alemanys controlaven Cetinje, la costa montenegrina i algunes vies de comunicació, la resta del territori montenegrí es trobava en un combat entre els txètniks i els Partisans. Blažo Đukanović, Bajo Stanišić i una gran part dels caps txètniks muntanyencs es refugien al monestir d'Ostrog, que finalment és assetjat i pres pels Partisans a mitjans d'octubre: Đukanović, Stanišić i la majoria del comitè de nacionalistes moren durant els combats.

#### Macedònia i Kosovo
La retirada italiana també proporciona als Partisans l'oportunitat de redefinir la seva estratègia en algunes parts del país el control que fins ara ha estat fora del seu control i la identitat nacional del qual és incerta. A Macedònia, Svetozar Vukmanović va prendre la decisió tàctica de formar un front comú amb els comunistes búlgars (Front patriòtic), albanesos (LNÇ) i grecs (EAM-ELAS), tot defensant la unió de tots els macedonis: al juny, el comitè central macedoni fa una crida a la unitat de Macedònia sense fer referència a Iugoslàvia, cosa que fa que Vukmanović sigui durament criticat.
La retirada dels italians, que havien annexionat la part occidental de la Macedònia iugoslava al seu protectorat albanès, permet als Partisans locals - Vukmanović que abans operaven de la zona italiana - estendre el seu control sobre Occident. Els Partisans després publiquen un nou manifest que demana tant la lluita contra els ocupants com per a la unió dels macedonis: el document evoca una forma de federació balcànica, però també implica que Macedònia continuarà formant part de Iugoslàvia, cosa que molesta part dels activistes de Skopje. Les autoritats britàniques també han arribat de Vukmanovic, que utilitza la seva presència com una eina de propaganda per desacreditar txètniks locals.

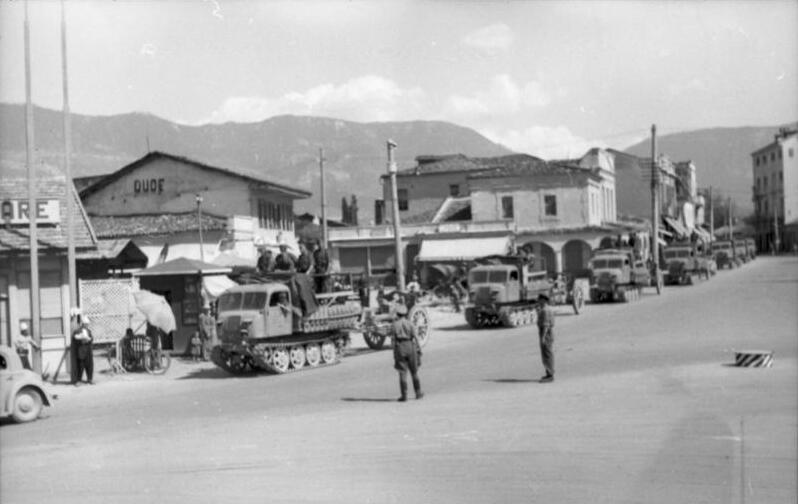
Tropes alemanyes a Kosovo el setembre de 1943.

L'objectiu d'unificació de Macedònia va ser adoptat el desembre del 1943 pel Comitè Central del Partit: Vukmanović va tenir aleshores la mà lliure per negociar amb els búlgars i els grecs, i propugnar la reunificació amb Macedònia del Pirin (búlgara). Va aconseguir reclutar homes al territori hel·lènic, que va provocar, tanmateix, fortes tensions amb la resistència comunista grega. L'ELAS requereix la dissolució de les unitats macedònies, que després passen a territori iugoslau. Radoslav Đurić, representant de Mihailović a Macedònia, dirigeix per la seva banda una petita força composta principalment per refugiats serbis, que ha patit alguns enfrontaments amb els Partisans. Els destacaments de Partisans macedonis, comandats per Mihajlo Apostolski, reben el nom d'Exèrcit d'Alliberament Popular de Macedònia i formen al novembre de 1943 la seva primera brigada, que compta amb uns 700 homes. Tanmateix, restaren pocs en nombre i poc actius fins al 1944.
La posició dels combatents de la resistència iugoslava és igual de difícil als territoris poblats per albanesos. L'antic protectorat italià és ara ocupat pels alemanys, així com per tots els territoris iugoslaus (serbis, macedonis i montenegrins) que s'hi van annexionar. Com la majoria dels albanesos volen mantenir les noves fronteres, Mihailović té poques oportunitats de reclutar entre elles. Els Partisans es veuen obligats a un joc d'equilibris i es declaren, en la seva propaganda, favorables a l'autodeterminació de Kosovo. Creen un "Consell d'Alliberament Popular per a Kosovo i Metochia", la qual cosa presenta la lluita contra els ocupants, al costat dels altres pobles iugoslaus, com a mitjà per aconseguir la unió de Kosovo i Albània. Els mateixos líders del Partit Comunista encara no tenen una posició molt clara sobre l'estat de la regió: alguns estan disposats a deixar Kosovo a Albània, però només en cas que Albania sigui annexionada per la futura federació iugoslava. A causa del seu limitat espai de maniobra, l'organització de Tito té com a relleu principal a Kosovo els combatents de la resistència comunista albanesa d'Enver Hoxha.
Després de la capitulació italiana, Svetozar Vukmanović és enviat a ajudar els comunistes albanesos a organitzar-se: es crea un Exèrcit d'Alliberament Nacional per enfrontar-se als nacionalistes albanesos del Balli Kombëtar que es van aliar amb els alemanys per formar un nou govern col·laboracionistar. Entre el 31 de desembre de 1943 i el 2 de gener de 1944, una delegació de 49 partisans comunistes de Kosovo es va reunir a Bujance i va emetre una resolució afirmant que Kosovo era part integrant d'Albània. Tito va respondre descrivint la seva posició com "reaccionària" i de l'oficina política del Partit Comunista declara conferència Bujance nula.
Per la seva banda, els alemanys juguen, fins i tot més que els italians anteriors, amb el nacionalisme albanès. Xhafer Deva, que es va convertir en ministre de l'Interior a l'Albània ocupada per Alemanya, va organitzar una nova onada d'expulsions dels serbis kosovars.

#### Polítiques alemanyes

##### Noves ofensives

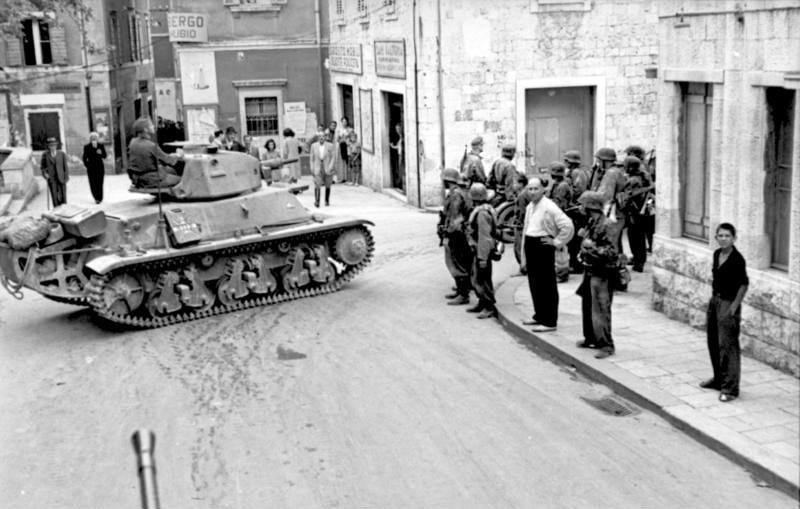
Tropes alemanyes maniobrant a Split, Croàcia.

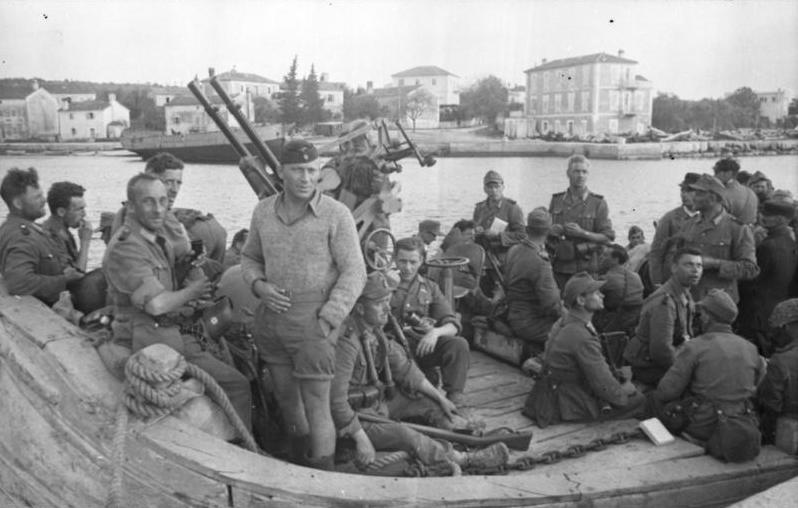
Transport fluvial de les tropes alemanyes a Iugoslàvia.

Immediatament després de la capitulació dels italians, i fins a febrer de 1944, els alemanys van llançar contra els insurrectes una sèrie d'atacs, la "sisena ofensiva" antipartisana, entre els quals l'operació Kugelblitz, per recuperar el control de les zones abandonades pels italians, en particular la costa adriàtica i les illes. Els Partisans, que no havien previst l'abast del contraatac alemany, es van veure obligats a abandonar part dels territoris conquerits. A finals de 1943, els alemanys aconseguiren reduir considerablement l'activitat dels combatents de resistència a tota la Iugoslàvia. No obstant això, el manteniment dels ocupants sobre el terreny recuperat continua sent precari, i no aconsegueixen tornar a reprendre totes les illes.

##### Repressions i deportacions
Un cop amos del camp, els alemanys es van dedicar a la persecució despietada de les comunitats eslaves i italianes als territoris de l'àrea litoral de l'Adriàtic, que el Reich vol annexionar-se. Les operacions repressives van ser confiades al general Odilo Globocnik - anteriorment responsable de l'extermini dels jueus a la Polònia ocupada - nomenat cap de les SS i la policia per l'OZAK. Les poblacions jueves, que havien estat escampades als territoris sota ocupació italiana, són reunides i deportades. A Itàlia, es crea un camp de concentració, la risiera de San Sabba, a prop de Trieste: a més dels jueus en trànsit cap a Auschwitz, acull nombrosos ostatges detinguts dins de les comunitats eslovenes i croates, dels quals en moren diversos milers.

##### Intents de reforma
El diplomàtic austríac Hermann Neubacher, nomenat a l'agost responsable dels Balcans al Ministeri d'Afers Exteriors del Reich, està intentant reorganitzar les estructures polítiques de la Iugoslàvia ocupada. Així, va proposar formar una federació que es reuniria, sota la presidència de Nedić, Sèrbia, Montenegro i Sandžak, però Hitler va rebutjar aquesta idea. El diplomàtic del Reich aconsegueix, d'altra banda, que les condicions d'ocupació a Sèrbia s'ajustin: les execucions d'ostatges es fan rares a finals de 1943. Neubacher estableix contactes amb el personal polític croat amb l'objectiu de formar un govern que pugui substituir el de la Ústaixa, però aquest projecte no té èxit.

##### Aliances entre txètniks i Alemanys

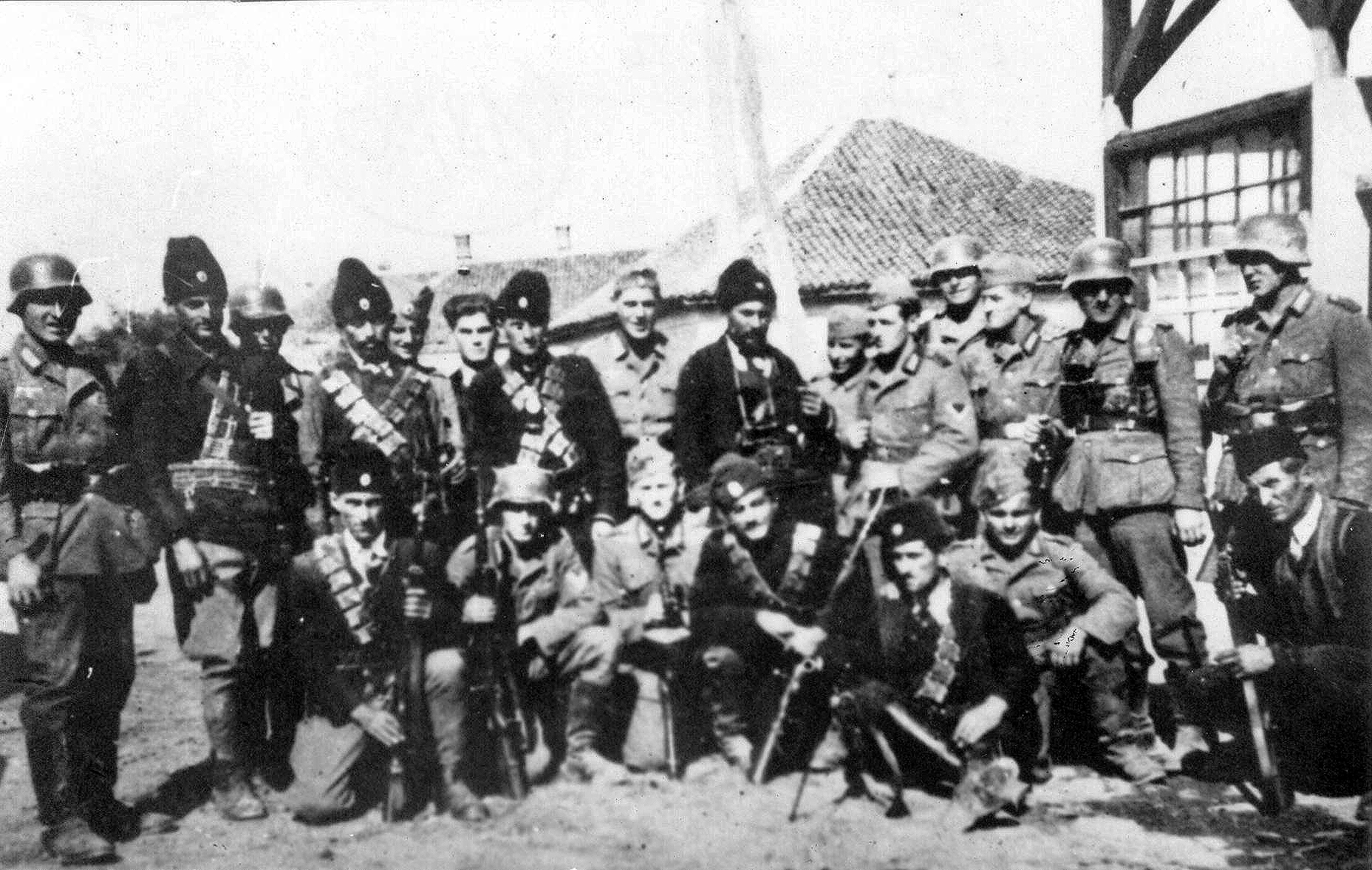
Soldats alemanys fotografiats amb un grup de txètniks.

Per als txètniks, la capitulació dels italians és un desastre, que els costa el seu principal aliat sobre el terreny. Mihailović va entrar en contacte amb el govern de Badoglio al juliol, proposant col·laboració sotmesa a Itàlia que trenqués la seva aliança amb Alemanya: davant la negativa de Badoglio, va advocar per continuar els contactes amb els italians mentre romania a punt per agafar les armes. En el moment de la capitulació, els txètniks eren superats pels Partisans, el poder militar dels quals es va incrementar considerablement i que van llançar atacs cada cop més agosarats contra els seus adversaris.
Després de la defecció dels seus aliats italians, els alemanys van efectuar una inversió respecte als txètniks: ràpidament, diversos comandants alemanys van concloure acords locals amb els caps txètniks per tal de mantenir els seus territoris sota control. A Hercegovina, Dobroslav Jevđević, acostat per un agent de l'Abwehr, posa els seus 5.000 homes al servei dels alemanys. A Dalmàcia, Momčilo Đujić, privat del suport dels italians, es dirigeix als alemanys per protegir-se dels atacs dels Partisans i dels ústasixos.
A Sèrbia, els alemanys prenen nota de la influència del moviment de Mihailović i de la debilitat del règim de Milan Nedić. Neubacher i von Weichs negocien amb grups locals txètniks, els quals apropen el govern col·laborador serbi. Els pactes es signen amb quatre comandants txètniks, que accepten observar les treves de diverses setmanes, fins i tot mesos, amb els alemanys, i també acorden no atacar milicians musulmans ni l'administració de Nedić. Fins ara clandestina, la influència dels txètniks dins l'exèrcit i l'administració de Sèrbia ocupada s'exerceix ara de manera gairebé oberta, perjudicant encara més l'autoritat de Nedić. Aquest últim va protestar contra els alemanys, sense obtenir res a canvi. També es preveuen accions conjuntes entre Alemanya i els txètniks contra els Partisans a canvi de lliuraments d'armes per part dels ocupants: continuen produint-se enfrontaments entre els ocupants i diverses bandes Txètnik, cosa que porta als alemanys a concloure que els acords només han reforçat l'organització de Mihailović. Els oficials d'enllaç britànics i nord-americans presents als txètniks no van ser informats de la situació. Mihailović, conscient dels acords presos amb els alemanys, sembla que els considerava un mal menor i útil des del punt de vista tàctic · .
Si aquesta situació costa a Nedić la poca credibilitat que tenia amb la població, també perjudica a Sèrbia la imatge de Mihailović, alhora que ho compromet encara més als ulls dels Aliats. Els intercanvis entre txètniks i alemanys, les conseqüències de les quals en les operacions militars van ser força menyspreables, són realment descoberts pels britànics gràcies al desxiframent de missatges alemanys, la qual cosa influeix en la decisió de Churchill de retirar el seu suport als txètniks.
A més, el novembre de 1943, Pavle Đurišić, escapat de la captivitat, aconseguí tornar a Sèrbia; torna a ser capturat després del seu retorn a Belgrad. Els alemanys i Nedić decideixen aprofitar la popularitat que Đurišić gaudeix amb els serbis de Montenegro: li ofereixen una aliança per lluitar contra els Partisans, que el cap de Txètnik accepta. Aquestes aliances amb els ocupants debiliten encara més la ja relativa autoritat de Mihailović sobre el moviment Txètnik. Tanmateix, la majoria dels acords entre Alemanya i Txètnik es van cancel·lar a Sèrbia fins al febrer de 1944: la raó es deu a la insatisfacció de diversos comandants txètniks respecte a la implementació dels acords; els txètniks també volen estalviar l'opinió pública. Serbi: només en oposició a Nedić, Ljotić i diversos comandants alemanys. Els txètniks van patir diversos atacs alemanys al març i abril. Đurišić va ser, a la primavera de 1944, l'únic comandant Txètnik a Sèrbia a mantenir oficialment l'aliança amb els ocupants. La col·laboració entre els alemanys i els txètniks però no oficialment continua a Sèrbia, tots dos bàndols necessiten d'un altre.
A Croàcia, els alemanys utilitzen els serveis dels txètniks a causa de la incapacitat dels Ústaixas d'eliminar els Partisans del seu territori. Pavelić i el seu seguici, que encara consideren els txètniks com a enemics mortals, han de renunciar a la situació. A Montenegro, Neubacher fracassa en els seus intents per unir les forces anticomunistes, els "Verds" de Krsto Popović rebutgen qualsevol contacte amb els serbis.

## Els Partisans proclamen un govern

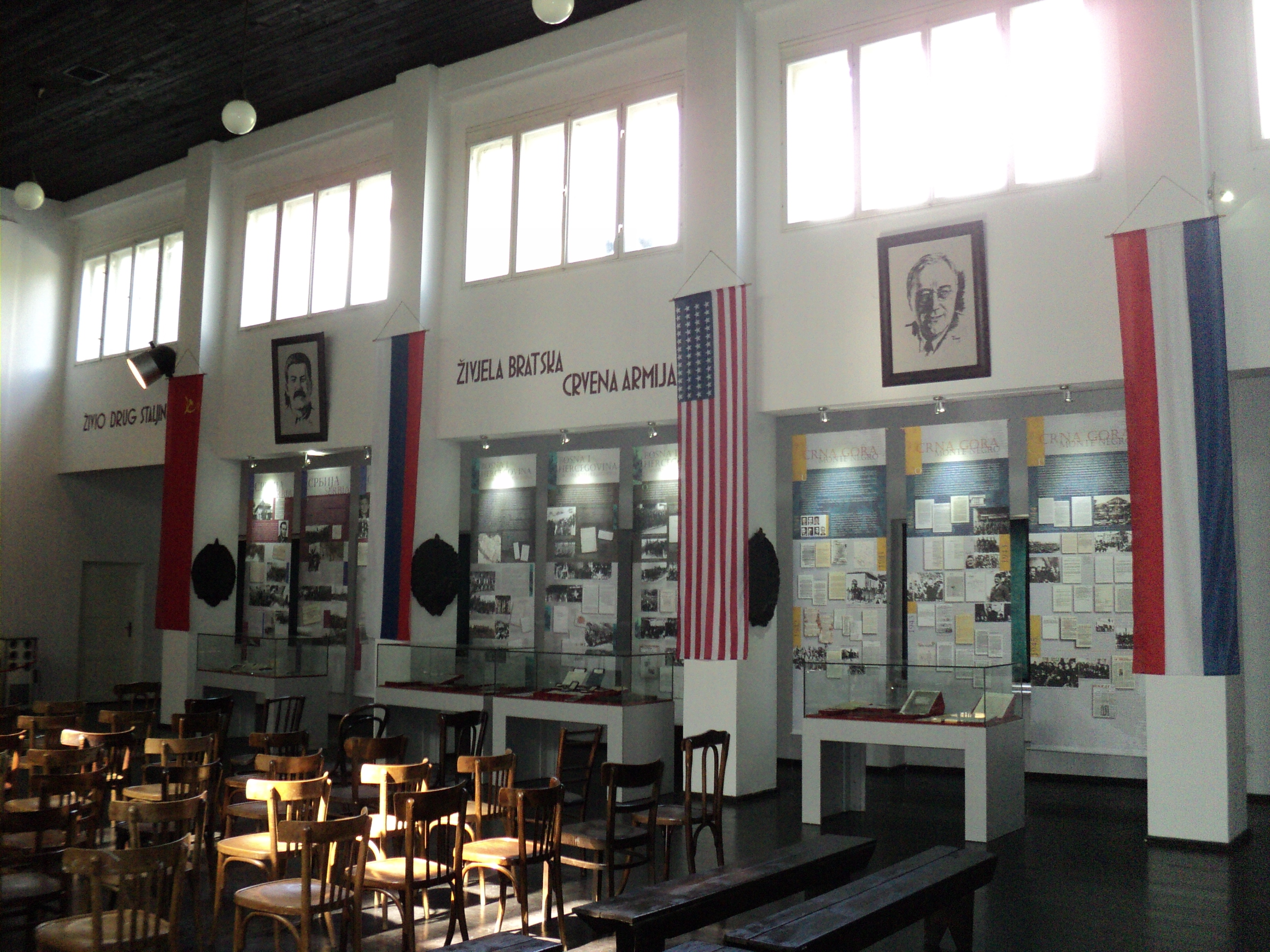
Museu del segon congrés de l'AVNOJ, a Jajce.

El 1943, Tito va decidir organitzar una segona reunió del Consell Antifeixista per a l'Alliberament Nacional de Iugoslàvia (AVNOJ). Conscient del seu avantatge militar - el nombre de Partisans és ara el doble dels que disposa Mihailović a Sèrbia - Tito recorda, però, que la població iugoslava, especialment els serbis, encara no està prou preparada per renunciar a la monarquia. El líder dels Partisans, per tant, pretén adquirir més legitimitat política, creant un “contra-govern” que es beneficiarà del reconeixement internacional.
A la preparació del congrés, es van formar equivalents AVNOJ per a les diferents nacionalitats, excepte a Sèrbia on els Partisans havien estat expulsats. Els croats són els primers a crear, al juny, el "Consell Nacional Antifeixista d'Alliberament Nacional de Croàcia" (Zemaljsko antifašističko vijeće narodnog oslobođenja Hrvatske o ZAVNOH) que la filial croata del KPJ, dirigida per Andrija Hebrang, anima amb membres del Partit Camperol Croat. Amb l'autorització de Tito, el ZAVNOH amaga el seu caràcter comunista per semblar-ne més unificador. L'òrgan de govern dels Partisans croats mostra, però, una independència creixent: Hebrang arriba fins a presentar-lo com el successor del Sabor (el parlament nacional de Croàcia) i prometre una major autonomia per a Croàcia. Un "Comitè d'Alliberament Nacional d'Eslovènia" (Svet Slovenski narodnoosvobodilni o SNOS), un "Consell Regional antifeixista per a l'Alliberament de Montenegro i Boka" (Zemaljsko antifašističko vijeće narodnog Oslobodjenja CRnE Gore i Boke o ZAVNOCGB) i un "Comitè d'Alliberament Nacional Antifeixista de Bòsnia i Hercegovina" (Zemaljsko antifašističko vijeće narodnog oslobođenja Bosne i Hercegovine o ZAVNOBiH) es creen a l'octubre i al novembre. També es preveu la formació d'un equivalent macedoni d'AVNOJ, però els preparatius resulten difícils.
El 29 de novembre, fins i tot quan els Partisans es troben davant de la "sisena ofensiva" alemanya i la conferència de Teheran, 142 delegats -comunistes o "companys de viatge" es reuneixen a Jajce, en presència dels oficials d'enllaç britànics i nord-americans (inclòs Deakin, que encara no ha marxat al Caire). Tito pronuncia un discurs que denuncia la "gran opressió sèrbia" i els partidaris de l'antic règim, tot i que deplora el suport del qual aquests últims continuen beneficiant-se dels aliats. L'AVNOJ adopta la declaració, amb la coautoria del serbi Moša Pijade i l'eslovè Edvard Kardelj - anunciant un projecte de federació "democràtica" on es reconeguessin els drets de les nacionalitats i on Sèrbia, Croàcia, Eslovènia, Montenegro, Bòsnia i Hercegovina i Macedònia formessin entitats federades per si mateixes. L'antic règim, que girava al voltant dels serbis, croats i eslovens, seria substituït per una organització que donaria igualtat als montenegrins i al macedonis. Alguns, com Djilas, volen limitar-se a cinc repúbliques i fer de Bòsnia i Hercegovina una simple regió autònoma, ja que els musulmans no són reconeguts com a nacionalitat ; tanmateix, els delegats bosnians s'oposen fermament a aquesta opció. Tito aconsegueix superar les objeccions de certs marcs comunistes serbis com Pijade i va fer acceptar el principi de república de Bòsnia i Hercegovina: però, tot i esmentant els musulmans com a comunitat etno-religiosa, no arriba tan lluny. per resoldre el problema de l'estat exacte dels bosnians. Les definicions com a nacions de Montenegro (molts dels quals es consideren serbis) i Macedònia - reclamats per altres països balcànics - presenten dificultats addicionals. Els albanesos són reconeguts com una minoria amb drets especials. La qüestió de Kosovo queda tanmateix oberta.
El congrés de l'AVNOJ es va veure també més marcat per la proclamació d'un Comitè Nacional d'Alliberament de Iugoslàvia (Nacionalni komitet oslobođenja Jugoslavije, o NKOJ), format inicialment per disset membres i que aquesta vegada oficialment es va presentar com a govern provisional. El Comitè inclou diversos ministres no comunistes, com ara l'escriptor cristià d'esquerres Edvard Kocbek, membre del Front d'alliberament eslovè. Els delegats decreten que els poders del govern reial a l'exili es transfereixen al Comitè d'Alliberament Nacional, del qual Tito és el primer ministre i el ministre de Defensa. L'assemblea prohibeix el retorn de Pere II a Iugoslàvia fins que la població s'hagi pogut pronunciar "lliurement" sobre el règim polític del país. Tito també va rebre el títol creat per a ell de "Mariscal de Iugoslàvia" : és en aquesta ocasió que els Partisans esmenten per primera vegada oficialment el nom real del seu líder.
Als soviètics no se'ls va comunicar el segon congrés de l'AVNOJ fins a tres dies abans de la celebració, i no podien enviar cap delegat. Stalin estava furiós inicialment per la iniciativa de Tito, que temia que pertorvaria les seves relacions amb els britànics i els nord-americans; tanmateix, li va sorprendre que la proclamació del govern dels Partisans no provoqués cap protesta dels angloamericans, que ara consideraven el moviment Tito com la principal força, si no l'única, de la resistència real. Stalin pot llavors, el 14 de desembre, envia felicitacions a Tito.
Nascut d'un matrimoni entre un croat i una eslovena, després d'haver passat part de la seva vida a l'estranger, Tito és un internacionalista convençut, cosa que li ofereix un avantatge per abordar els problemes de les nacionalitats de Iugoslàvia i proposar solucions. El pla de federació anunciat pels Partisans els comporta un major suport popular, sobretot a les regions centrals de Iugoslàvia que patien molt el conflicte i les poblacions de les quals estan molt barrejades. Consignes sobre igualtat de drets entre nacionalitats, germanor entre pobles iugoslaus i dret a l'autodeterminació – tot i que els comunistes esperen que no s'exerceixi - tenen molt d'èxit en l'opinió pública local i contribueixen a donar als aliats la sensació que els Partisans són l'únic moviment capaç de reunir els pobles del país després de la guerra.

## Victòria dels Partisans (1944-1945)

### Situació política i militar de gener a agost de 1944

#### Partisans, txètniks i aliats

##### Estat de les forces dels partisans i dels txètniks

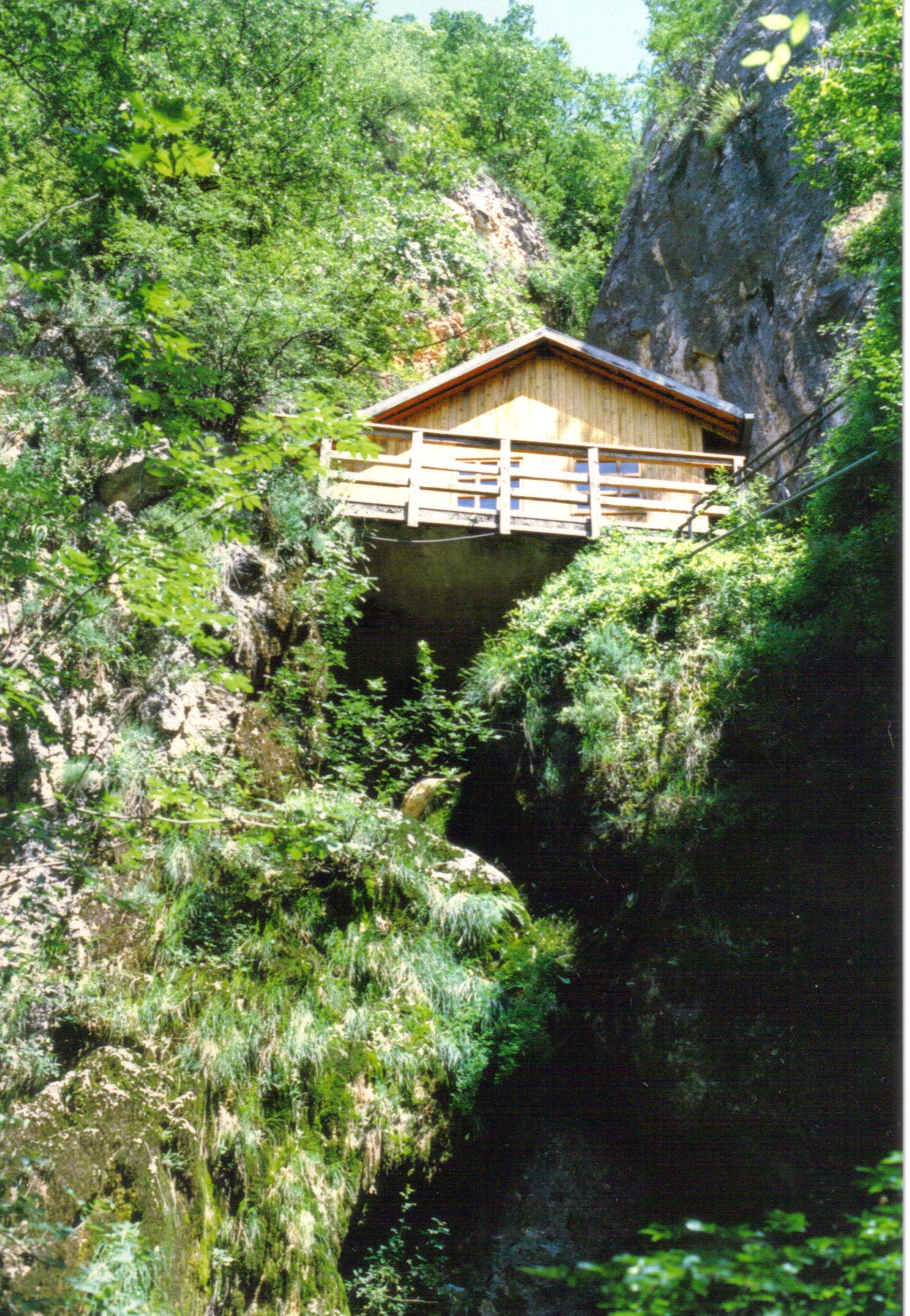
La cabana de Tito, conservada a les instal·lacions del seu antic quarter general a Drvar.

El 7 de gener de 1944, l'acostament de les tropes alemanyes va obligar els Partisans a evacuar Jajce. Tito va establir llavors la seva nova seu a Drvar, a l'oest de Bòsnia. També al gener, Winston Churchill, convençut que Mihailović representa una "pilota" per a Pere II i que ha de ser destituït, decideix reforçar en paral·lel la seva aliança amb Tito: per fer-ho, torna a enviar a Fitzroy Maclean al líder dels Partisans, acompanyat del seu fill propi, el major Randolph Churchill. Els dos homes van ser llançats en paracaigudes el 20 de gener als Partisans, portant una carta del primer ministre britànic a Tito. En aquest missatge, còpies del qual són enviades a Stalin i Roosevelt, Churchill dona la benvinguda càlida al líder comunista i li anuncia la finalització del suport britànic als txètniks, així com la seva esperança de veure Mihailović retirat del càrrec. Subratlla que el Regne Unit segueix aliat amb Pere II i que seria «no cavalleresc ni honorable» destituir aquest últim, però no va arribar fins a demanar a Tito que reconegués la monarquia. Tito i Churchill van intercanviar diversos missatges durant el mes de febrer: Tito diu que entén els compromisos britànics amb el rei, però té cura de no prendre'ls ell mateix, recordant simplement que el futur règim polític de Iugoslàvia es decidirà durant 'una "consulta popular". El primer ministre britànic està satisfet amb les respostes de Tito. Aquest últim va aprofitar la presència de Maclean i Randolph Churchill per donar als britànics la millor imatge possible del seu moviment, encara que suposés dissimular la realitat.
Pel que fa als txètniks, Bailey i Mansfield, acompanyats d'enviats de Mihailović, van abandonar Iugoslàvia el febrer per unir-se al quarter general aliat al Caire. Al març, Seitz i Hudson també van ser evacuats. El capità Borislav Todorović, que acompanya Bailey i Mansfield, no va rebre de Mihailović la carta que aquest darrer li havia de donar per als Aliats. Mentrestant, el govern britànic va decidir al gener retirar la resta dels seus oficials d'enllaç a Mihailović. Aquesta decisió arriba després de la negativa de Mihailović a realitzar l'operació sol·licitada al desembre i de la recepció per part de l'Oficina d'Exteriors d'un informe del SOE del Caire sobre la col·laboració dels txètniks amb els alemanys i els italians: aquest document es basa sobretot en el paper que va tenir Mihailović durant l'operació Weiss (en el context del qual realment es va beneficiar de l'ajuda italiana, però no va cooperar directament amb els alemanys).
Mihailović, després d'haver-se adonat de l'avantatge pres per Tito en fer el congrés de l'AVNOJ a Jajce, decideix reaccionar donant al seu moviment el projecte polític coherent que faltava fins aleshores. S'organitza un congrés Txètnik de 25 al 28 de gener de 1944 al poble de Ba, a prop de Ravna Gora, en presència de 274 persones i sota la presidència de Živko Topalović, que va aprofitar en aquesta ocasió la tendència nacionalista de Moljević. Els participants, que representen diverses sensibilitats polítiques, són tots serbis amb sis excepcions. Mihailović intenta revertir la tendència de col·laboració i demana la unitat de la resistència nacional, fins i tot convidant els comunistes a unir-s'hi. Va defensar la reorganització de Iugoslàvia després de la guerra en forma d'una monarquia constitucional, democràtica i federal basada en la unió de tres entitats que serien Sèrbia, Croàcia i Eslovènia. No es defineixen, tanmateix, els límits exactes dels estats que formarien aquesta monarquia federal. Tampoc s'aborda la qüestió de nacionalitats diferents serbis, croats i eslovens, "bosnis", "montenegrins" i "macedonis". En qualsevol cas, el Congrés de Ba va arribar massa tard al conflicte per tenir un impacte real: la seva conseqüència principal sobre el terreny va ser la cancel·lació de diversos acords entre comandants alemanys i txètniks.
Després d'aquest congrés, Mihailović es compromet a reorganitzar i motivar el seu moviment. Els txètniks van rebre la instrucció de no concloure cap acord amb els ocupants evitant l'enfrontament amb ells i que eliminessin les forces de Ljotić. Đurišić i Đujić, que tanmateix col·laboren amb els alemanys, reben, respectivament, el comandament oficial sobre Montenegro i Dalmàcia. Per contra, Mihailović no dona cap responsabilitat oficial a Jevđević, les accions del qual van ser condemnades al congrés de Ba. Els alemanys reaccionen al congrés de Mihailović augmentant les operacions policials i les detencions: molts delegats al congrés de Txètnik són arrestats. Al febrer, les tropes alemanyes i búlgares van llançar un atac al nord de Sèrbia amb el reforç dels voluntaris serbis. Més de 80 txètniks van ser assassinats i 913 capturats, entre ells el capità Perhinek, un dels col·laborador més afins de Mihailović.

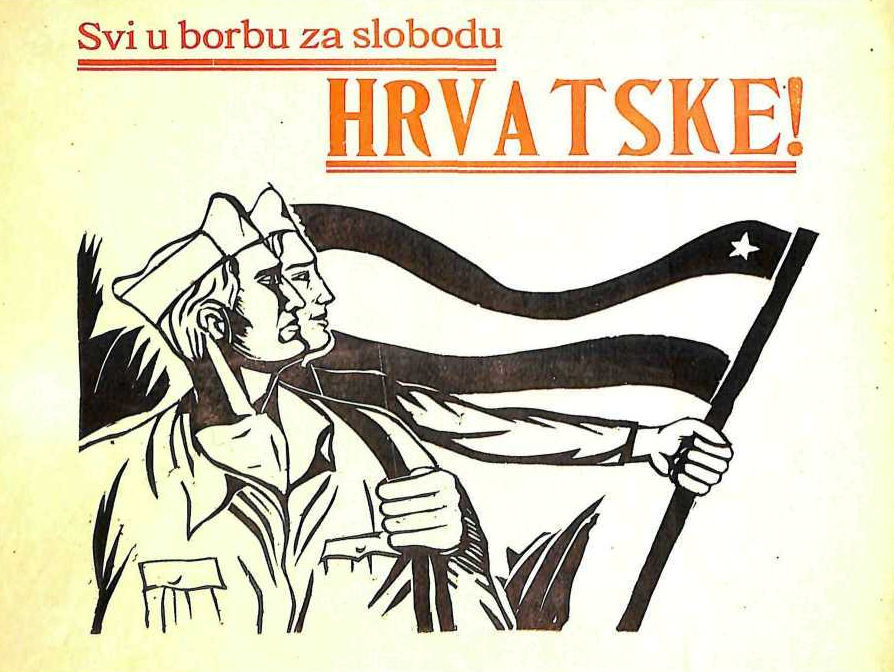
Cartell de propaganda dels Partisans croats.

A finals de febrer, els soviètics i els nord-americans van enviar una missió als Partisans: l'URSS va enviar el tinent general  Kornéiev i els Estats Units, el major Weil. Tot i que la contribució dels soviètics, que encara no estan en condicions d'enviar equips, és principalment simbòlica, els tres principals països Aliats ara estan representats davant Tito. En els mesos següents, Tito va reforçar els llaços amb els aliats enviant diverses missions a Londres i Moscou: els primers van ser la de Velebit al Regne Unit i Djilas a l'URSS. Velebit coneix sobretot el general Eisenhower; Djilas es va reunir dues vegades amb Stalin, insatisfet per l'acostament entre els Partidaris i els occidentals, preveient-los contra els britànics i els nord-americans.
També a finals de febrer, els britànics van informar als nord-americans de la seva decisió de retirar tots els seus oficials d'enllaç dels txètniks. Es va arribar a un acord per repatriar alhora el tinent Musulin, l'últim oficial nord-americà present davant Mihailović. A l'abril, un mes abans de ser evacuat, el general Armstrong envia un dur informe sobre el moviment Txètnik, del qual remarca la inactivitat i la falta de preparació militar, arribant a la conclusió que l'organització de Mihailović només podria accelerar uns dies la derrota de l'Eix i que és impossible reconciliar-la amb els Partisans. Per la seva banda, Seitz i Mansfield, que van tornar als Estats Units, van reclamar allà la causa de Mihailović: la seva informació va deixar prou impressió als funcionaris nord-americans per a que l'OSS pogués plantejar-se enviar durant el mes de març una nova missió davant Mihailović i reprendre l'assistència a aquest darrer. Un cop informat d'aquests plans, Churchill va escriure a Roosevelt per dissuadir-lo, en nom de la coherència de la política aliada als Balcans. Roosevelt, sense cancel·lar el projecte, només planeja enviar una missió d'intel·ligència d'abast reduït, la direcció de la qual es confia al tinent-coronel Robert McDowell.

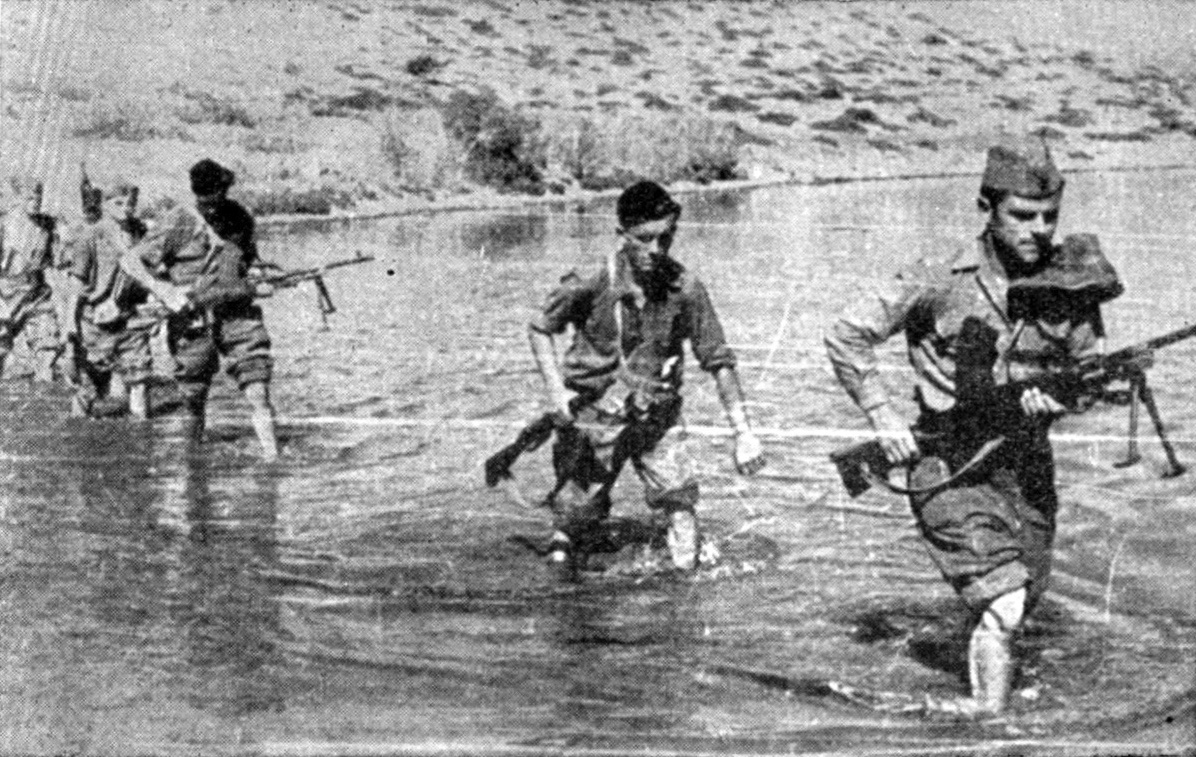
Tropes Partisanes a Croàcia.

Un dels objectius dels Partisans el 1944 era recuperar un peu a Sèrbia, des del qual van ser expulsats després del fracàs de l'aixecament de 1941. Els mesos de març a abril van dur a terme intents des de Montenegro. Per bloquejar el seu camí, les forces de Mihailović són portades a concloure noves treves amb els ocupants. txètniks, alemanys, búlgars i auxiliars serbis combaten, sovint de manera descoordinada, contra els Partisans; tanmateix, els voluntaris de Ljotić són més actius en la lluita contra les tropes de Tito. Els Partisans es retiren finalment després de vuit setmanes de lluita: després d'haver patit pèrdues importants, s'hauran de retirar a la muntanya Sandžak.
A Croàcia, els Partisans s'enfronten al creixent desig d'independència de la facció Hebrang, que imposa l'ús de la bandera croata i vol obligar els combatents serbis, inclosos a les regions on es troben en la majoria, a acceptar l'autoritat de Comissaris polítics croats. La defecció de certs reclutes serbis en benefici dels txètniks porta a la direcció croata a executar diversos recalcitrants després d'un "procés estalinista". Tito, ja molest per la massa gran autonomia de ZAVNOH, després envia Kardelj i Djilas per restablir l'ordre a les files dels Partisans croats: Hebrang és destituït durant l'estiu de les seves funcions al Comitè Central i a ZAVNOH.
A Macedònia, el cap dels txètniks locals, Radoslav Đurić, va ser arrestat el mes de maig per ordre de Mihailović per haver mantingut contactes tant amb els alemanys com amb els Partisans: va escapar i va desertar amb els Partisans amb un gran part dels seus homes.
Entre el 29 i el 31 de maig, els seixanta soldats aliats presents encara amb Mihailović van ser evacuats en avió, així com una quarantena d'aviadors americans abatuts sobre Romania i després refugiats a Sèrbia. Els acompanyen Živko Topalović, que Mihailović ha nomenat enviat al quarter general aliat; la missió de Topalović, però, no va arribar a res, els aliats es van mantenir a la decisió de trencar amb Mihailović. A partir de maig, les comunicacions entre els aliats i Mihailović es converteixen en un sol sentit: el líder dels txètniks va continuar enviant missatges, però ja no rep més respostes.
Durant l'estiu, l'autoritat de Mihailović sobre els txètniks es va desfer, després de la seva retirada del govern reial. A mitjan agost, un dels seus subordinats, el capità Vojislav Lukačević, que espera un desembarcament proper per part dels britànics, emet una proclama en nom dels líders txètniks de Bòsnia, Hercegovina Oriental i Sandžak, anunciant que prendran en endavant les seves ordres directament del rei i ja no del comandament Txètnik.

##### Bombardejos aliats i Operació Halyard
El 16 d'abril de 1944, els aliats van bombardejar Belgrad, provocant nombroses víctimes civils: va ser el primer d'una sèrie d'atacs aeris sobre la Iugoslàvia ocupada. De Maribor a Skopje, les forces aèries aliades bomben fàbriques, camps aeris, instal·lacions de petroli, ferrocarrils i ports.

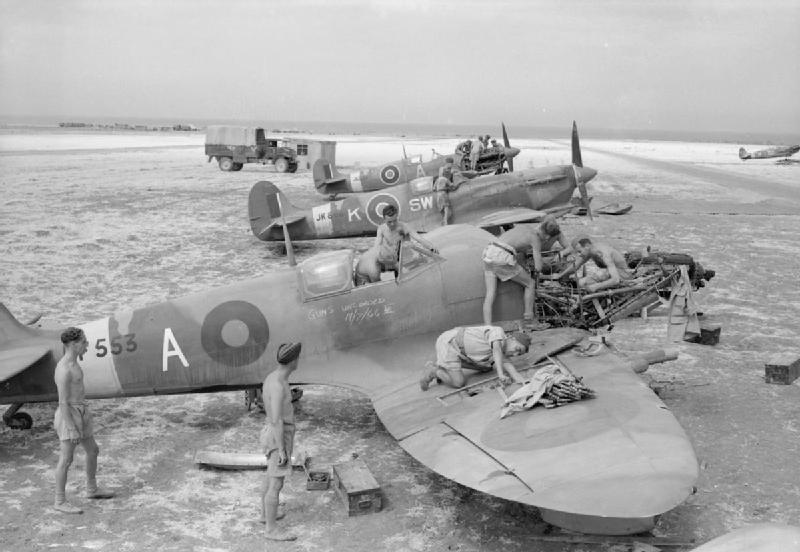
El Spitfire Supermarine de la Força Aèria dels Balcans en manteniment.

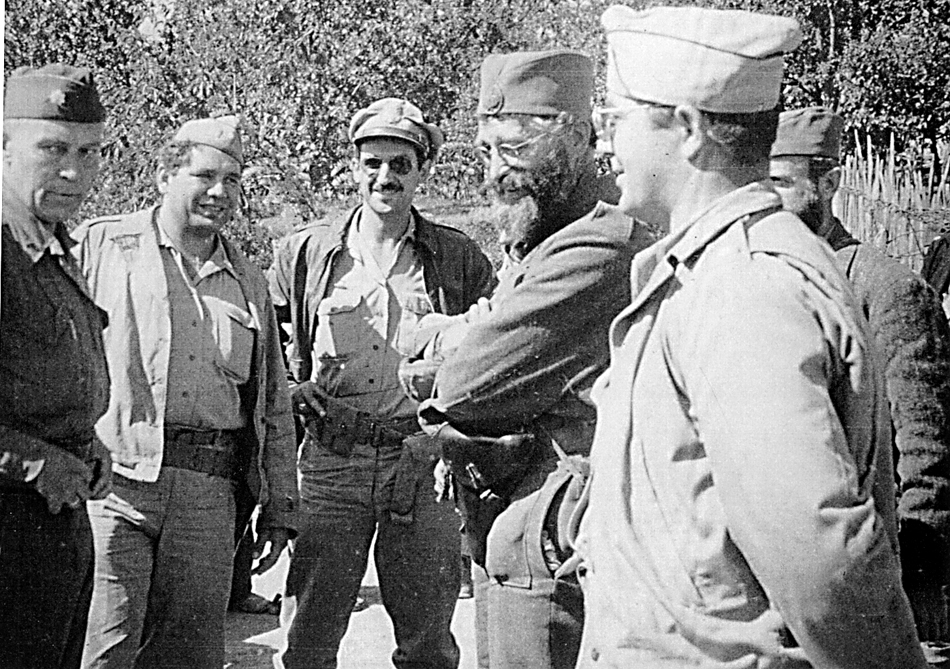
Mihailović amb els oficials nord-americans responsables de l'operació Halyard.

L'1 de juny el general Wilson, que va deixar el cap del Comandament de l'Orient Mitjà a principis d'any per rellevar Eisenhower com a comandant suprem aliat del teatre d'operacions de la Mediterrània - crea la Força Aèria Balcànica (BAF), posada sota el comandament del vicemariscal de l'Aire William Elliot i el quarter general del qual té la seu a Bari (Pulla). Comprenent principalment pilots britànics, però també alguns nord-americans, italians, iugoslaus, grecs i polonesos, la BAF té cura del subministrament dels Partisans i de l'evacuació dels seus ferits, així com del bombardeig de les vies de comunicació a la regió de l'Adriàtic i el Danubi. Durant el mes de juliol de 1944 es realitzen més de 2.400 sortides.
Des de la primavera de 1944, en el marc dels cada cop més freqüents bombardejos aliats a l'Europa de l'Est –entre altres contra els camps petroliers de Ploiești a Romania–, molts pilots, sobretot nord-americans, es van veure obligats a saltar en el camí de retorn Centenars d'ells van aterrar a Iugoslàvia: si la majoria, seguint els consells de la seva jerarquia, es van unir al territori dels Partisans, d'altres van acabar en el dels txètniks.
Mihailović va reprendre el contacte amb els aliats en aquesta ocasió: informat al juliol de la presència de diversos centenars d'homes amb els txètniks, els nord-americans van organitzar una missió la tasca de la qual, a petició dels britànics, es va limitar, tanmateix, al rescat dels pilots. El general Wilson crea la unitat de rescat de les tripulacions aèries (coneguda com a equip "Halyard") per organitzar la repatriació dels soldats: la missió va confiar al tinent Musulin, que havia estat evacuat del territori de Txètnik poques setmanes abans, i que torna a ser llançat en paracaigudes el 2 d'agost.
L'operació Halyard s'inicia una setmana més tard amb l'arribada dels avions nord-americans encarregats d'evacuar els pilots: 250 d'ells són repatriats durant els primers vols, amb diversos soldats britànics i alguns presos francesos, britànics, soviètics i italians. També els acompanyen un grup d'emissaris txètniks que volen aprofitar l'operació per tornar a connectar amb els Aliats: un cop han arribat a Itàlia –tot i que Tito també hi és–, els homes de Mihailović no n'obtenen cap resultat. El capità Lalich, que va arribar amb els primers avions, agafa el timó de la unitat dels rescats de les tripulacions aèries a finals de mes, substituint a la repatriada Musulin. El tinent coronel McDowell, enviat per l'OSS amb Mihailović, va arribar a Sèrbia el 26 d'agost amb motiu d'un dels vols. Més de 500 soldats van ser evacuats entre agost i desembre del territori txètnik, sense que Mihailović aconseguís tornar a ser acceptat pels Aliats.

#### Ocupació, col·laboració i resistència

##### Noves unitats auxiliars alemanyes

Insígnia de la divisió albanesa Waffen-SS Skanderbeg.

Els alemanys continuen confiant en les unitats auxiliars locals per lluitar contra els Partisans, i crear-ne de nous. Al febrer de 1944, van fundar una nova unitat Waffen-SS amb domini musulmà, la divisió Skanderbeg, formada principalment per albanesos kosovars, que van ajudar a les deportacions de jueus i van cometre massacres de serbis La divisió SS Handschar, després d'un llarg període de formació a França, es va desplegar a Iugoslàvia a principis del 1944: fonamentalment funcionava com a milícia ètnica i es dedicava a atrocitats contra pobles serbis. Però, preocupats per les aliances entre alemanys i txètniks i per la política d'Ústaixa, les SS bosnianes van començar a desertar a les tropes a l'estiu i unir-se als Partisans, aprofitant després de setembre l'amnistia que va oferir Tito. Els alemanys finalment dissolen la Handschar al novembre. També van decidir, el 1944, crear una altra unitat SS musulmana, la divisió Kama, però això no semblava haver participat en cap combat real La divisió Skanderbeg també experimenta moltes desercions.
Đurišić, després d'ajudar a repel·lir les incursions dels Partisans a Sèrbia, va tornar el mes de juny a Montenegro, on va formar un "Cos de voluntaris montenegrins" que comptava entre 5.000 i 7.000 homes. Subordinada teòricament a Nedić, adjunta en paper al Cos de Voluntaris Serbis de Ljotić, aquesta nova unitat "Txètnik" serveix d'auxiliar als alemanys. Això no impedeix que Đurišić continuï declarant-se lleial a Mihailović, comptant amb els contactes d'aquest amb els Aliats per sortir de problemes a la llarga. També justifica la seva col·laboració amb els ocupants per la necessitat de lluitar contra els comunistes i d'abastir Montenegro, que viu una situació de fam.

##### Eslovènia
Eslovènia, sota el comandament del general SS Erwin Rösener, és una zona sensible estratègicament per la possibilitat d'un desembarcament per part dels aliats occidentals a les costes de la regió d'Ístria; des del punt de vista del Front d'Alliberament, la regió també permet mantenir el contacte amb la resistència comunista italiana. L'abril del 1944, es conclou un acord entre el Partit Comunista Eslovè i el Partit Comunista Italià per definir les seves respectives àrees d'actuació a Istria i a Venècia Júlia, segons la distribució ètnica entre eslovens i italians. El Front d'Alliberament Eslovè coopera amb la branca local del Comitè d'Alliberament Nacional italià, que inclou comunistes i no comunistes. La qüestió territorial és, no obstant això, portadora de tensions futures entre eslovens i italians: si el suport d'aquest últim és preciós, Edvard Kardelj és hostil per a la seva contractació massiva, en el cas que esclati un conflicte arreu del territori. Mihailović, per la seva banda, s'esforça a mantenir les seves xarxes a Eslovènia. La Guàrdia Nacional Eslovena, dirigida per Leon Rupnik, juga un partit doble i, tot i col·labora amb els alemanys en la lluita contra els comunistes, vol estar al costat dels Aliats i presta assistència als pilots angloamericans que han estat abatuts: opera en enllaç amb l'Aliança eslovena, encara clandestina, que manté contactes amb el govern a l'exili, així com amb Mihailović.
A l'abril, quan es va considerar cada cop més probable un desembarcament aliat, els alemanys es van comprometre a restablir l'ordre entre els col·laboradors eslovens: una cinquantena d'oficials de la Guàrdia Nacional van ser arrestats per haver estat en contacte amb Mihailović. Després d'oposar-se a la formació d'una divisió eslovena Waffen-SS, Rupnik ha d'acceptar que els seus homes facin el jurament a Hitler i funcionin sota la supervisió de les SS. Els comunistes veuen que els seus números s'inflen per l'afluència de nous reclutes fugint de la conscripció a l'exèrcit alemany.

##### Croàcia
L'Estat independent de Croàcia es trobava, a principis de 1944, en plena caiguda política i econòmica. El general SS Ernst Fick comenta en aquell moment que Pavelić és en realitat només "l'alcalde de Zagreb", el seu poder es limita als suburbis de la capital. El general Walter Warlimont ofereix a Hitler un aclaparador informe sobre la situació política i econòmica del règim Ústaixa: les SS són acusades de noves operacions repressives en un intent de restaurar l'ordre. Els alemanys arriben fins a preveure la transformació de Croàcia en un protectorat. Els quadres del règim de la Ústaixa estan intentant establir contacte amb els Aliats per canviar de bàndol i substituir Pavelić. Cometen l'error de creure la cooperació amb aquest últim, que l'informen de les seves intencions; a l'agost els conspiradors són arrestats i condemnats a mort. Una onada de detencions també colpeja el que queda del Partit Camperol Croat que intentava reorganitzar-se. Pavelić també acusa Edmund Glaise-Horstenau d'haver estat en contacte amb el Partit Camperol amb l'objectiu de substituir-lo: el plenipotenciari del Reich a Zagreb torna indignat a Alemanya i aconsegueix ser rellevat del seu càrrec.
La multiplicació d'actes de violència per part de la Ústaixa contra els musulmans també condueix a la creació de nous grups armats, aquesta vegada obertament hostils al règim de Pavelić. Huska Miljković, el cap de la Legió de Voluntaris Musulmans, es va comprometre amb la lleialtat als Partisans, la qual cosa va fer que l'assassinesin a l'abril de 1944 per un dels seus adjunts pro-ústaixa.

##### Zones hongareses
Cada vegada més amenaçat pel deteriorament de la situació militar al front oriental, la Hongria de Horthy va tractar d'apropar-se als Aliats per tal de canvar de bàndol. Alemanya va posar en marxa el març de 1944 l'operació Margarethe per posar sota control Hongria. El territori d'Hongria és envaït per la Wehrmacht, així com les zones d'ocupació hongaresa a Iugoslàvia: en aquests, l'autoritat militar alemany superposa amb la dels primers ocupants.
A Eslovènia, la petita comunitat jueva de Prekmurje –que suma al voltant d'un miler de persones– ja privada dels seus drets civils sota l'ocupació hongaresa, va ser immediatament objectiu pels nazis. Amb l'ajuda d'activistes locals dels creus fletxades hongaresos, els alemanys assalten els jueus de la regió, la meitat dels quals moren en la deportació.

##### Macedònia

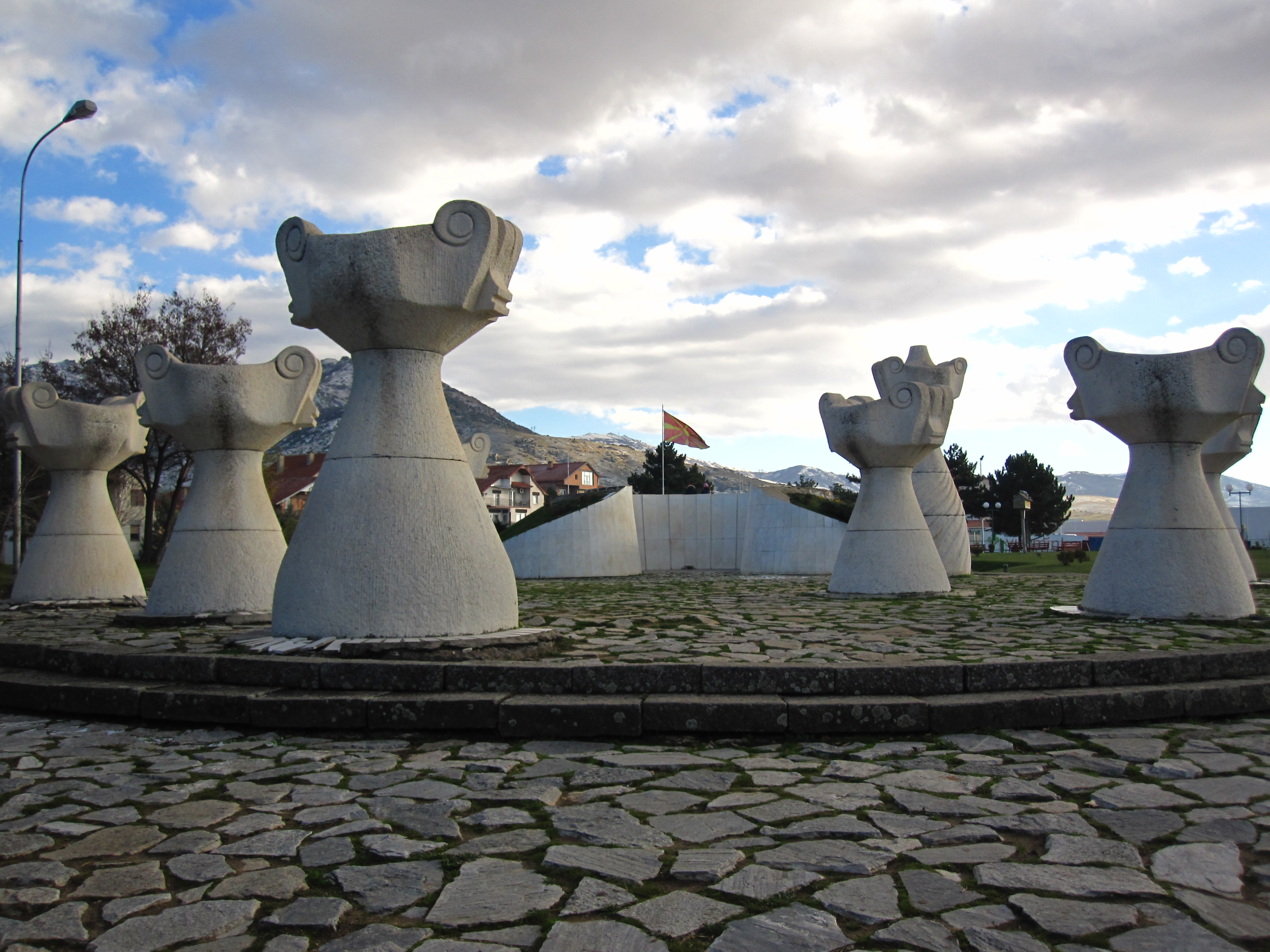
El Monument als Desconfiats de Prílep.

A Macedònia, una nova campanya de "bulgarització" té com a conseqüència inflar les files dels Partisans i els txètniks, els alemanys i els búlgars van llançar la primavera del 1944 la seva primera gran ofensiva contra la resistència local. Els Partisans aconsegueixen sortir dels combats sense patir gaire mal, alhora que aconsegueixen derrotar els txètniks en el procés. El 2 d'agost, els delegats dels Partisans macedonis es reuneixen al monestir de Prohor Pčinjski, on proclamen l'Assemblea antifeixista per a l'alliberament del poble macedoni (Antifašističko Sobranie za Narodno Osloboduvanje na Makedonija o ASNOM), la versió macedònia de l'AVNOJ, la formació del qual era un projecte des de l'any anterior. L'ASNOM anuncia que, en virtut de la decisió presa en el segon congrés de l'AVNOJ, Macedònia serà part integrant de la Iugoslàvia democràtica i federal i fa una crida a la població a unir-se als Partisans; els comunistes macedonis també van anunciar que les fronteres de Iugoslàvia de preguerra servirien de base per a les negociacions territorials.

#### L'aproximació de l'Exèrcit Roig
Durant l'estiu, arran de l'operació Bagration, l'Exèrcit Roig va envair Romania durant l'ofensiva de Iași - Chișinău i es va apropar a la frontera iugoslava. A partir del juliol, els Partisans van duplicar els seus esforços per recuperar un peu a Sèrbia per poder acollir allà els seus aliats soviètics. Els comandants txètniks, assenyalant la seva inferioritat en armes contra els Partisans, van contactar amb el règim de Milan Nedić amb l'objectiu de formar una aliança. S'organitza una reunió secreta el 20 d' agost entre Nedić i Mihailović: el cap Txètnik, inicialment reticent, es va deixar convèncer dels seus subordinats. Conscients que Alemanya perdia la guerra, els dos homes intenten trobar una sortida a les seves respectives situacions cada cop més perilloses. Nedić ofereix a Mihailović que li subministri armes alemanyes, posi la Guàrdia Nacional sèrbia sota el seu comandament i li ofereixi un lloc ministerial. Aquesta idea d'aliança anticomunista va ser afavorida per Neubacher i els generals alemanys, però Hitler, un cop informat, la va vetar. Els txètniks van retirar d'aquests contactes només una petita quantitat d'armes i municions alemanyes.
Com que l'Exèrcit Roig va envair successivament els seus aliats romanesos i búlgars, l'Alemanya nazi es va trobar amb una gran dificultat a l'est d'Europa: a més de la pèrdua dels camps petroliers romanesos de Ploiești, les seves tropes als Balcans van arriscar-se a quedar aïllades de la resta del front. A partir del mes d'agost, l'avanç dels soviètics va obligar els alemanys a preparar la seva evacuació des del conjunt dels Balcans. Von Weichs i Löhr (que comanda les tropes presents a Grècia) preveuen dos eixos de retirada: les forces estacionades a Albània han de girar cap al nord d'aquest país per arribar a Mostar, mentre que les de Grècia han de fer camí a través de Salònica fins a Budapest, via Skopje i Belgrad. La Stavka (l'Estat Major de l'Exèrcit Roig) està desenvolupant per la seva banda, tallar la seva ruta, una operació que combinaria el tercer front ucraïnès, comandat per Fiodor Tolbukhin, i les forces de Tito.

### Tito, l'home dels Aliats

#### L'acord amb el govern reial

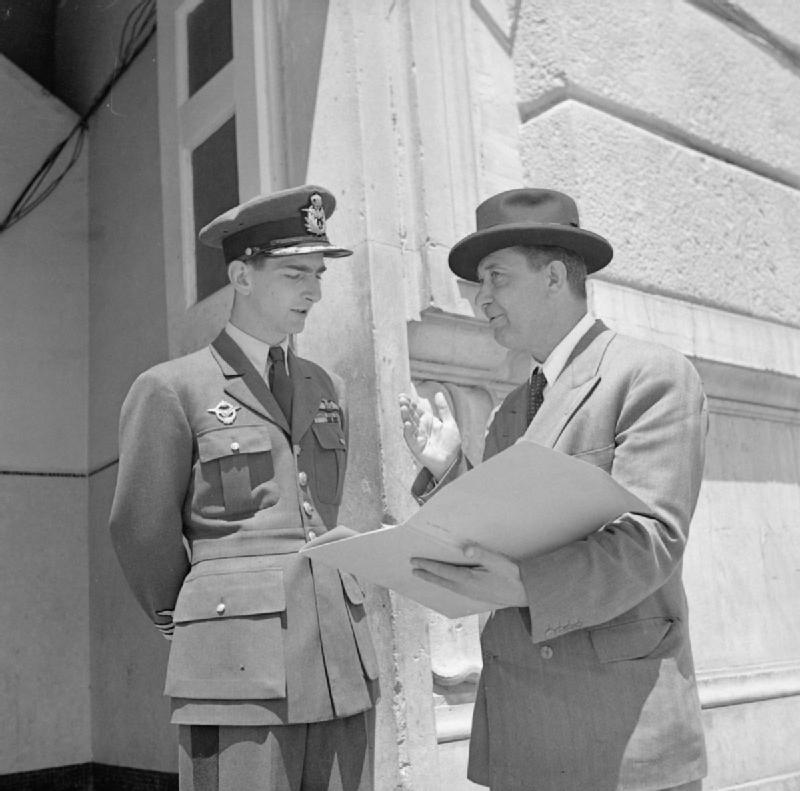
Ivan Šubašić (a la dreta) amb el rei Pere II.

Churchill, continuant el seu projecte de reunió entre Pere II i Tito, convida el febrer de 1944 el rei i el govern a l'exili, dirigits encara per Božidar Purić, a tornar a Londres. Observant l'arribada entre els Partisans de la missió soviètica i jutjant que Tito seria essencial a Iugoslàvia durant la postguerra, Churchill va fer pressió sobre el rei perquè oficialment trenqués amb Mihailović i que designés un nou govern. restringit, cosa que li permetria establir contacte amb el líder dels Partisans. A l'abril, va suggerir el nomenament com a primer ministre d'Ivan Šubašić, ex governador de la banovina de Croàcia. Šubašić, que gavia trencat el 1942 amb el govern a l'exili del qual era un dels representants als Estats Units, va forjar vincles amb líders polítics nord-americans. Adherit a la monarquia i a la unitat nacional iugoslava, té l'altre avantatge de ser croat, cosa que permet sortir tant del marc exclusivament serbi del règim monàrquic com de la gran orientació sèrbia dels governs anteriors, i trencar simbòlicament l'enllaç entre Croàcia i l'Eix. Churchill estava més convençut de la necessitat de constituir un govern iugoslau unificador, ja que cada cop sospitava més dels objectius de l'URSS: els britànics temien que voldria dominar l'època de la postguerra. el conjunt dels Balcans, inclosa Grècia, o fins i tot estendre el seu control a Itàlia. Al mateix temps, l'ambaixador iugoslau a Moscou, Stanoje Simić, va anunciar el seu suport als Partisans i va cessar tot contacte amb el govern a l'exili.

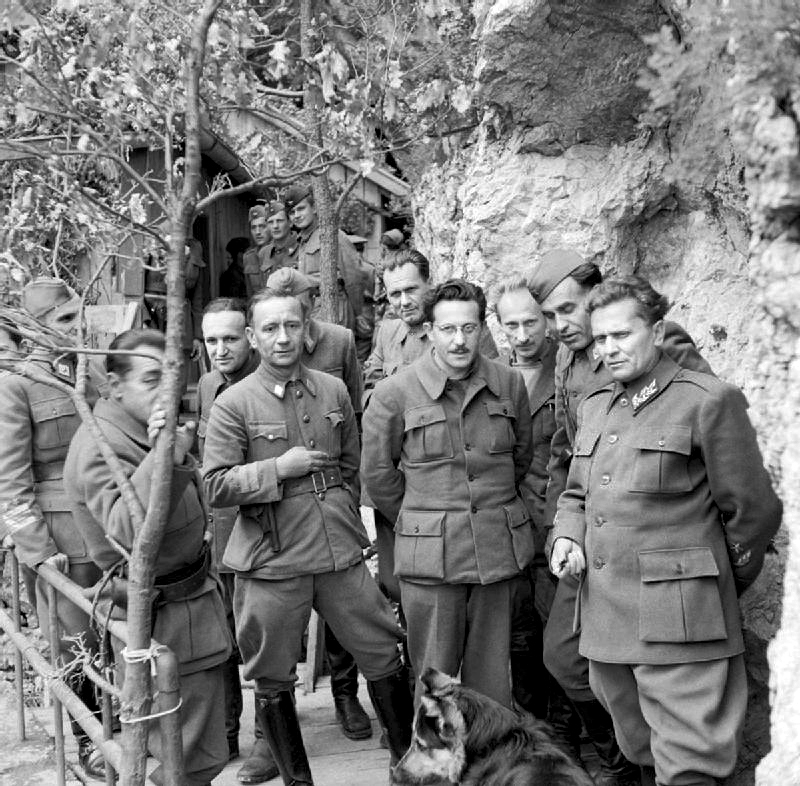
Josip Broz Tito (a la dreta) amb altres membres de la direcció partisana, inclosos lesquels Edvard Kardelj, Arso Jovanović i Edvard Kocbek, el maig de 1944.

A més de la reticència del rei, el desenvolupament de la política aliada també es va alentir per la manca de unanimitat del govern britànic. De fet, si Churchill és molt favorable a Tito, el Foreign Office segueix sent prudent. El primer ministre britànic també ha de tenir en compte els informes contrastats dels seus agents:el 6 de maig, rep Maclean, Hudson i Bailey, que tots han estat repatriats a Londres. Bailey, que és present per primera vegada per detallar les seves conclusions, tempera el judici de la seva jerarquia remarcant que Mihailović no va col·laborar personalment amb l'enemic i que encara gaudeix d'un gran suport popular a Sèrbia. El 17 de maig, Pere II finalment cedeix a la pressió de Churchill i destitueix el govern de Purić; tanmateix, espera fins l'1 de juny per signar el nomenament de Šubašić.
El 24 de maig, parlant davant la Cambra dels Comuns del Regne Unit, Churchill va subratllar el valor de la designació de Šubašić per unificar les forces iugoslaves; també justifica davant els diputats la cessació de l'ajut a Mihailović pel fet que aquest últim no lluitava contra l'enemic, amb el qual, per contra, alguns dels seus subordinats van fer un pacte.
Durant el mes de maig, Tito rep periodistes nord-americans a la seva base de Drvar, cosa que li permet donar-se a conèixer a l'opinió pública occidental. Associated Press li envia preguntes i aconsegueix, després de superar la censura del comandament militar aliat, publicar l'entrevista en diversos diaris, inclòs el New York Times del 21 de maig: Tito va sol·licitar als Aliats una ajuda material i el reconeixement del seu Comitè d'Alliberament Nacional com a govern de Iugoslàvia.
El 25 de maig, els Partisans queden protegits per un nou atac alemany, l'operació Rösselsprung: aquesta "setena ofensiva antipartidiana", que té com a objectiu la seu dels combatents de la resistència comunista a Drvar, té com a objectiu apoderar-se de Tito de manera personal. Les posicions dels Partisans són atacades per la Luftwaffe, després sotmeses a un assalt dels paracaigudistes alemanys; Tito, acompanyat dels seus oficials d'enllaç, amb prou feines va evitar la seva captura. L'aviació angloamericana intervé per donar suport als Partisans, que perden diversos milers d'homes, però aconsegueixen sortir-se'n gràcies a la insuficiència d'efectius alemanys. Tito es va separar de les seves tropes per primera vegada des de l'inici del conflicte, Tito embarca el 3 de juny a un avió aliat i és evacuat al quarter general angloamericà a la Província de Bari a Itàlia.
Un cop arribat a Bari, Tito, que segueix desconcertat de les intencions britàniques, no vol perllongar la seva absència de Iugoslàvia. Després d'haver informat a Fitzroy Maclean, que havia estat enviat des de Londres, va establir el seu quarter general a principis de juny a l'illa croata de Vis, en poder dels aliats i els Partisans que la van convertir en un centre de subministrament de la Resistència iugoslava · .
Šubašić -que encara no ha nomenat cap ministre des que els serbis han rebutjat la seva assistència- ha d'establir contacte amb les forces de resistència que suposadament treballaran conjuntament amb el seu govern. El 10 de juny, acompanyat del rei i coronel Bailey, va sortir de Londres per anar a Bari i després a Vis. Pel camí, es reuneixen a Alger amb Wilson, que els anuncia que el Regne Unit té previst una divisió de tasques al front iugoslau, Tito ha de ser el cap militar i Šubašić el cap polític. Després de romandre a la base aliada de l'illa de Malta amb el rei i Bailey, Šubašić es dirigeix sol a Bari on parla amb Živko Topalović, el representant de Mihailović, a qui sembla que va considerar el nomenament del seu govern. El dia 13 arriba a Vis on coneix a Tito. Després de tres dies de negociacions, Tito i Šubašić arriben a un acord: el nou govern a l'exili no hauria d'incloure cap força política hostil als Partisans, i la població haurà de decidir després de la guerra el règim polític del país. Es planteja la possibilitat de fusionar el govern a l'exili i el Comitè Nacional d'Alliberament dels Partisans. Pel que fa a el futur polític de país, Tito es limita a garantir Subasic que no té intenció de "imposar" el comunisme a Iugoslàvia. A Londres, el Foreign Office es va mostrar il·lusionat amb aquest acord, que va assenyalar que no feia menció al retorn del rei a Iugoslàvia. Maclean i Randolph Churchill fan campanya ardent perquè el Regne Unit doni tot el seu suport a Tito; Bailey, per la seva banda, es lamenta del fet que el moviment de Mihailović, que segueix essent important a nivell militar, és subestimat o ignorat.

#### La trobada amb Churchill

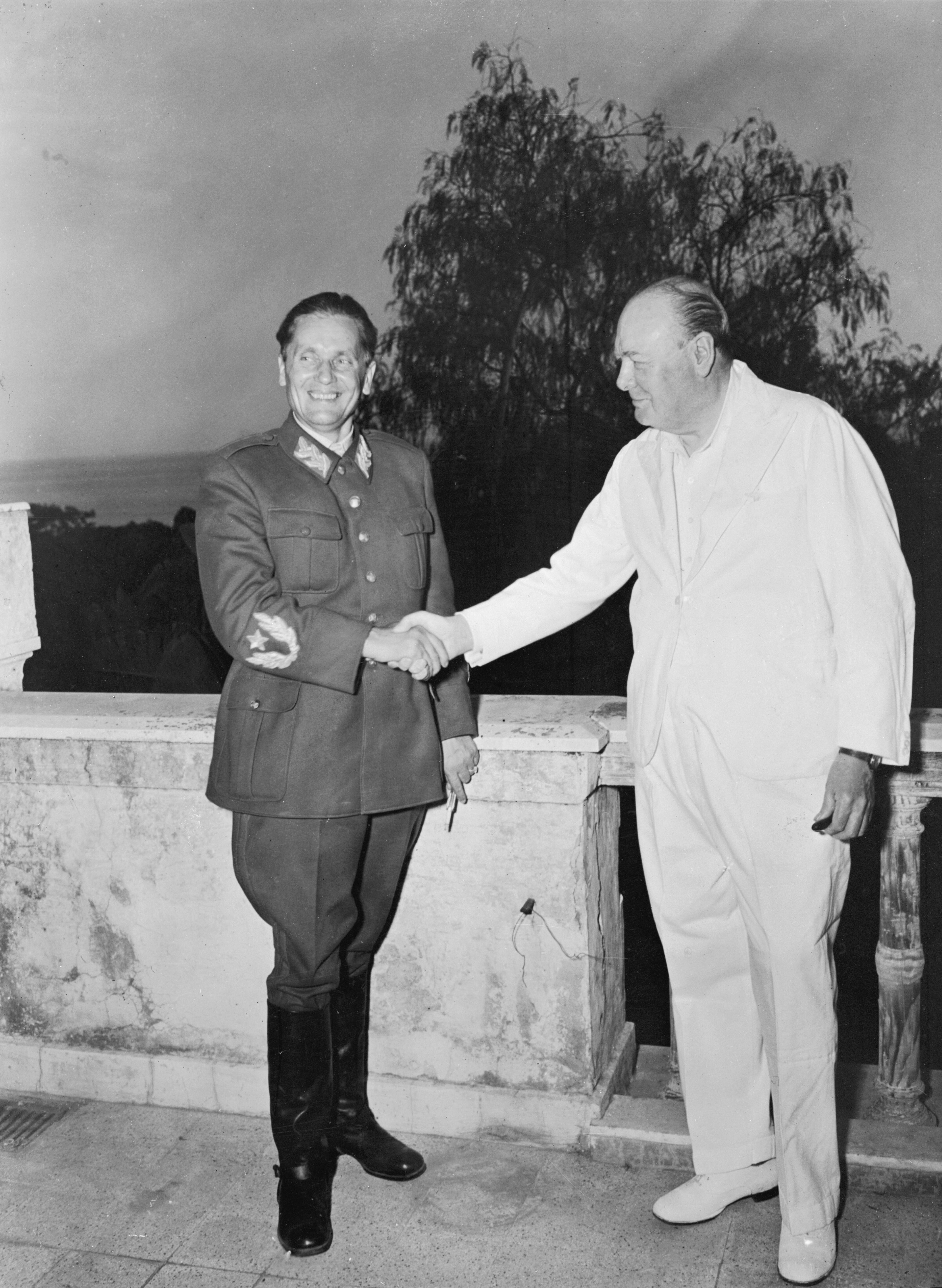
Reunió del mariscal Tito i del primer ministre britànic Winston Churchill l'agost de 1944.

Després de l'acord, Tito és convidat a viatjar a Itàlia per reunir-se amb Wilson. Comença acceptant després canviant d'opinió, per por que el comandant aliat busqui imposar-li una reunió amb Pere II i d'acord el consell del seu seguici que tem per la seva seguretat. Šubašić, acompanyat del rei i Vladimir Velebit que representa a Tito, torna a Londres; després va reprendre les relacions diplomàtiques amb l'URSS. El 7 de juliol, va formar el seu govern, que incloïa ministres serbis, croats i eslovens: dos simpatitzants del "Moviment d'Alliberament Nacional" - que Tito especifica que no són representants del Comitè d'Alliberament Nacional, sinó "honorables patriotes" - també són membres. Mihailović ja no forma part del govern a l'exili, Šubašić ocupava personalment el ministeri de guerra.
El 12 de juliol, Tito és convidat de nou a Itàlia per Wilson, amb motiu d'un pas de Šubašić al quarter general aliat de Caserta; el líder partisà es va negar a l'últim minut, i els seus assessors li havien dit que l'apropament amb Šubašić havia causat problemes. En adonar-se que la seva segona negativa va enfadar els britànics i, per consell dels soviètics, Tito va canviar d'opinió i va proposar una reunió poques setmanes després. El 5 d' agost, el avió privat de Wilson el va portar a Itàlia; Tito i el seu estat major es van reunir llavors amb el comandant britànic i el seu equip sobre operacions als Balcans i el subministrament de Partisans. A continuació, Winston Churchill va decidir aprofitar l'oportunitat per entrevistar-se personalment amb Tito: aquest darrer és retingut a Itàlia fins l'arribada del primer ministre britànic. El 12 d' agost, Els dos homes es reuneixen finalment a Capri, on l'endemà se'ls unirà Šubašić. Durant les converses amb Tito, Churchill va reiterar el seu desig que Iugoslàvia es beneficiés d'un govern d'unitat nacional on els comunistes no ostentessin tot el poder; va insistir que les armes que els Aliats envien als Partisans no han de ser utilitzades per al "combat fratricida". Churchill també va suggerir que Tito es trobés amb Pere II, però el líder partisà va respondre que aquesta idea li semblava prematura. Tito també planteja la qüestió de la regió d'Ístria i de Julia Vèneto, que no amaga voler annexar. Les seves reivindicacions territorials i el fet que els Partisans utilitzessin armes aliades contra "els serbis" (els txètniks), van preocupar els nord-americans. Churchill està decebut per la seva reunió amb Tito, que tem ara que apunta al monopoli del poder. Expressa les seves preocupacions en una nota dirigida a Anthony Eden, en què assenyala que una pesada responsabilitat pesarà sobre el Regne Unit després de la guerra si Tito aprofita els armaments aliats per apoderar-se de Iugoslàvia: Eden només pot subratllar que el ministeri d'Afers Exteriors era conscient d'aquest risc i que les seves advertències no van impedir que el primer ministre donés suport a Tito.
Es va decidir una acció conjunta dels anglo-americans i els Partisans, l'operació Ratweek, amb l'objectiu d'assetjar les tropes alemanyes durant la seva retirada de Iugoslàvia: els Partisans actuarien en enllaç amb els oficials britànics i assolirien una sèrie de objectius determinats, amb suport aeri i marítim aliat. Tito, la reunió del qual amb Churchill va reforçar considerablement la seva assegurança, va tornar a Vis des d'on va coordinar les operacions dels Partisans, amb l'objectiu número 1 el retorn de les seves tropes a Sèrbia. De nou contactat per Šubašić a finals d'agost sobre la formació del govern d'unitat nacional, Tito es va plantejar la qüestió a causa del "excepcionalment dur" que lluitaven les seves tropes contra els alemanys. També va insistir en la necessitat de deslliurar-se de "traïdors" com Mihailović.

### La conquesta de Sèrbia

#### Els Partisans recuperen el peu a Sèrbia
Quan els alemanys comencen la retirada dels Balcans, els Partisans redoblen els seus esforços, amb el suport dels Aliats, per tal de prendre el control del territori iugoslau. El 29 d' agost de 1944, per recomanació del govern Šubašić, un reial decret dissol el Comandament Suprem de l'Exèrcit Iugoslau, privant a Mihailović del seu darrer càrrec oficial, i fa de Tito l'únic líder de les forces de la resistència. Mihailović també es retirà automàticament. El cap Txètnik reacciona transmetent als seus comandants una circular en la qual afirma estar sempre en contacte amb el rei.
Mihailović fa el seu paper: mentre que la seva estratègia es basava des del primer moment en un desembarcament angloamericà, ara vol aprofitar l'acostament de les tropes soviètiques per llançar una insurrecció i acollir els Aliats de l'Est amb l'esperança que seran agraïts. Ordena en nom del rei una revolta general, prevista per a l'1 de setembre. Els txètniks llancen diverses operacions, amb un abast prou limitat, contra els alemanys i els búlgars i acullen nous reclutes, però no tenen la possibilitat d'armar i organitzar més de 40.000 homes. Vojislav Lukačević fa diversos centenars de presoners en un atac a una divisió alemanya-croata; també va proposar una treva als Partisans, però no va rebre cap resposta.
Al setembre, el tinent coronel McDowell, acompanyat de Mihailović, es va reunir dues vegades amb Rudi Stärker, un subordinat de Neubacher, per discutir una rendició de les tropes alemanyes als Balcans per tal d'acurtar el conflicte a Europa. Sembla que Stärker va proposar una cooperació nord-americana per salvar Europa del bolxevisme, però els nord-americans, per la seva banda, només pensen en termes de capitulació. Està prevista una reunió entre McDowell i Neubacher, però Hitler i Ribbentrop s'oposaran a la continuació d'aquestes converses. Churchill, que va demanar a Roosevelt recordés McDowell, rebent l'ordre de ser repatriat, però l'oficial nord-americà utilitza excuses per posposar la seva sortida i va quedar-se diverses setmanes més amb Mihailović.

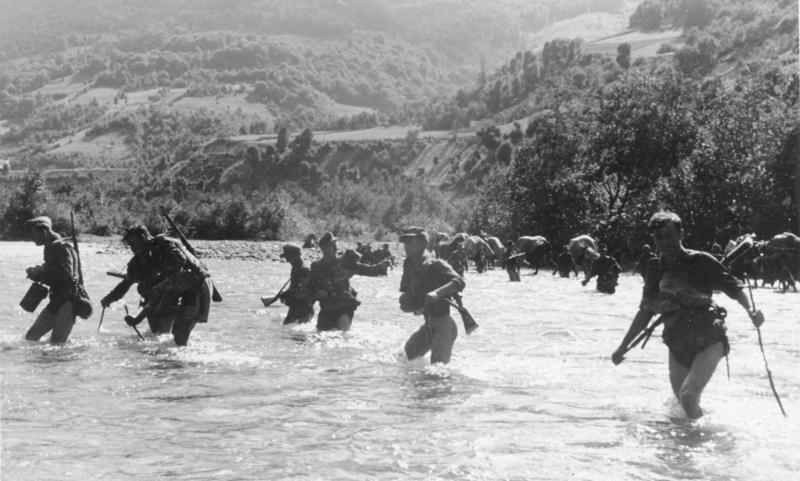
Tropes alemanyes durant una operació contra els Partisans a la regió de Jablanica, a la frontera entre el centre de Sèrbia i Kosovo, el juliol de 1944.

L'operació Ratweek es va llançar l'1 de setembre: els Partisans, segons s'havia convingut, van assetjar les tropes alemanyes per retardar la seva retirada de Iugoslàvia; també van aprofitar l'operació per atacar els txètniks. Ara el seu objectiu sembla estar a l'abast ja que els ocupants comencen a evacuar les seves tropes i l'Exèrcit Roig s'apropa. També al setembre, Tito promet una amnistia a tots els membres de les forces col·laboracionistes - inclosos els membres de la Ústaixa i els txètniks - que s'uneixin als Partisans i que no siguin culpables de crims.
A principis de setembre, l'Exèrcit Roig va entrar a Bulgària: el Front Patriòtic va prendre el poder durant un cop d'estat i el nou govern búlgar va formar part dels Aliats. Entre l'11 i el 16 de setembre, Churchill i Roosevelt es reuneixen a la segona conferència del Quebec, durant la qual discuteixen de passada la situació de Iugoslàvia. Churchill intenta rellançar la seva idea d'operació a la costa de l'Adriàtic: creu que un desembarcament a la regió d'Ístria permetria capturar Trieste, a continuació creuaria els Alps entre aquesta ciutat i Ljubljana per avançar cap a Viena. Els nord-americans, però, es van oposar a qualsevol idea d'una campanya a l'Europa Central.
El 12 de setembre, Pere II pronuncia un discurs radiofònic des de Londres en què dona la substància del seu decret de29 d'agosti fa una crida a «tots els serbis, croats i eslovens a unir-se i unir-se a l'exèrcit d'alliberament del mariscal Tito». El sobirà condemna a més «l'ús malintencionat del nom del rei i l'autoritat de la Corona per justificar la col·laboració amb l'enemic i crear discòrdies entre el poble». El nom de Mihailović no es pronuncia, però l'al·lusió és clara. Els txètniks van experimentar llavors una onada de desercions: els que van romandre a les seves files ho van fer principalment per compromís anticomunista o per lleialtat a Mihailović. Les forces d'aquest últim han de renunciar essencialment a les accions anti-alemanyes per concentrar-se en la lluita contra els Partisans, els quals capturen a mitjans de setembre el seu quarter general de Pranjani, i la seva documentació recau en mans dels homes de Tito. Els Partisans van capturar Lukačević a finals del mes.
La nit del 18 de setembre, sense avisar els oficials nord-americans i britànics presents amb ell a Vis, Tito va volar a Moscou per desenvolupar l'ofensiva a Sèrbia amb els soviètics. El 21, es troba per primera vegada amb Stalin. Els dos líders comunistes discuteixen el reconeixement del Comitè d'Alliberament Nacional per l'URSS i modalitats d'ajut soviètic. Tito, que inicialment volia rebre equipament i armes i hauria preferit que les seves tropes alliberassin Belgrad pel seu compte, va haver de cedir a Stalin, que va imposar una intervenció de l'Exèrcit Roig a terra iugoslava. Les tropes soviètiques són massa properes a Tito per oposar-se al seu pas, i la retirada alemanya, en curs per Sèrbia, impossibilita un aixecament immediat en aquesta part de Iugoslàvia. A canvi, els soviètics van acordar deixar l'administració dels territoris alliberats als Partisans iugoslaus i deixar el país al final de les operacions.
Pel que fa a la situació interna de Iugoslàvia, Stalin, que vol donar les culpes als britànics, recomana a Tito establir bones relacions amb Pere II i "tornar-lo a endur" i, després, a la primera oportunitat, «apunyalar-lo tranquil·lament per l'esquena». Tito està tanmateix decidit a no fer cap compromís amb la monarquia. Mentre Tito ha vingut a demanar ajuda als soviètics, està d'acord amb ells per anunciar que l'URSS ha demanat al Comitè d'Alliberament Nacional "permís" per fer una incursió en sòl iugoslau per perseguir les tropes alemanyes allà. En presentar aquesta operació com a resultat d'un acord entre ambdós governs, Tito pretén evitar qualsevol possible incursió per part dels Aliats occidentals sense la seva autorització. Tito planeja l'ofensiva conjuntament amb el mariscal Tolbukhin. Si el líder dels Partisans ha d'acordar que les tropes búlgares, ara aliades amb l'URSS, continuïn operant a Iugoslàvia, obté dels soviètics més del que esperava: efectivament Stalin li subministra tancs i prou equipament. per dotar dotze divisions partisanes. Els soviètics posen a disposició dels iugoslaus, a més de 300.000 soldats de l'Exèrcit Roig, 358 tancs, 1.292 avions, 2.200 canons i morters i 80 naus; una dotzena de divisions búlgares també podran donar-los suport. No va ser fins a principis d'octubre que els soviètics van informar els britànics de la visita de Tito; Eden expressa en aquesta ocasió la seva gran insatisfacció.

#### Ofensiva dels Partisans i dels soviètics sobre la capital

Atacs dels soviètics, Partisans i búlgars durant l'ofensiva de Belgrad.

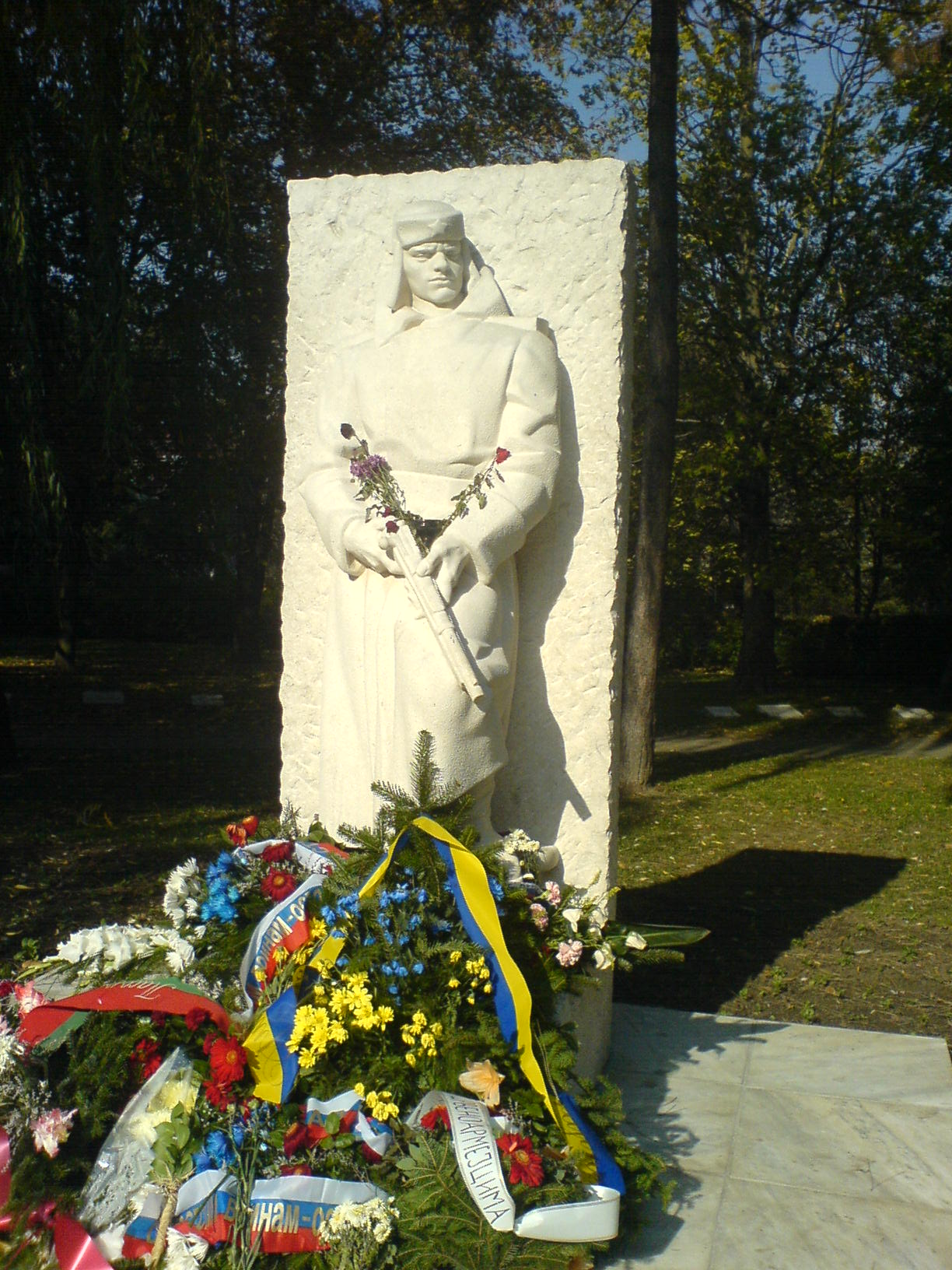
Monument als soldats caiguts de l'Exèrcit Roig a Sèrbia, al cementiri dels Aliberadors al Cementiri Nou de Belgrad

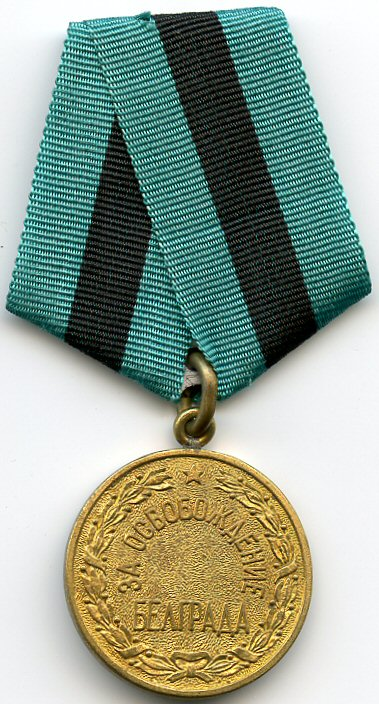
La medalla soviètica per l'alliberament de Belgrad.

Fins i tot abans de l'arribada de l'Exèrcit Roig, els Partisans van aconseguir prendre el control d'un gran territori de Sèrbia, atacant per dos fronts: les forces comandades per Koča Popović van avançar al sud i a l'est de Sèrbia, i les de Peko Dapčević a l'oest en direcció a Belgrad. Es va signar l'acord oficial entre Tito i els soviètics el 29 de setembre ; l'1 d'octubre, l'Exèrcit Roig, sota el comandament de Tolbukhin, va travessar la frontera romaneso-iugoslava i, en connexió amb els Partisans, es va dirigir cap a Belgrad. Niš és capturada el dia 15. Tito, que ha marxat mentrestant de Moscou, es troba a Romania on es troba amb una delegació búlgara amb la qual signa un acord per a accions conjuntes contra els alemanys; després va establir els seus quarters a la frontera amb Romania. Milan Nedić i els seus ministres es reuneixen per última vegada el 3 d'octubre, abans de fugir a Àustria. Al mateix temps, la Wehrmacht evacua ràpidament les poblacions Volksdeutsche cap a Alemanya i Àustria per evitar represàlies: al voltant de la meitat dels alemanys a Sèrbia van poder ser evacuats a finals del d'octubre.
Quan els soviètics van entrar a l'est de Sèrbia des de Romania i Bulgària, els Partisans no estaven presents sobre el terreny. Per contra, l'Exèrcit Roig és acollit per les tropes de Mihailović, amb les que col·laboren breument abans de desarmar-les. Els emissaris que Mihailović havia enviat per proposar un pla d'acció conjunt van ser ignorats i després arrestats. Els txètniks es veuen obligats a enfrontar-se tant als alemanys durant la seva retirada, als Partisans, als soviètics i als búlgars. Alguns grups txètniks també donen suport als alemanys. La Guàrdia Nacional serbia, afeblida, també lluita al costat dels ocupants. La major part dels txètniks a Sèrbia ja han estat derrotats quan el que queda de les tropes de Nedić - uns 6.500 homes - declara públicament la seva fidelitat a Mihailović.
Tot i que els alemanys es retiren de Sèrbia, Belgrad encara està ben defensat: els enfrontaments al voltant de la capital van durar més d'una setmana. A més, mentre Tolbukhin es troba a uns quinze quilòmetres de Belgrad, fa que una part de les seves tropes giri cap a Hongria en lloc de donar l'assalt final; a més de les seves necessitats al front hongarès, els soviètics han de respectar l'acord amb Tito i esperen l'arribada dels Partisans, que gairebé no estan motoritzats, per capturar Belgrad.
Partisans i soviètics entren a Belgrad el 20 d' octubre. Tito va entrar-hi el dia 27, dia en què els seus homes van organitzar la desfilada de la victòria. El líder dels Partisans, envoltat de Maclean i dos altres oficials d'enllaç aliats (un soviètic i un nord-americà), va pronunciar un discurs en què va agrair a tots els aliats i va prometre l'alliberament de la resta del territori iugoslau. Mihailović, acompanyat per McDowell i alguns centenars d'homes, van fugir de Sèrbia per dirigir-se a Bòsnia. Al novembre, els Partisans finalment poden crear la secció sèrbia de l'AVNOJ, l'Assemblea Antifeixista per a l'Alliberament Nacional de Sèrbia (Antifašistička skupština narodnog oslobođenja Srbije o ASNOS).
Tot i que l'URSS va proporcionar una ajuda decisiva per a la captura de Belgrad, el comportament dels seus soldats –que es dediquen a la violació, l'assassinat i el saqueig a Sèrbia provoca greus tensions entre els Partisans i els seus aliats soviètics. L'Exèrcit Roig va abandonar Iugoslàvia, però, a mitjan novembre per dirigir-se a Budapest ; els alemanys encara mantenen el nord-oest del país, mentre que Mihailović conserva un enclavament a Bòsnia. Un contingent de iugoslaus és enviat al front hongarès per donar un cop de mà als soviètics. Les batalles que l'Exèrcit Roig té a principis de 1945 a Hongria va obrir el camí cap a Àustria va costar la vida d'un miler dels seus membres.
Ivan Šubašić, que va tornar a Iugoslàvia per invitació de Tito, reprèn les negociacions amb ell a finals d'octubre a Belgrad. Es conclou un nou acord l'1 de novembre: reconeix l'AVNOJ com a parlament legítim, estipula que el rei romandrà temporalment a l'exili i serà representat a Iugoslàvia per un consell de regència i preveu la formació d'un govern d'unitat nacional a l'espera d'una nova constitució. Pere II, furiós, vol destituir Šubašić, però Churchill li recomana esperar el retorn d'aquest últim. Abans de tornar a veure el sobirà, Šubašić no obstant això va anar a Moscou per trobar-se amb Stalin. Maclean, tot i lamentant el fet que Šubašić ni tan sols avisés el rei abans de marxar a l'URSS, tot i així va aconsellar a Pere II que acceptés les condicions de Tito: el rei va començar negant-se. Churchill, que havia declarat públicament que els Aliats podrien presumir el consentiment del sobirà, va fer que aquest, finalment el 25 de gener de 1945, cedí i l'acceptà l'acord. A la conferència de Yalta, Churchill, Roosevelt i Stalin van donar suport a la situació de Iugoslàvia, tot i que es van posar d'acord en què s'ha de formar ràpidament un govern d'unitat nacional i l'AVNOJ va engrandir als oficials elegits abans de la guerra i que no havien col·laborat amb els ocupants.

#### Repercussions a Grècia i Albània
Tot i que oficialment conserva el seu suport a Tito, Churchill es desil·lusiona cada cop més: si afavoreix un compromís entre Pere II i Tito en un intent de salvar la monarquia, el control dels esdeveniments de Iugoslàvia se li escapa. També assenyala la seva impotència per evitar la "comunització" del sud-est d'Europa, a excepció de Grècia. A l'octubre, durant la "Conferència Tolstoi", que el torna a posar en presència de Stalin, Churchill va proposar a aquest últim un disseny de pressa de les "zones d'influència" britàniques i soviètiques a l'Europa de l'Est; als Balcans, suggereix dividir Iugoslàvia al "50/50%" - que Stalin pretén acceptar - mentre Grècia tornaria al "90%" al Regne Unit.
A la tardor de 1944, els Aliats van operar finalment un desembarcament a escala limitada als Balcans, no a Iugoslàvia sinó a Grècia, on l'arribada de les tropes britàniques, que van portar amb ells el govern grec a l'exili, van obstruir l'EAM-ELAS: els comunistes grecs, batuts militarment pels Aliats, no poden prendre el poder. Al mateix temps, a Albània - i excloent Kosovo, annexat el 1941, que Tito es compromet a reintegrar a Sèrbia - la retirada dels alemanys i l'ajuda logística dels iugoslaus permeten als comunistes locals prendre el control del país.

### Victòria a la resta del país

#### Consolidació del poder de Tito i el col·lapse dels seus oponents

##### La retirada alemanya i la victòria dels comunistes a Macedònia i Montenegro

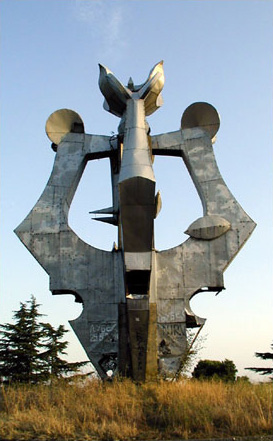
Monument de la llibertat a Guevgueliya (Macedònia).

A finals de 1944, els alemanys encara mantenien 400.000 homes al territori iugoslau. Després de la caiguda de Belgrad, von Weichs i Löhr van tancar Macedònia i l'est de Sèrbia el temps suficient per transferir la major part de les seves tropes a Bòsnia i Croàcia, mantenint així l'enllaç amb les tropes alemanyes a Hongria. El comandament alemany va establir un front defensiu que anava des del Drava fins al mar Adriàtic, passant per Sírmia, Kosovo i l'est de Bòsnia. El front Sírmia va resistir fins a l'abril de 1945. A Macedònia, els alemanys, davant la reversió dels búlgars, han d'organitzar la seva evacuació: la regió és encara més important per a ells, estratègicament parlant, ja que constitueix un corredor que els permet transitar les seves tropes dels Balcans. Hitler té previst confiar a Vancho Mihailov, antic cap de l'Organització Revolucionària Interior Macedònia, amb la tasca de formar el govern d'un "estat independent de Macedònia", la principal funció del qual seria cobrir la retirada alemanya. Mihailov - que, vinculat als Ústaixa, vivia a Zagreb - va ser enviat a Skopje; ràpidament adonant-se que la seva missió és impossible, renuncia i torna a Croàcia al cap d'uns quants dies.
L'evacuació de les tropes alemanyes de Macedònia comença a principis d'octubre, però es retarda deu dies pels atacs dels Partisans i l'exèrcit búlgar; els búlgars són més actius que els Partisans macedonis durant aquestes batalles. Després d'haver completat la retirada de Grècia, els alemanys acceleren la seva sortida de Macedònia i deixen Skopje erera el 13 de novembre de 1944. Només els queda als Partisans desfer els auxiliars albanesos que els ocupants utilitzaven per protegir les vies de comunicació. Els Partisans prenen ràpidament el control del territori macedoni, on estableixen òrgans de govern “democràtics”. Els activistes comunistes pro-búlgars es purifiquen o s'uneixen a la línia general del KPJ.
Montenegro és l'escenari d'un combat extremadament violent: el seu territori és devastat i bombardejat, mentre que els alemanys evacuen les seves tropes i els Partisans fan una guerra civil despietada contra els seus adversaris. Els comunistes prenen Cetinje el 13 de novembre. Pavle Đurišić, que va aconseguir trencar la ciutat circumdant, comença amb 15.000 homes (combatents i refugiats civils) una travessa de Sandžak i Bòsnia per unir forces amb Mihailović: la seva columna, assetjada tant pels Partisans com per la Ústaixa i pels bombardejos aliats, també és delmada pel fred, la fam i les malalties.

##### Purges a Sèrbia i Kosovo
A Sèrbia, ara en mans de les forces de Tito, l'OZNA, la policia política dels Partisans creada el maig de 1944 i dirigida per Aleksandar Ranković, localitza simpatitzants de Mihailović, Nedić o Ljotić. Només al desembre es configuren tribunals regulars, però els tribunals militars i els “tribunals revolucionaris” continuen funcionant després d'aquesta data. Moltes persones que van participar en l'organització de Mihailović o en l'administració pro-alemanya van ser executades sumàriament. Només a Belgrad, al voltant de 10.000 "enemics de classe" són executats sense cap judici; el nombre exacte de víctimes de la repressió política a Sèrbia encara no s'ha establert. Els alemanys del Banat, més de 20.000 dels quals servien a les Waffen-SS, van ser tractats d'una manera especialment brutal: una part va ser evacuada amb tropes alemanyes, però d'altres van ser executades o enviades a treballs forçats a l'URSS.
Els Partisans augmenten massivament el seu nombre, reclutant més de 250.000 homes a Sèrbia. No obstant això, tenen dificultat per passar de la guerrilla a les operacions regulars: molts dels nous reclutes són enviats sense una formació adequada al front de Sirmia, on desenes de milers d'ells moren.
La situació també és difícil a Kosovo, que els alemanys evacuen el novembre de 1944 després d'haver-lo utilitzat al mateix temps que Macedònia per assegurar la retirada de les seves tropes: els Partisans comandats per Svetozar Vukmanović tornen a treure un peu allà per reintegrar-lo a Iugoslàvia, però han d'enfrontar-se en nom de la població albanesa a una insurrecció nacionalista. i anticomunista, dirigida en particular per antics auxiliars dels alemanys -entre ells membres del Balli Kombëtar i uns quants milers de desertors de la divisió SS Skanderbeg - que van mantenir les armes subministrades pels ocupants. Els iugoslaus, poc establerts al lloc, han de demanar l'assistència dels comunistes albanesos d'Enver Hoxha i no va aconseguir reduir la insurrecció fins al desembre. L'aixecament albanès no es va aturar aquí, de fet, només els serbis kosovars van acollir els Partisans com a alliberadors. Els albanesos temen al contrari la "venjança" dels serbis i els nacionalistes continuen la lluita amb l'esperança de recular els comunistes i de formar una "Gran Albania". Després que les tropes de Hoxha es retiren, Tito és obligat el febrer de 1945 a posar Kosovo sota administració militar i envia allà, per restablir l'ordre, desenes de milers d'homes que sovint tracten a tots els albanesos com a col·laboradors.

##### Situació a la frontera italiana
A la regió d'Ístria i a Júlia Veneto, la perspectiva de la victòria dels Partisans va reviure el conflicte territorial italo-eslovè. Palmiro Togliatti, líder del Partit Comunista Italià acabat de tornar de l'exili, busca sobretot coordinar-se amb els comunistes eslovens, les demandes de les quals arriba fins a donar suport. Des de setembre de 1944, Tito demana obertament l'alliberament dels "germans" eslovens reclamant Istria i Júlia Veneto; la secció del PCI de Trieste es va unir aleshores al Partit Comunista Eslovè. A l'octubre, Togliatti, obeint les instruccions de Moscou i prenent nota del balanç de poder a favor de Tito, va demanar als comunistes de la regió del Vèneto que acceptessin els iugoslaus com a "germans grans": va concloure un acord amb Kardelj i Djilas acceptant el seu programa annexionista. Els angloamericans estan preocupats per les ambicions de Tito a la regió: el 21 de febrer de 1945, el mariscal britànic Alexander signa un acord amb el líder dels Partisans que estipula l'establiment d'una zona a Istria, a la frontera austríaca, sota control aliat.

##### Situació a l'Estat independent de Croàcia

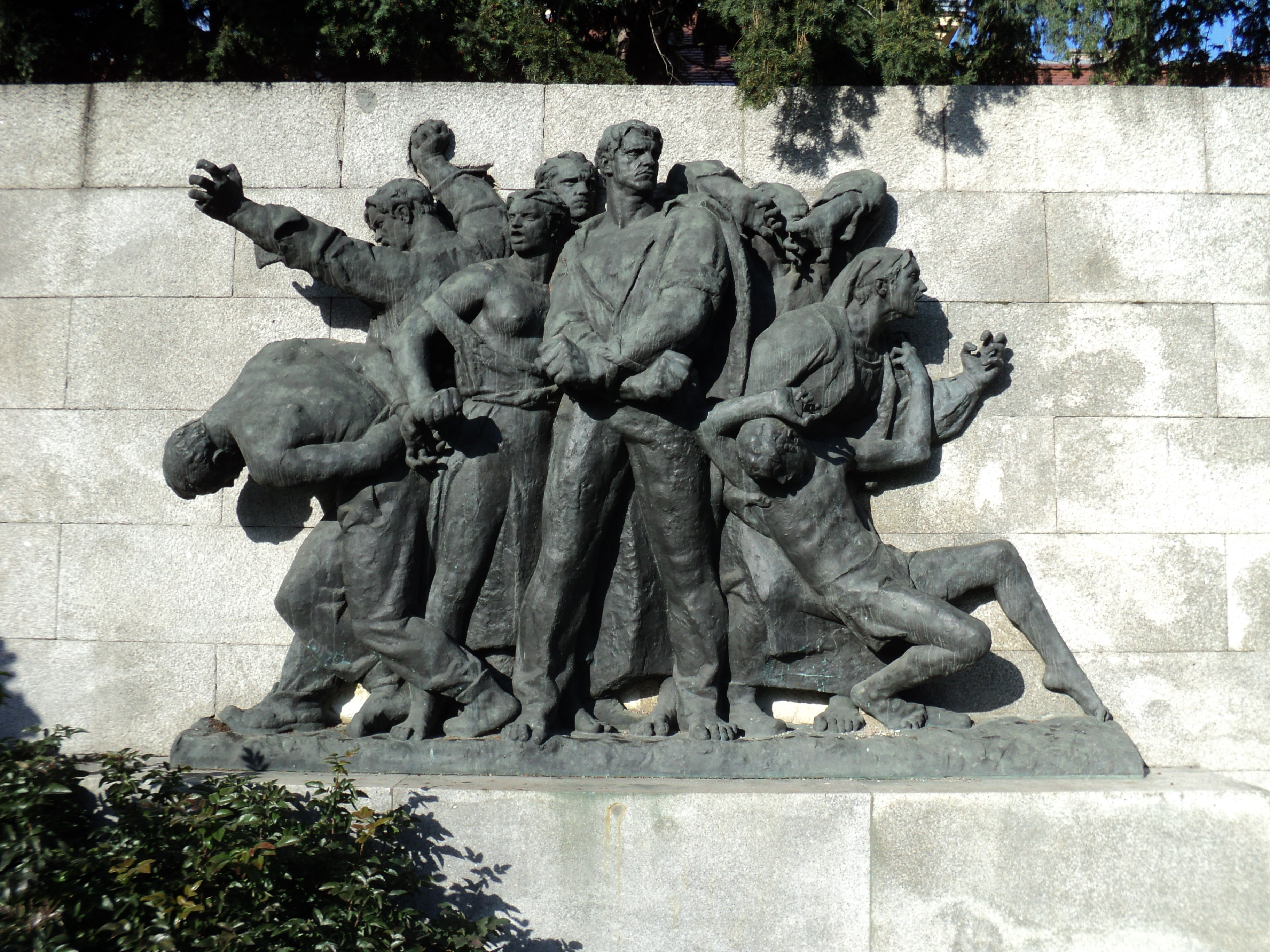
Monument als morts a Zagreb.

A Croàcia, a causa del context general a Iugoslàvia, els alemanys deixen de trobar una alternativa al règim d'Ante Pavelić. El setembre del 1944, aquest últim va fer una última visita a Hitler, a qui va assegurar del suport del poble croat i la seva fe en la victòria final. El Poglavnik de Croàcia, restaurat a una posició de força amb el suport del Führer, va anunciar llavors noves mesures de repressió contra els ortodoxos.
L'ambaixador alemany a Croàcia, Siegfried Kasche, que va defensar els consells de la Wehrmacht de mantenir el suport a Pavelić, guanya el cas: els comandants alemanys reben ordres de donar suport exclusivament a la Ústaixa i ja no cooperen. amb els txètniks locals. La situació fou tanmateix tal que la Wehrmacht va renunciar a desarmar aquesta última, malgrat les protestes dels Ústaixos; fins i tot Hitler ha de resoldre la idea d'una aliança de facto amb els txètniks contra els Partisans.

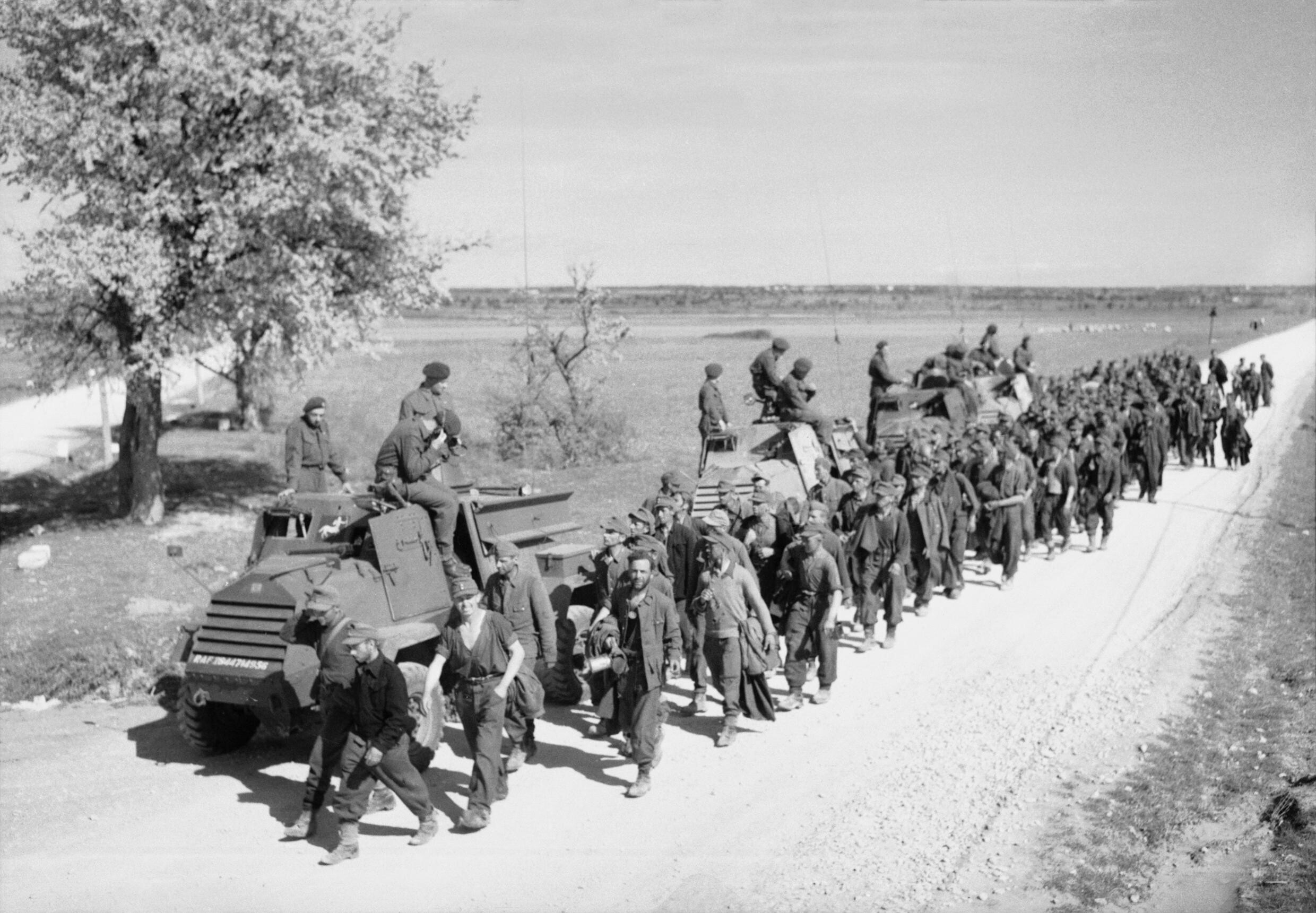
Destacaments del regiment de la Royal Air Force, enviats a subministrar els Partisans, presenciaven el pas d'una columna de presoners alemanys, capturats per les forces de Tito a la regió de Bihać.

Els ocupants van aconseguir mobilitzar al voltant de 25.000 Volksdeutsche a les Waffen-SS a finals de 1944, però es van veure obligats a abandonar zones enterrades del territori a la tardor: al final de l'any, el centre i el sud de Dalmàcia, l'est d'Herzegovina i l'est de Bòsnia estan en mans de les forces de Tito. Degut en particular a l'amnistia promesa pel cap dels Partisans, les desercions es multipliquen dins de les forces de la Ústaixa i d'altres auxiliars dels alemanys, com la divisió musulmana de les SS Handschar la desintegració de la qual es va accelerar. Unitats senceres de la Guàrdia Nacional Croata, reclutes locals de la SS, milicians musulmans i txètniks deserten per unir-se als Partisans. Malgrat una situació cada cop més crítica, els alemanys, que van traslladar a Zagreb la seu del seu comandament militar cap al sud-est d'Europa, es van aferrar al territori croat que necessiten per garantir el pas de les seves tropes que aquests siguin evacuats dels Balcans.
A principis de 1945, l'Estat independent de Croàcia es trobava en l'absoluta anarquia: Zagreb, que va acollir prop de 400.000 refugiats, era escenari d'execucions diàries. A finals de febrer, els alemanys comencen a evacuar Croàcia. Alguns líders de la Ústaixa van intentar contactar amb el mariscal Alexander per oferir els seus serveis als aliats amb l'esperança de preservar un estat croat, però els seus emissaris van ser capturats i executats pels comunistes. Les tropes comunistes acaben a la primavera per apoderar-se de Bòsnia-Hercegovina: Sarajevo és capturada el 6 d'abril.

##### Desintegració de les forces de Mihailović
Allunyat de la seva "fortalesa" sèrbia, Mihailović intenta reorganitzar les seves forces reclutant musulmans i nomenant un general al capdavant d'una secció Txètnik croata que encara no existeix realment. Al voltant de 600 soldats britànics aterren a Croàcia als voltants de Dubrovnik, cosa que li fa creure que l'arribada dels angloamericans finalment tindrà lloc: els homes del regiment de la Royal Air Force venen realment a supervisar els lliuraments d'artilleria als Partisans.
L'1 de novembre McDowell és evacuat en avió: per ordre dels seus superiors, va proposar a Mihailović marxar amb ell, però el líder txètnik diu que prefereix quedar-se a lluitar i morir al seu país. De nou amb els seus superiors, McDowell advoca per la constitució d'un govern d'unitat nacional que inclogui representants dels Partisans i dels txètniks i que, sota el control dels Aliats, pogués garantir la celebració d'eleccions lliures: la seva idea, que està en desacord amb l'estratègia aliada, no és jutjada ni admessa ni pels nord-americans ni pels britànics Després d'haver mantingut contacte radiofònic amb Topalović, Mihailović transmet a través d'aquest últim a l'octubre i el novembre nous missatges als Aliats, a qui ofereix fer servir els seus txètniks –el nombre del qual encara estima en 50.000– per tallar el retrocés dels alemanys per Albània. Aquesta última oferta de serveis de Mihailović no rep resposta. L'11 de desembre, el capità Lalich, l'oficial nord-americà encarregat de l'operació Halyard i l'últim oficial aliat present amb Mihailović, va ser evacuat.
El 3 de gener, Mihailović va emetre una ordre de reagrupament al nord de Bòsnia: però les seves tropes esgotades es van dispersar, van desertar, van vendre la seva munició o van abandonar-se al pillatge. Dimitrije Ljotić, que es va refugiar a Eslovènia a l'octubre de 1944 amb 4.000 dels seus voluntaris serbis, intenta formar un front contra els Partisans: envia als txètniks un missatge proposant de reagrupar totes les forces anticomunistes a Ístria. Se li van unir Jevđević i Đujić, amb 2.000 i 6.000 homes, respectivament,. La Ústaixa van deixar passar les tropes del seu enemic Đujić per ordre de Ribbentrop.
Mihailović inicialment rebutja l'oferta de Ljotić, com fa Đurišić, que encara s'adiu a les instruccions del seu cap. Đurišić acaba unint-se a Mihailović a la regió de Drvar, on el cap txètnik va establir els seus quarters. Un cop allà, Đurišić descobreix que Mihailović ja no té cap contacte amb els Aliats i nota que la desintegració de les forces Txètnikes i la seva falta d'estratègia. Després es va oferir a Mihailović per unir-se a Eslovènia, però aquest últim es va negar. Đurišić trenca amb el seu líder i surt amb els seus homes, acompanyat d'altres líders del moviment com Ostojić, Baćović i Dragiša Vasić. Obligat a creuar el territori Ústaixa, Đurišić es veu obligat a compondre amb el líder independentista montenegrí Sekula Drljević, que es troba llavors a Zagreb on col·labora amb Pavelić. Es conclou un acord que preveu que les forces de Đurišić s'uneixin a Drljević per formar un "exèrcit nacional montenegrí". Però Đurišić intenta enganyar i envia a Drljević només homes malalts o ferits, mentre que ell mateix torna a Eslovènia amb els seus homes amb força per unir-se a les forces de Ljotić. Aleshores, Drljević demana ajuda de Pavelić contra ell. El 12 d'abril, els homes d'Đurišić són aixafats a la regió de Banja Luka pels Ústaixos, que van arribar al punt de retirar les tropes del front per bloquejar-los. Đurišić, Ostojić, Baćović i Vasić són capturats i executats. Part dels txètniks supervivents van acceptar unir-se a les forces de Drljević. Després són evacuats en direcció a Àustria.
Ljotić i els txètniks presents a Ístria continuen convidant a Mihailović a unir forces amb la seva, amb l'esperança de formar una aliança anticomunista presentable als Aliats i sense adonar-se que el mecenatge de Mihailović ja no és capaç de salvar-los. Mihailović, a ratlla, ja no és hostil a les obertures de Ljotić, sobretot perquè la costa eslovena li sembla un lloc adequat per renovar el contacte amb els Aliats: autoritza els seus subordinats que desitgen marxar cap a Eslovènia. No obstant això, la majoria dels txètniks són delmats en ruta. Els que van poder arribar a la regió se situen, amb les forces de Ljotić, sota l'autoritat del general SS Odilo Globocnik.
El mateix Mihailović no va cap a Eslovènia, ja que no confia gaire en l'agrupament heterogeni que li ofereix Ljotić. A més, és impensable per a ell trobar-se a les ordres de Globocnik en aquesta fase de la guerra, mentre que encara espera recuperar la credibilitat amb els aliats com a lluitador de la resistència. Mihailović, finalment, té com a prioritat tornar a Sèrbia perquè ha estat enganyat pels informes que hi ha una revolta contra els comunistes. El 6 d'abril de 1945, en el quart aniversari de l'atac alemany, va llançar una crida a "serbis, croats i eslovens" en nom del Regne i de tots els partits polítics, abans de marxar amb els seus homes a través de Bòsnia, cap a Sèrbia, on creu que trobarà una insurrecció anticomunista de la que podrà prendre el lideratge. Els missatges dirigits a Mihailović sobre aquest tema són en realitat un truc dels comunistes, destinat a atreure el cap dels txètniks cap a una trampa.
Vladimir Predavec, aliat croat de Mihailović, s'uneix a Croàcia per presentar-li a Vladko Maček un pla que segons ell va ser desenvolupat per McDowell, que consistiria en agrupar tots els anticomunistes d'Eslovènia per representar allà "una altra Iugoslàvia", llavors podria negociar amb Tito, amb el suport del Cinquè exèrcit dels Estats Units presents a Itàlia. Detingut pel camí, se'l va portar davant Pavelić que, un cop informat, diu que està interessat en aquest pla. Pavelić es va posar en contacte amb el mateix Maček per oferir-li la participació. A causa de la desconfiança de Maček, el projecte va fracassar.

##### Tito, cap de govern d'unitat nacional
A Belgrad, Tito i Šubašić van arribar a un acord el 26 de febrer sobre la composició del govern. Es va formar un consell de tres regents –entre ells dos membres dels Partisans– destinats a representar el sobirà: Pere II, sota la pressió dels britànics, el va reconèixer el 3 de març. Tres dies després, el govern reial va presentar la seva dimissió als regents mentre que el Comitè d'Alliberament Nacional lliurava la seva dimissió a l'AVNOJ. L'endemà, el Consell de Regència va prendre la seva primera i última decisió nomenant un nou govern, amb Tito com a primer ministre i Šubašić com a ministre d'Afers Exteriors. Dels vint-i-vuit membres d'aquest govern d'"unitat nacional", vint-i-tres són comunistes i dos són "companys de viatge"; només tres ministres, inclòs Šubašić, no tenen cap relació amb el moviment de Tito i la seva influència és pràcticament nul·la. L'11 d'abril, Tito signa un tractat d'amistat i cooperació amb l'URSS a Moscou.
Stalin respecta en gran manera l'acord conclòs l'octubre de 1944 amb Churchill sobre les zones d'influència, perquè té en compte les relacions de poder locals i no vol arriscar-se a tensions immediates amb els altres Aliats: això el porta particularment a no reaccionar quan els britànics bloquegen els comunistes grecs (Grècia és de fet, igual que Itàlia i a diferència de Iugoslàvia, un país massa lluny del Front Oriental i de l'Exèrcit Roig perquè l'URSS tingui l'esperança de prendre el control). A Iugoslàvia, com a la resta de l'Europa de l'Est, preveia una gradual presa del poder per part dels comunistes locals. Tot i això, Tito i els seus partidaris ara tenen massa influència per tenir en compte realment l'acord entre els dos “grans”: gairebé no els importa respectar les formes donant salari als monàrquics que, a més d'irritar Churchill, posa vergonya a Stalin.

#### Darreres ofensives i noves massacres

##### Ofensives sobre Croàcia i Eslovènia

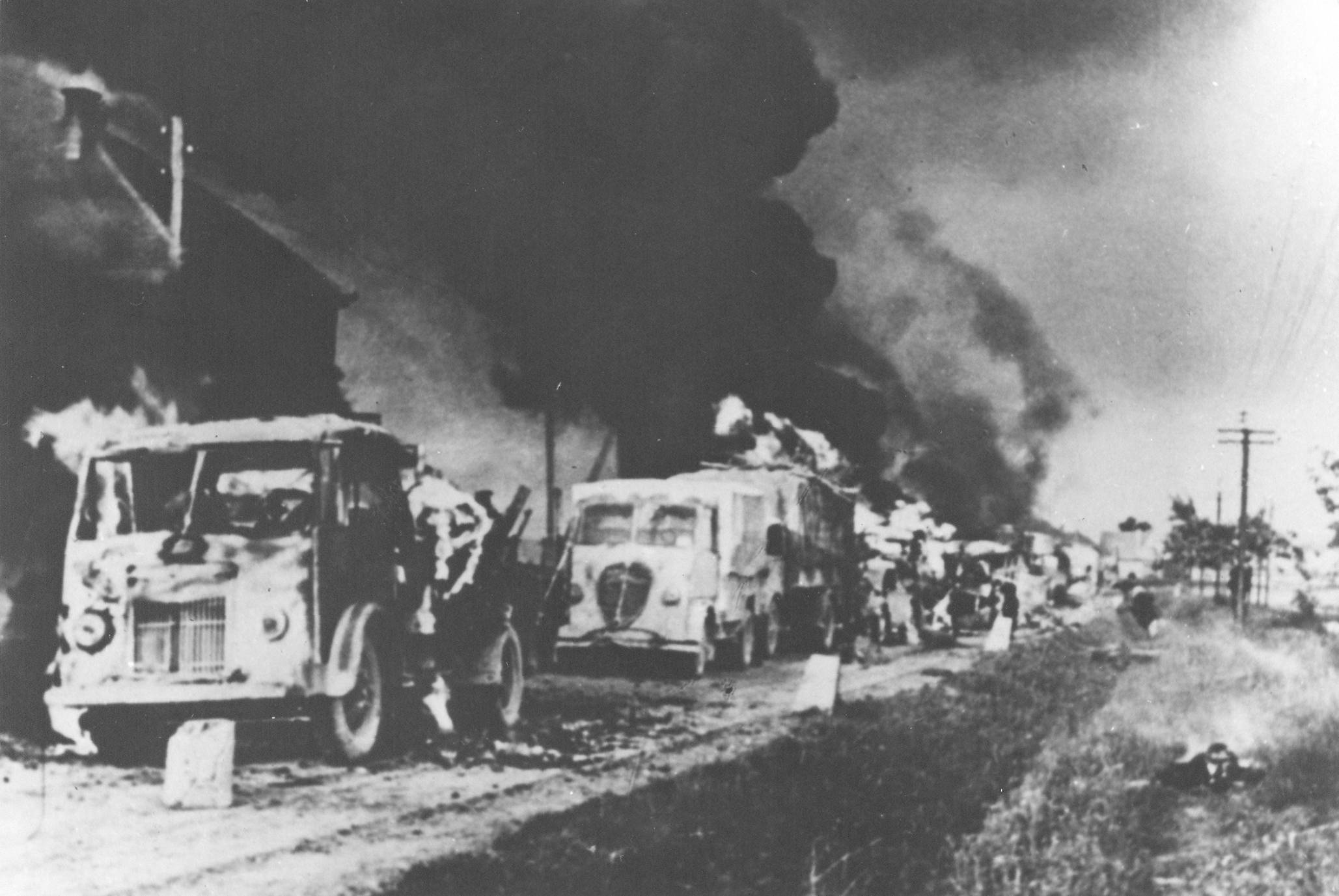
Columna de camions alemanys destruïts a prop de Zagreb.

El 20 de març, l'exèrcit iugoslau, el nou nom dels Partisans, que ara constitueixen l'exèrcit regular d'un govern nacional, va llançar una doble ofensiva per acabar de perseguir els alemanys i derrotar els seus auxiliars. El 1r i el 2n exèrcits, comandats, respectivament, per Peko Dapčević i Koca Popovic, es dirigeixen cap a Zagreb per acabar amb els ústaixos. Dos exèrcits són enviats a Eslovènia: el 3r, comandat per Kosta Nađ, és a la frontera amb Àustria i el 4t, comandat per Petar Drapšin, a la frontera italiana.
Els Ústaixos, que van reorganitzar les seves tropes en fusionar la Guàrdia Nacional i la Milícia amb una força d'uns 150.000 homes, van resistir ferotment; Dapčević va perdre 36.000 soldats. El 12 d'abril, les forces de Tito van aconseguir trencar el front de Syrmie després de combats especialment sagnants. Ante Pavelić va abandonar Zagreb el 5 de maig amb els seus ministres, després de, sense èxit, proposar monsenyor Stepinac com a "regent". Les tropes iugoslaves entren el 9 de maig a la capital croata evacuada per l'enemic. Els Ústaixos, dispersos a les regions del nord, van ser objecte de massacres a gran escala: al voltant de 60.000 van ser executats per l'exèrcit de Tito. Amb la caiguda de Zagreb, diversos centenars de milers de persones (inclosos els aparells del règim de la Ústaixa i la seva policia, així com columnes de refugiats civils, inclosos serbis, jueus i musulmans que fugen dels combats - es troben a les carreteres i es dirigeixen cap a Eslovènia, després cap a la frontera austríaca.
Eslovènia - on es troben els homes de la Guàrdia Nacional Eslovena, així com un grup disparat de refugiats civils i militars, inclosos els voluntaris de Ljotić, alguns supervivents de l'antiga Guàrdia Nacional sèrbia, els cosacs SS, una partida de txètniks i Ústaixos, i fins i tot russos blancs exiliats - constitueix el segon de dos bastions d'agrupació oposats a Tito. Monsenyor Rožman va tractar en va d'obtenir tropes annglosaxones que arriben per primera vegada a Eslovènia: però, els Aliats estan preocupats per l'entrega dels seus oponents. El 23 de d'abril, Ljotić mor en un accident de cotxe. El 3 de maig, abans de l'avanç de les tropes comunistes i en absència de cap pla de defensa per a Ljubljana, tots els grups van abandonar la ciutat i es van dirigir cap a Àustria.

##### Victòria final dels comunistes
Com que el seu exèrcit va envair el territori eslovè, Tito també va intentar –fiançant l'acord signat el febrer– apoderar-se dla regió d'Ístria i de la Venècia Júlia a Itàlia mitjançant una política de fets consumats. L'1 de maig, les tropes iugoslaves tornen a Trieste. El Comitè d'Alliberament Nacional italià, que acabava de llançar la insurrecció, va evacuar la ciutat per evitar enfrontaments amb els iugoslaus. Les tropes neozelandeses també entren a Trieste el dia 2, on la guarnició alemanya capitula l'endemà. En les setmanes que van seguir, els aliats occidentals, que volien evitar un conflicte amb els iugoslaus, van deixar les mans lliures a aquests darrers a la regió de Trieste. La població italiana és víctima d'una campanya de terror a la ciutat i a diverses zones d'Ístria i Venècia Júlia, així com a Dalmàcia. Entre 4.000 i 10.000 italians –assimilats com a "feixistes" i "enemics del poble", perden la vida durant una "neteja ètnica" de la qual les noves massacres dels foibe són l'aspecte més emblemàtic.
El 10 de maig, Mihailović i els entre 8.000 i 12.000 homes que l'acompanyaven, ja esgotats i delmats pel tifus, foren atacats per l'exèrcit de Tito entre el Drina i el Neretva: ara, beneficiats per l'artilleria i l'equipament d'un exèrcit nacional, les tropes comunistes aniquilen els txètniks. Mihailović aconsegueix fugir, amb 1.000 a 2.000 homes que després dispersen · .

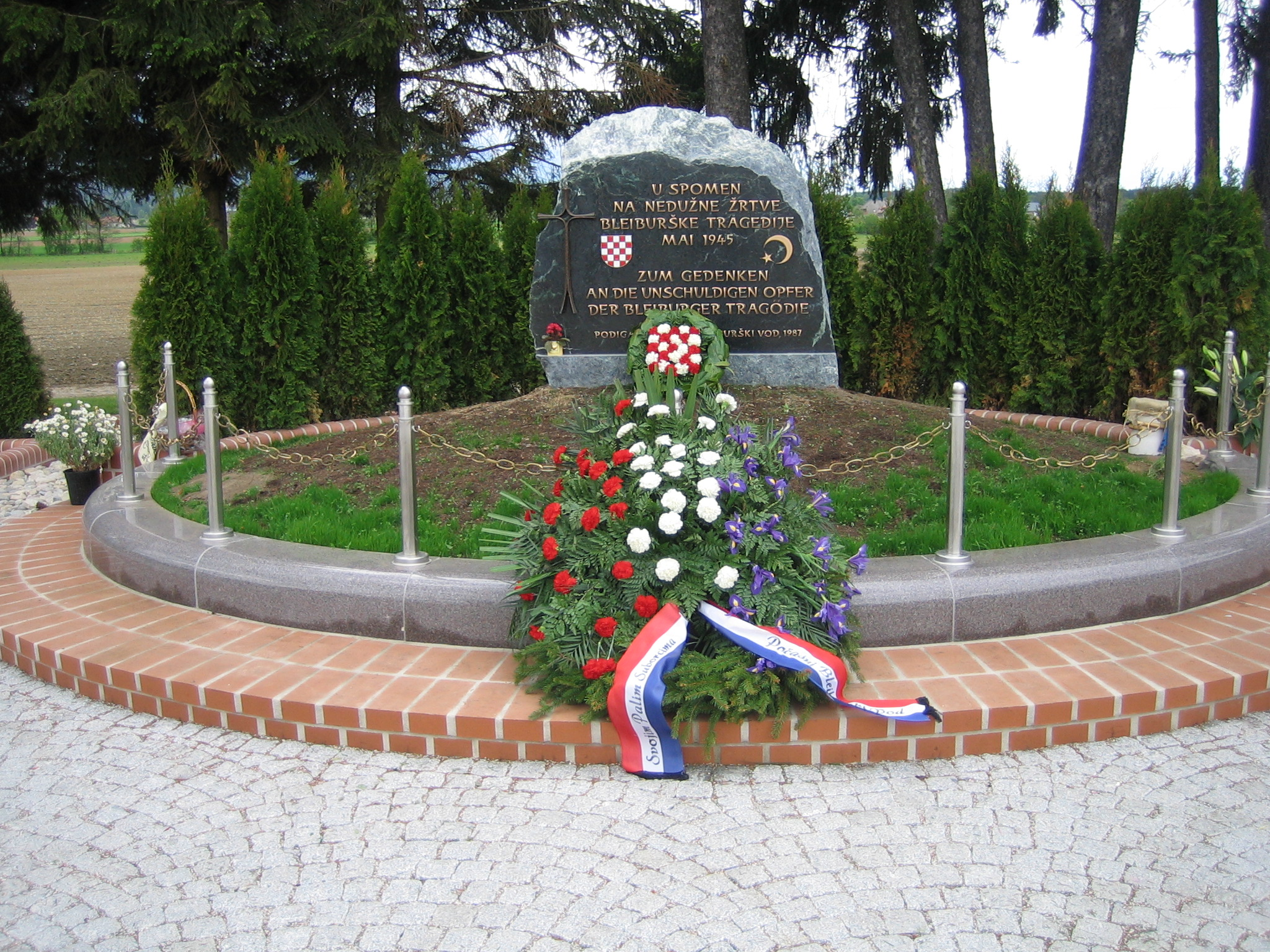
Memorial de la massacre de Bleiburg a Àustria.

Les restes del Grup d'Exèrcits E, comandades per Alexander Löhr, van intentar escapar d'Eslovènia per unir-se a Àustria. Bloquejat pels comunistes, el principal cos es va rendir el 8 de maig. Els iugoslaus capturen entre 175.000 i 200.000 soldats alemanys. La Segona Guerra Mundial, però, continua a Iugoslàvia una setmana després de la capitulació del Reich, amb enfrontaments com la batalla de Poljana: efectivament els alemanys es neguen a rendir-se a les forces de Tito que consideren combatents "irregulars". Les últimes tropes d'Ústaixa fugen a Àustria, on presenten la seva rendició davant els britànicsel 15 de maig de 1945 · .
Si bé van perdre la "cursa per Trieste" a la frontera italo-eslovena, els Aliats occidentals van arribar per contra primer a la Caríntia austríaca, de la qual Tito també tenia previst annexar-se'n una part. Després d'arribar a Àustria, les diverses columnes de fugitius que podrien haver escapat dels comunistes es van rendir als britànics. No obstant això, aquests no volen córrer el risc d'un xoc amb Tito tan bon punt la guerra acabava de finalitzar a Europa: es neguen incloent 15 de maig de la rendició dels homes de la Ústaixa, que havia arribat a la zona de Bleiburg, i qui ha de recular per arribar als comunistes; la majoria dels que havien pogut travessar la frontera austríaca van ser retornats a Iugoslàvia. Molts fugitius d'Eslovènia arriben a Viktring, a la regió de Klagenfurt: són desarmats pels britànics, que els confinen als camps de presoners abans de lliurar-los als comunistes. Els ex-aliats britànics també els lliuren els refugiats txètniks a Àustria, mentre que els desertors de l'Exèrcit Roig són lliurats als soviètics, les tropes del qual també es van unir a Àustria. Dels que van ser capturats o lliurats a l'exèrcit de Tito, alguns són enviats als camps de presoners, però d'altres són morts sense judici. Alguns són morts in situ, mentre que d'altres es veuen obligats a caminar centenars de quilòmetres. A l'arribada, van ser assassinats pels comunistes que ni tan sols van intentar identificar els seus presoners i els seus cossos van ser llançats a fosses comunes, sobretot a l'altiplà de Kočevski Rog a la regió dels Alps Dinàrics. Entre 20.000 i 30.000, o fins i tot 40.000 persones, moltes de les quals van ser culpables de col·laboració, però no de crims de guerra, moren durant aquests assassinats, dels quals el que a vegades s'anomena impròpiament la "massacre de Bleiburg" és l'episodi més conegut.Si bé es mata part de la jerarquia de la Ústaixa, Ante Pavelić aconsegueix fugir. Els líders txètniks Jevđević i Đujić també aconsegueixen marxar a l'estranger, així com monsenyor Rožman fuig d'Eslovènia.

## Cost humà

### Víctimes iugoslaves
| Nacionalitat  | Llista de 1964 | Kočović   | Žerjavić  |
| ------------- | -------------- | --------- | --------- |
| Serbis        | 346,740        | 487,000   | 530,000   |
| Croats        | 83,257         | 207,000   | 192,000   |
| Eslovens      | 42,027         | 32,000    | 42,000    |
| Montenegrins  | 16,276         | 50,000    | 20,000    |
| Macedonians   | 6,724          | 7,000     | 6,000     |
| Musulmans     | 32,300         | 86,000    | 103,000   |
| Altres eslaus | –              | 12,000    | 7,000     |
| Albanesos     | 3,241          | 6,000     | 18,000    |
| Jueus         | 45,000         | 60,000    | 57,000    |
| Gitanos       | –              | 27,000    | 18,000    |
| Alemanys      | –              | 26,000    | 28,000    |
| Hongaresos    | 2,680          | –         | –         |
| Eslovacs      | 1,160          | –         | –         |
| Turcs         | 686            | –         | –         |
| Altress       | –              | 14,000    | 6,000     |
| Desconeguts   | 16,202         | –         | –         |
| Total         | 597,323        | 1,014,000 | 1,027,000 |

| Ubicació             | Nombre de víctimes | Sobrevivents |
| -------------------- | ------------------ | ------------ |
| Bòsnia i Hercegovina | 177,045            | 49,242       |
| Croàcia              | 194,749            | 106,220      |
| Macedònia            | 19,076             | 32,374       |
| Montenegro           | 16,903             | 14,136       |
| Eslovènia            | 40,791             | 101,929      |
| Sèrbia (propis)      | 97,728             | 123,818      |
| AP Kosovo            | 7,927              | 13,960       |
| AP Vojvodina         | 41,370             | 65,957       |
| Desconeguts          | 1,744              | 2,213        |
| Total                | 597,323            | 509,849      |

El govern iugoslau va estimar el nombre de víctimes en 1.704.000 i va presentar la xifra a la Comissió Internacional de reparacions el 1946 sense cap documentació. La xifra incloïa les morts relacionades amb la guerra, però també la població esperada si no hagués esclatat la guerra, el nombre de fills no nascuts i les pèrdues per emigració i malalties. La mateixa xifra va ser presentada posteriorment al Comitè de Reparació Aliat el 1948, però es deia que només es va produir per morts relacionades amb la guerra. Després que Alemanya sol·licités dades verificables, l'Oficina Federal Iugoslava d'Estadístiques va crear una enquesta a tot el país el 1964. El nombre total de morts va ser de 597.323. La llista es va mantenir com un secret d'estat fins al 1989, quan es va publicar per primera vegada.
L'Oficina del Cens dels Estats Units va publicar un informe el 1954 que va concloure que les morts relacionades amb la guerra iugoslava eren de 1.067.000. L'Oficina del Cens dels Estats Units va assenyalar que la xifra oficial del govern iugoslau d'1,7 milions de morts de guerra va ser exagerada perquè «va ser publicada poc després de la guerra i es va estimar sense el benefici d'un cens de postguerra». Un estudi de Vladimir Žerjavić estima que les morts relacionades amb la guerra total són de 1.027.000. Les pèrdues militars s'estimen en 237.000 partisans iugoslaus i 209.000 col·laboradors, mentre que les pèrdues civils en 581.000, inclosos 57.000 jueus. Les pèrdues de les repúbliques iugoslaves van ser Bòsnia 316.000; Sèrbia 273.000; Croàcia 271.000; Eslovènia 33.000; Montenegro 27.000; Macedònia 17.000; i va matar 80.000 estrangers. L'estadístic Bogoljub Kočović va calcular que les pèrdues de guerra reals van ser de 1.014.000. El desaparegut Jozo Tomasevich, catedràtic emèrit d'Economia de la Universitat Estatal de San Francisco, creu que els càlculs de Kočović i Žerjavić «semblen lliures de biaix, podem acceptar-los com a fiables». Stjepan Mestrovic calcula que prop de 850.000 persones van morir en la guerra. Vego cita xifres de 900.000 a un milió de morts. Stephen R. A'Barrow estima que la guerra va causar 446.000 soldats morts i 514.000 civils morts, o 960.000 morts en total de 15 milions de població iugoslava.
Els motius de l'elevat pes humà a Iugoslàvia van ser els següents:
1. Les operacions militars de cinc exèrcits principals (alemanys, italians, útaixa, partisans i txètniks).[415]
2. Les forces alemanyes, sota ordres expresses de Hitler, van lluitar amb una venjança especial contra els serbis, que eren considerats Untermensch.[415] Una de les pitjors massacres durant l'ocupació militar alemanya de Sèrbia va ser la massacre de Kragujevac.
3. Tots els combatents van cometre actes deliberats de represàlia contra poblacions objectiu. Tots els costats van practicar l'assassinat d'ostatges a gran escala. Al final de la guerra, els col·laboradors de la Ústaixa van ser assassinats després de les repatriacions de Bleiburg.[416]
4. L'extermini sistemàtic d'un gran nombre de persones per motius polítics, religiosos o racials. Les víctimes més nombroses van ser serbis assassinats per la Ústaixa. Els txètniks també van matar croats i musulmans. La Ústaixa van massacrar serbis a tot l'Estat independent de Croàcia i especialment a Banija, Kordun, Lika, nord-oest de Bòsnia i l'est de Hercegovina i van matar a altres en camps de concentració com el camp de concentració de Jasenovac.

Els txètniks van realitzar massacres contra musulmans a Bòsnia i Sandžak i croats a Bòsnia i Hercegovina, al nord de Dalmàcia i Lika. Els jueus van ser assassinats en part a camps de tota Iugoslàvia i en part a camps d'Alemanya, Noruega i Grècia després de la deportació. A la província de Ljubljana, les autoritats italianes dirigides per Mario Roatta van terroritzar la població civil eslovena i la van deportar a camps de concentració amb l'objectiu de italianitzar la zona. El gran nombre de víctimes com a conseqüència de la neteja ètnica que la població local va cometre l'una amb l'altra, juntament amb els mètodes d'execució especialment brutals que s'utilitzaven com penjaments en massa, llençats des d'alçades a la matinada, incendis a edificis amb persones a l'interior, etc., - van conduir fins i tot els alemanys que ocupen la zona per expressar xoc a la violència.
Els assassinats en massa per purgues partidistes i a Bleiburg es van fer per raons polítiques i ètniques. La majoria de les víctimes van ser assassinades per associació amb forces feixistes com soldats i col·laboradors o bé eren civils de grups ètnics associats a les forces feixistes com hongaresa, alemanya i italiana.
1. El reduït subministrament d'aliments va causar fam i malalties.[422]
2. El bombardeig aliat de les línies de subministrament alemanyes va causar víctimes civils. Les localitats més afectades van ser Podgorica, Leskovac, Zadar i Belgrad.[423]
3. Les pèrdues demogràfiques per una reducció de 335.000 en el nombre de naixements i emigracions d'uns 660.000 habitants no s'inclouen amb les baixes de guerra.[423]

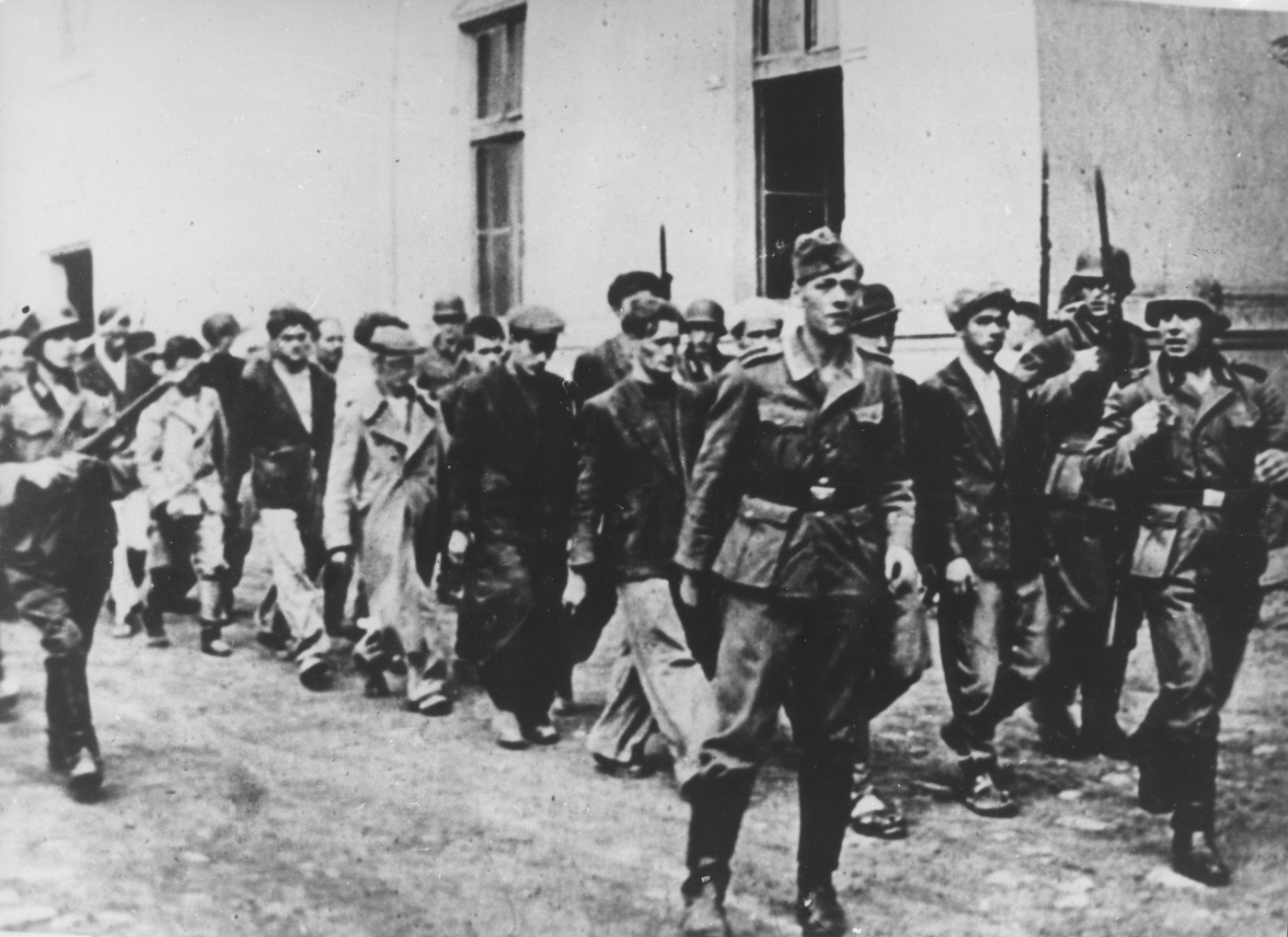
Els alemanys escortant gent de Kragujevac i els seus voltants per ser executats.

EslovèniaA Eslovènia, l'Institut d'Història Contemporània de Ljubljana va llançar una investigació completa sobre el nombre exacte de víctimes de la Segona Guerra Mundial a Eslovènia el 1995. Després de més d'una dècada de recerca, el 2005 es va publicar l'informe final. una llista de noms. El nombre de víctimes es va fixar en 89.404. La figura també inclou les víctimes d'assassinats sumaris per part del règim comunista immediatament després de la guerra (al voltant de 13.500 persones). Els resultats de la investigació van suposar un xoc per al públic, ja que les xifres reals van ser més del 30% superiors a les estimacions més altes durant el període iugoslau. Fins i tot comptant només el nombre de morts fins al maig de 1945 (excloent així els presoners militars assassinats per l'exèrcit iugoslau entre maig i juliol de 1945), el nombre continua sent considerablement superior al de les estimacions anteriors més elevades (al voltant de 75.000 morts enfront d'una estimació prèvia de 60.000).
Hi ha diverses raons per a aquesta diferència. La nova investigació completa també va incloure eslovens assassinats per la resistència partisana, tant en batalla (membres de les unitats col·laboratives i anticomunistes), com civils (al voltant de 4.000 entre 1941 i 1945). A més, les noves estimacions inclouen tots els eslovens d'Eslovènia ocupats pels nazi que van ser redactats a la Wehrmacht i van morir en la batalla o als camps de presoners durant la guerra. La figura també inclou els eslovens de la Marxa Juliana que van morir a l'Exèrcit Italià (1940–43), els de Prekmurje que van morir a l'Exèrcit hongarès, i els que van lluitar i van morir en diverses unitats aliades (majoritàriament britàniques). La xifra no inclou víctimes de l'Eslovènia veneciana (tret dels que es van unir a les unitats partisanes eslovenes), ni inclou les víctimes entre els eslovens carintians (de nou amb l'excepció dels que lluiten a les unitats partisanes) i els eslovens hongaresos. El 47% de les víctimes mortals van ser partisans, el 33% eren civils (dels quals el 82% van ser assassinats per les potències de l'Eix o la guàrdia eslovena) i el 20% dels membres de la guàrdia eslovena.

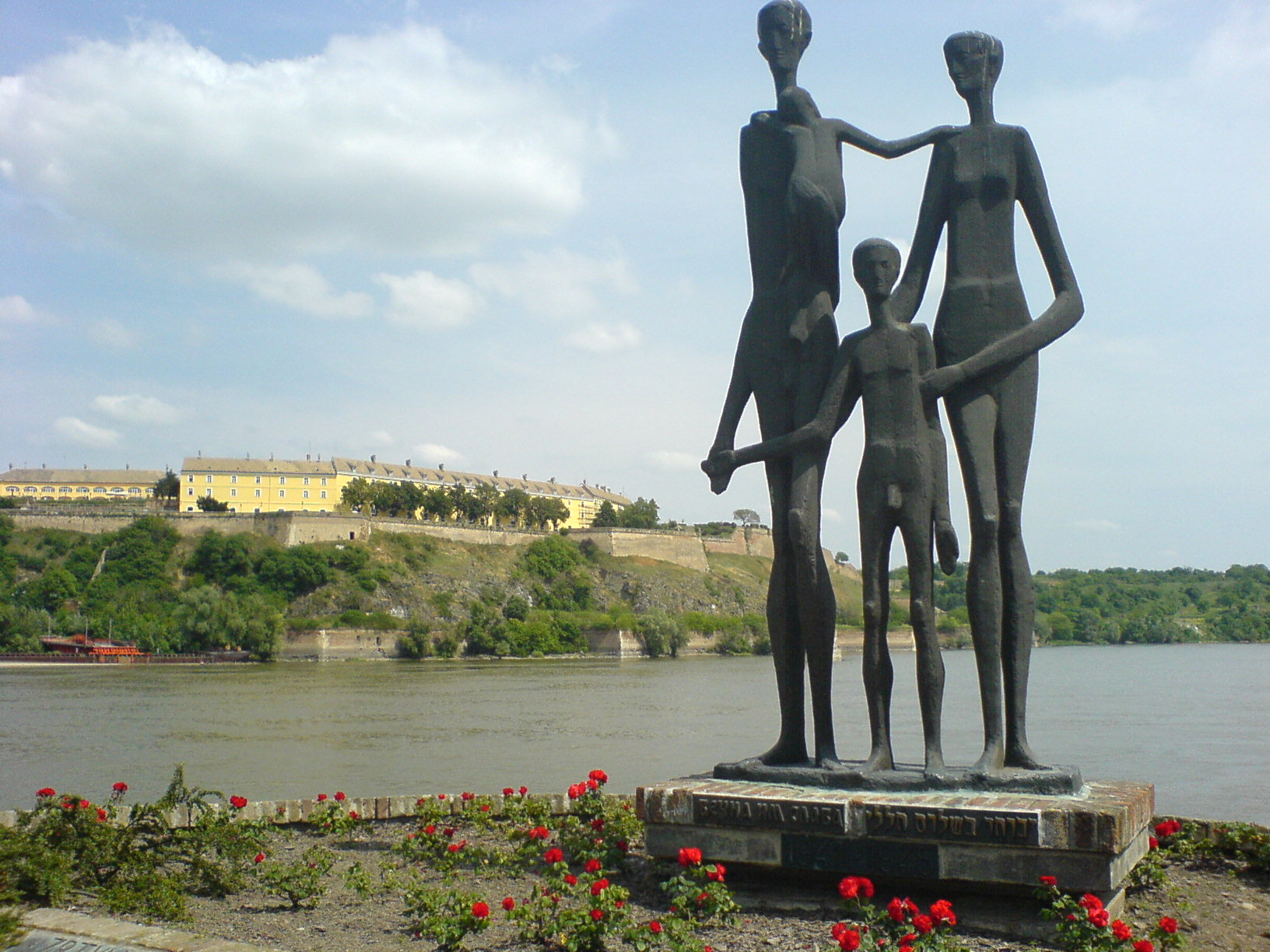
El Monument a les víctimes del feixisme a Novi Sad (Sèrbia).

Territori del NDHSegons la investigació de Žerjavić sobre les pèrdues dels serbis al NDH, 82.000 van morir com a membres dels partisans iugoslaus, i 23.000 com a col·laboradors dela txètniks i de l'Eix. De les víctimes civils, 78.000 van ser assassinats per la Ústaixa en terror directe i en camps, 45.000 per forces alemanyes, 15.000 per forces italianes, 34.000 en batalles entre els Ústaixa, els txètniks i els partisans, i 25.000 van morir de tifus. Altres 20.000 van morir al camp de concentració de Sajmište.
Žerjavić va estimar l'estructura de les pèrdues reals de guerra i postguerra de croats i bosnians. Segons les seves investigacions, entre 69.000 i 71.000 croats van morir com a membres de les forces armades del NDH, entre 43.000 i 46.000 com a membres dels partisans iugoslaus, i entre 60.000 i 64.000 com a civils, al terror directe i als camps. Pel que fa a bosnians, inclosos els musulmans de Croàcia, va estimar que 29.000 van morir com a membres de les forces armades del NDH, 11.000 com a membres dels partisos iugoslaus, mentre que 37.000 eren civils. Del total de víctimes civils croates i bosnians a la NDH, la seva investigació va demostrar que 41.000 morts civils van ser causades pels txètniks, 24.000 pels Ústaixa, 16.000 pels partisans, 11.000 per les forces alemanyes i 8.000 per les forces italianes.
Els investigadors individuals que afirmen la inevitabilitat d'utilitzar la identificació de víctimes i víctimes mortals amb noms individuals han plantejat objeccions greus als càlculs i estimacions de Žerjavić de les pèrdues humanes mitjançant mètodes estadístics estàndard i consolidació de dades de diverses fonts, remarcant que aquest enfocament és insuficient i poc fiables per determinar el nombre i el caràcter de les víctimes i víctimes mortals, així com l'afiliació dels autors dels crims.
A Croàcia, la Comissió per a la Identificació de les Víctimes de la Segona Guerra Mundial i de la Segona Guerra va estar activa des del 1991 fins al Setè Govern de la república, sota el primer ministre Ivica Račan va acabar la comissió el 2002. Als anys 2000, Es van establir comissions encobertes de masses a Eslovènia i Sèrbia per documentar i excavar fosses massives de la Segona Guerra Mundial.

### Baixes alemanyes
Segons les llistes de víctimes alemanyes citades per The Times el 30 de juliol de 1945, a partir de documents trobats entre els efectes personals del general Hermann Reinecke, cap del departament de relacions públiques de l'Alt Comandament alemany, el total de víctimes alemanyes als Balcans va ascendir a 24.000 morts i 12.000. desaparegut, no s'esmenta cap figura pels ferits. La majoria d'aquestes víctimes que van patir als Balcans van ser infligides a Iugoslàvia. Segons l'investigador alemany Rüdiger Overmans, les pèrdues alemanyes als Balcans van ser més de tres vegades superiors - 103.693 en el transcurs de la guerra, i unes 11.000 que van morir com a presoners de guerra iugoslaus.

### Baixes italianes
Els italians van sofrir 30.531 baixes durant la seva ocupació de Iugoslàvia (9.065 morts, 15.160 ferits, 6.306 desapareguts). La relació d'homes morts / desapareguts i homes ferits era infreqüentment elevada, ja que els partidaris iugoslaus solien assassinar presoners. Les seves pèrdues més elevades es van produir a Bòsnia i Hercegovina: 12.394. A Croàcia el total va ser de 10.472 i a Montenegro 4.999. La Dalmàcia era menys bel·licosa: 1.773. La zona més tranquil·la va ser Eslovènia, on els italians van patir 893 baixes. 10.090 italians més van morir després de l'armistici, ja van ser assassinats durant l'operació Achse o després d'unir-se als partisans iugoslaus.

## Els factors de la victòria de Tito

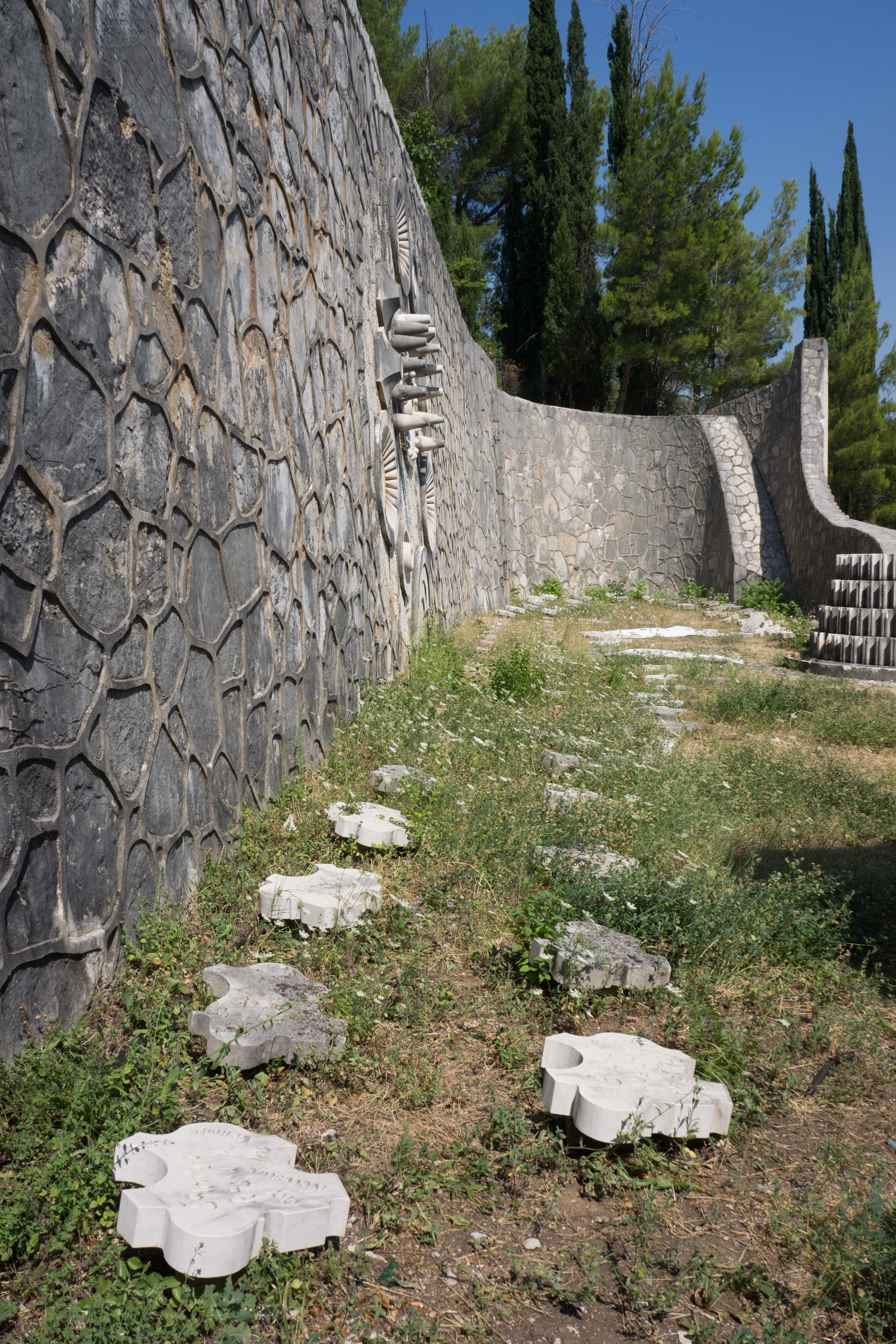
El cementiri commemoratiu dels Partisans a Mostar (Bòsnia i Hercegovina).

La historiografia occidental actualment tendeix a considerar que la reversió dels Aliats occidentals a favor dels Partisans, si bé va tenir la seva importància i causà moltes controvèrsies durant i després de la guerra, no va ser el factor més decisiu en la victòria de Tito. Els Partisans han garantit sobretot la dominació sobre el terreny gràcies a la seva bona organització militar, en ser els únics a lluitar contra els ocupants constantment i a convertir-se en l'únic moviment capaç d'encarnar una lluita d'alliberament nacional en la qual tots els pobles iugoslaus es podrien reconèixer mútuament. Els comunistes van saber transcendir el caràcter ideològic de la seva lluita i, aprofitant la dimissió o l'aniquilació de les elits polítiques de preguerra, es van presentar com un moviment d'alliberament "popular" que proposava una alternativa al sistema. monarquia centralista i un ideal de progrés social. Els Partisans no van ser en cap cas un moviment moderat, com ho demostren les sagnants purgues realitzades durant i després del conflicte: tenien, tanmateix, l'avantatge decisiu de no dur a terme una neteja ètnica a gran escala contra poblacions particulars, fent que el contràriament a la "fraternitat" entre els pobles iugoslaus un dels seus principals eslògans. Això els va permetre, mentre que representaven principalment serbis a les seves files el 1941, després d'atreure reclutes de totes les nacionalitats.
En canvi, els txètniks van ser víctimes de la seva identitat gairebé sèrbia, del caràcter massa esporàdic de les seves accions de resistència i després del seu pas a la col·laboració, però sobretot de la seva desorganització que els va impedir, a diferència dels Partisans, transformar-se en un moviment realment unificat. Va ser el seu major impossible d'aconseguir un front comú amb altres forces anticomunistes. Diversos autors també han assenyalat les diferències entre Tito i Mihailović, el primer demostra ser un líder molt més eficient i carismàtic que el segon. Stevan K. Pavlowitch subratlla en aquest sentit que Mihailović, desproveït d'una visió estratègica real, apareixia sovint desbordat per la seva tasca mentre Tito, si també va cometre errors, va poder restaurar la situació després. en el seu avantatge. Jozo Tomasevich jutja que el fracàs de Mihailović s'explica per la seva incapacitat per evolucionar per estar a l'altura dels reptes que havia d'afrontar, a diferència de Tito. Basat part de la seva estratègia en una col·laboració tàctica amb els ocupants, el líder dels txètniks també posa en una situació impossible, massa complexes per les seves capacitats i que amb el temps podria tornar-se contra ell. L'historiador francès Philippe Masson compara el contrast entre Tito - "formidable estratega i tàctic consumat" - i Mihailović - "valent soldat" amb "intel·ligència limitada" - amb el entre de Gaulle i Giraud.

## La postguerra

### De la monarquia a la federació comunista

Escut de la República Federal Socialista de Iugoslàvia, amb la menció del 29 de novembre de 1943, data de la proclamació d'un govern pel Consell Antifeixista d'Alliberament Nacional.

Iugoslàvia surt del conflicte arruïnat: a més del peatge humà de la guerra, la destrucció material s'avalua en 46.900 milions de dòlars, cinquanta vegades major que la renda nacional anual del país abans de la guerra. Quan el país comença la seva reconstrucció, Tito es compromet després de la seva victòria per aconseguir el poder absolut. Els tres ministres no comunistes, marginats, abandonen el govern l'un després de l'altre: Šubašić dimiteix a l'octubre.
El Partit Comunista, que ha explotat fins a assolir fins a 140.000 membres, transforma la seva coalició en un Front Nacional, sota la bandera del qual fa eleccions a l'Assemblea Constituent. La votació, que es fa al novembre, està preparada en condicions completament irregulars: impedida la seva campanya, el Partit Camperol Croat i el Partit Demòcrata retiren els seus candidats i el Front Nacional, únic als comicis, guanya oficialment amb el 90% dels vots.
El 29 de novembre de 1945- segon aniversari del segon congrés de l'AVNOJ -, l'Assemblea Constituent es reuneix i aboleix oficialment la monarquia. El país es converteix en la República Popular Federal de Iugoslàvia (en endavant “República Federal Socialista ...”); Sèrbia (amb Kosovo com una província autònoma), Croàcia, Bòsnia i Hercegovina, Montenegro, Eslovènia i Macedònia es converteixen en "repúbliques populars" federades.
Pere II va morir a l'exili el 1970, sense haver pogut tornar mai a Iugoslàvia. L'ex-família reial va ser autoritzada a tornar al país el 1990; el 2013, més de quaranta anys després de la seva mort, Pere II va rebre un funeral d'Estat a Sèrbia.

### La crisi de Trieste
Si bé aconsegueixen reconstituir sota el seu control Iugoslàvia, els comunistes fracassen en els seus propòsits sobre Trieste: després d'haver ocupat la ciutat durant quaranta dies, l'han d'evacuar el juny de 1945. L'URSS vol evitar un conflicte sobre aquest tema amb els aliats i ha deixat de donar-los suport. Les forces de Tito continuen ocupant part de la regió i reivindiquen el seu territori, en detriment d'Itàlia. La "crisi de Trieste" va provocar la divisió de la Venècia Júlia en dues zones d'ocupació, una administrada pels angloamericans i una altra pels iugoslaus.
El Tractat de París (1947) atorga a Iugoslàvia a la major part de la regió d'Ístria, part de Venècia Júlia i l'antic enclavament italià de Zadar a Dalmàcia; la ciutat de Trieste i la resta de l'àrea que Tito volia annexar formen el Territori Lliure de Trieste, a l'espera de la resolució de la disputa territorial amb Itàlia. La zona sota autoritat iugoslava va experimentar un èxode de poblacions italianes: entre 200.000 i 300.000 persones van emigrar entre 1945 i 1954, data en què el territori lliure va deixar de ser dividit entre Itàlia i les repúbliques iugoslaves d'Eslovènia i de Croàcia,. Tanmateix, cal esperar al 10 de novembre de 1975 que el Tractat d'Osimo acabi definitivament totes les disputes territorials entre Iugoslàvia i Itàlia, consagrant la frontera entre els dos països.

### Purificació sagnant a Iugoslàvia
Després d'haver obtingut una victòria militar, els comunistes van gaudir d'un autèntic suport popular el 1945 a causa del caràcter sovint heroic de les seves batalles, la seva composició multiètnica i el seu programa de federació que va semblar a molts com una solució atractiva per als problemes de nacionalitats de Iugoslàvia. Tito va utilitzar immediatament mètodes estalinistes despietats per afirmar la seva autoritat: el final del conflicte va ser seguit per una repressió política terrible, mentre que els comunistes van eliminar les últimes bosses de la resistència Txètnik i Ústaixa, van dur a terme purgues massives i van arreglar els seus comptes executant o empresonant els col·laboradors reals o suposats. Des de llavors, el nou règim s'ha enfrontat a Kosovo, a una insurrecció que continua a Drenica i fins a la frontera albanesa; entre 30.000 i 40.000 soldats i agents de l'OZNA van ser enviats per sufocar la revolta. Els insurgents albanesos van ser finalment aplastats entre març i l'estiu de 1945 a costa d'una repressió violenta. John R. Lampe evoca una xifra de 100.000 morts a tota Iugoslàvia durant el període 1945-1946. No obstant això, els resultats de la repressió podrien ser encara majors: Robert Service presenta la xifra de 250.000 víctimes durant 1945-1947. A Eslovènia - un país que havia patit menys del conflicte que altres parts de Iugoslàvia - la purificació va ser especialment brutal: el 2009, una comissió eslovena va identificar 600 fosses al país, que contenien al voltant de 100.000 cadàvers.

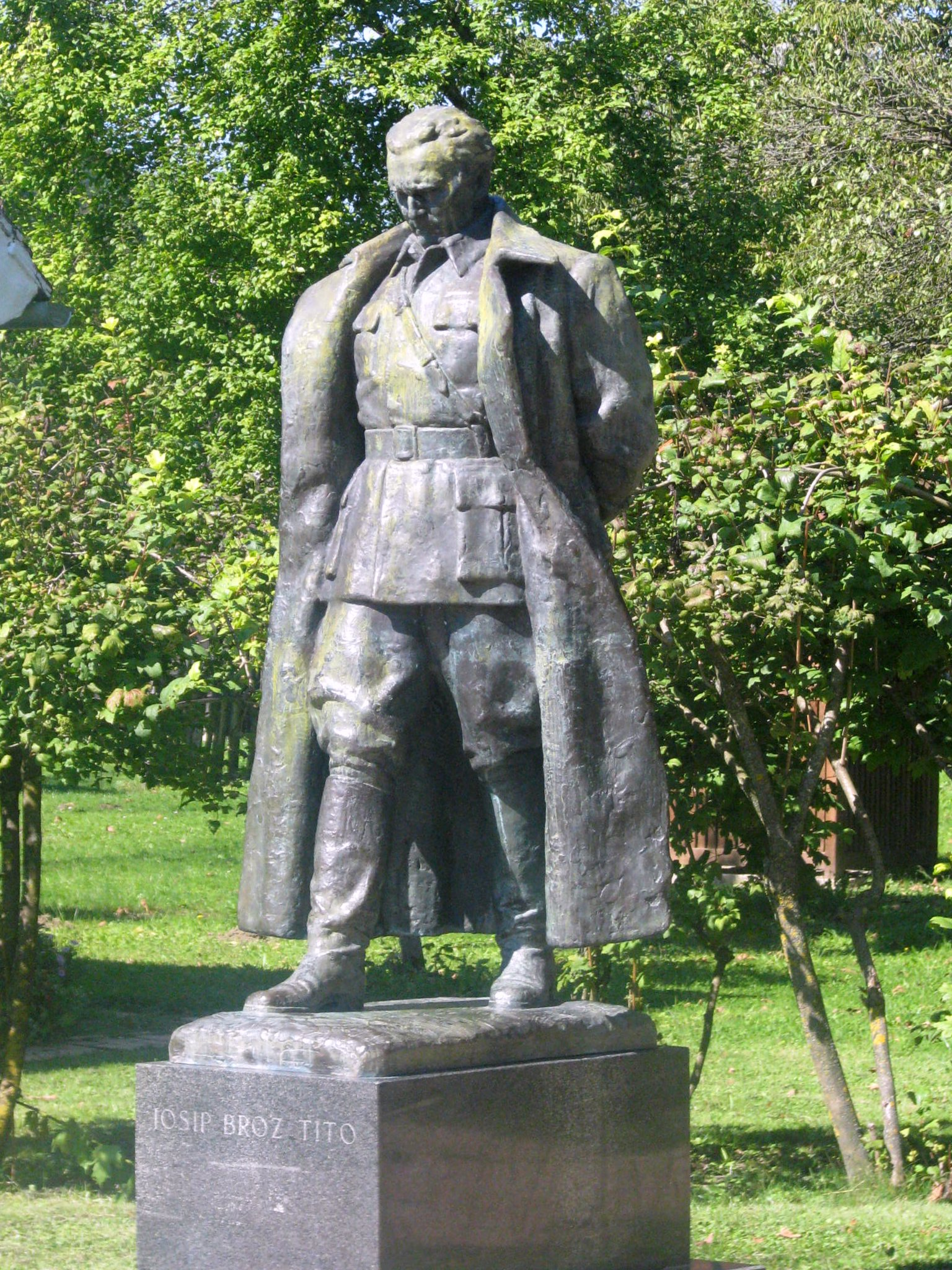
Estàtua del mariscal Tito prop del seu lloc de naixement a Kumrovec (Croàcia).

En el període immediat després de la guerra, la Iugoslàvia de Tito va ser el règim comunista més violent del bloc de l'Est que s'estava formant. El sistema de partits únics s'imposa allà més ràpidament que en qualsevol altre lloc, l'OZNA està realitzant campanyes de terror a gran escala i les execucions són tan nombroses que el mateix Tito demana al desembre de 1945 més moderació, dient que amb tal grau de violència, la mort ja no fa por a ningú. Els opositors són objecte de persecucions i arrestos, mentre que tots els opositors es presenten com a traïdors i criminals com els ústaixos o del ZBOR. Desenes de membres de diferents clergats van ser assassinats o executats i molts altres empresonats oficialment per la seva actitud durant la guerra. La repressió exercida pels comunistes contra els cercles clericals té com a objectiu, en particular, els sacerdots catòlics, molts dels quals van col·laborar amb els ocupants o amb la Ústaixa, i en particular els franciscans de Bòsnia i Hercegovina que van recolzar fortament el règim de Zagreb; clergues ortodoxos i, aparentment, en menor mesura, també són víctimes els musulmans. La meitat dels religiosos de la diòcesi de Ljubljana són condemnats per col·laboració, i diversos són executats. Monsenyor Stepinac, per ser massa crític amb el nou règim, amb el temps també se l'acusa de col·laboració amb Pavelic, i condemnat a presó.. A més del tracte que van patir els italians, la minoria alemanya és un altre objectiu el nou règim: la població alemanya de Iugoslàvia, present a la regió des del segle XVIII, i que ascendia a mig milió de persones abans de la guerra, és internada en camps i després gairebé completament expulsada. Molts hongaresos de Vojvodina, acusats de crims de guerra, són executats o deportats, i les seves propietats van ser confiscades i després redistribuïdes a no hongaresos.
Draža Mihailović, capturat el març de 1946, va ser jutjat en companyia de diversos membres de la seva organització, però també antics col·laboradors del règim de Nedić i còmplices de Ljotić. Els antics membres del govern a l'exili, inclosos els ex-primers ministres Slobodan Jovanović i Božidar Purić - són jutjats en absència durant el mateix judici. El cap dels txètniks és condemnat a mort per col·laboració i crims de guerra, després afusellat Milan Nedić, arrestat a Àustria i lliurat al nou règim, aparentment, se suïcida a la presó abans que ser jutjat. Leon Rupnik, també extradit d'Àustria, és condemnat a mort i executat. Entre els líders de les tropes ocupants, el general Alexander Löhr, fet presoner pels iugoslaus, fou jutjat i executat el 1947 a Belgrad per crims de guerra L' excomandant italià Mario Roatta, que el govern iugoslau volia jutjar, aconsegueix evitar l'extradició.
Els serveis secrets iugoslaus també van treballar en els anys següents per trobar i assassinar col·laboradors exiliats a l'estranger. El 1957, Ante Pavelić, que s'havia refugiat a l'Argentina, va resultar greument ferit en un atac atribuït al règim de Tito; va morir dos anys després de les seves ferides.

### Evolució del règim de Tito després de 1948
Si bé Tito es va mostrar inicialment com un lleial estalinista, la seva independència –que el va portar sobretot a les ambicions diplomàtiques als Balcans i a donar suport als comunistes grecs durant la guerra civil de 1946-1949 – va molestar ràpidament a Stalin, que finalment va portar a el 1948 a la ruptura soviètic-iugoslava.
Tito era, per a la seva sorpresa, desterrat del món comunista, mentre que Iugoslàvia va ser denunciada per l'URSS com a país “hitlerista-feixista” La República Popular d'Albània d'Enver Hoxha, un país fins aleshores sota influència iugoslava, va aprofitar l'oportunitat per emancipar-se del seu veí alineant-se amb Stalin.
El líder iugoslau, però, va aconseguir mantenir-se al poder, derrotant les expectatives de Stalin que pensava que el derrocarà fàcilment: al contrari, va purgar el Partit Comunista de Iugoslàvia dels seus quadres pro-soviètics, molts dels quals, com Andrija Hebrang o Arso Jovanović, són empresonats o assassinats. Tito va decidir aleshores, en el context de la guerra freda, d'establir bones relacions amb Occident. Ara el suport financer dels Estats Units, la Iugoslàvia comunista opta per la neutralitat internacional - va ser cofundadora del Moviment dels No Alineats - i descentralitza gradualment, les seves institucions per preservar l'equilibri entre nacionalitats. Tito es va reconciliar el 1955 amb els soviètics, però va conservar la seva independència i neutralitat.

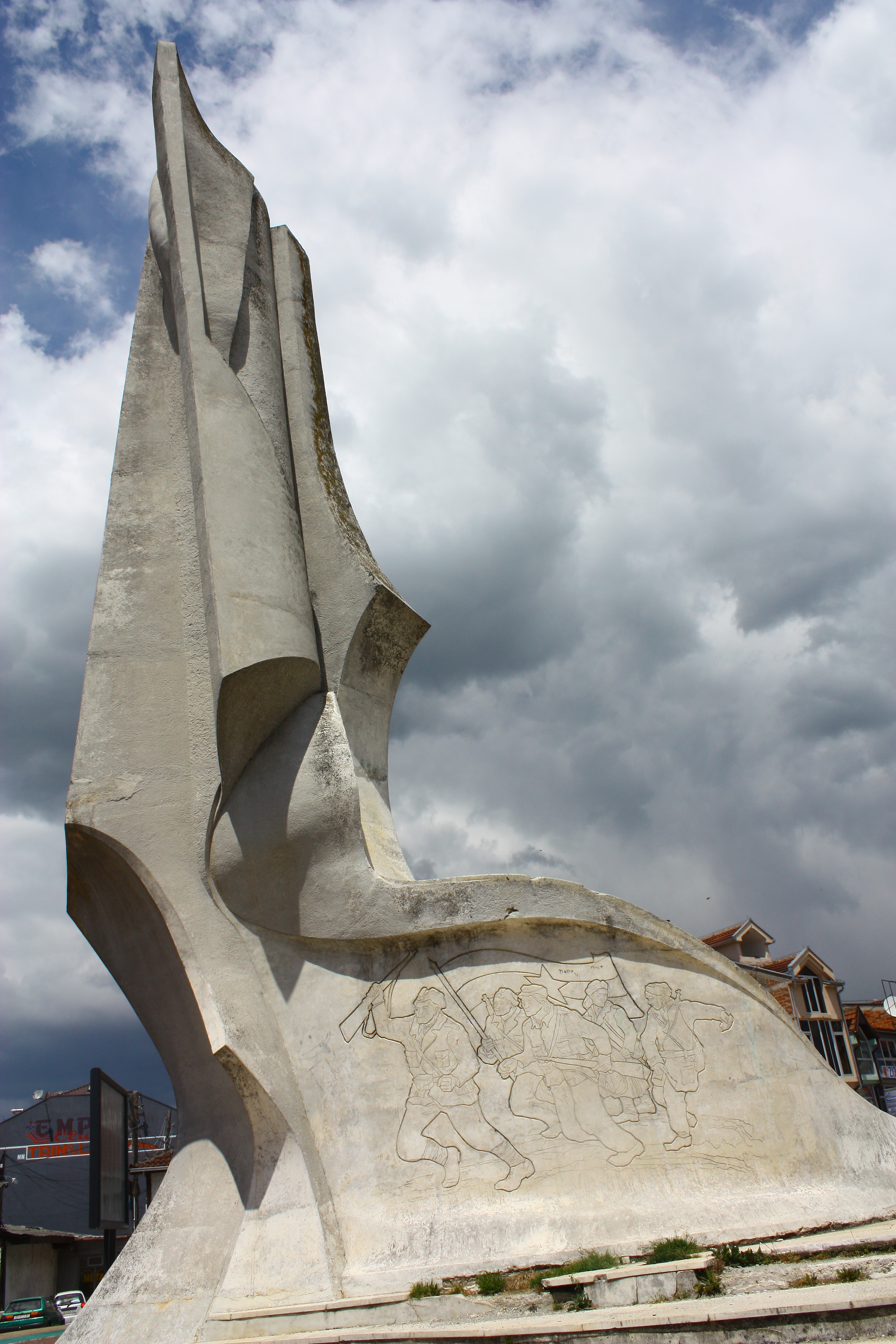
Monument a la revolució a Struga (Macedònia).

Després d'haver estat un règim especialment dur, la Iugoslàvia comunista experimenta, tot i ser un estat de partit únic, un autèntic "detent" polític, així com una obertura econòmica que permet a la població millorar les seves condicions de vida: el "titisme" a Occident va adquirir la imatge d'una forma alternativa de comunisme, considerat més liberal que el que es practicava a l'URSS.

### Historiografia
Un tema àmpliament discutit per autors anglosaxons i italians, però molt poc pel francès, l'estudi del teatre iugoslau de la segona guerra mundial va ser, després de la guerra, l'ocasió de moltes controvèrsies a l'Occident - mantingudes tant pel sistema polític del país que no pas per l'estatut particular de Iugoslàvia, un estat comunista recolzat pel "món lliure" durant la guerra freda, que també té en compte els mèrits de cada moviment de resistència i la correcció de les opcions estratègiques dels aliats. Les opinions polítiques dels autors, però també els judicis d'alguns dels actors de l'època - han contribuït a fer més intenses les controvèrsies. La tesi que l'abandonament dels txètniks per part dels aliats no era del tot mereixida i que Mihailović només fou víctima d'una campanya de desinformació, és particularment present en autors anticomunistes.Durant els primers anys després de la guerra, l'estudi del període es va complicar pel fet que una gran part de les fonts disponibles, inclòs en anglès, provenien d'autors implicats en el tema, inclosos historiadors iugoslaus. autoritzats pel règim comunista o, per contra, per exiliats polítics-monàrquics o d'altres- ansiosos de defensar el seu camp.
El paper jugat pels txètniks i l'elecció de Churchill per deixar de donar suport a aquests últims és notablement objecte de judicis diametralment oposats, certs autors defensant amb passió els txètniks, o fins i tot situant la responsabilitat de Churchill només a les espatlles de Iugoslàvia al camp comunista - altres que defensen la decisió del primer ministre britànic amb igual convicció. La disputa es nodreix de diversos treballs publicats després de la guerra per actors del període, que tenen sobre ell idees oposades: aquest és el cas particular dels llibres escrits pels antics oficials d'intel·ligència Maclean, Deakin i Seitz, els dos primers compartint les opinions de Tito i Churchill i el tercer defensant la memòria de Mihailović. Va ser només en 1970 que l'aixecament del secret de defensa per a la comprensió de la importància crucial del desxifrat d'Ultra i relativitzar el paper de la desinformació que hi havia beneficiat els comunistes.
A més, el diplomàtic i historiador nord-americà Walter R. Roberts provoca el 1973 una crisi amb Iugoslàvia, al revelar en el seu llibre "Tito, Mihailovic i els Aliats" les negociacions dels Partisans amb els alemanys durant l'operació Weiss; només a poc a poc es va reconèixer aquest episodi com a autèntic, incloent-hi alguns actors de l'època com Djilas, que, mentrestant, s'havia convertit en un oponent de Tito.
Els avenços de la investigació, la desclassificació dels documents i la fi del comunisme a Iugoslàvia van fer possible desmitificar el període en part i jutjar d'una manera menys apassionada els respectius papers de Tito, Mihailović i els altres actors del conflicte, però sense posar fi a totes les controvèrsies, ja sigui a l'antiga Iugoslàvia o a l'Oest: una biografia de Mihailović, publicada a França el 1999 pel periodista Jean-Christophe Buisson, presenta així el cap dels txètniks com un «heroi traït pels aliats», sacrificat injustament per Churchill. Alguns episodis, molt amagats, només es revelen de forma molt gradual: a més de les "repatriacions" de Bleiburg i dels altres delictes de purificació, temes que es discuteixen tardament a l'Antiga Iugoslàvia com en un altre lloc, les massacres del foibe són gairebé ignorades per la historiografia i la classe política italiana durant dècades i no va ser fins al 2004 que Itàlia va instituir un Dia del Recordo en memòria de les seves víctimes.

### El record de la guerra a Iugoslàvia, des del temps de Tito fins al desmembrament del país

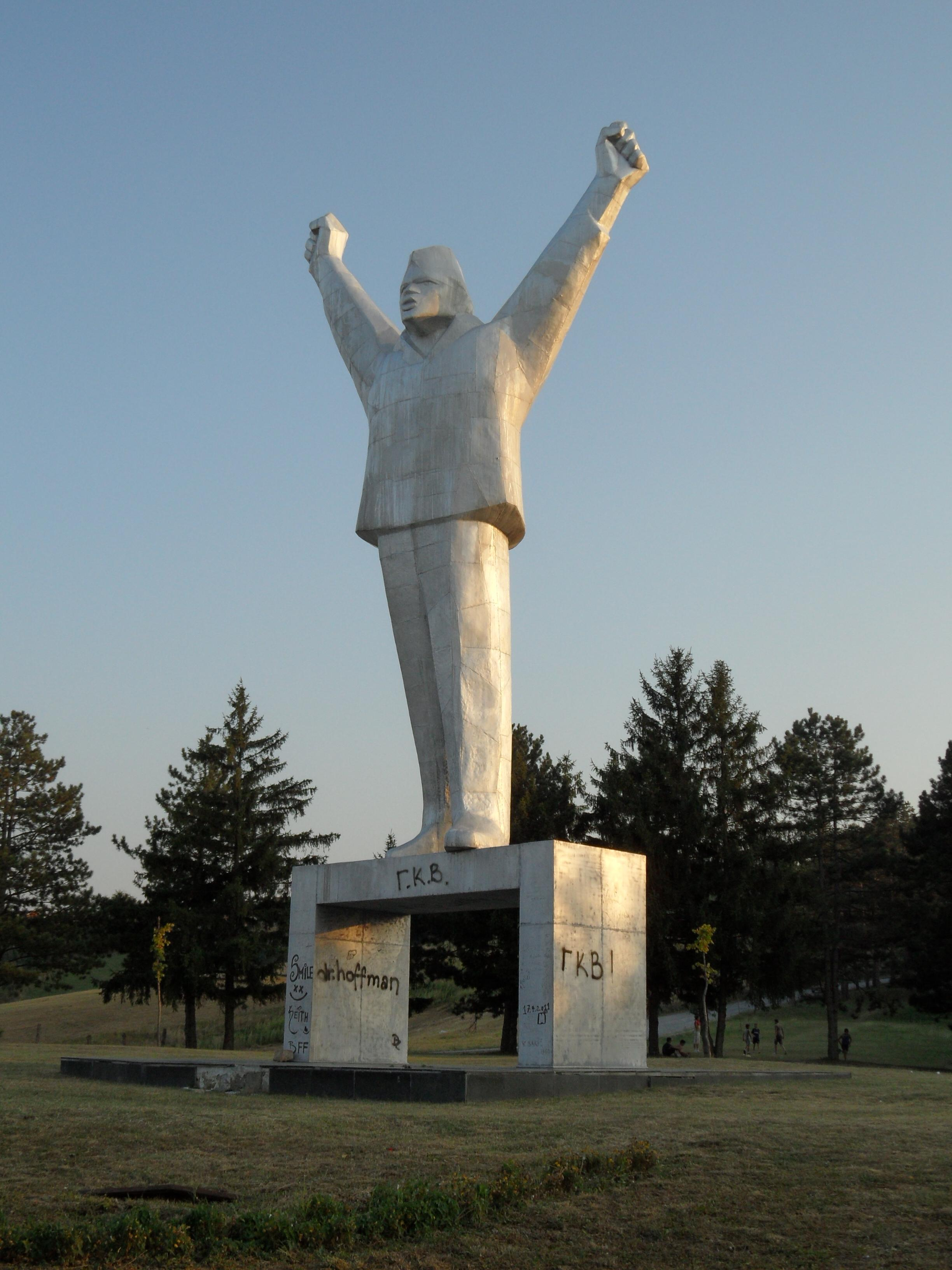
Monument a la Resistència -a imatge de Stjepan Filipović- a Valjevo (Sèrbia).

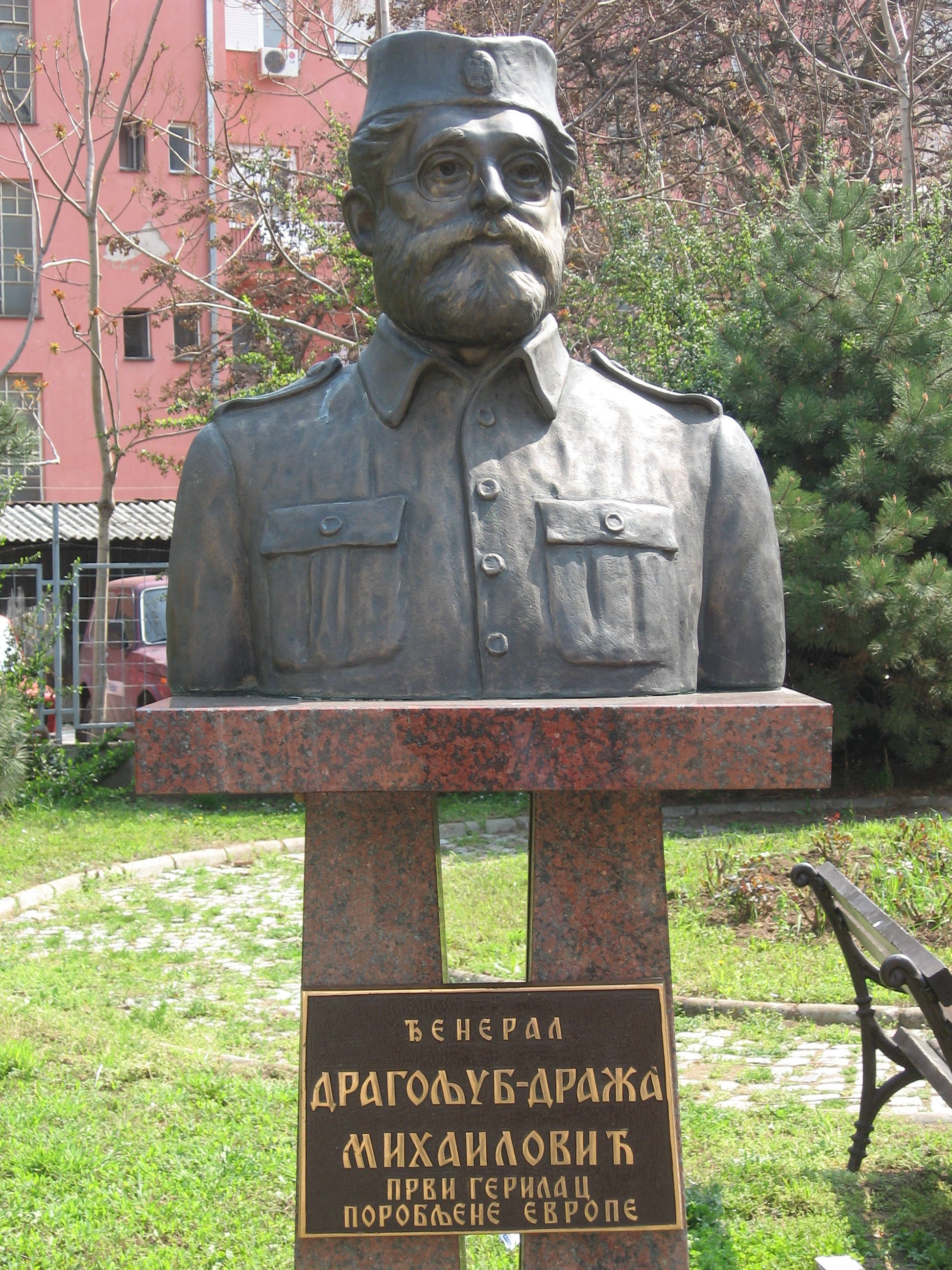
Monument a Draža Mihailović, a Niš, Sèrbia

La “Guerra d'Alliberament Nacional”, de la qual només es presenta una versió simplificada i maniquea, va romandre fins al final de la Guerra Freda el "mite fundacional" del règim comunista iugoslau, tant per facilitar la convivència entre nacionalitats, però també per legitimar el regnat del partit únic .
El període 1941-1945 només s'estudia i s'ensenya molt imperfectament sota la Iugoslàvia comunista, que només ofereix una lectura marxista distorsionada, on s'imputen la col·laboració, les atrocitats i massacres en termes de lluita de classes, als "explotadors", "capitalistes", "burgesos", "no patriotes" i altres "contrarevolucionaris". Una gran part dels crims comesos durant la guerra són passats en nom de la "germanor" i la "igualtat" dels pobles iugoslaus, mentre que els d'Ústaixa i txètniks són recordats definitivament. Els crims de guerra comunistes, com l'afer Bleiburg, van romandre tabú durant dècades –a excepció de certs episodis, atribuïts pels historiadors comunistes a la “desviació d'esquerres” i només van ser reconeguts oficialment a principis dels anys noranta · .
Al llarg dels anys, Iugoslàvia ha erigit molts monuments de guerra, destinats tant a commemorar el conflicte com a afirmar el poder, la unitat i la singularitat del país. Molts dels construïts a les dècadaes dels seixanta i setanta es distingeixen pel seu estil molt contemporani, fàcilment abstracte i allunyat del realisme socialista, el règim volent evitar el màxim possible exaltar nacionalitats o personalitats particulars. Més tard, després de la ruptura de Iugoslàvia, una gran part d'aquests monuments són abandonats,fins i tot vandalitzats per grups nacionalistes o d'extrema dreta. La memòria de la guerra, a més de la seva versió oficial, també es retransmet a la indústria del cinema iugoslau,on les "pel·lícules de Partisans " es converteix en un gènere per si mateix
La mort de Tito en 1980, priva a Iugoslàvia del seu principal ciment polític, mentre que la situació econòmica s'ha deteriorat · ,i les demandes nacionalistes, sempre reprimides, continuen expressant-se tant Sèrbia com a Croàcia o Bòsnia i Hercegovina. Al context del col·lapse del comunisme europeu a finals dels anys vuitanta s'afegeix, a Iugoslàvia, l'auge dels nacionalismes.
La Iugoslàvia òrfena de Tito torna a ser embruixada per la memòria de la Guerra Mundial, que va contribuir a accelerar la seva ruptura i va impulsar l'odi ètnic i polític durant les guerres civils que van separar la federació entre 1991 i 2001. El patrimoni dels txètniks és així reivindicat per nacionalistes serbis, més o menys moderats com Vuk Drašković, o radicals com Vojislav Šešelj; aquest últim, líder de l'extrema dretasèrbia, també és nomenat "voivoda dels Txètniks" per Momčilo Đujić que aleshores vivia a l'exili als Estats Units. En canvi, es posa en dubte la versió oficial del combat dels Partisans, mentre que el funcionament del sistema iugoslau és rebutjat en conjunt i l'ideologia comunista fou abandonada oficialment el 1992. Al final de Iugoslàvia, la figura de Tito està condemnada a les injúries dels nacionalistes serbis, que l'acusen de la divisió del poble serbi per les fronteres arbitràries i de la creació artificial de les nacionalitats musulmanes i macedonies. Mihailović, presentat de nou com a heroi en determinades parts de l'opinió sèrbia, continua sent una personalitat controvertida, en particular pel que fa a l'extensió de la seva col·laboració amb els ocupants i el grau de control que exercia sobre els seus txètniks..
A partir del 1993, Croàcia va concedir una pensió als veterans de les forces anticomunistes, de la qual cosa també es va beneficiar els antics membres de la Ústaixa. El 2004 i el 2006, Sèrbia promulga lleis que rehabiliten els txètniks i els fan resistents en igualtat de condicions amb els Partisans. Després d'un procediment iniciat el 2006 pel seu net Vojislav, Draža Mihailović va ser oficialment rehabilitat per l'Alt Tribunal de Belgrad el 14 de maig de 2015, la qual cosa genera controvèrsies dins de la classe política sèrbia, així com noves tensions entre Sèrbia i Croàcia.
En els darrers anys del règim federal, les massacres de 1941-1945, incloses les comeses pels comunistes, esmentades després de dècades de silenci, van ser objecte de polèmiques controvèrsies, fins i tot competència de memòria entre països i entre nacionalitats: els serbis redueixen o neguen els delictes dels txètniks, mentre que els dels Ústaixa ho són pels croats. Els records de la guerra i les frustracions històriques que sorgeixen a mantenir el ressentiment, especialment entre serbis i croats, com Iugoslàvia es va dissoldre i poc a poc deixa d'existir com un estat. A continuació, s'afegeix una altra competició de records, la que va néixer de les guerres civils de la dècada de 1990.